# オルセー美術館
オルセー美術館（オルセーびじゅつかん、仏: Musée d'Orsay）は、フランスのパリにある19世紀美術専門の美術館である。印象派の画家の作品が数多く収蔵されていることで有名。

## 概要
オルセー美術館の建物はもともと1900年のパリ万国博覧会開催に合わせて、オルレアン鉄道によって建設されたオルセー駅の鉄道駅舎兼ホテルであった。設計者はヴィクトール・ラルー（1850年 - 1937年）である。もともとオルセー駅はオルレアンやフランス南西部へ向かう長距離列車のターミナルであり、かまぼこ状の大屋根（トレイン・シェッド）の下の地下に10線以上のホームを備えていた。狭くて不便だったことから、1939年に近距離列車専用駅となり、駅施設を大幅に縮小した。その後、この建物はさまざまな用途に用いられ、一時は取り壊しの話もあったが、1970年代からフランス政府によって保存活用策が検討されはじめ、イタリアの建築家ガエ・アウレンティの改修により19世紀美術を展示する美術館として生まれ変わることとなった。こうして1986年、オルセー美術館が開館した。美術館の中央ホールは、地下ホームのトレイン・シェッドによる吹き抜け構造をそのまま活用している。建物内部には鉄道駅であった面影が随所に残る。現在ではパリの観光名所としてすっかり定着した感がある。なお、旧・印象派美術館（ジュ・ド・ポーム）の収蔵品はすべてオルセーに引き継がれている。
館の方針としては、原則として2月革命のあった1848年から、第一次世界大戦が勃発した1914年までの作品を展示することになっており、それ以前の作品はルーヴル美術館、以降の作品はポンピドゥー・センターという役割分担がなされている（むろん、多少の例外はある）。絵画、彫刻だけでなく、写真、グラフィック・アート、家具、工芸品など19世紀の幅広い視覚芸術作品も収集・展示の対象になっている。
オルセーでは、印象派やポスト印象派など19世紀末パリの前衛芸術のコレクションが世界的に有名だが、19世紀の主流派美術で後に忘却されたアカデミズム絵画（アール・ポンピエ）を多数収蔵・展覧し、その再評価につなげていることもこの美術館の重要な活動の側面である。

## 主な収蔵品
Category:オルセー所蔵品も参照

### 新古典主義からアカデミズムへ
- アングル『泉』（1820年-1856年）

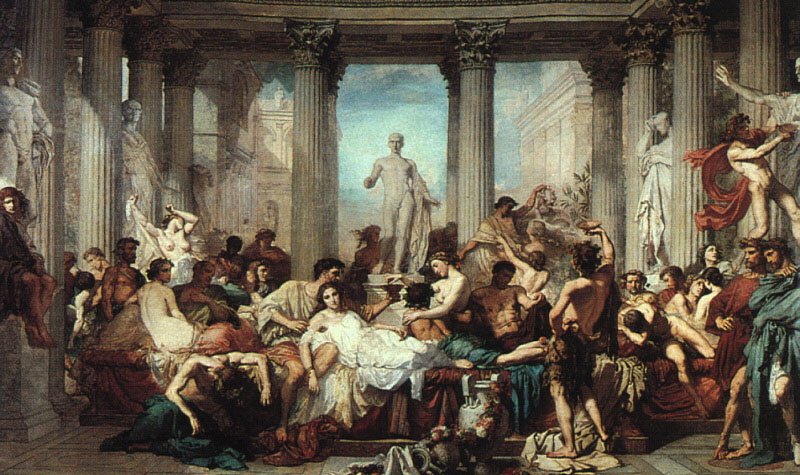
『退廃期のローマ人たち』（1847年）トマ・クチュール

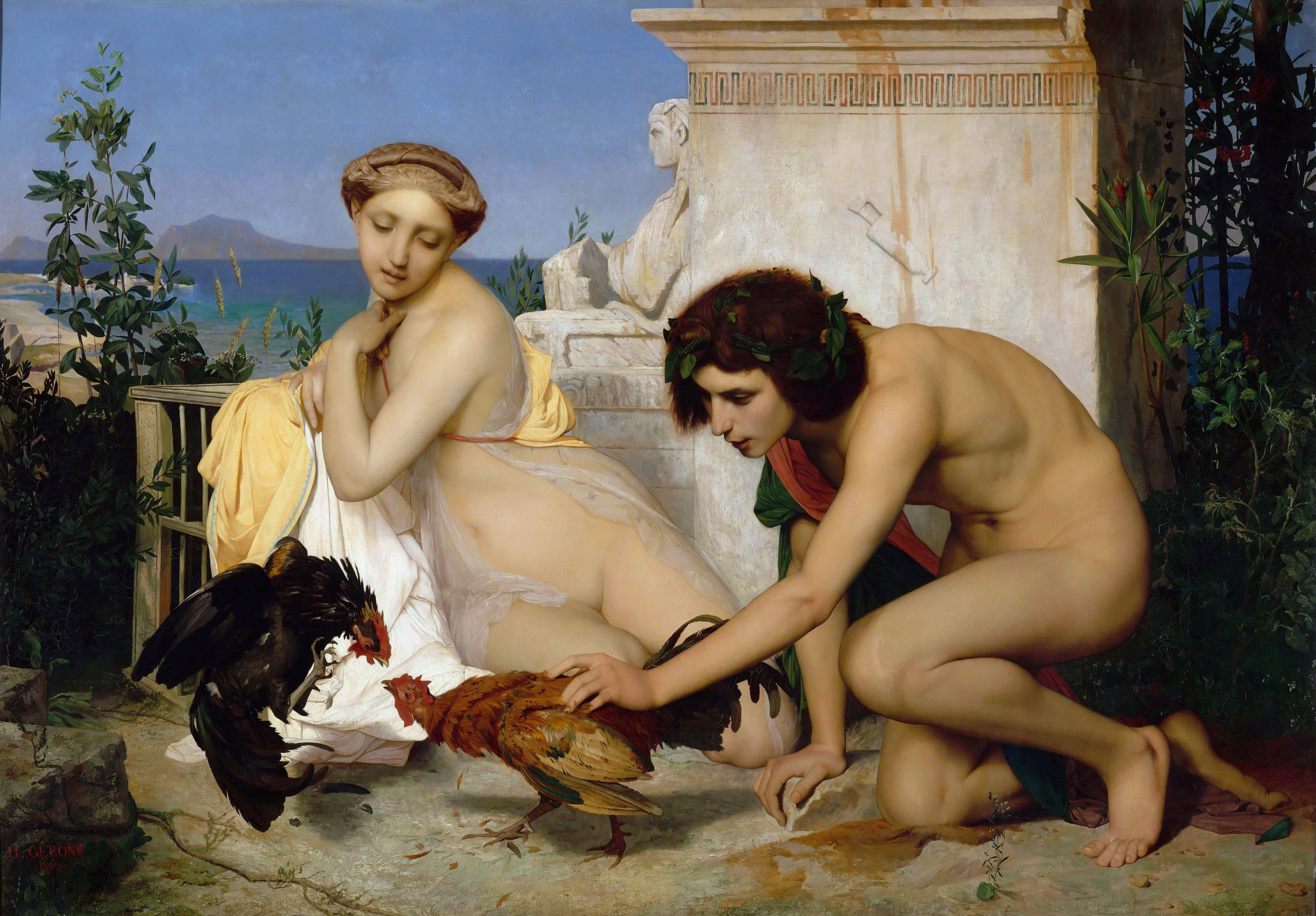
『闘鶏』（1847年）ジャン＝レオン・ジェローム

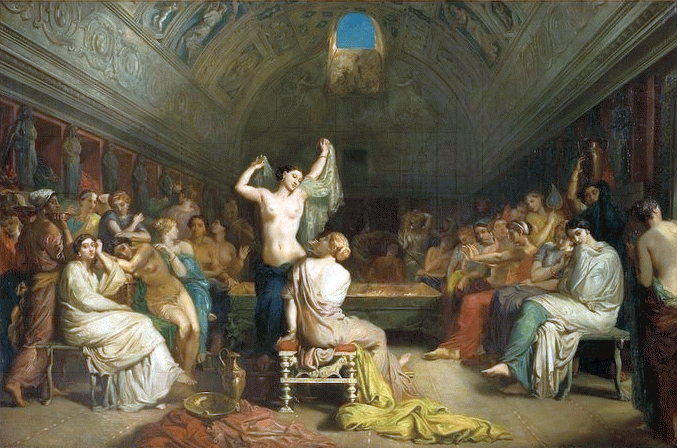
『テピダリウム』（1853年）テオドール・シャセリオー

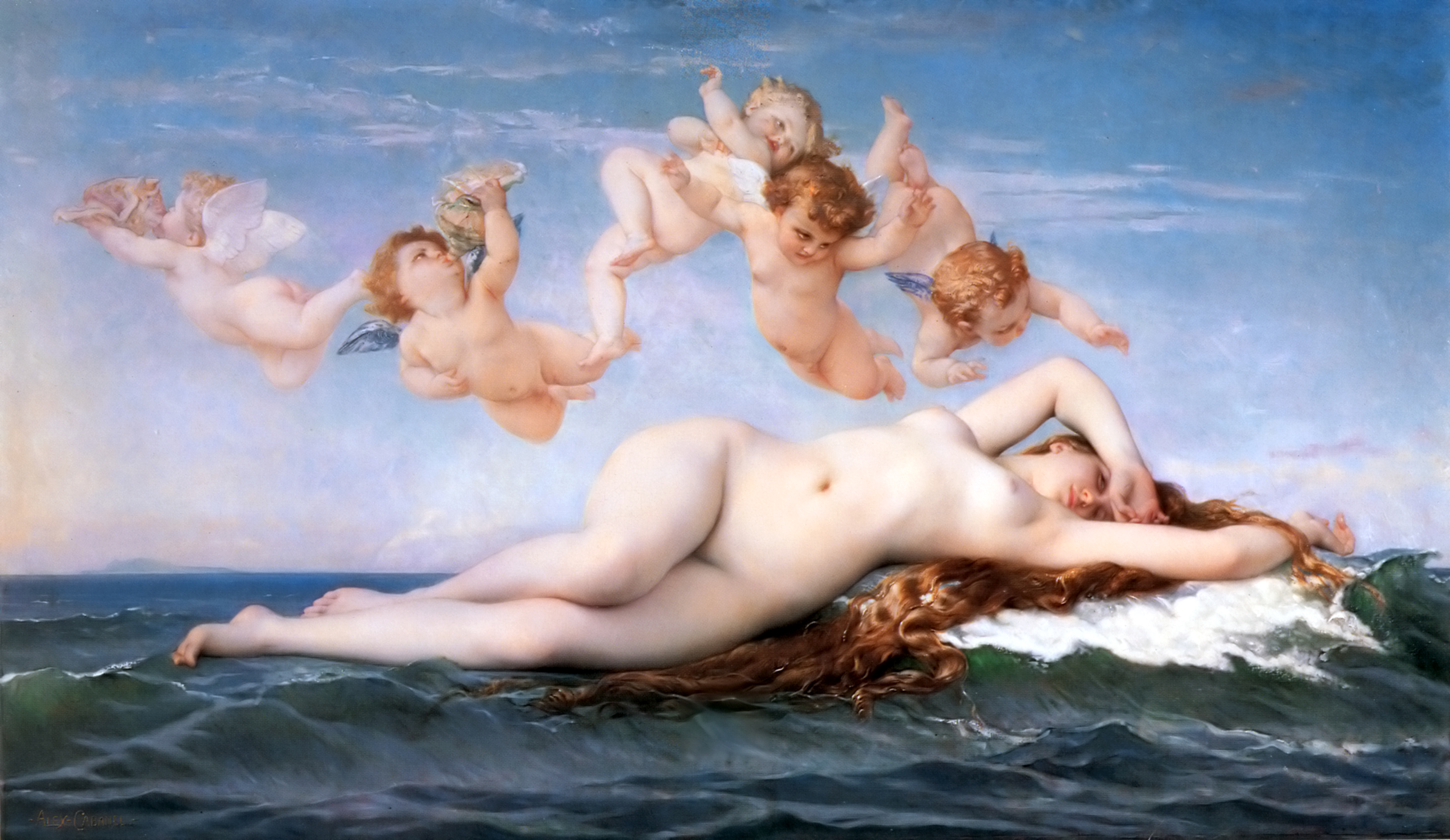
『ヴィーナスの誕生』（1863年）アレクサンドル・カバネル

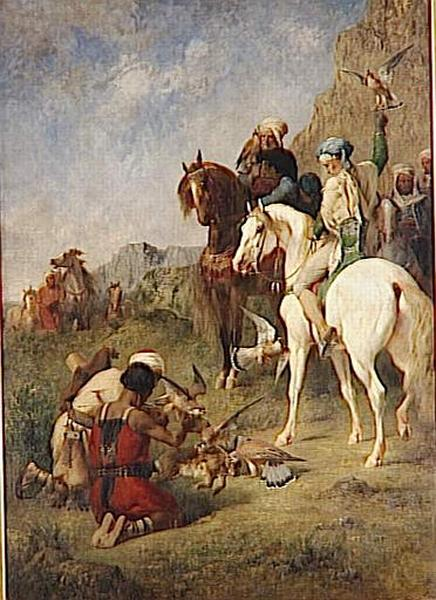
『アルジェリアの鷹狩り』（1863年）ウジェーヌ・フロマンタン

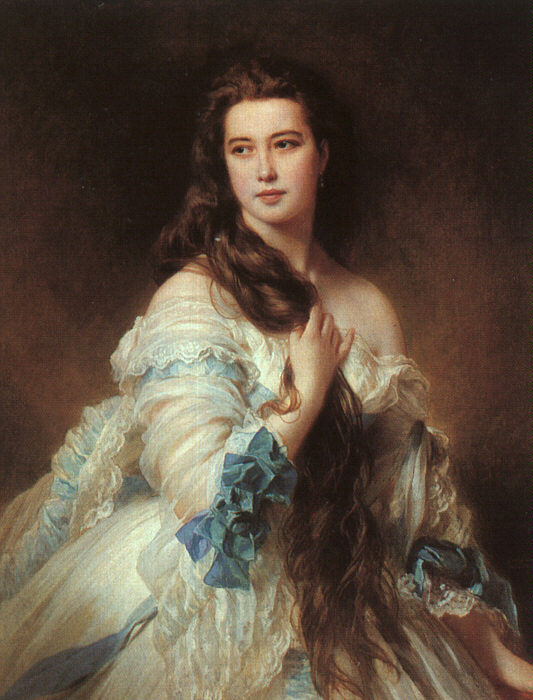
『バーブ・ドゥ・リムスキー＝コルサコフ夫人の肖像』（1864年）フランツ・ヴィンターハルター

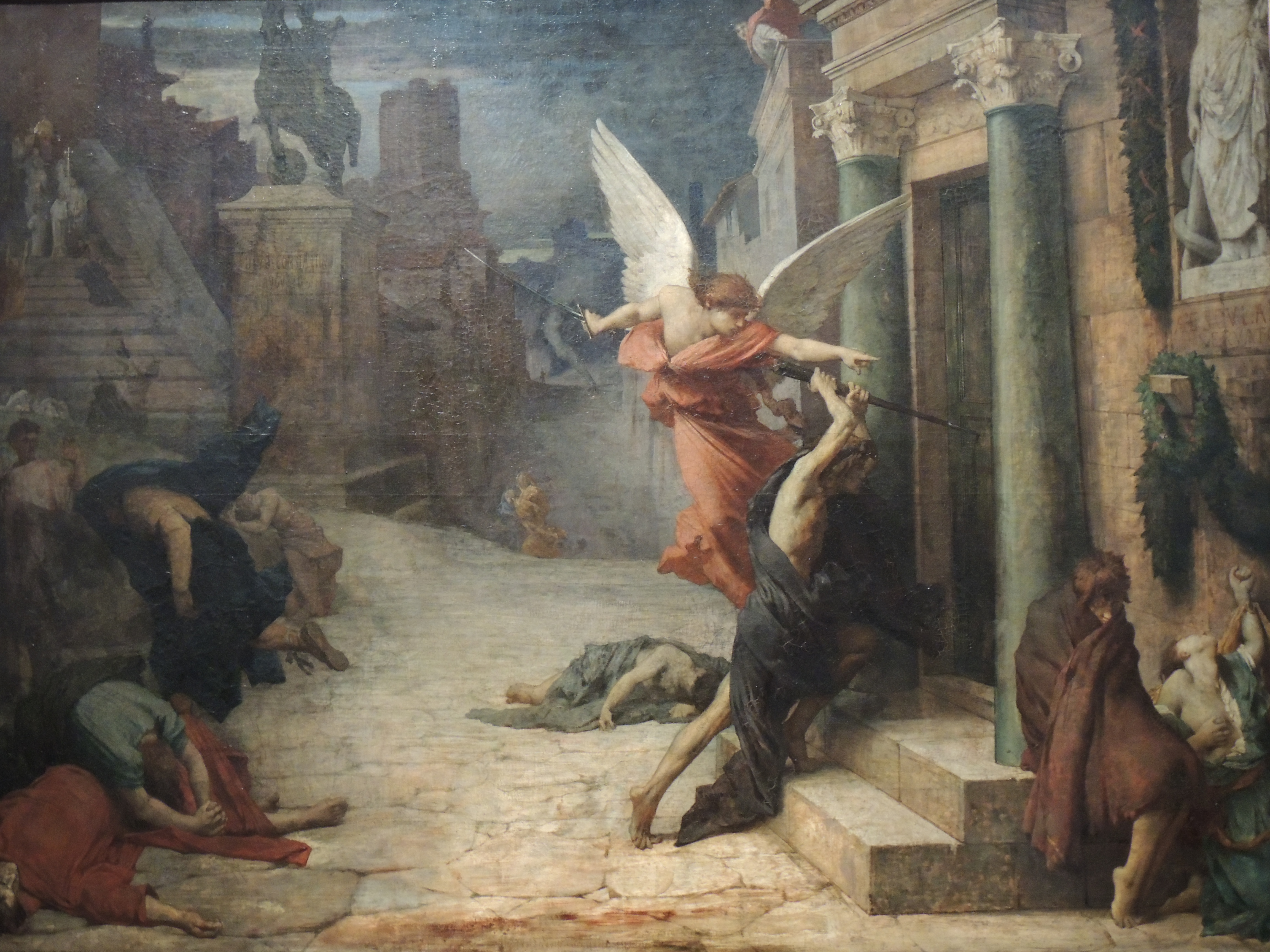
『ローマのペスト』（1869年）ジュール＝エリー・ドローネー

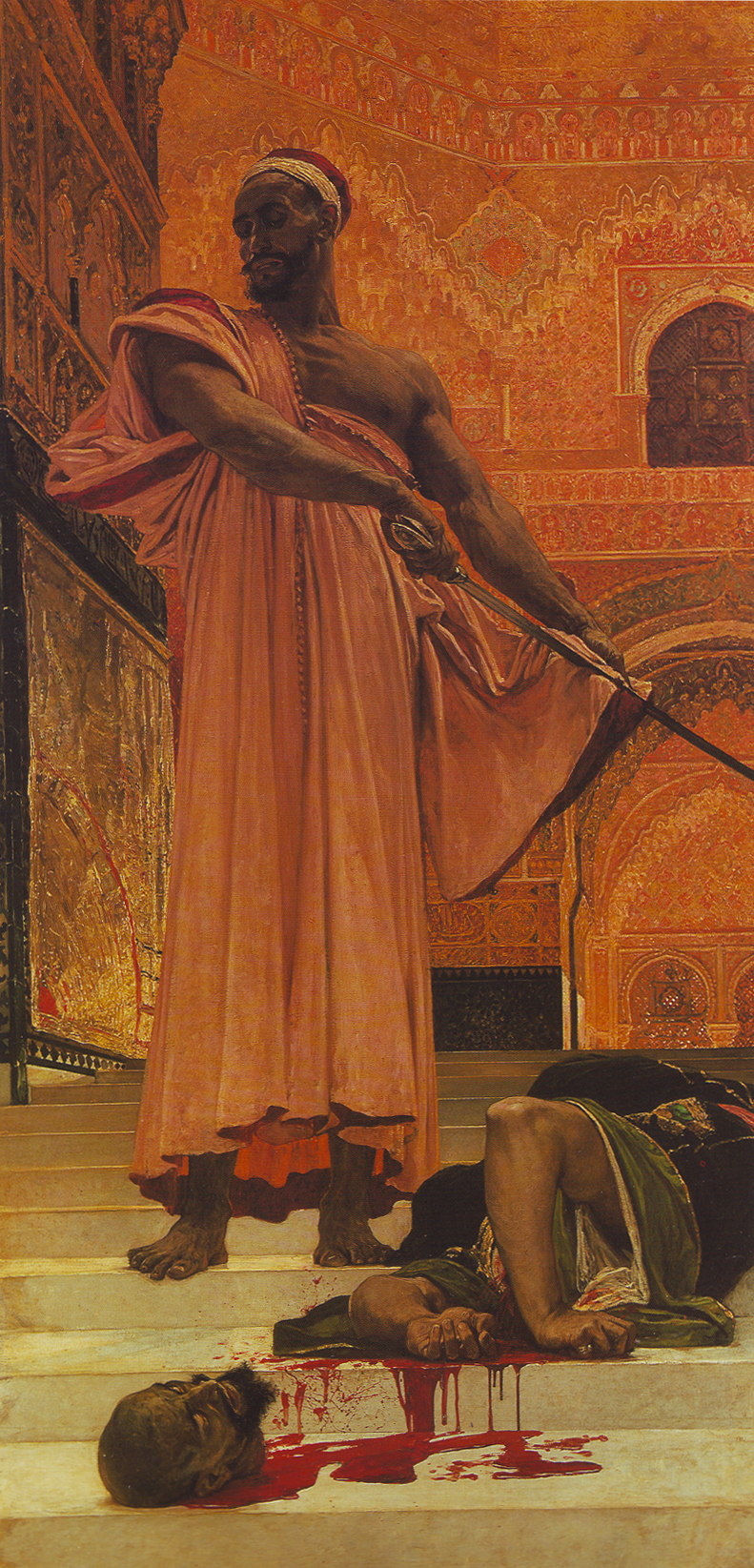
『ムーア王支配下のグラナダでの裁判抜きの処刑』（1870年）アンリ・ルニョー

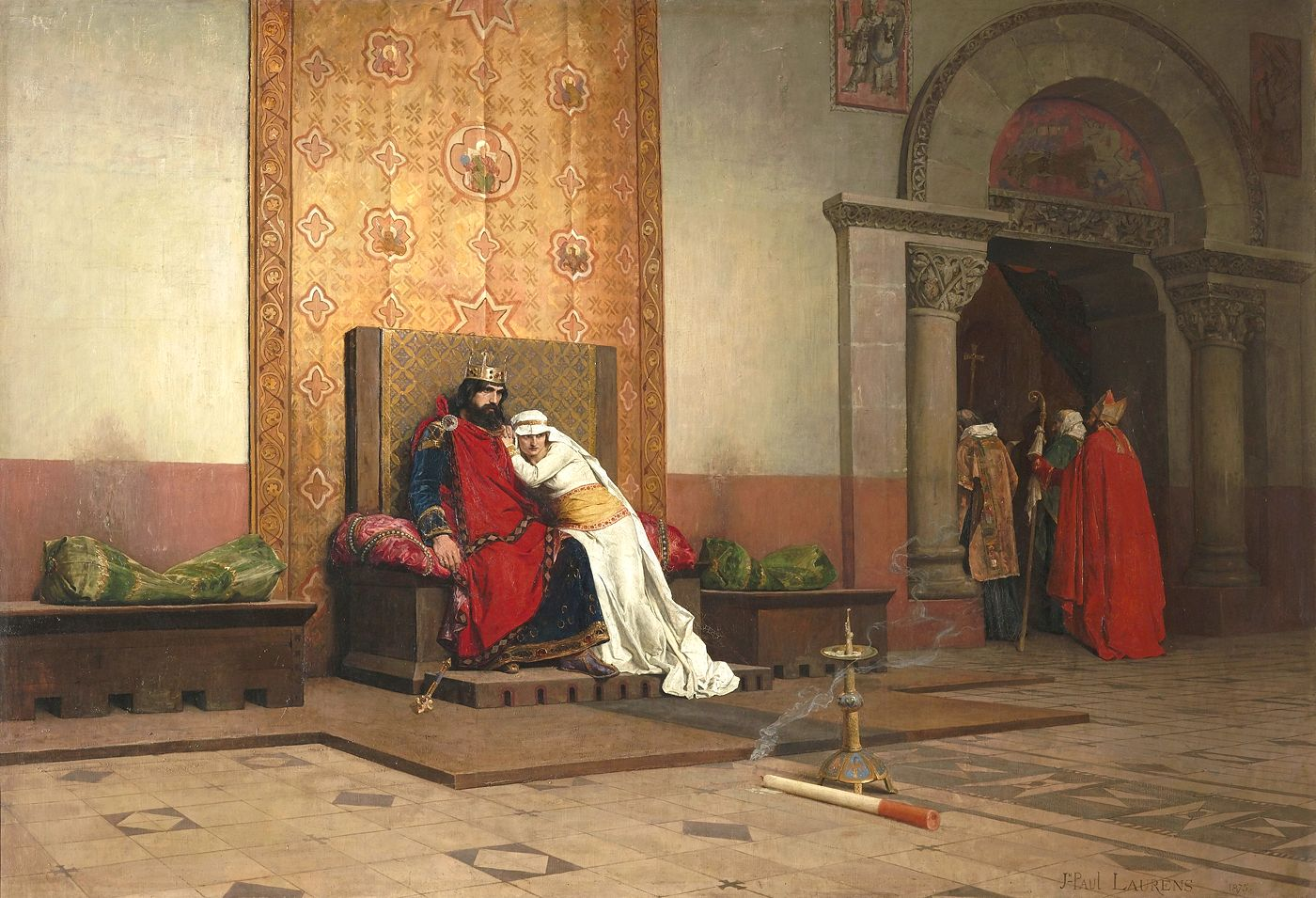
『ロベール敬虔王の破門』（1875年）ジャン＝ポール・ローランス

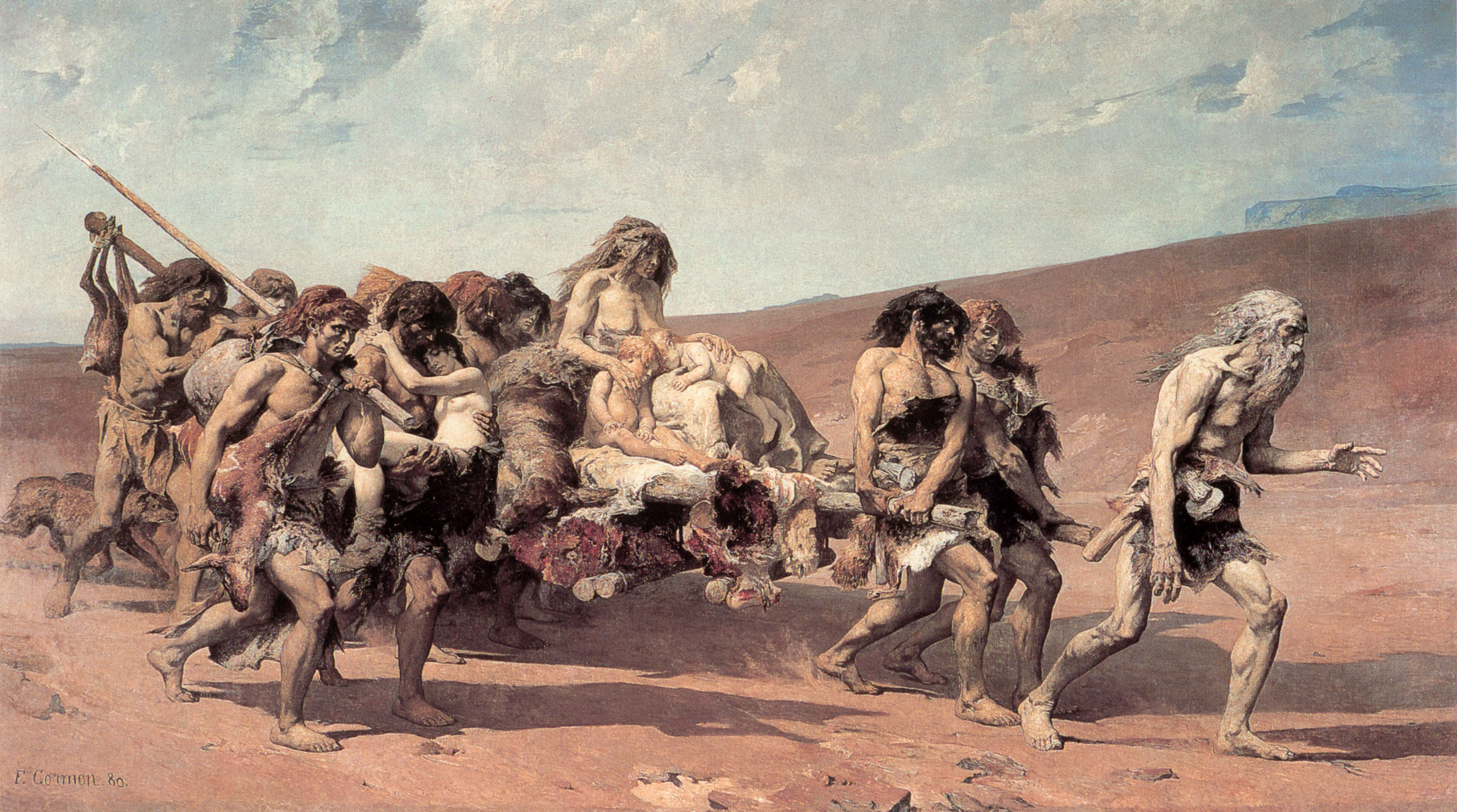
『カイン』（1880年） フェルナン・コルモン

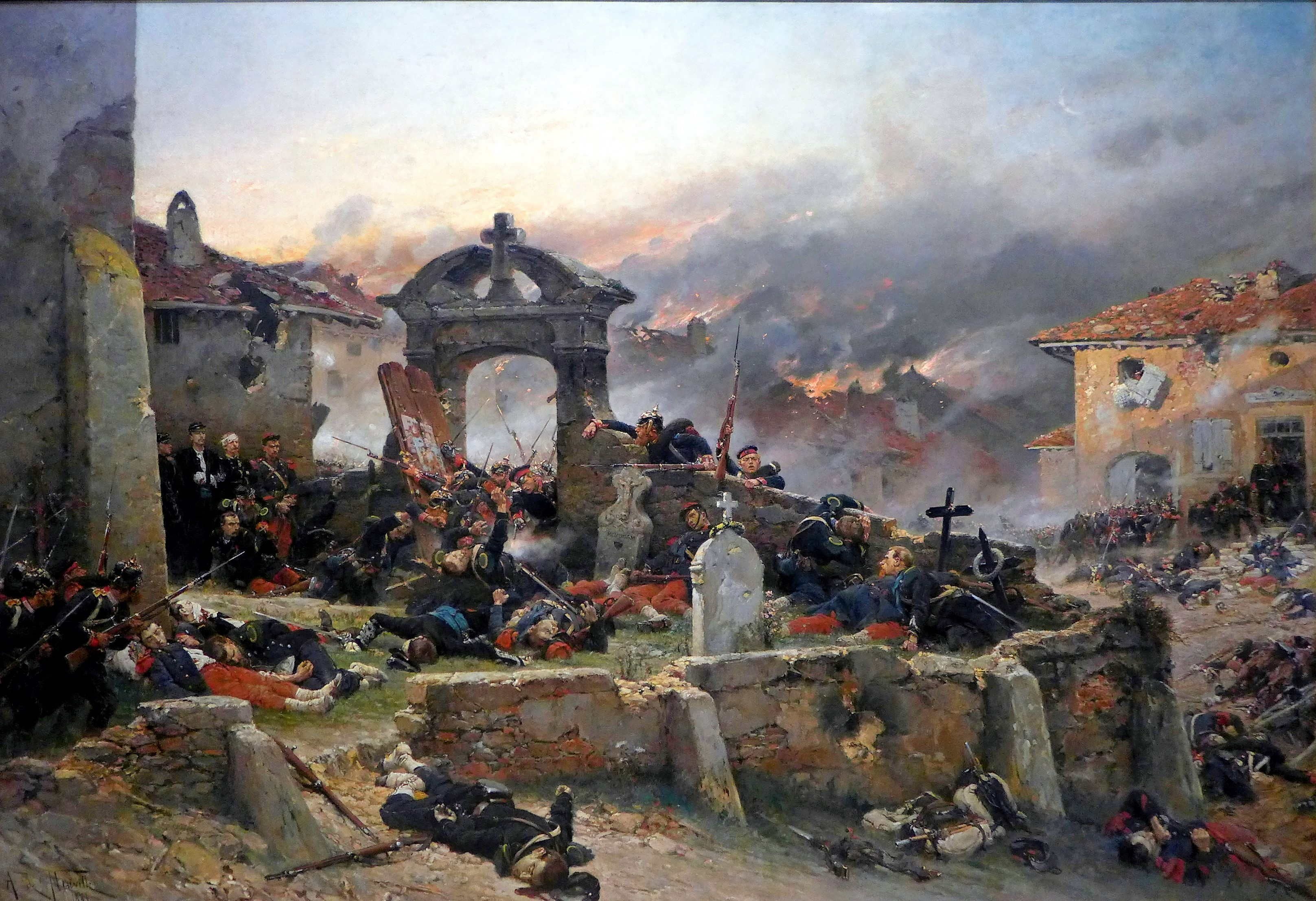
『サン・プリヴァの墓地』(1885年)アルフォンス・ド・ヌヴィル

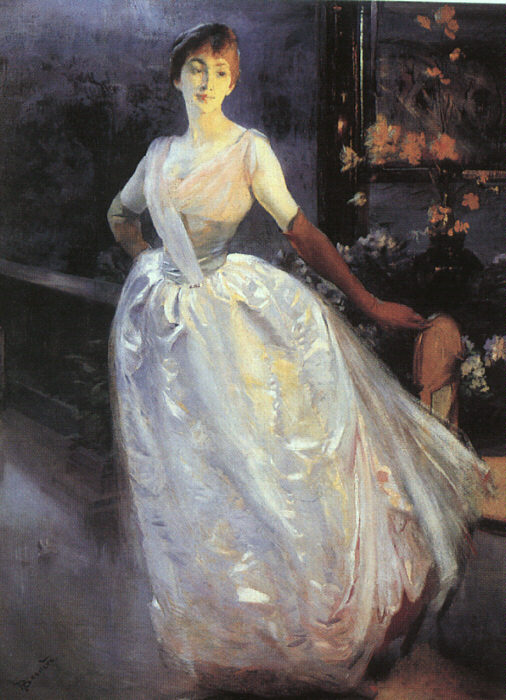
『ロジェ・ジュールダン夫人の肖像』(1886年)アルベール・ベナール

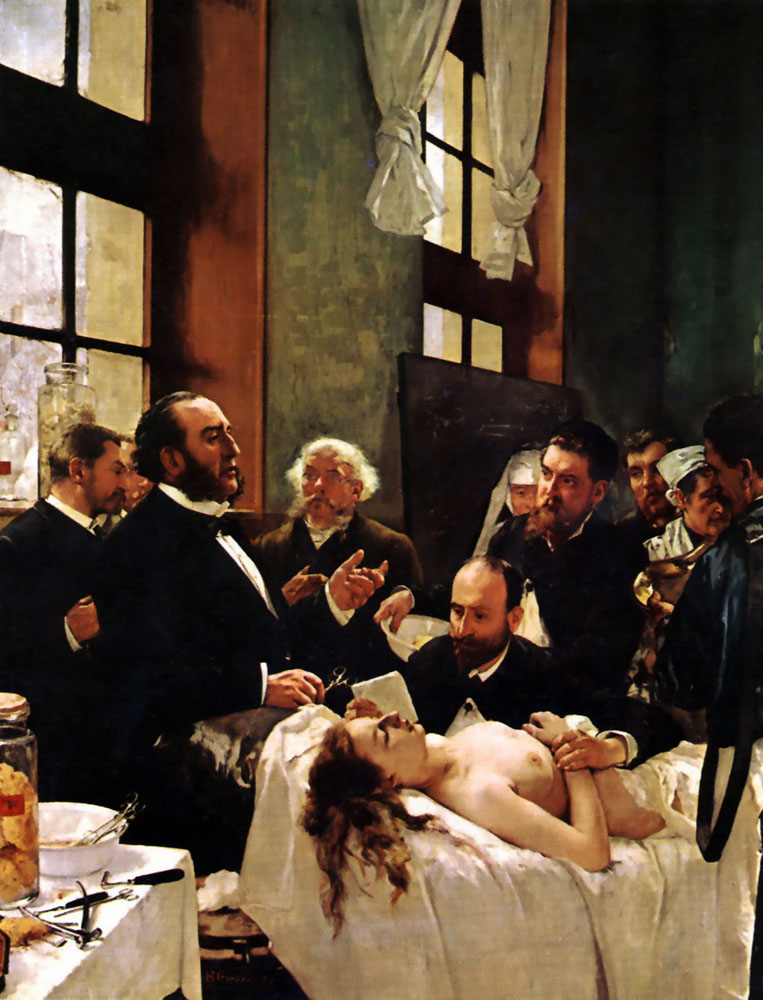
『手術の前』(1889年)アンリ・ジェルベクス

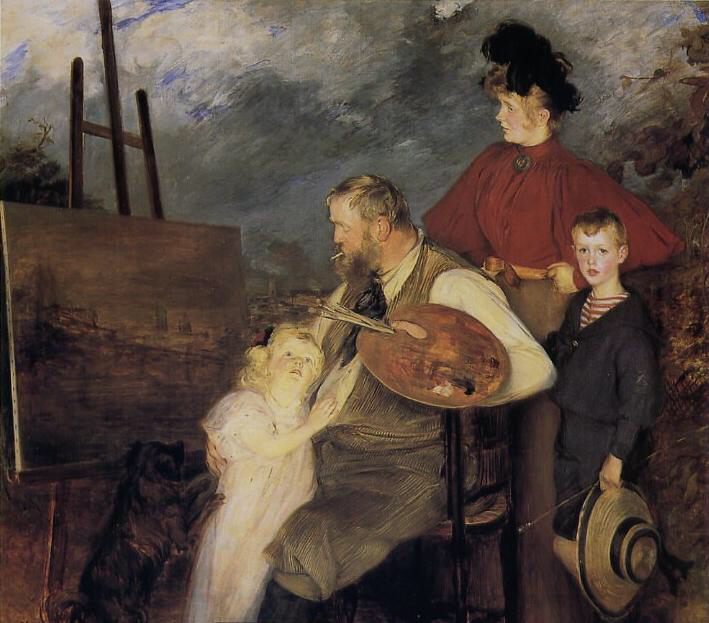
『画家トーロゥと彼の子供たち』(1895年）ジャック＝エミール・ブランシュ

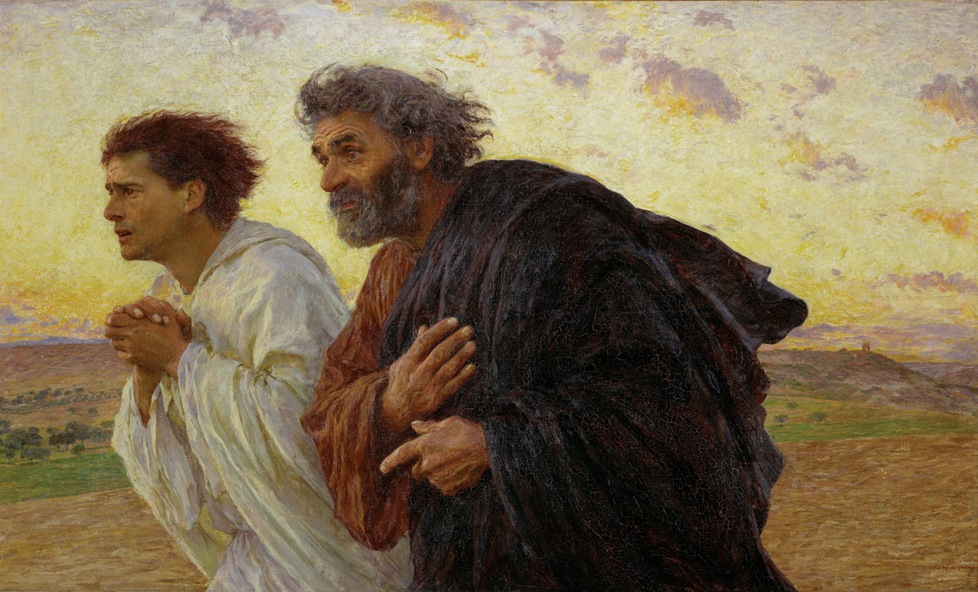
『キリスト復活の日の朝、駆け付ける使徒たち』(1898年）ウジェーヌ・ビュルナン

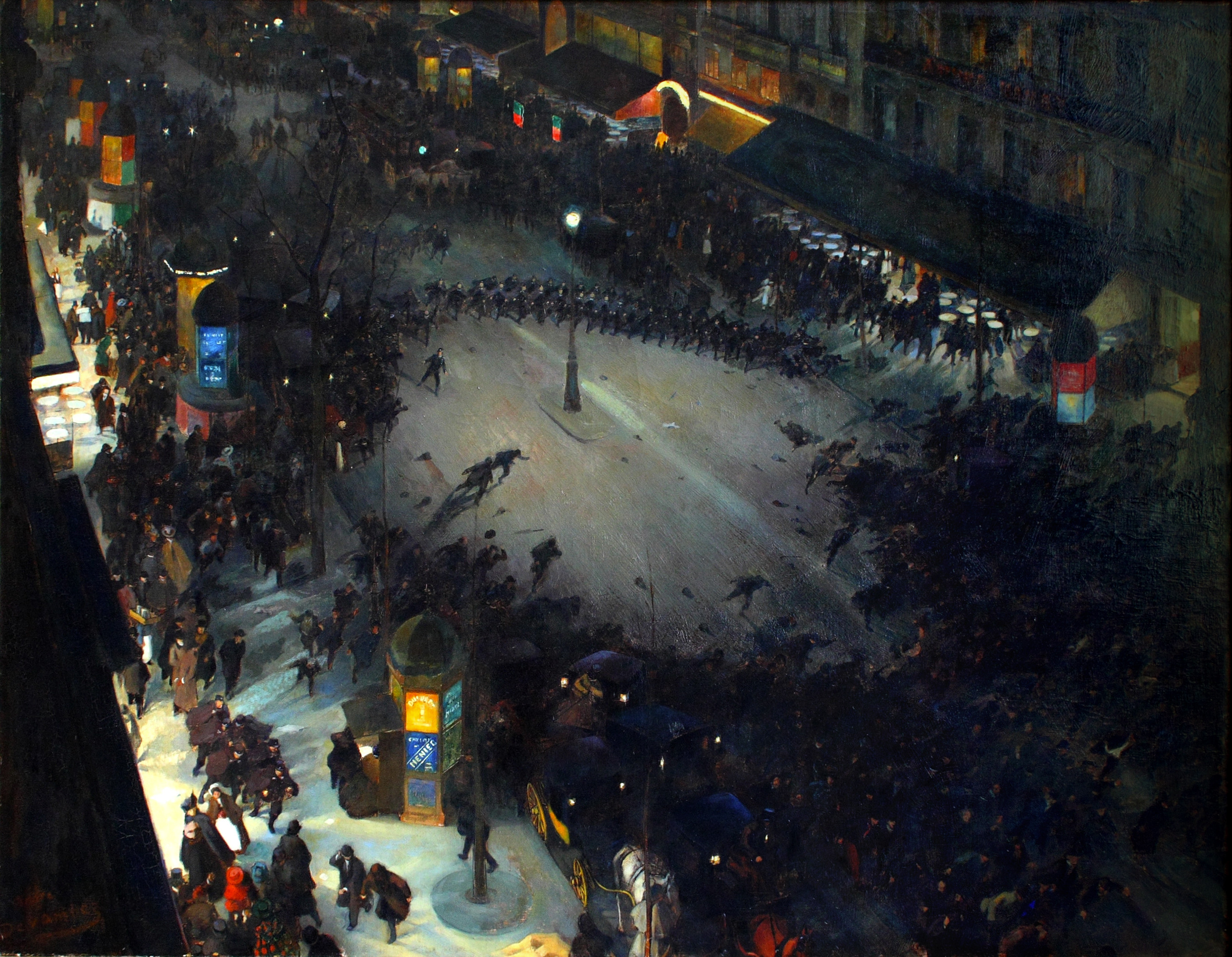
『突撃』（1901年）アンドレ・ドゥヴァンベ

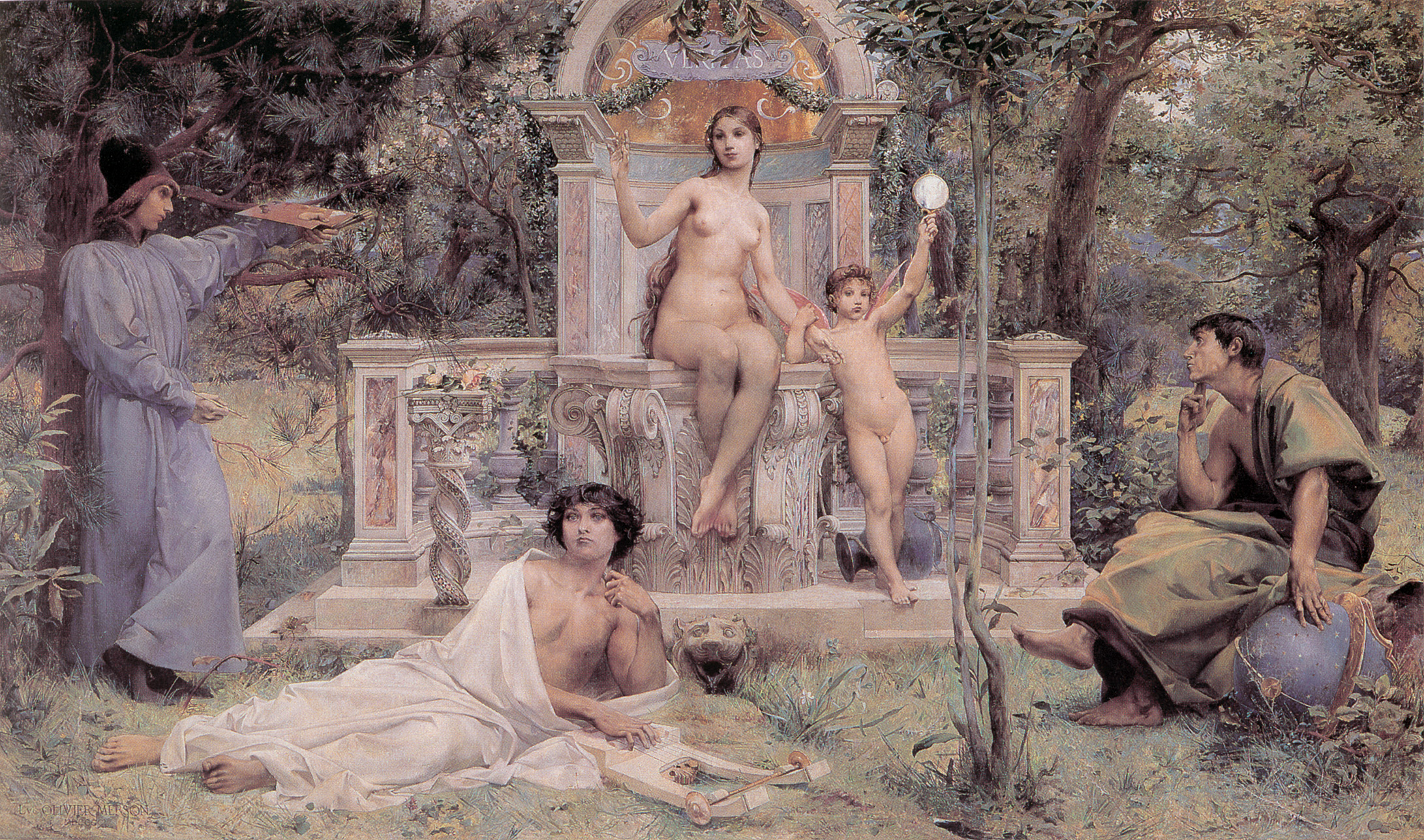
『真実』（1901年）リュック＝オリヴィエ・メルソン

- アングル『ユピテルとアンティオペ』（1851年）
- アングル『パフォスのヴィーナス』（1852年頃）
- アングル『聖餅󠄀の聖母（ホスティアのマリア）』（1854年）
- ドラクロワ『ライオン狩り』（1854年）
- ドラクロワ『虎狩り』（1854年）
- ドラクロワ『ピューマ、あるいは獲物を狙うライオン』（1859年）
- ドラクロワ『馬小屋で争うアラブ馬』（1860年）
- ドミニク・パプティ（英語版）『幸せの夢』（1843年）
- ウジェーヌ・イザベイ『ロッテルダムに到着するアルバ公』（1844年）
- アレクサンドル＝ガブリエル・ドゥカン『店で喫煙するトルコ人の商人』（1844年）
- アレクサンドル＝ガブリエル・ドゥカン『キリストの裁判』（1847年）
- トマ・クチュール『退廃期のローマ人たち』(1847年)
- ジャン＝レオン・ジェローム 『闘鶏』(1847年)
- ジャン＝レオン・ジェローム『すべてこと終われり(Consummatum est）（フランス語版）』(1867年)
- ジャン=レオン・ジェローム『ヴェルサイユ宮殿で大コンデ公を迎えるルイ14世』（1878年）
- エルネスト・エベール『ラ・マラリア』（1848年-1849年）
- エルネスト・エベール『チェルヴァーロ(ローマの州)の人々』（1859年）
- ウィリアム・アドルフ・ブグロー『死の前の平等』（1848年）
- ウィリアム・アドルフ・ブグロー『地獄のダンテとウェルギリウス』（1850年）
- ウィリアム・アドルフ・ブグロー『アラクセス川のほとりにて羊飼いに発見されるイベリア王子ラダミストゥスの妻ゼノビア』（1850年）
- ウィリアム・アドルフ・ブグロー『ダンス』（1856年）
- ウィリアム・アドルフ・ブグロー『ピロメーラーとプロクネー』（1861年）
- ウィリアム・アドルフ・ブグロー『慰めの聖母』（1875年）
- ウィリアム・アドルフ・ブグロー『青春と愛』（1877年）
- ウィリアム・アドルフ・ブグロー『ヴィーナスの誕生』（1879年）
- ウィリアム・アドルフ・ブグロー『キリストの受難』（1897年）
- ウィリアム・アドルフ・ブグロー『天使の進軍』（1898年）
- ウィリアム・アドルフ・ブグロー『オレイアデス』(1902年)
- アンリ＝ピエール・ピクー『ピンダロスの誕生』（1848年）
- テオドール・シャセリオー『サッフォー』(1849年)
- テオドール・シャセリオー『テピダリウム』(1853年)
- テオドール・シャセリオー『ヒースの荒野に於いて三人の魔女と出会うマクベスとバンクォウ』(1855年)
- フェリックス＝ジョゼフ・バリアス『ローマ皇帝ティベリウスに追放された人々』（1850年）
- オーギュスト＝バルテルミー・グレーズ『ガリア人の女性たち、ローマ人侵入の挿話』（1851年）
- ジャン＝ルイ・アモン『人間喜劇』（1852年）
- アルフレッド・デオダンク『マラー殺害後に逮捕されるシャルロット・コルデー』（1853年）
- アルフレッド・デオダンク『グラナダに別れを告げるボアブディル王』（1862年）
- アルフレッド・デオダンク『マクファーレンのエドモンドの肖像』（1872年）
- フランソワ＝レオン・ベヌヴィル『臨終を迎えるためサンタ＝マリア＝デリ＝アンジェリ教会（英語版）に運ばれる途中でアッシジの街の祝福をする聖フランシスコ』（1853年）
- フランソワ＝レオン・ベヌヴィル『円形闘技場に入場するキリスト教殉教者』（1855年）
- アルフレッド・ステヴァンス『人はこれを浮浪者と呼ぶ』(1854年)
- アルフレッド・ステヴァンス『別れの手紙』(1867年)
- アルフレッド・ステヴァンス『浴室』（1873年-1874年）
- ジュール＝ウジェーヌ・ルヌヴー『カタコンベの殉教者たち』（1855年）
- ジュール＝ウジェーヌ・ルヌヴー『ムーサたち（パリ・オペラ座の天井画の複製）』（1872年）
- レオン・ボナ『自画像（若い男の肖像）』（1855年）
- レオン・ボナ『パスカ夫人の肖像』（1874年）
- レオン・ボナ『アレクサンドル・デュマ・フィスの肖像』（1886年）
- エドゥアール・デュビュフ『パリ講和会議（1856年）（英語版）』（1856年）
- オクターヴ・パンギユイ・ラリドン『30人の戦い』（1857年）
- ジャン＝バティスト・カルポー『聖体祭儀』（1859年)
- ジャン＝バティスト・カルポー『テュイルリー宮殿での仮装舞踏会』（1867年）
- ジャン＝バティスト・カルポー『ベレゾフスキによる皇帝アレクサンドル2世への暗殺未遂』（1867年）
- ウジェーヌ・エマニュエル・アモリー・デュヴァル『受胎告知（アヴェ・マリア）』（1860年）
- ウジェーヌ・エマニュエル・アモリー・デュヴァル『ロワン夫人の肖像』（1862年）
- ジャン＝ルイ＝エルネスト・メッソニエ『アマチュア画家』（1860年）
- ジャン＝ルイ＝エルネスト・メッソニエ『ソルフェリーノの戦いでの皇帝ナポレオン3世』（1863年）
- ジャン＝ルイ＝エルネスト・メッソニエ『フランス戦役』（1864年）
- ジャン＝ルイ＝エルネスト・メッソニエ『パリ包囲戦 1870-1871年』（1884年）
- ジャン＝ルイ＝エルネスト・メッソニエ『芸術家の肖像』（1889年）
- ジェームズ・ティソ『庭のファウストとマルグレーテ』（1861年）
- ジェームズ・ティソ『二人の姉妹』（1863年）
- ジェームズ・ティソ『赤いベストの若い女性の肖像』（1864年）
- ジェームズ・ティソ『ミラモン侯爵夫妻とその子供たち』（1865年）
- ジェームズ・ティソ『ロワイヤル通りのサークル』（1868年）
- ジェームズ・ティソ『舞踏会』（1880年）
- ポール・ボードリー『マドレーヌ・ブロアン（フランス語版）の肖像』（1860年）
- ポール・ボードリー『少年時代の洗礼者聖ヨハネ』（1860年）
- ポール・ボードリー『シャルル・ガルニエの肖像』（1868年）
- ポール・ボードリー『真実』（1879年頃）
- イポリット・フランドラン『ナポレオン・ジョゼフ・シャルル・ポール・ボナパルトの肖像』（1860年）
- ギュスターヴ・ブーランジェ『「ポンペイの家（英語版）」におけるナポレオン王子による「フルート奏者」と「ディオメデスの女」のリハーサル』（1861年）
- レオン・ベリー『メッカへの巡礼』（1861年）
- ユーグ・メルル『物乞い』（1861年）
- アレクサンドル・カバネル『ヴィーナスの誕生』（1863年）
- アレクサンドル・カバネル『フランチェスカ・ダ・リミニとパオロ・マラテスタの死』（1870年）
- アレクサンドル・カバネル『ケラー侯爵夫人の肖像』（1873年）
- アレクサンドル・カバネル『タマル』（1875年）
- ウジェーヌ・フロマンタン『アルジェリアの鷹狩り』（1863年）
- ウジェーヌ・フロマンタン『渇きの国』（1869年）
- ウジェーヌ・フロマンタン『幻想、アルジェリア』（1869年）
- ウジェーヌ・フロマンタン『上エジプトのエズネ(Ezneh)の思い出』（1876年）
- ギュスターヴ・ギヨメ『サハラの夕べの祈り』（1863年）
- ギュスターヴ・ギヨメ『サハラ』（1867年）
- フランツ・ヴィンターハルター『バーブ・ドゥ・リムスキー＝コルサコフ夫人の肖像』（1864年）
- ジャン・エジェシップ・ヴェッター（フランス語版）『ルイ14世に迎え入れられるモリエール』（1864年頃）
- ジャン＝ジャック・エンネル『貞潔なスザンナ』（1864年-1865年）
- ジャン＝ジャック・エンネル『牧歌』（1872年）
- ジャン＝ジャック・エンネル『墓の中のイエス』（1879年頃）
- ルイ・ジャンモ『メゼンティウス（メザンス）の拷問』（1865年）
- エミール・レヴィ『オルフェウスの死』（1866年）
- ジュール・ジョゼフ・ルフェーブル『ニンフとバックス』（1866年頃）
- ジュール・ジョゼフ・ルフェーブル『真実』（1870年）
- シャルル・エミール・ド・トゥルヌミーヌ『アフリカの象』（1867年）
- ヴィクトール・ジロー（フランス語版）『奴隷商人』（1867年）
- エミール＝オーギュスト・カロリュス＝デュラン『手袋をはめた婦人』（1869年）
- エミール＝オーギュスト・カロリュス＝デュラン『X嬢あるいはアンフォルティ伯爵夫人の肖像』（1875年）
- ジュール＝エリー・ドローネー『ローマのペスト』（1869年）
- ジュール＝エリー・ドローネー『ディアナ』（1872年）
- ジュール＝エリー・ドローネー『ジョルジュ・ビゼー夫人（ジュヌヴィエーヴ・アレヴィ）の肖像』（1878年）
- ポール・シュナヴァール『神聖なる悲劇（フランス語版）』（1869年）
- ジョゼフ・ブラン『ペルセウス』（1869年)
- アンリ・ルニョー『ムーア王支配下のグラナダでの裁判抜きの処刑』（1870年）
- トニ・ロベール＝フルーリー『コリント最後の日』（1870年）
- トニ・ロベール＝フルーリー『甘美な夢想』（1894年）
- ハンス・マカルト『アブンダンティア（豊饒）、大地の恵み』（1870年）
- ジャン＝ジョゼフ・バンジャマン＝コンスタン『もたれかかるオダリスク』（1870年）
- ジャン＝ジョセフ・バンジャマン＝コンスタン『音楽への賛美（オペラ・コミック座天井画）』（1898年）
- ジョルジュ・クレラン『テュイルリー宮殿の炎上』（1871年）
- ギュスターヴ・ドレ『謎』（1871年）
- アルフォンス・ド・ヌヴィル『1870年12月21日、ル・ブルジェの戦いの後の野営地』（1873年）
- アルフォンス・ド・ヌヴィル『ル・ブルジェ』(1878年)
- アルフォンス・ド・ヌヴィル『サン・プリヴァの墓地』(1885年)
- アルベール・メニャン『1066年イングランド征服に向けてのノルマン人艦隊の出帆』（1874年）
- カミーユ＝フェリックス・ベランジェ（フランス語版）『アベル』（1874年-1875年）
- ジャン＝ポール・ローランス『ロベール敬虔王の破門』（1875年）
- ルイズ・アベマ『サラ・ベルナールの肖像』（1875年）
- アレクサンドル・ファルギエール『レスラー』（1875年）
- アレクサンドル・ファルギエール『矮人、スペインの思い出』（1880年頃）
- ローレンス・アルマ＝タデマ『ジュール・ダルーとその妻と娘』（1876年）
- アンリ・ジェルベクス『ローラ』（1878年）
- アンリ・ジェルベクス『ヴァルテッセ・ド・ラ・ビニュ（英語版）の肖像』（1879年）
- アンリ・ジェルベクス『絵画審査員の会合』（1885年以降）
- アンリ・ジェルベクス『手術の前（サンルイ医院のペアン医師による血管の圧迫についての講義）』（1887年）
- ジャン・ベロー『夜会』（1878年）
- ジャン・ベロー『パリサイ人たちの家のマグダラのマリア』（1880年）
- ジャン・ベロー『「ジュルナル・デ・デバ（フランス語版）」紙の編集室』（1889年）
- ガブリエル・フェリエ『スペイン異端審問の場面』（1879年）
- リュシアン＝エティエンヌ・メランジュ『パリ市長（パリ商人頭）エティエンヌ・マルセルとフランス王太子(ドーファン)シャルル』（1879年）
- アンリ＝リュシアン・ドゥセ『ロベール・ド・モンテスキュー伯爵の肖像』（1879年）
- ジョン・シンガー・サージェント『エドゥアール・パイユロンの肖像』（1879年）
- ジョン・シンガー・サージェント『ラ・カルメンシータ』（1890年）
- フェルナン・コルモン『カイン』（1880年）
- フェルナン・コルモン『鍛造』（1891年）
- ジュール・ロラン『断崖の城塞』（1880年）
- エドゥアール・ジョゼフ・ダンタン『アトリエの一角』（1880年）
- ジャン＝ジョゼフ・ウェールツ『ジョゼフ・バラの死』（1880年）
- ルイ・エクトル・ルルー（英語版）『ヘルクラネウム79年8月23日』（1881年）
- アルベール・バルトロメ（英語版）『温室にて』（1881年）
- ルイ＝モーリス・ブーテ＝ド＝モンヴェル『ブレのベルナールとロジェ』（1883年）
- アルベルト・エーデルフェルト『ルイ・パストゥールの肖像』（1885年）
- マルセル・バシェ『クロード・ドビュッシーの肖像』（1885年)
- マルセル・バシェ『アレクサンドル・ミルランの肖像』（1922年)
- アンリ・ポール・モット『ベリュス（ベロス）の婚約者（英語版）』（1885年）
- ライムンド・デ・マドラーソ『ディアナに扮するデルベ・ド・サン・ドニ伯爵夫人』（1885年）
- ジャン＝ジュール＝アントワーヌ・ルコント・デュ・ヌイ『ラムセスの後宮』（1885年-1886年）
- アレクシ・アクシレット（フランス語版）『アレクサンドル・ファルギエールの肖像』（1885年-1886年）
- アルベール・ベナール『ロジェ・ジュールダン夫人の肖像』（1886年）
- ラファエル・コラン『フロレアル（花月）』（1886年）
- エドゥアール・デタイユ『夢』（1888年）
- ジョヴァンニ・ボルディーニ『パーティーの一場面』（1889年頃）
- ジョヴァンニ・ボルディーニ『シャルル・マックス夫人の肖像（イタリア語版）』（1896年）
- ジョヴァンニ・ボルディーニ『ロベール・ド・モンテスキュー伯爵の肖像』（1897年）
- ジャン・ジョフロワ『病院訪問の日』（1889年）
- トマス・エイキンズ『クララ・エイキンズの肖像』（1890年頃）
- ポール・マティ（英語版）『室内の中の婦人と子供』（1890年頃）
- エミール・フリアン『影を落とす』（1891年）
- ギュスターヴ＝クロード＝エティエンヌ・クルトワ『ゴートゥロー夫人の肖像』（1891年）
- ジャック＝エミール・ブランシュ『マルセル・プルーストの肖像』(1892年)
- ジャック＝エミール・ブランシュ『画家トーロゥと彼の子供たち』(1895年）
- セシリア・ボー『シタとサリタ、女性と猫』（1893年-1894年）
- ポール・セザール・エリュー『秋のヴェルサイユ』（1897年頃）
- ポール・セザール・エリュー『ワイト島のカウズ（英語版）の海にあるヨット「ネレウス号」』（1900年）
- ウジェーヌ・ビュルナン『復活の朝、墓へと走る使徒ペテロとヨハネ』（1898年）
- フアナ・ロマーニ『サロメ』（1898年）
- ジュリアス・ルブラン・ステュワート『ニサ（英語版）のニンフ』（1900年）
- ナスレディーヌ・ディネ『アブデル・グーレムとヌール・エル・アイン(愛の奴隷と瞳の光)』（1900年）
- リュック＝オリヴィエ・メルソン『真実』（1901年）
- リュック＝オリヴィエ・メルソン『幸福』（1901年）
- アンドレ・ドゥヴァンベ『突撃』（1901年）
- アンドレ・ドゥヴァンベ『雲の上を飛ぶただ一羽の鳥』（1910年）
- アンリ・カミーユ・ダンジェ『天罰！』（1901年）
- ポール・シャバ『画家の妻の肖像』（1902年）
- オスマン・ハムディ・ベイ『トゥルベの子供の墓の前の男』（1903年）
- ルパート・バニー『湯上り』（1904年）
- リュシアン・シモン『私の子供たちの肖像』（1905年）
- アルマン・ブルトン（フランス語版）『彼女の居場所』(1909年)
- ウィリアム・オーペン『ロンドンのカフェ・ロイヤル』（1912年）
- フィリップ・ド・ラースロー『ノアイユ伯爵夫人の肖像』（1913年）
- アメリ・ボーリー＝ソレール『ジャン＝ポール・ローランスの肖像』(1919年)
- ポール・アルベール・ローランス『アンドレ・ジイドの肖像』(1924年)

### アカデミズムの彫刻

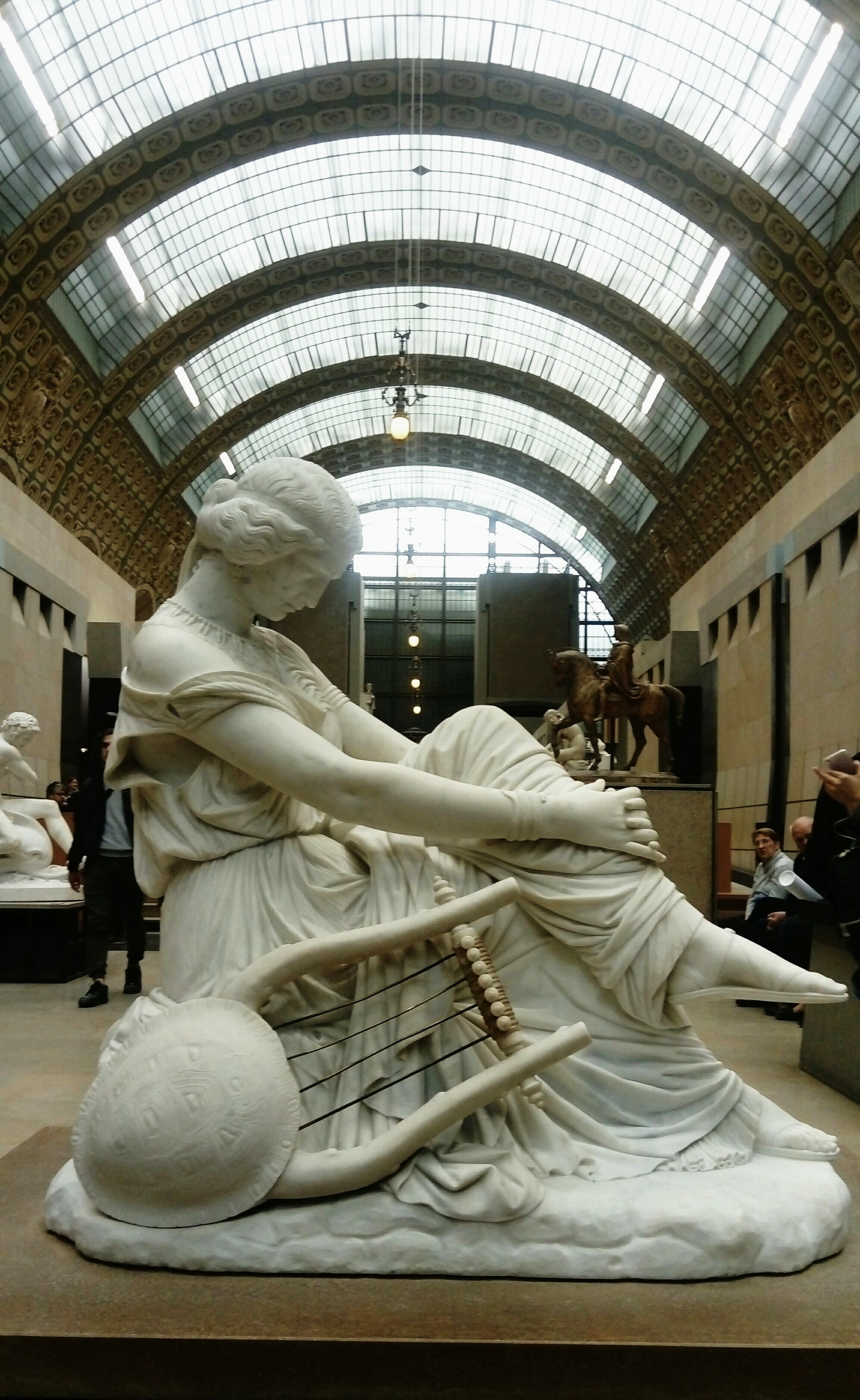
『サッフォー』（1852年）ジャン＝ジャック・プラディエ

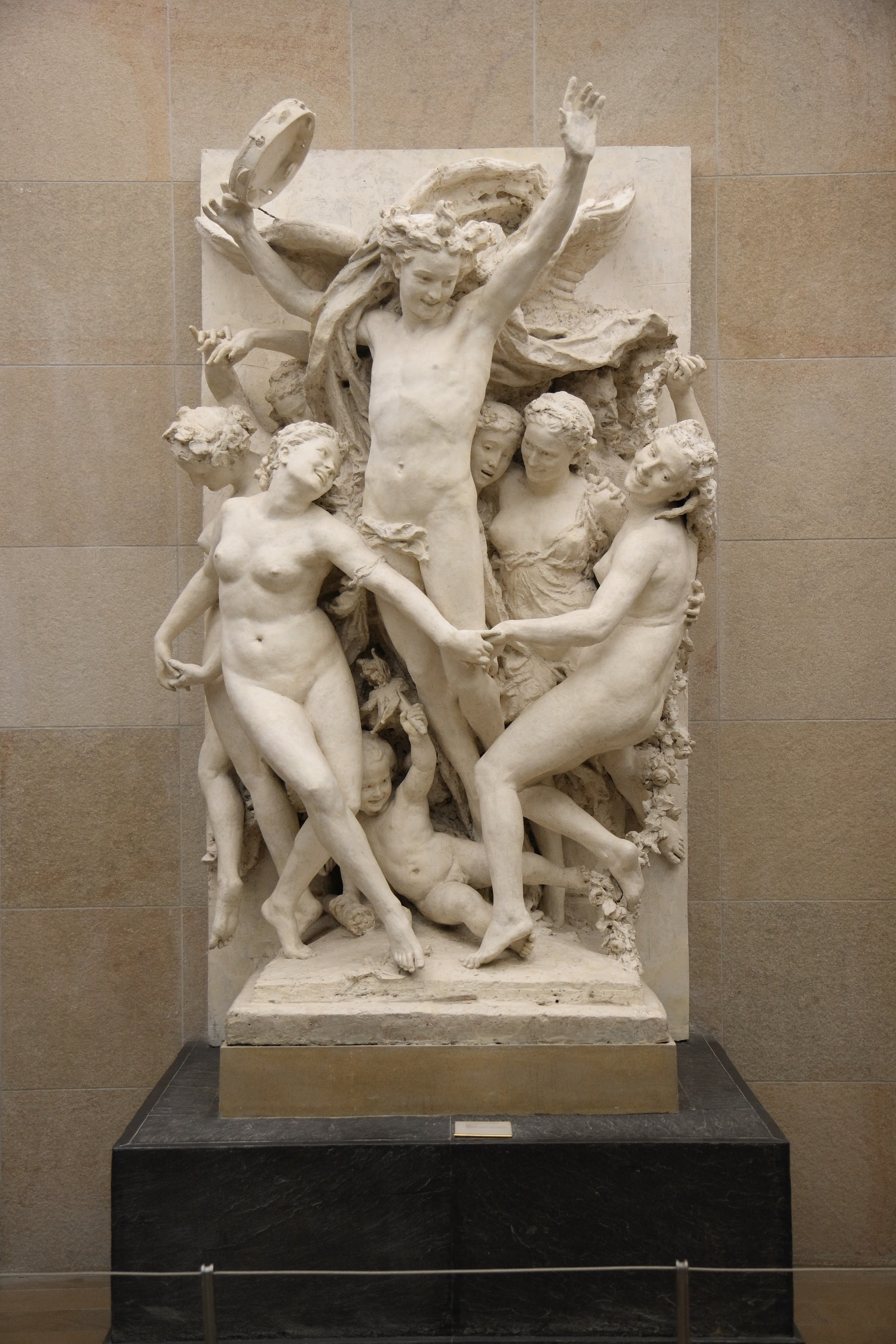
『ダンス』（1863-1869年）ジャン＝バティスト・カルポー

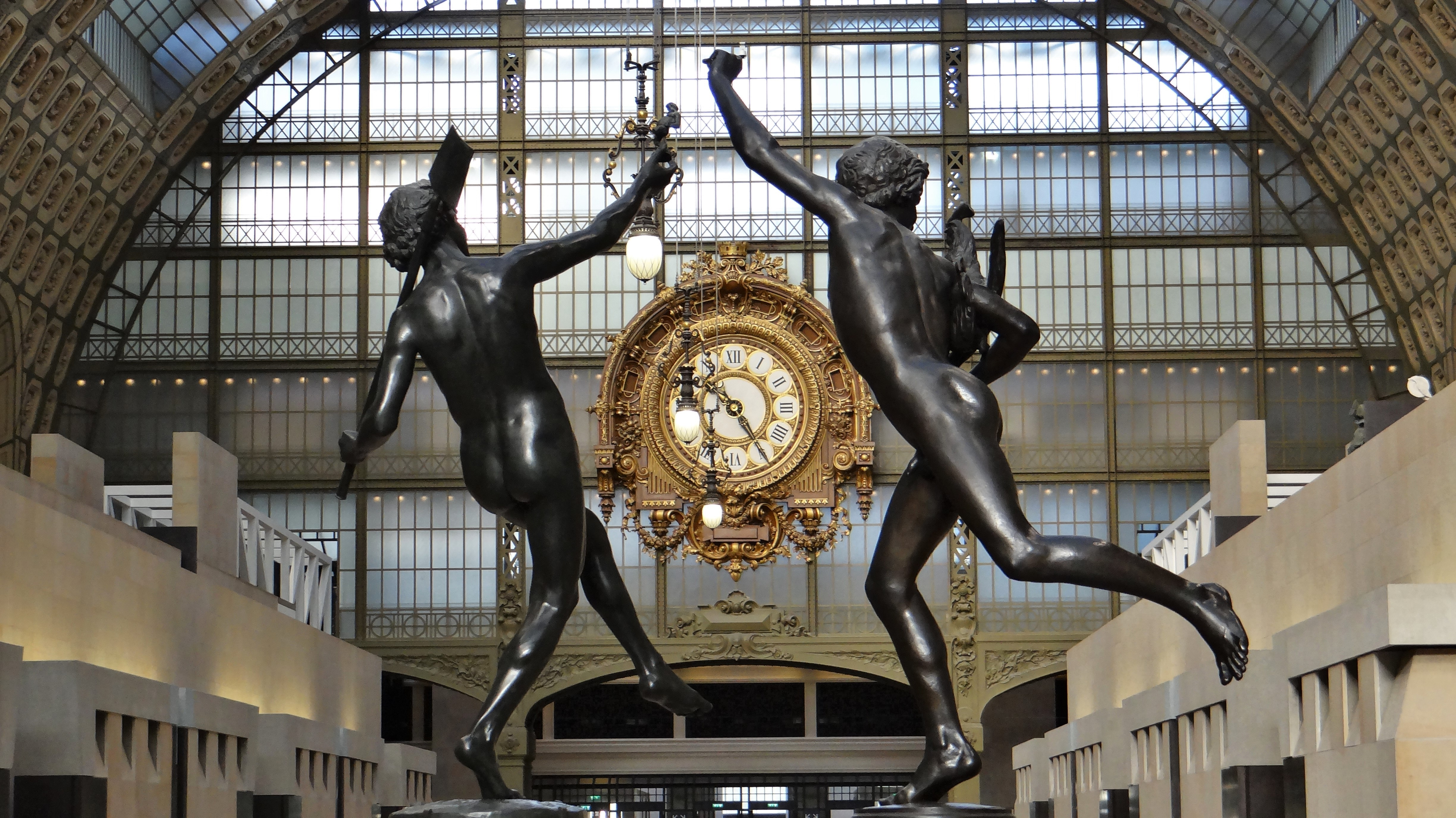
左『ポンペイの掘り出し物』（1863年）イッポリト・ムーラン／右『闘鶏の勝利者』（1864年）アレクサンドル・ファルギエール

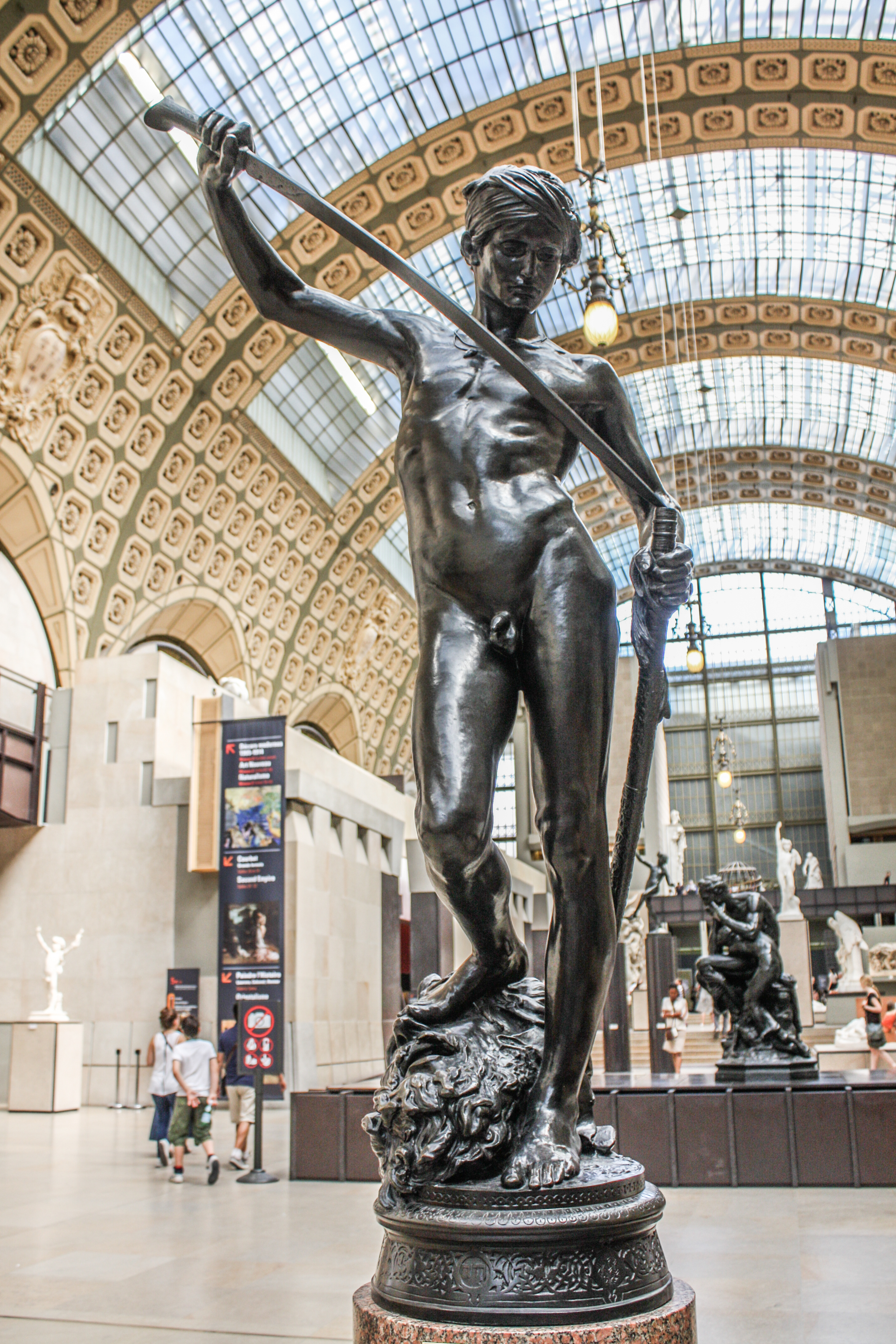
『ダヴィデ』（1869年-1872年）アントナン・メルシエ

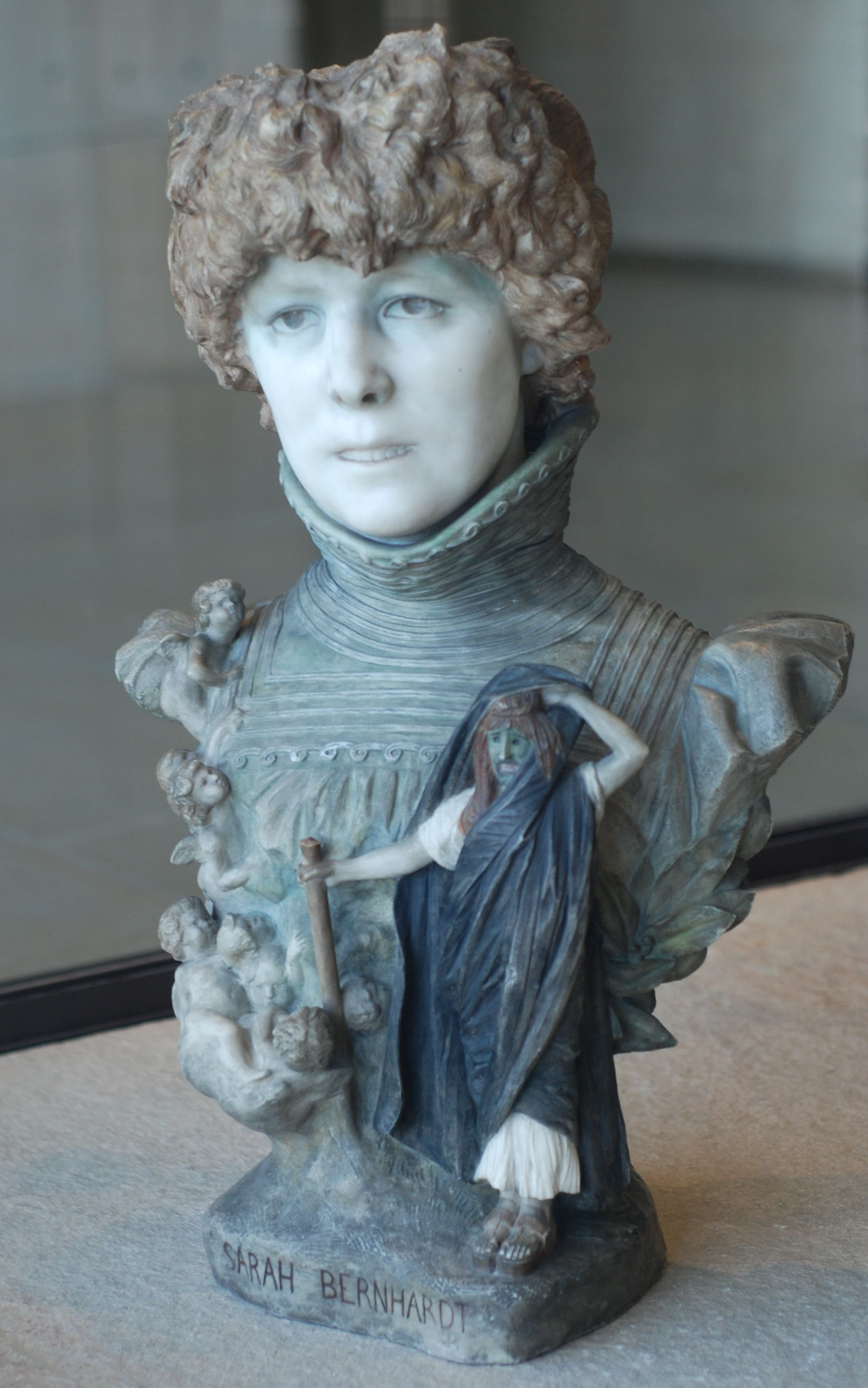
『サラ・ベルナールの胸像』（1890年頃） ジャン＝レオン・ジェローム

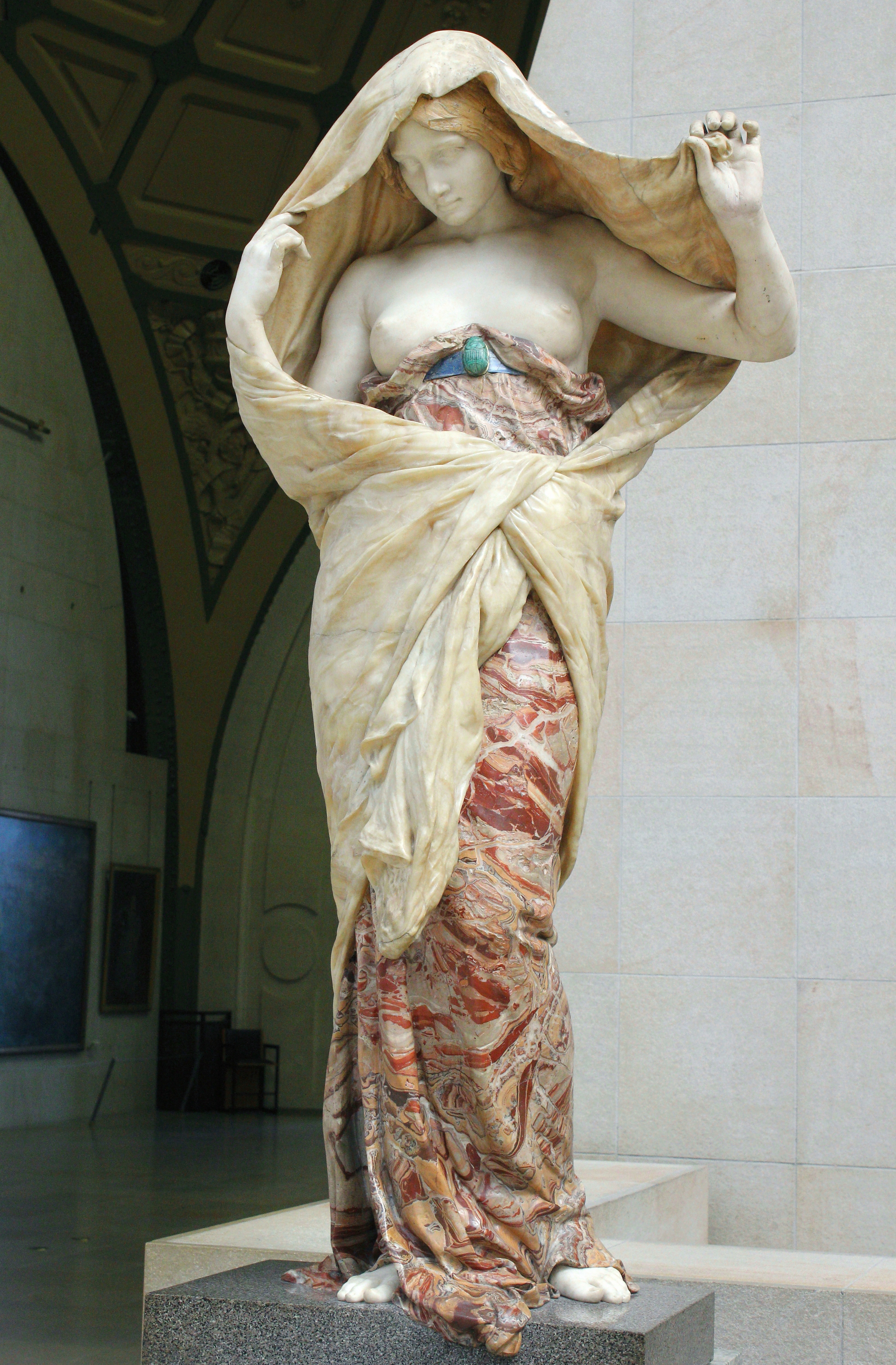
『科学の前にヴェールを剥ぐ自然』（1899年）ルイ＝エルネスト・バリアス

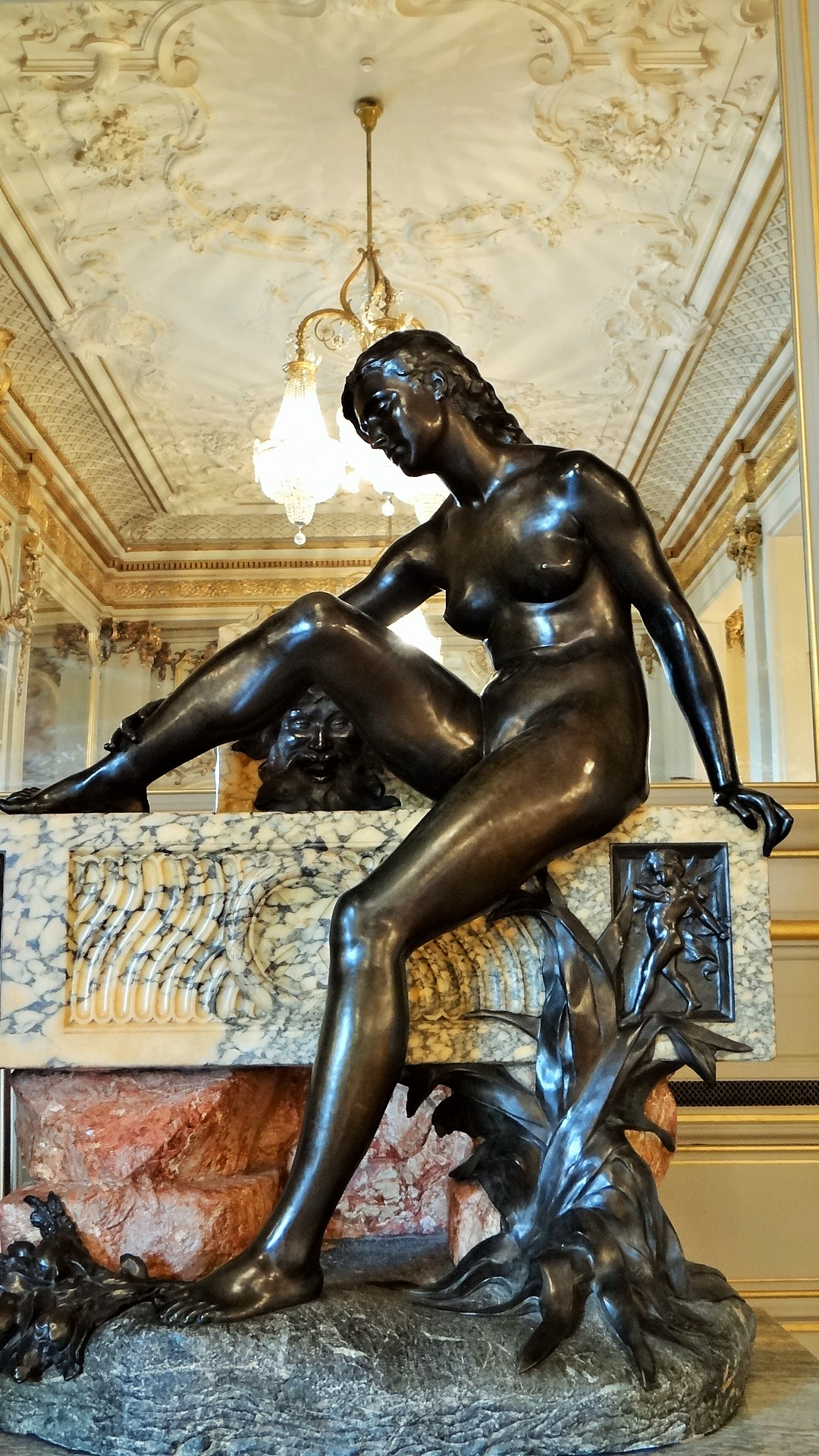
『泉のミューズ』（1900年） ジャン＝バティスト・ユーグ

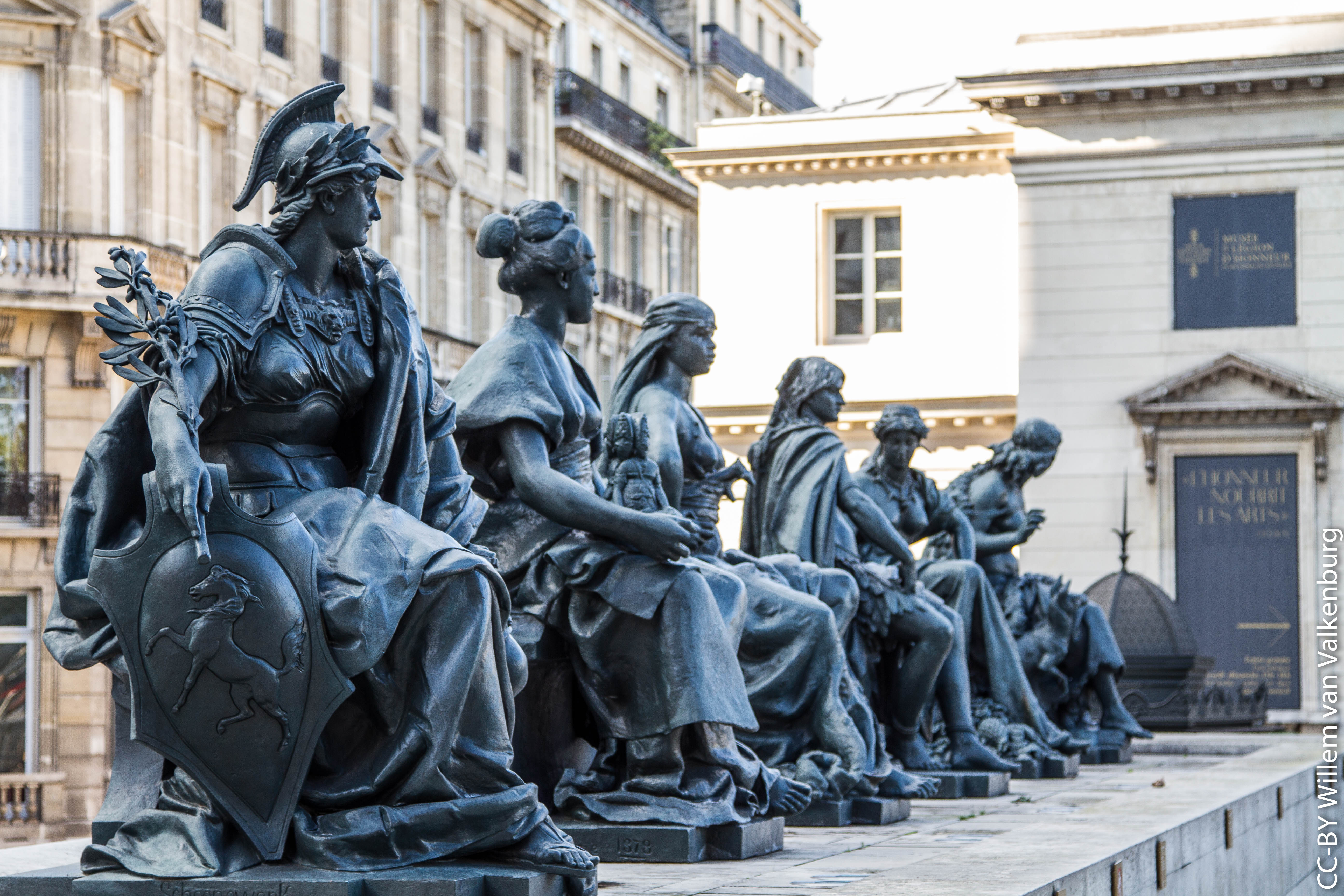
『六大陸』（1878年）

- フランソワ・リュード『永遠に目覚めるナポレオン』（1845年）
- オーギュスト・クレサンジェ『蛇に噛まれた女』（1847年）
- アントワーヌ・ルイ・バリー『座るライオン』（1847年）
- アントワーヌ・ルイ・バリー『ローマ皇帝としてのナポレオン1世』（1860年-1865年）
- ピエール＝ジュール・カヴァリエ『眠るペネロペ』(1849年)
- ピエール＝ジュール・カヴァリエ『グラックス兄弟の母コルネリア』(1861年)
- ウジェーヌ・ギヨーム『死神』（1849年）
- ウジェーヌ・ギヨーム『アナクレオン』（1849年-1851年）
- ウジェーヌ・ギヨーム『グラックス兄弟』（1853年）
- ジャン＝ジャック・プラディエ『サッフォー』（1852年）
- オーギュスタン・プレオー『ウェルギリウスのメダイヨン』（1855年）
- オーギュスタン・プレオー『オフィーリア』（1876年）
- シャルル・コルディエ『アフリカのヴィーナス』（1851年）
- シャルル・コルディエ『バーヌース（フードのある外套）を着たラグアットのアラブ人』（1856年）
- シャルル・コルディエ『スーダンの黒人』（1857年）
- シャルル・コルディエ『植民地のカプレス（混血（capress））の女性』（1861年）
- バンジャマン・スパンス（英語版）『天使のささやき』（1857年）
- ジャン＝バティスト・カルポー『ナポリの漁師の少年（貝殻を持つ少年）』（1858年）
- ジャン＝バティスト・カルポー『ウゴリ－ノと彼の息子たち』（1862年）
- ジャン＝バティスト・カルポー『世界に光をもたらし農業と科学を守るフランス帝国』（1863年-1866年）
- ジャン＝バティスト・カルポー『ダンス』（1863年-1869年）
- ジャン＝バティスト・カルポー『ナポレオン皇太子と彼の犬ネロ』（1865年）
- ジャン＝バティスト・カルポー『ウジェニー・フィオクルの肖像』（1869年）
- ジャン＝バティスト・カルポー『地球を支える四つの世界』（1872年）
- アルベール＝エルネスト・カリエ＝ベルーズ『マリー・カリエ＝ベルーズ、芸術家の娘』（1859年）
- アルベール＝エルネスト・カリエ＝ベルーズ『バッカスの巫女（バッカンテ）』（1863年）
- アルベール＝エルネスト・カリエ＝ベルーズ『眠るヘベ』（1869年）
- アルベール＝エルネスト・カリエ＝ベルーズ『花冠の燭台』『タンバリンの燭台』（1873年）
- ポール・キャベ『浴場のスザンナ』（1861年）
- ポール・キャベ『1871年』（1872年-1877年）
- ポール・デュボア『少年時代の洗礼者聖ヨハネ』（1861年）
- ポール・デュボア『ナルキッソス』（1867年）
- ポール・デュボア『14世紀フィレンツェの歌手』（1868年）
- ポール・デュボア『アルザスとロレーヌの記念』（1905年）
- イッポリト・ムーラン（英語版）『ポンペイの掘り出し物』（1863年）
- イッポリト・ムーラン『内緒話』（1875年）
- アレクサンドル・ファルギエール『闘鶏の勝利者』（1864年）
- アレクサンドル・ファルギエール『タルキシウス、キリスト教殉教者』（1868年）
- ヴァンサン・フォーゲル・デ・フォルト（フランス語版）『アベルの死』（1865年）
- アントナン・メルシエ『ダヴィデ』（1869年-1872年）
- アントナン・メルシエ『記憶』（1885年）
- ウジェーヌ・ドゥラプランシュ（英語版）『堕罪前のイヴ』（1869年）
- ウジェーヌ・ドゥラプランシュ『百合の聖母』（1878年）
- ジャン＝ジョゼフ・ペロー『絶望』（1869年)
- エルネスト・ウジェーヌ・イオール『イルカに乗るアリオン』（1870年）
- アレクサンドル・シェーヌベルク タラントの娘』（1871年）
- エマニュエル・フレミエ『パンと小熊』（1867年）
- エマニュエル・フレミエ『ジャンヌ・ダルク』（1872年-1874年）
- エマニュエル・フレミエ『聖ミカエル』（1897年）
- ルイ＝エルネスト・バリアス（英語版）『メガラの若い娘』(1870年)
- ルイ＝エルネスト・バリアス『アンリ・ルニョーの胸像』（1871年）
- ルイ＝エルネスト・バリアス『少年時代のモーツァルト』（1887年）
- ルイ＝エルネスト・バリアス『ヌビア人のワニ捕獲者』（1892年-1893年）
- ルイ＝エルネスト・バリアス『科学の前にヴェールを剥ぐ自然』（1899年）
- アンリ・シャピュ『ドンレミ村のジャンヌ・ダルク』（1870年-1872年）
- アンリ・シャピュ『若きロベール・デマレ』（1879年）
- アンリ・クロ（フランス語版）『トーナメントの賞品』（1873年）
- アンリ・クロ『イザボー・ド・バヴィエール』(1875年)
- アンリ・クロ『水の歴史』（1893年）
- シャルル・デジョルジュ（フランス語版）『若きアリストテレス』（1875年）
- ジャン＝バティスタ・ボジョール（フランス語版）『若きガリア人、新しきヤドリギ』（1875年）
- エルンスト・クリストフ『人間喜劇、仮面』（1875年）
- ジャン＝アントワーヌ＝マリー・イドラック『カドゥケウスの杖を発明するメルクリウス』（1878年)
- ジャン＝アントワーヌ＝マリー・イドラック『刺されたアモル』（1882年)
- ギュスターヴ・ドゥロワ（フランス語版）『聖マルコ』（1878年）
- ジャン＝ルイ＝エルネスト・メッソニエ『旅人』（1878年-1890年）
- ジュール・ラフランス（英語版）『少年時代の洗礼者聖ヨハネ』(1878年)
- ルネ・ド・サン＝マルソー『墓の秘密を守る霊』（1879年）
- ヴィンチェンツォ・ジェミート『水を運ぶ少年』（1881年）
- ジャン＝バティスト・ユーグ『コロノスのオイディプス』（1885年)
- ジャン＝バティスト・ユーグ『泉のミューズ』（1900年）
- アントナン・カルレ（フランス語版）『青春』（1885年)
- ジャン＝ポール・オーベ（英語版）（1890年）『ブーシェ礼賛』（1885年)
- フレデリク・バルトルディ『世界を照らす自由（自由の女神）』（1886年）
- ドニ・ピュエッシュ『アンドレ・シェニエのミューズ』（1888年）
- ドニ・ピュエッシュ『セイレーン』（1889年）
- ドニ・ピュエッシュ『オーロラ』（1900年）
- ジャン＝レオン・ジェローム『タナグラ（英語版）』（1890年）
- ジャン＝レオン・ジェローム『サラ・ベルナールの胸像』（1890年頃）
- ジャン＝レオン・ジェローム『コリント』（1903年）
- ジャン＝レオン・ジェローム／エメ・モロ『剣闘士像を製作するジャン=レオン・ジェローム』（1909年頃）
- アルベール・バルトロメ（英語版）『林忠正のマスク』（1892年）
- アルベール・バルトロメ『ジャン・ジャック・ルソーの記念碑』（1910年頃）
- アンリ＝レオン・グレベル（英語版）『ファイヤーダンプ（Coup de Grisou）』（1892年-1896年）
- ジュール・クータン（英語版）『鷹の捕獲者』（1893年-1900年）
- ジャンヌ・イタッセ『バッカスの巫女（バッカンテ）』（1899年）
- ジュスト・ブケ『深淵』（1901年）
- アンリ・ヴェイジェル『アルフレッド・ショシャール（フランス語版）の胸像』（1903年）
- ヴィクトル・セゴファン（フランス語版）『神聖なる舞踏』（1905年）
- ジャン＝アントワーヌ・アンジャルベール『ニンフとサテュロスのいるマスカロン（仮面装飾）のある花瓶』（1905年）

#### オルセー美術館館外彫刻
- 『六大陸』（1878年）
  - アレクサンドル・シェーヌベルク『ヨーロッパ』
  - アレクサンドル・ファルギエール『アジア』
  - ウジェーヌ・ドゥラプランシュ（英語版）『アフリカ』
  - エルネスト・ウジェーヌ・イオール『北アメリカ』
  - エメ・ミレー『南アメリカ』
  - マチュラン・モロー『オセアニア』
- 動物彫刻
  - エマニュエル・フレミエ『罠にはまった若い象』（1878年）
  - ピエール・ルイ・ルイヤール『馬と馬鍬』（1878年）
  - アンリ・アルフレッド・ジャックマール『犀』（1878年）

### 写実主義と自然主義

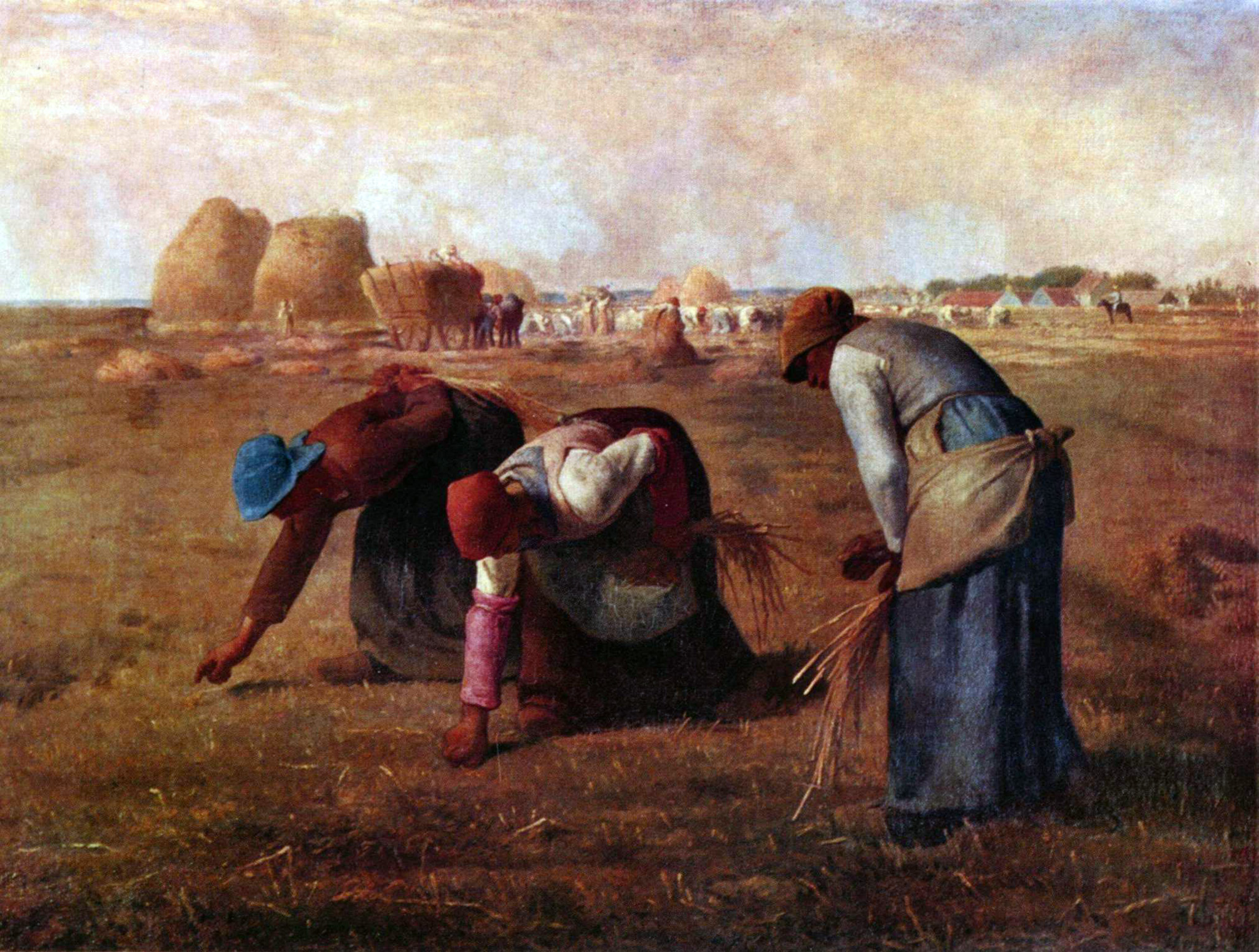
『落穂拾い』（1857年）ジャン＝フランソワ・ミレー

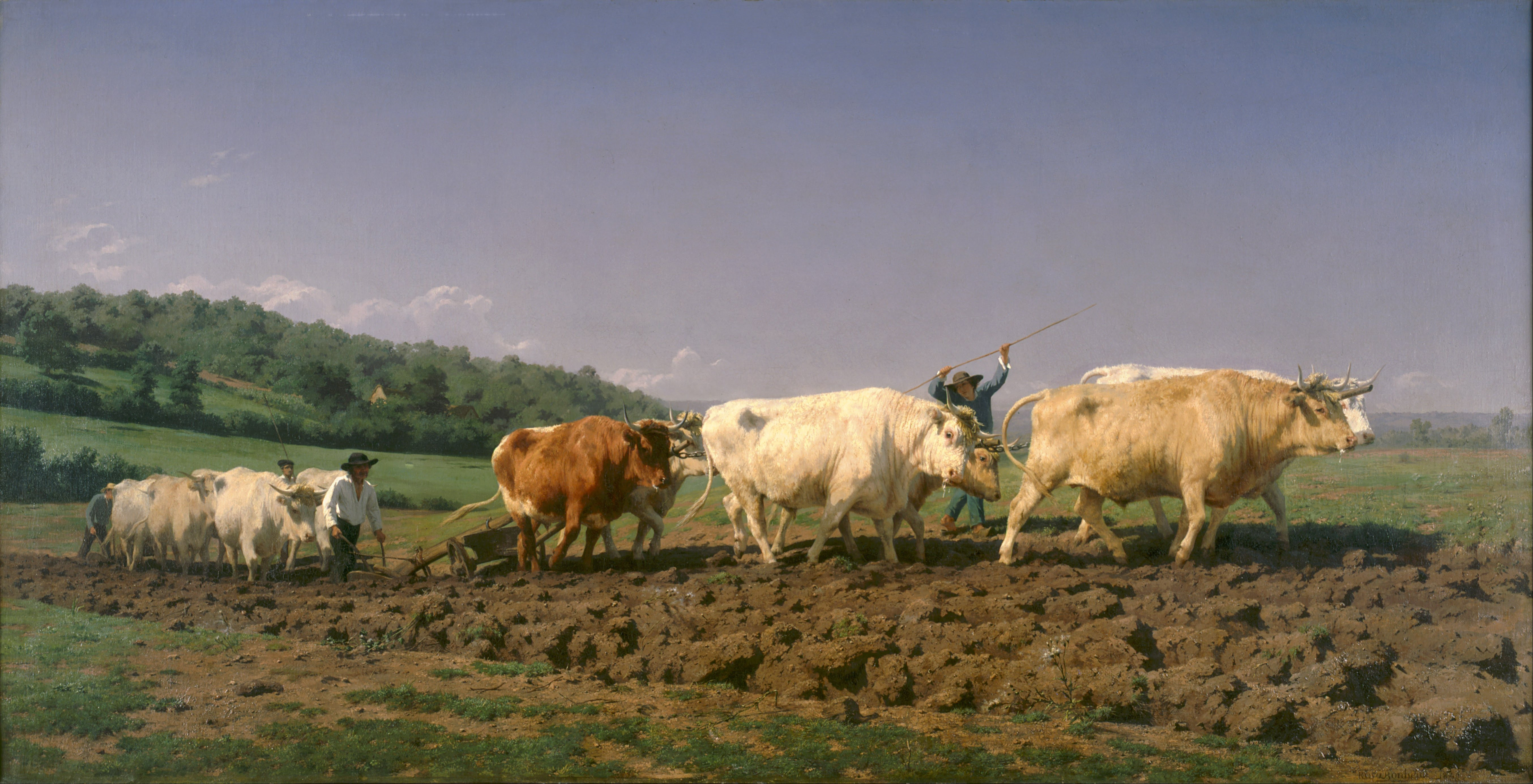
『耕作、ニヴェルネ地方にて』（1849年）
ローザ・ボヌール

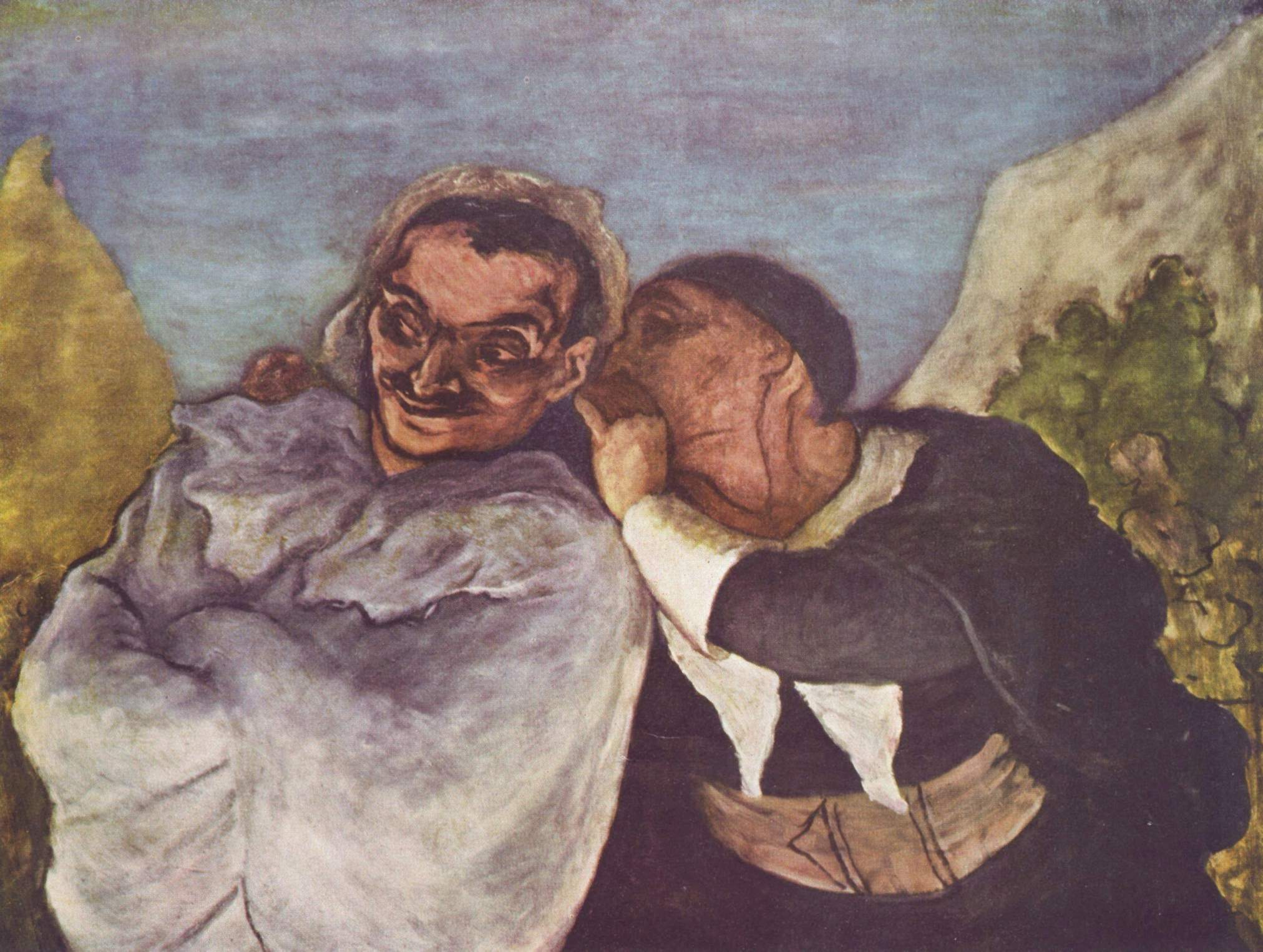
『クリスパンとスカパン』（1864年頃）オノレ・ドーミエ

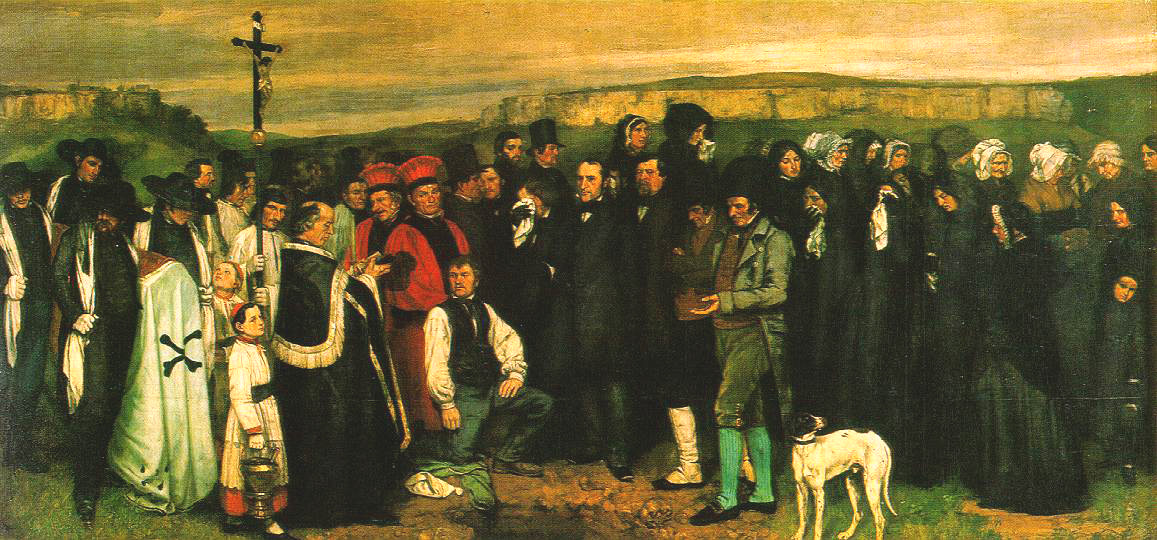
『オルナンの埋葬』（1850年）ギュスターヴ・クールベ

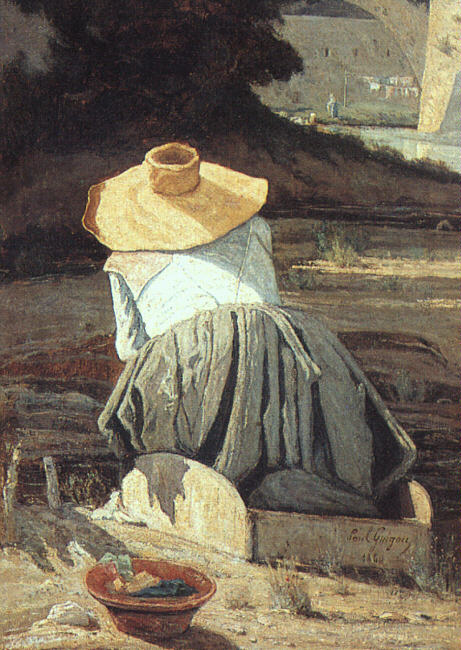
『洗濯女』（1860年）ポール・ギグー

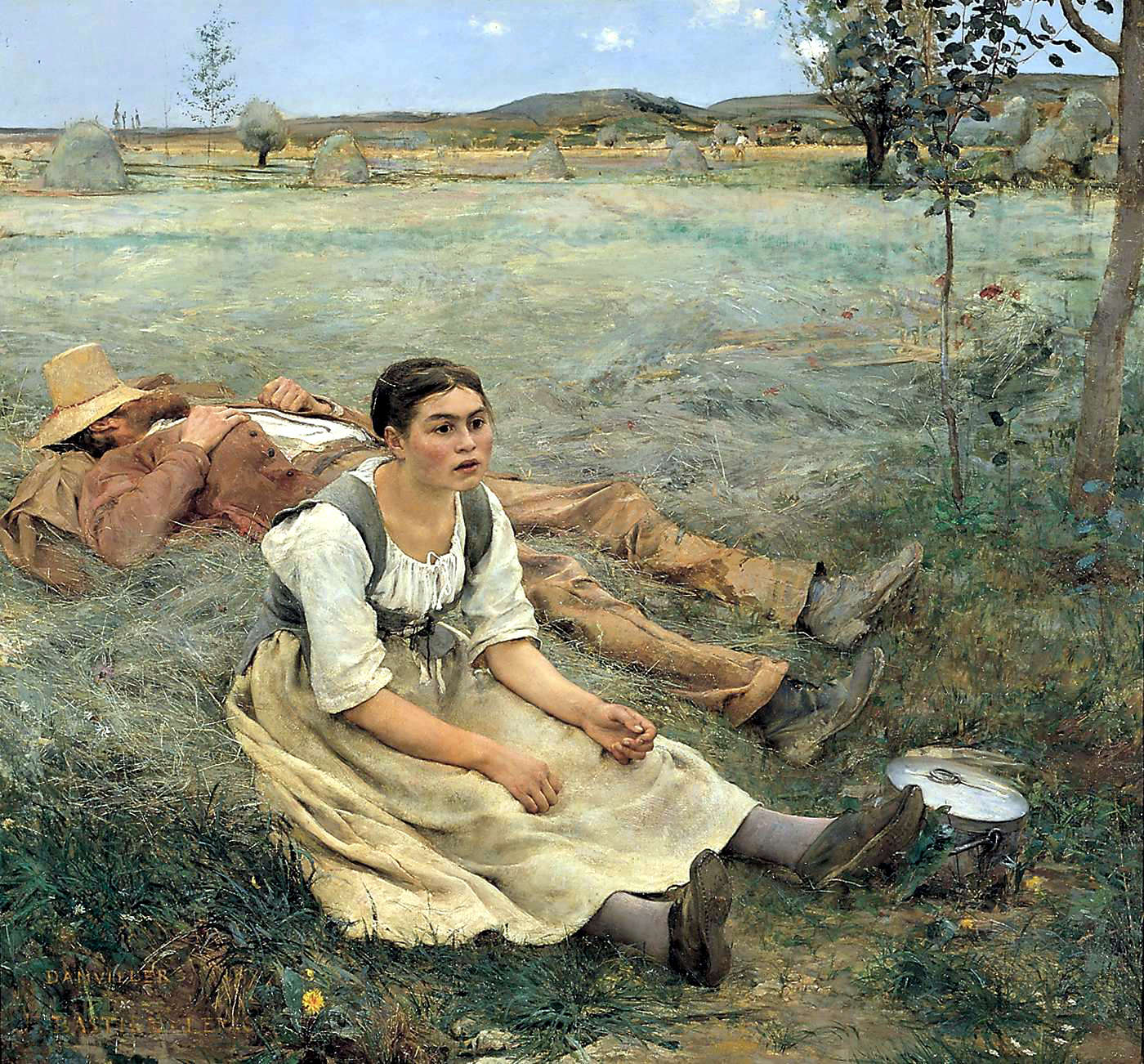
『干し草』（1877年）ジュール・バスティアン・ルパージュ

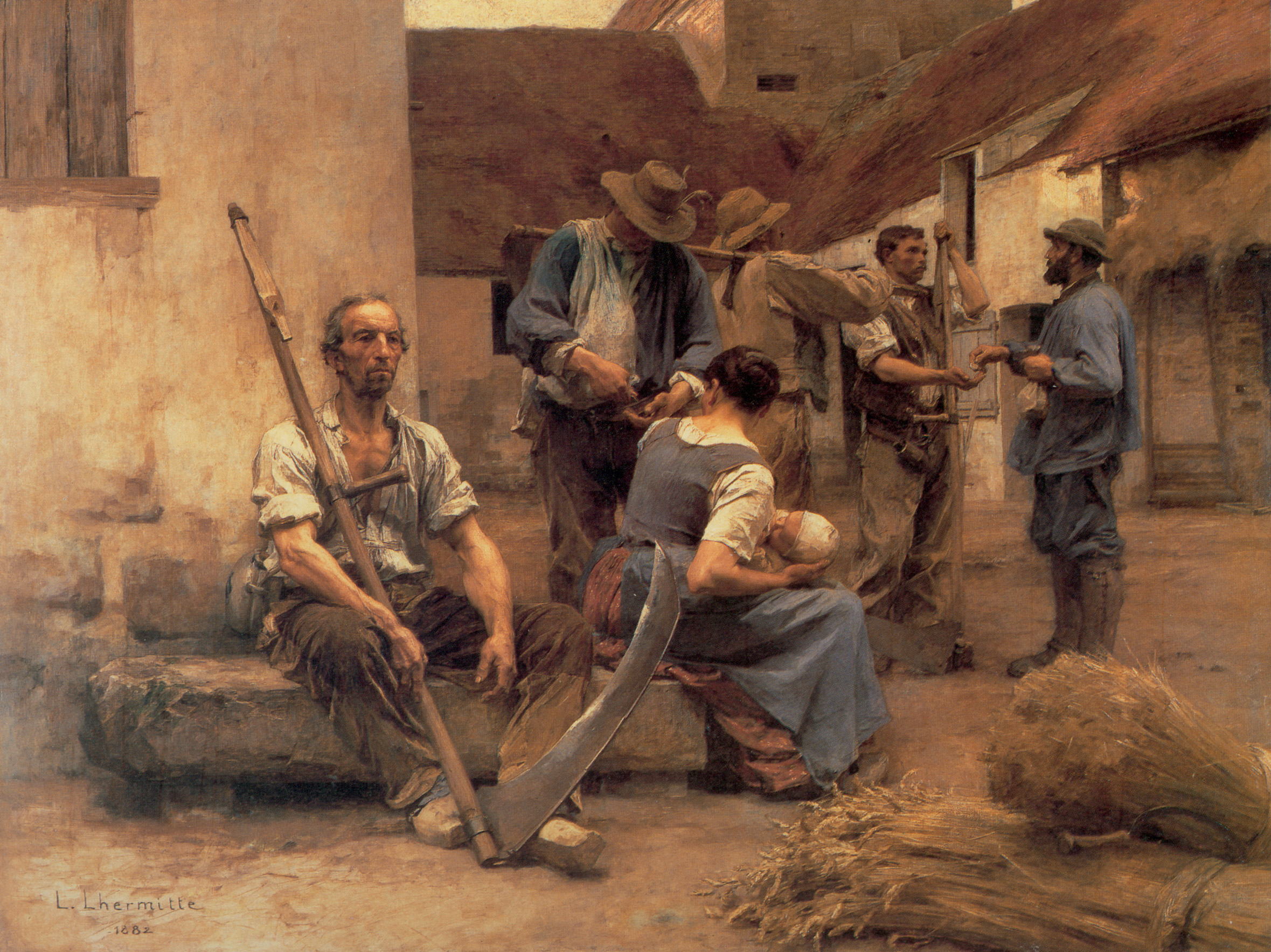
『収穫者たちへの俸給』（1882年）レオン＝オーギュスタン・レルミット

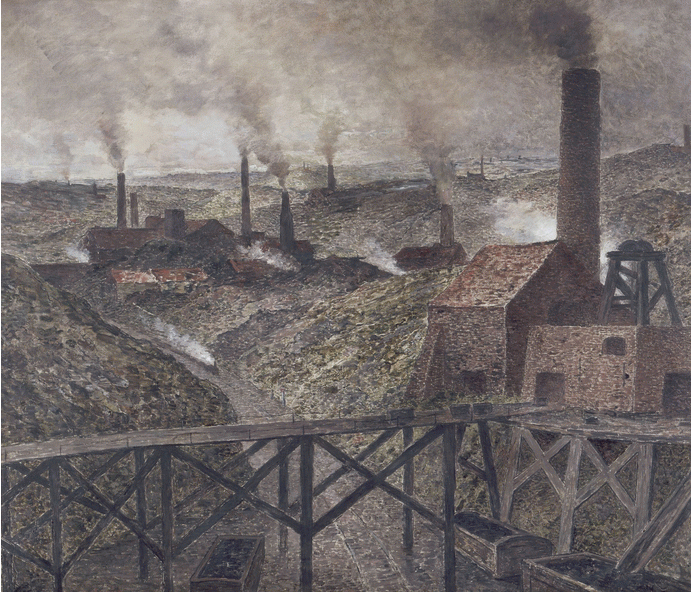
『黒い大地』（1890年）コンスタン・ムーニエ

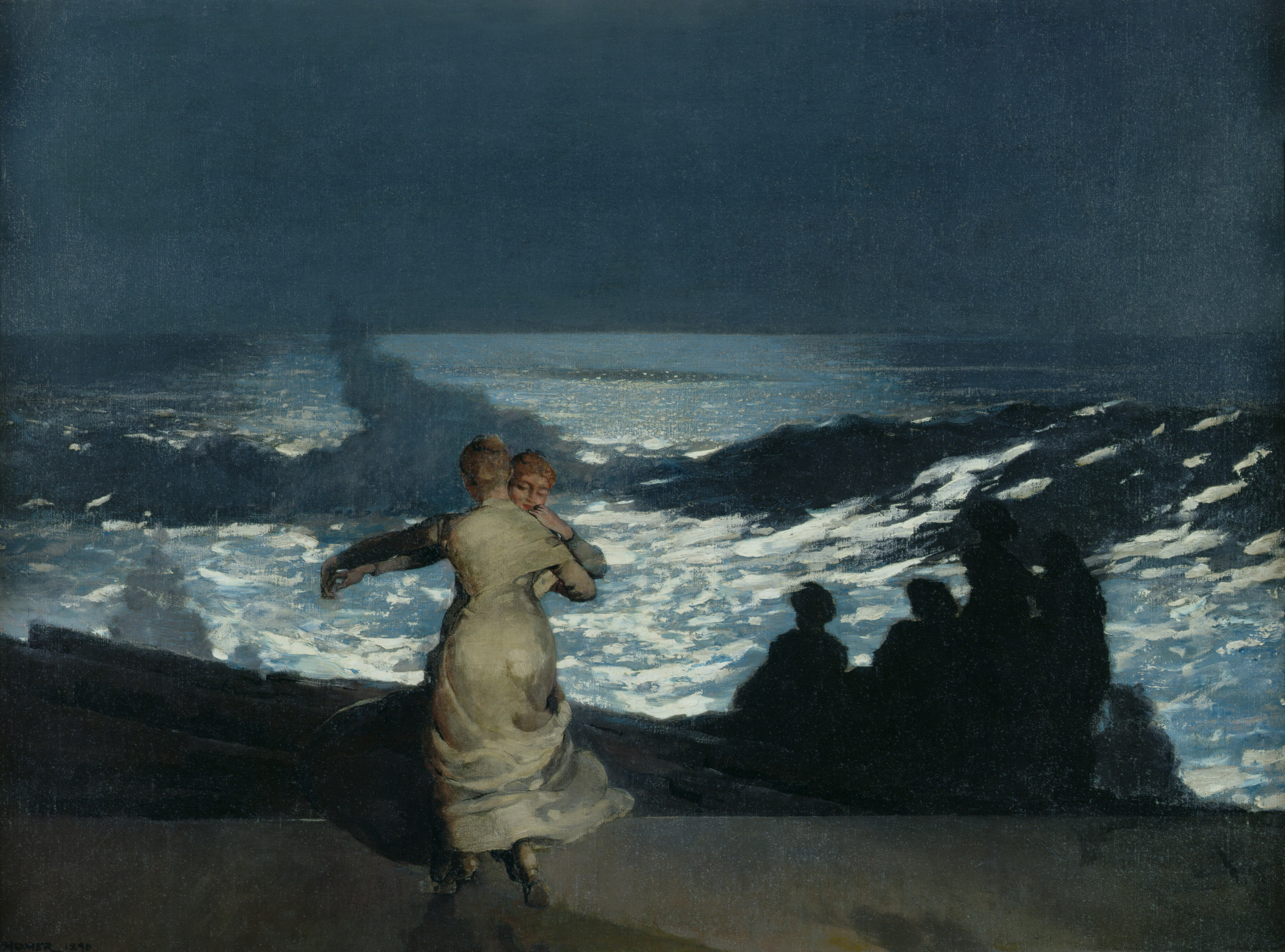
『夏の夜』（1890年）ウィンスロー・ホーマー

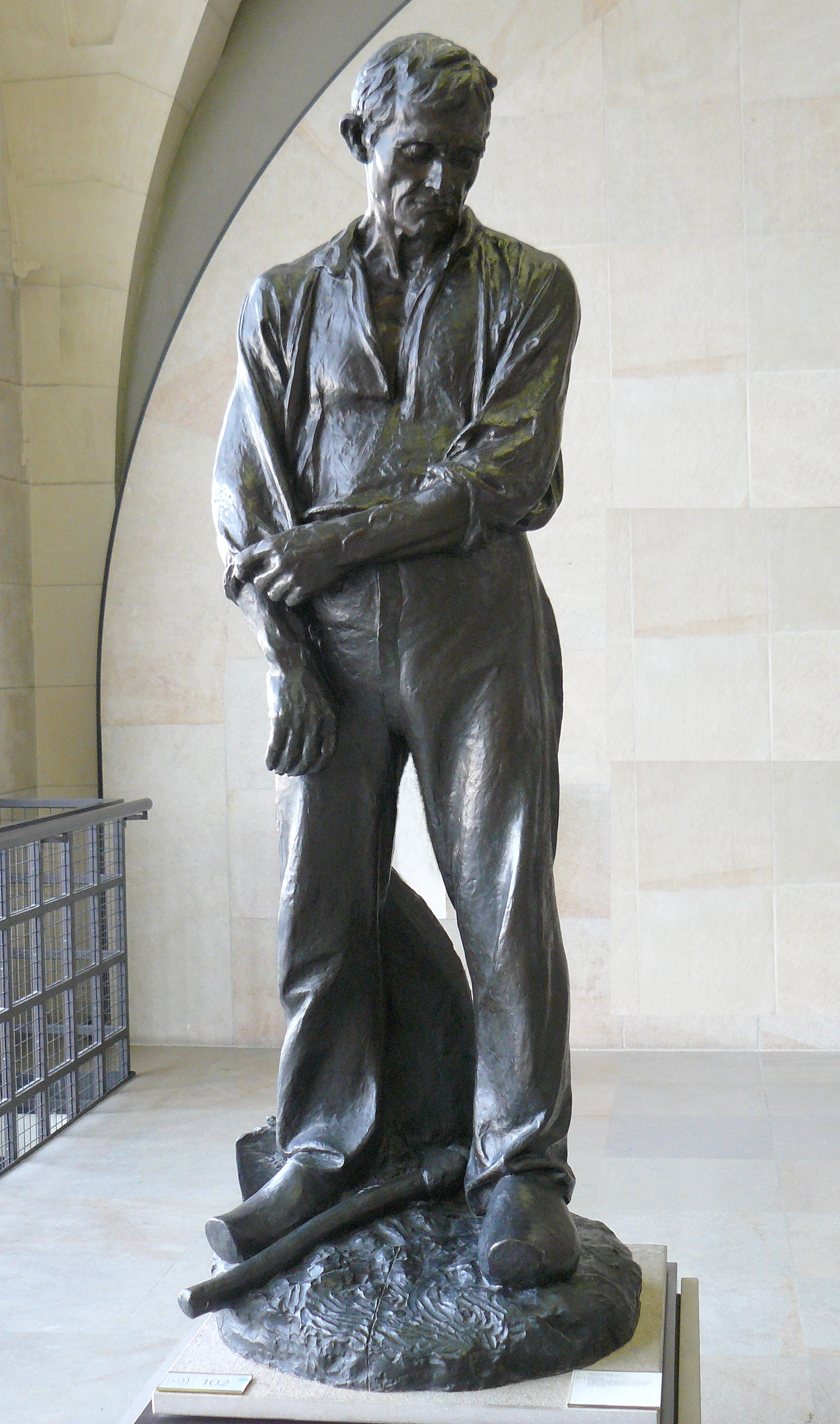
『偉大なる農民』（1897年-1902年）エメ・ジュール・ダルー

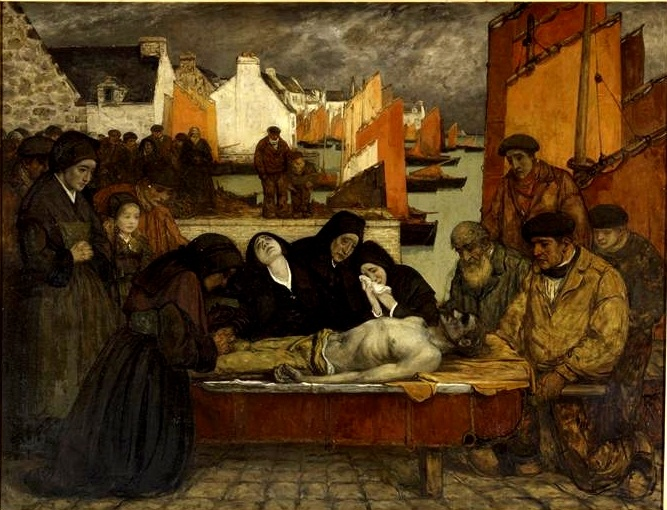
『海の国にて、悲嘆あるいは海の犠牲者』（1908年-1909年）シャルル・コッテ

- コロー『朝、ニンフの踊り』（1850年頃）
- コロー『画家のアトリエ、マンドリンを持つ女』（1865年頃）
- コロー『甲冑をつけて座る男』（1868年-1870年）
- コロー『サン＝ニコラ＝レ＝ザラスの水車小屋』（1874年）
- テオドール・ルソー『道、リラダンの森』（1849年）
- テオドール・ルソー『アプルモンの樫、フォンテーヌブローの森』（1852年）
- ジュール・デュプレ『樫の茂み』（1850年-1855年）
- コンスタン・トロワイヨン『放し飼いをするガチョウ番』（1854年）
- コンスタン・トロワイヨン『耕地へ向かう牛、朝の光景』（1855年）
- ミレー『横たわる裸婦』（1844年-1845年）
- ミレー『箕をふるう男』（1848年）
- ミレー『刈入れ人たちの休息』（1848年）
- ミレー『晩鐘』（1858年-1859年）
- ミレー『落穂拾い』（1857年）
- ミレー『春』（1863年-1873年）
- ミレー『糸を紡ぐ女、オーヴェルニュの山羊飼い』（1868年-1869年）
- ミレー『羊飼いの少女』（1864年）
- ミレー『グレヴィルの教会』（1871年-1874年）
- ドービニー『収穫』（1851年）
- ドービニー『ブルゴーニュの収穫』（1863年）
- ドービニー『オワーズ川の日没』（1865年）
- ナルシス・ヴィルジル・ディアズ・ド・ラ・ペーニャ『フォンテーヌブローの森、ジャン・ド・パリの高み』（1867年）
- ローザ・ボヌール『耕作、ニヴェルネ地方にて』（1849年）
- ローザ・ボヌール『オーヴェルニュの干し草作り』（1855年）
- ジュール・ブルトン『アルトワ地方の小麦の収穫感謝祭』（1857年）
- ジュール・ブルトン『落穂拾いの招集』（1859年）
- アントワーヌ・シャントルイユ『空』（1868年）
- アントワーヌ・シャントルイユ『リンゴとエニシダの花』（1873年以前）
- ドーミエ『中道主義者の著名人または国会議員達』（1832年）
- ドーミエ『共和国』（1848年）
- ドーミエ『ラタポワール』（1851年頃）
- ドーミエ『喜劇の一場面』（1858年-1862年）
- ドーミエ『盗人と驢馬』（1858年頃）
- ドーミエ『洗濯女』（1863年頃）
- ドーミエ『クリスパンとスカパン』（1864年頃）
- ドーミエ『ドン・キホーテと死んだ騾馬』（1867年）
- クールベ『自画像（傷ついた男）』（1844年-1854年）
- クールベ『オルナンの埋葬』（1849年-1850年）
- クールベ『エクトル・ベルリオーズの肖像』（1850年）
- クールベ『画家のアトリエ』（1855年）
- クールベ『死んだ牝鹿』（1857年）
- クールベ『牡鹿の闘い』（1861年）
- クールベ『裸婦と犬』（1861年-1862年）
- クールベ『ピエール・ジョゼフ・プルードンの肖像』（1865年）
- クールベ『プルードン夫人の肖像』（1865年）
- クールベ『世界の起源』（1866年）
- クールベ『仕留められた鹿』（1867年）
- クールベ『泉』（1868年）
- クールベ『エトルタの崖、嵐の後』（1870年）
- クールベ『鱒』（1872年）
- イジドール・ピルス『愛徳修道女の死』（1850年）
- オスヴァルト・アッヒェンバッハ『ナポリ湾』(1859年）
- デジレ＝フランソワ・ロージェ『カーネーション摘みの昼休み』（1859年）
- ポール・ギグー（フランス語版）『洗濯女』（1860年）
- ポール・ユエ『深淵、風景』（1861年）
- マリー＝フランソワ・フィルマン＝ジラール（フランス語版）『回復期の患者たち』（1861年）
- フランソワ・ボンヴァン『銅製の給水器、屋内の厨房』（1861年）
- フランソワ・ボンヴァン『野兎のある静物(食堂装飾のためのフリーズ)』（1863年）
- フランソワ・ボンヴァン『チーズのある静物(食堂装飾のためのフリーズ)』（1863年）
- オスヴァルト・アッヒェンバッハ『ジェナッツァーノの祝祭』（1865年）
- オーギュスタン・テオデュール・リボー『聖セバスティアヌスの殉教』（1865年頃）
- フリッツ・タウロウ『ノルウェーの冬』（1866年）
- アルフォンス・ルグロ『改悛』（1868年頃）
- アルフォンス・ルグロ『レオン・ガンベッタの肖像』（1873年）
- アルフォンス・ルグロ『カルバリーの丘』（1874年）
- ジャン＝アシル・ベヌヴィル『パラティヌムの丘から望むコロッセウム』（1870年）
- オーギュスタン・シェヌ（フランス語版）『橇（そり）、雪の効果』（1870年）
- ジャン＝ウジェーヌ・ビュラン『アレクサンドロス大王の墓での皇帝アウグストゥス』（1870年-1878年）
- ジャン＝ウジェーヌ・ビュラン『宣伝攻勢（プロパガンダ・キャンペーン）』（1889年）
- シャルル・デサヴァリ（フランス語版）『友人コンスタン・デュティユーのアトリエで絵を描くコロー』（1871年）
- ジャン＝フランソワ・ラファエリ『ジャン=ル=ボワトーの家族、プルガスヌの農民』（1876年頃）
- ジャン=フランソワ・ラファエリ『結婚式を待つ招待客』（1886年以前）
- ジュール・バスティアン＝ルパージュ『干し草』（1877年）
- アントニオ・マンチーニ『小さな男子学生（貧しい男子学生）』（1878年）
- アントワーヌ・ヴォロン『スペイン人』（1878年頃）
- ヘンリー・モスラー『放蕩息子の帰還』（1879年）
- アドルフ・モンティセリ『白い水差しのある静物画』（1879年-1880年頃）
- ノルベール・グヌット『朝のスープ』(1880年頃)
- ノルベール・グヌット『医師ポール・ガシェの肖像』(1891年)
- ヘンドリック・ウィレム・メスダフ『日没』（1880年代）
- ムンカーチ・ミハーイ『ピラトの前のキリスト』（1881年）
- レオン＝オーギュスタン・レルミット『収穫者たちへの俸給』（1882年）
- フレデリク・モンテナール『トゥーロン港を出る輸送船「ラ・コレーズ」号』（1883年）
- マリ・バシュキルツェフ『集合』（1884年）
- トーマス・アレキサンダー・ハリソン『アルカディア』（1885年）
- トーマス・アレキサンダー・ハリソン『孤独』（1893年）
- アウグスト・フリードリヒ・シェンク『みなしご、オーヴェルニュの記憶』(1885年頃)
- ジュール＝アレクシ・ミュニエ『パリ夫人、芸術家の義母の肖像』（1186年）
- アルフレッド・ロル『マンダ・ラメトリ、農場の娘』（1887年）
- アルフレッド・ロル『若き共和国』（1908年）
- ジャン＝シャルル・カザン『生まれた日』（1888年）
- ヘンリー・オサワ・タナー『ラザロの復活』（1888年）
- ウィンスロー・ホーマー『夏の夜』（1890年）
- コンスタンタン・ムーニエ『アントウェルペンの荷揚人足』（1890年）
- コンスタンタン・ムーニエ『黒い大地』（1893年頃）
- ジュリアン・デュプレ『白い牝牛』（1890年）
- アンジェロ・モルベリ『ミラノのトリヴェルツィオ施療院の休日』（1892年）
- パスカル・ダニャン＝ブーベレ『森の中』（1892年-1893年）
- グスタフ・ヴェンツェル『ノルウェーの辺境での船員の埋葬』（1896年）
- フランソワ＝ルイ・フランセ『ダフニスとクロエのいる風景』（1897年）
- シリル・ベセ（フランス語版）『プロヴァンスの白い道』（1898年）
- エメ・ジュール・ダルー『偉大なる農民』（1897年-1902年）
- ジョゼ・ジュリオ・デ・ソウザ・ピント『ジャガイモの収穫』（1898年）
- イリヤ・レーピン『ミハイル・アレクサンドルヴィッチ大公の肖像』（1901年）
- フィリップ・マリャーヴィン『三人の農婦』（1902年）
- ウォルター・ゲイ『青と白』（1904年）
- アレクサンドル・ボリソフ『氷塊』（1906年）
- シャルル・コッテ『海の国にて、悲嘆あるいは海の犠牲者』（1908年-1909年）
- ラヴェル・バージ・ハリソン『川の月光』（1910年代）

### 印象主義

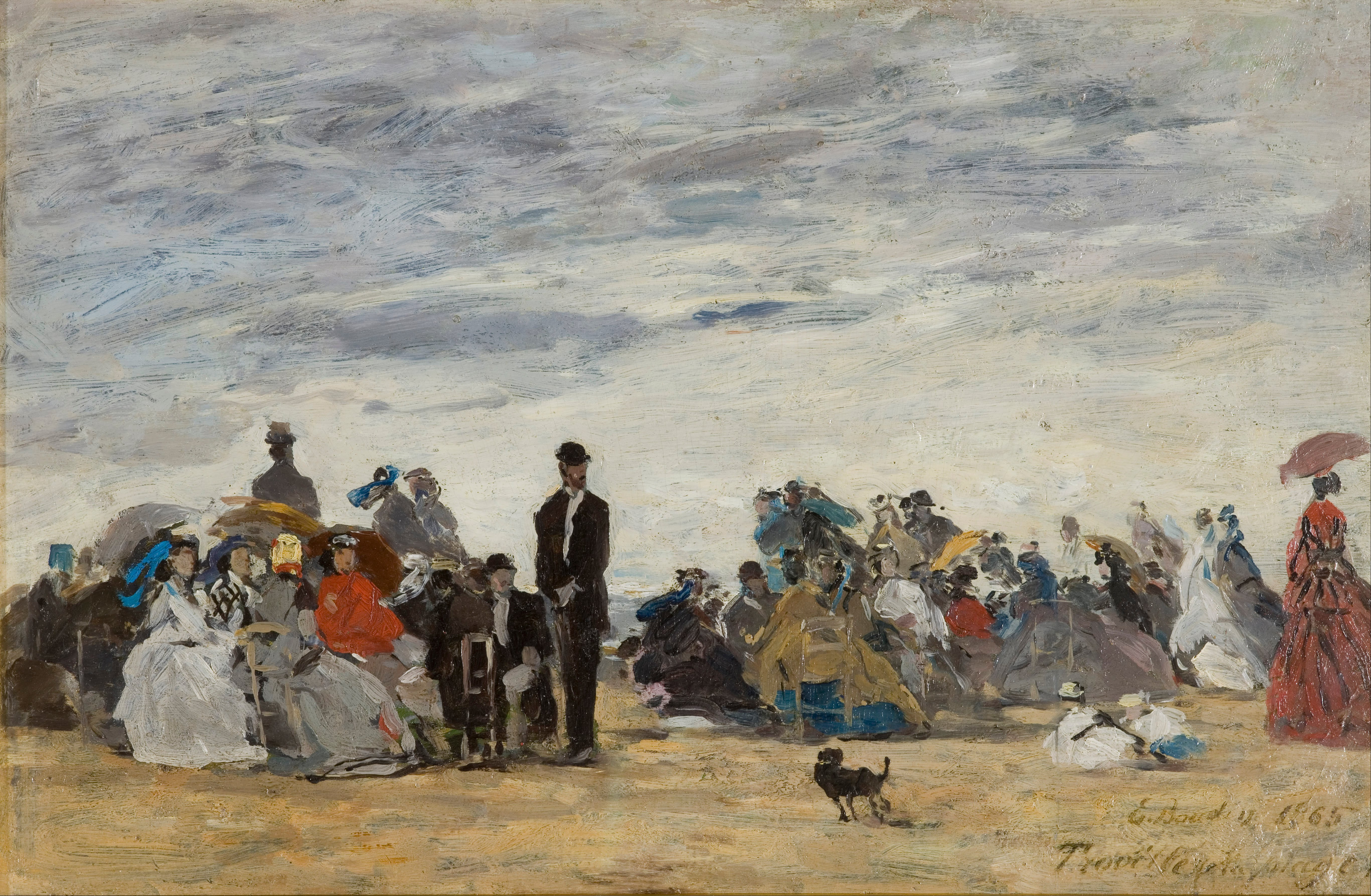
『トゥルーヴィルの海岸』（1865年）ウジェーヌ・ブーダン

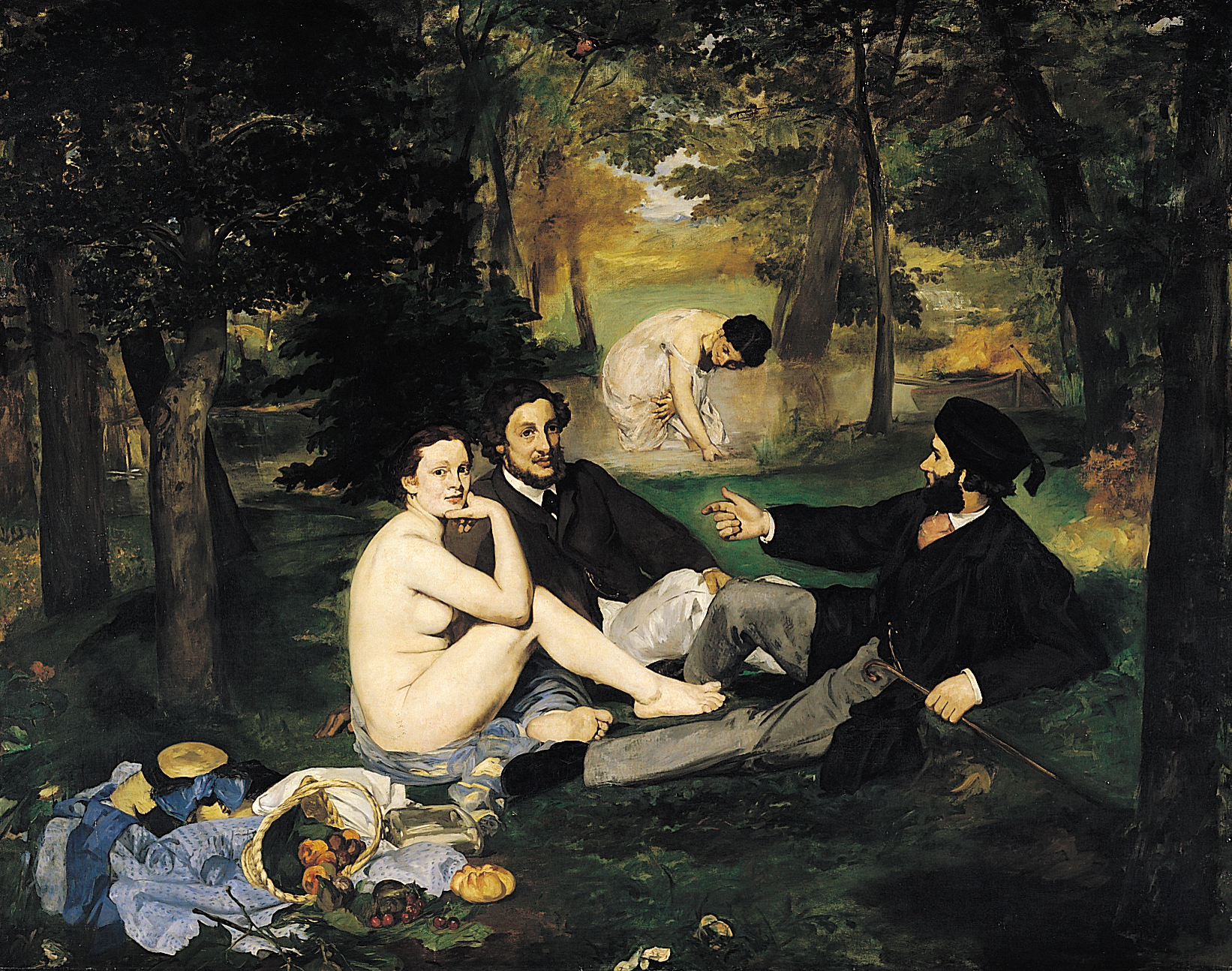
『草上の昼食』（1862-1863年）エドゥアール・マネ

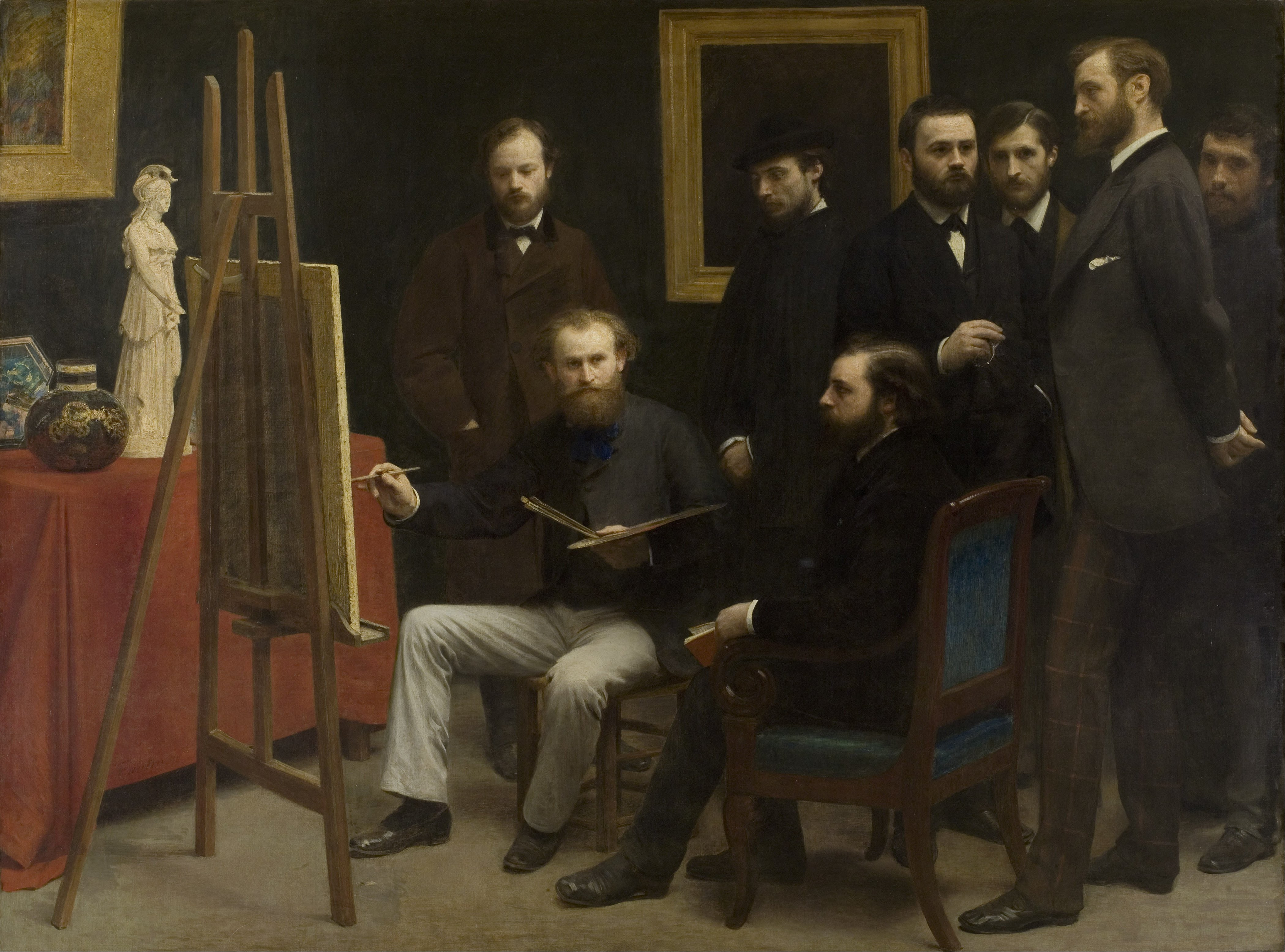
『バティニョールのアトリエ』（1870年）ファンタン＝ラトゥール

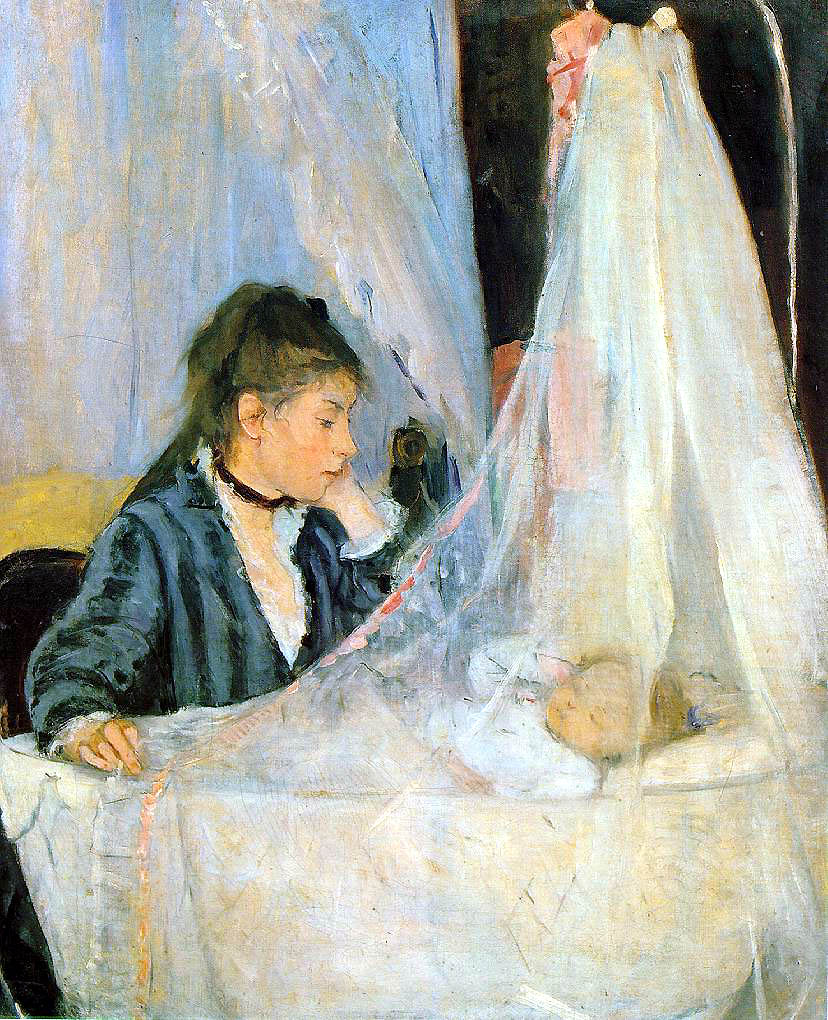
『ゆりかご』（1872年）ベルト・モリゾ

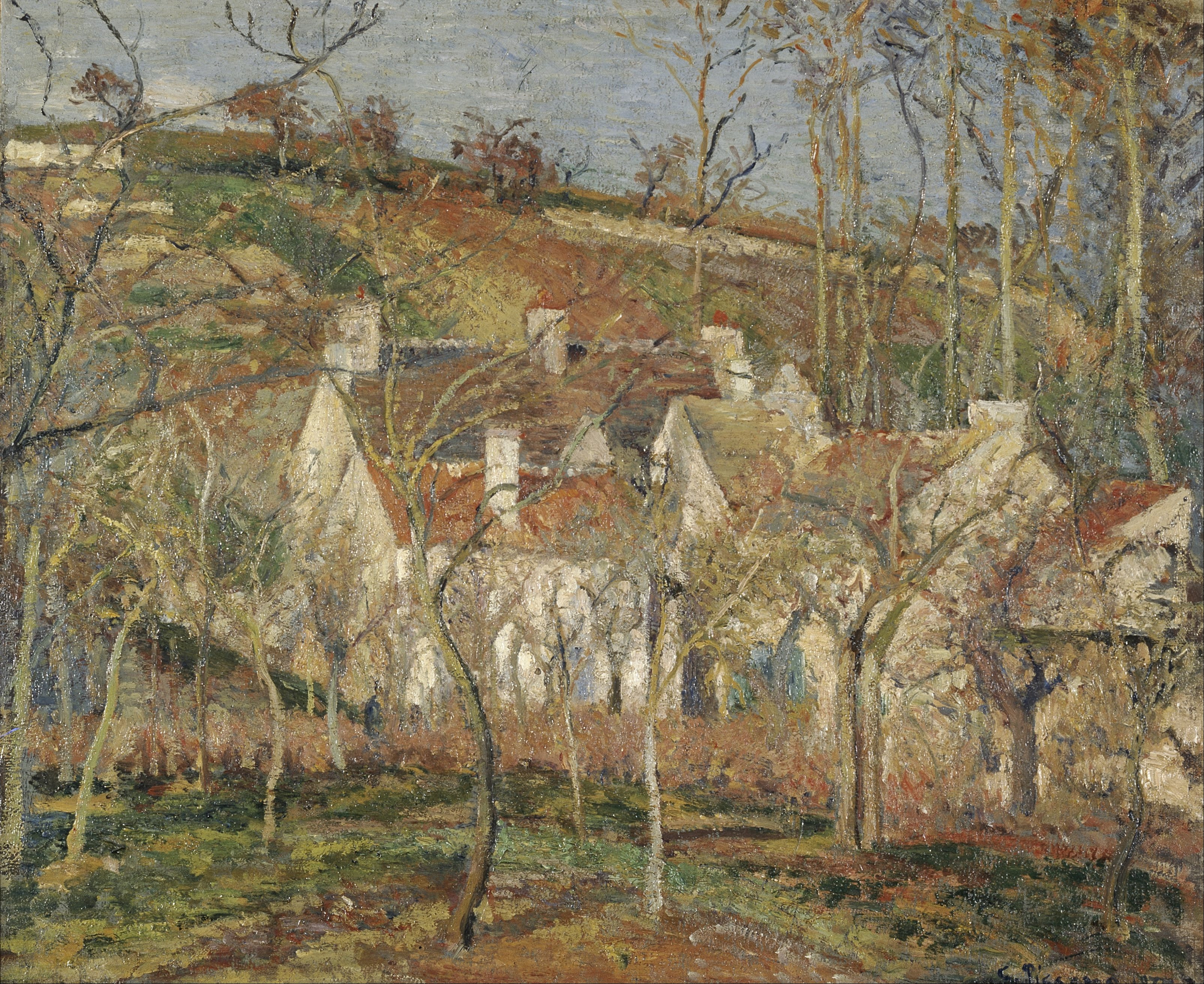
『赤い屋根、冬の効果』（1877年）カミーユ・ピサロ

『ムーラン・ド・ラ・ギャレットの舞踏会』（1863年）ピエール＝オーギュスト・ルノワール

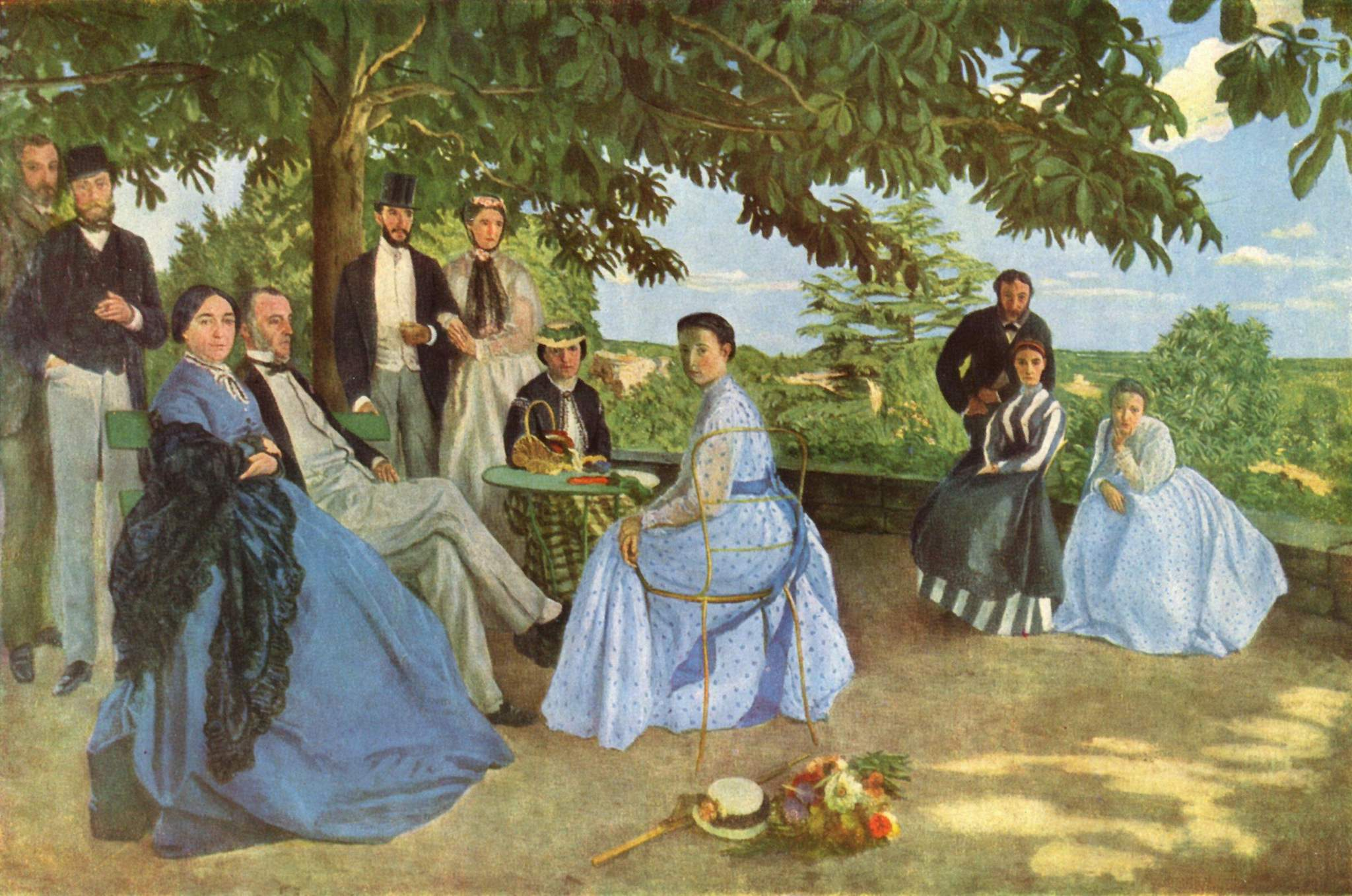
『メリクの別荘のテラスにおける家族の集い』（1867年）フレデリック・バジール

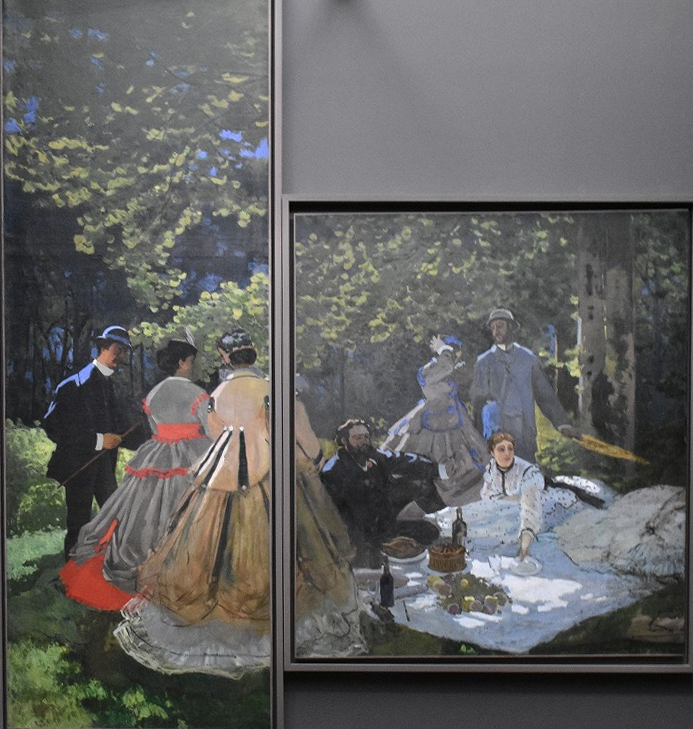
『草上の昼食 』（1865-1866年）クロード・モネ

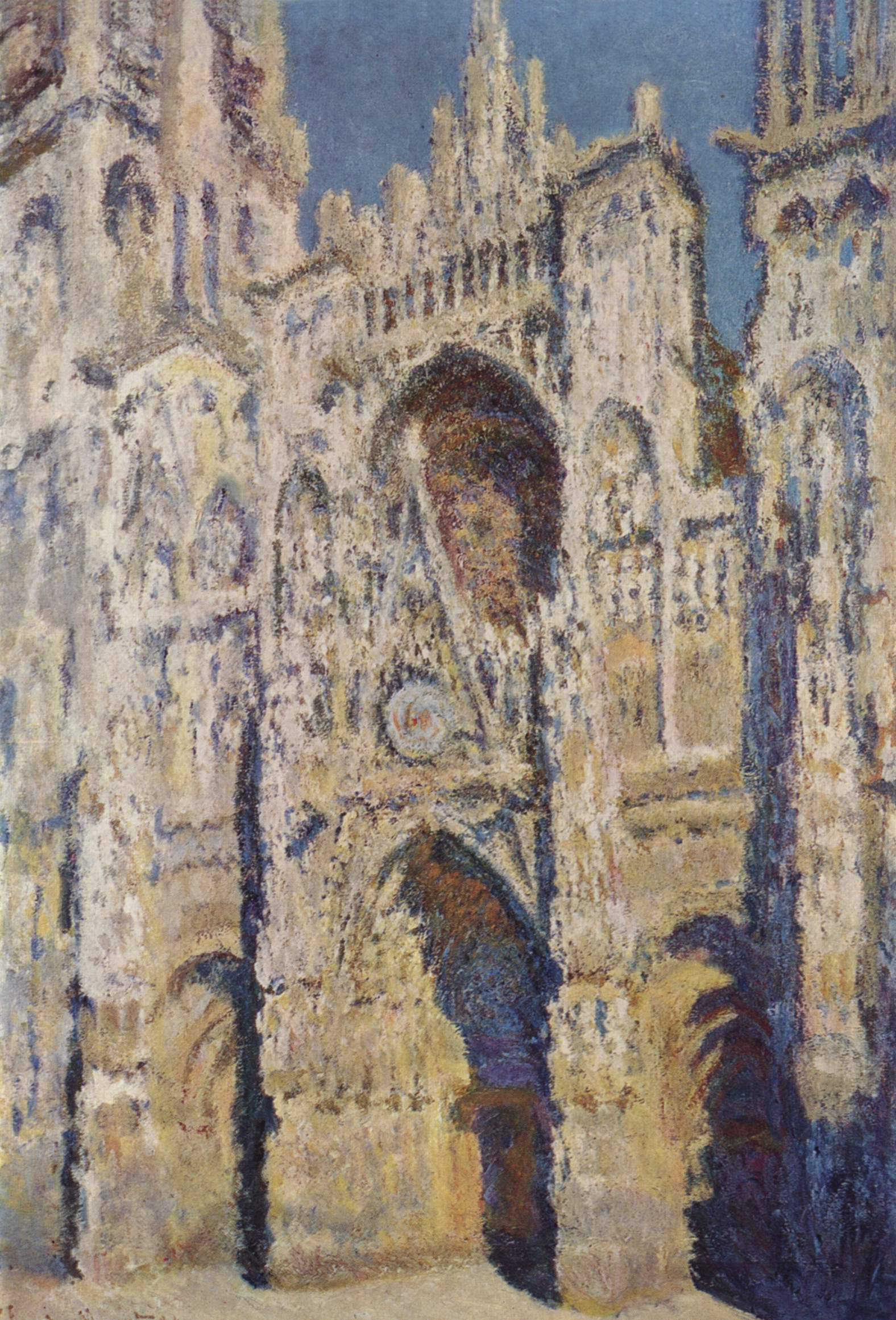
『ルーアンの大聖堂、昼』（1892-1893年）クロード・モネ

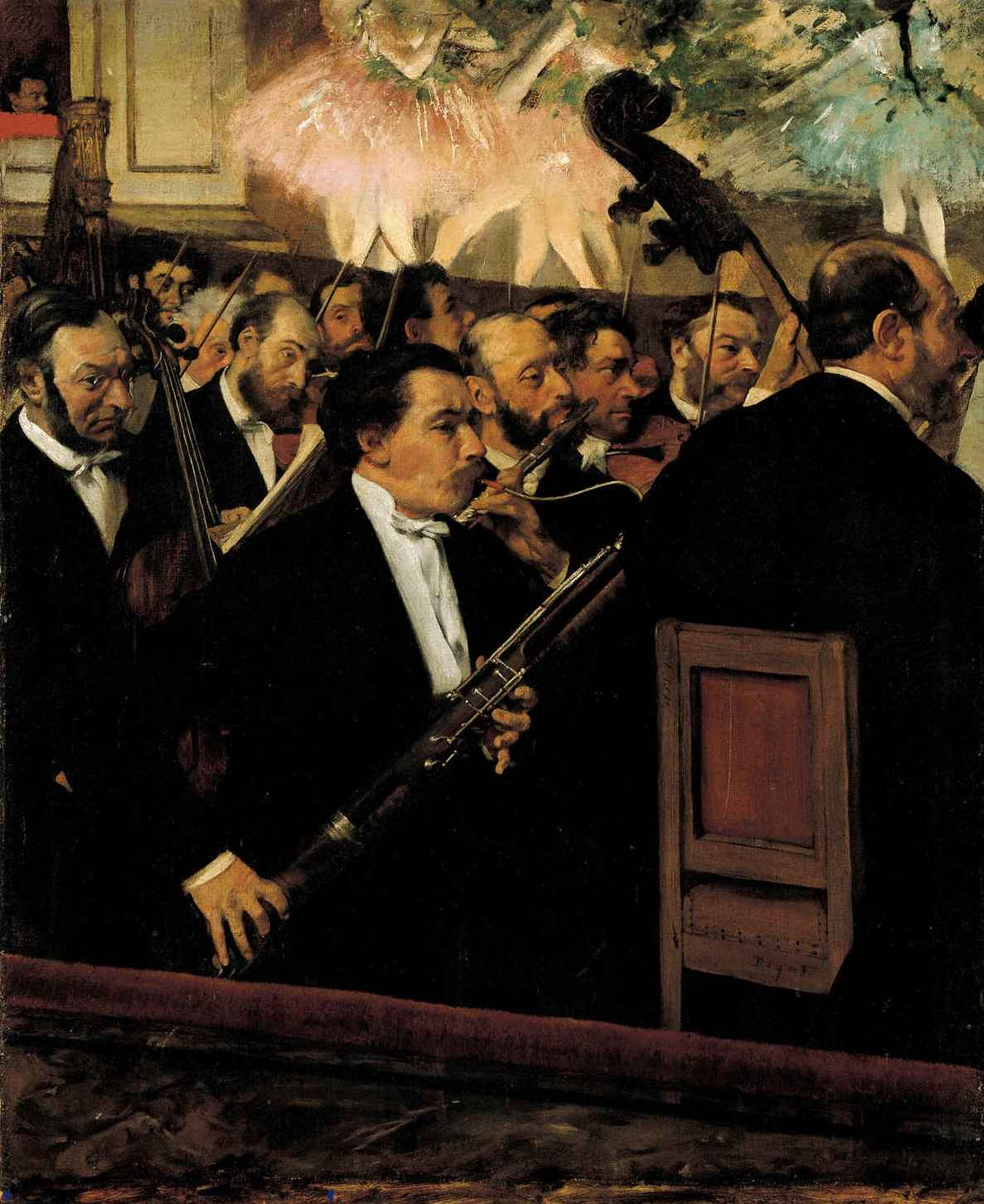
『オペラ座のオーケストラ』（1870年）エドガー・ドガ

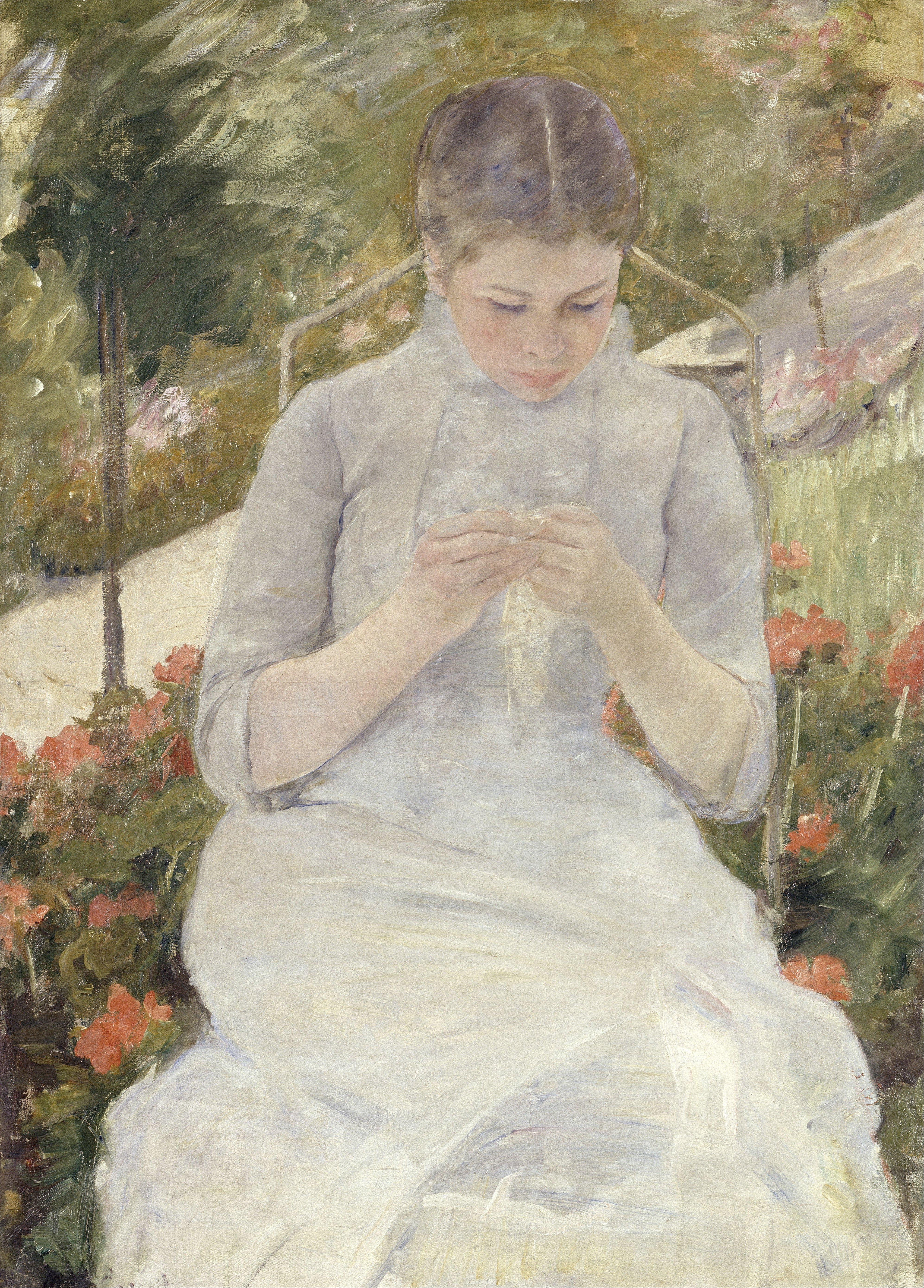
『庭で縫物をする若い女性』（1880年-1882年）メアリー・カサット

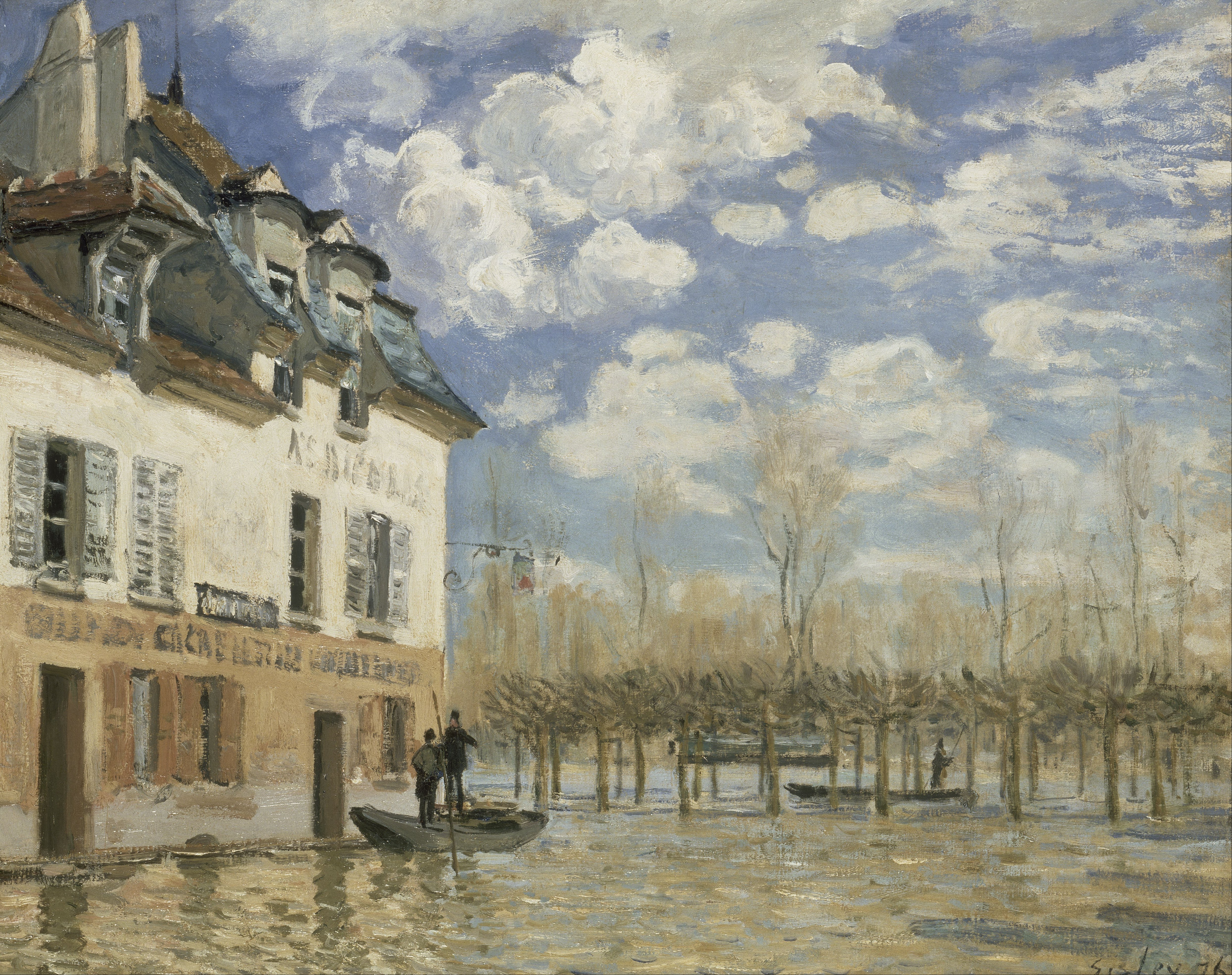
『ポール・マルリーの洪水と小舟』（1876年）アルフレッド・シスレー

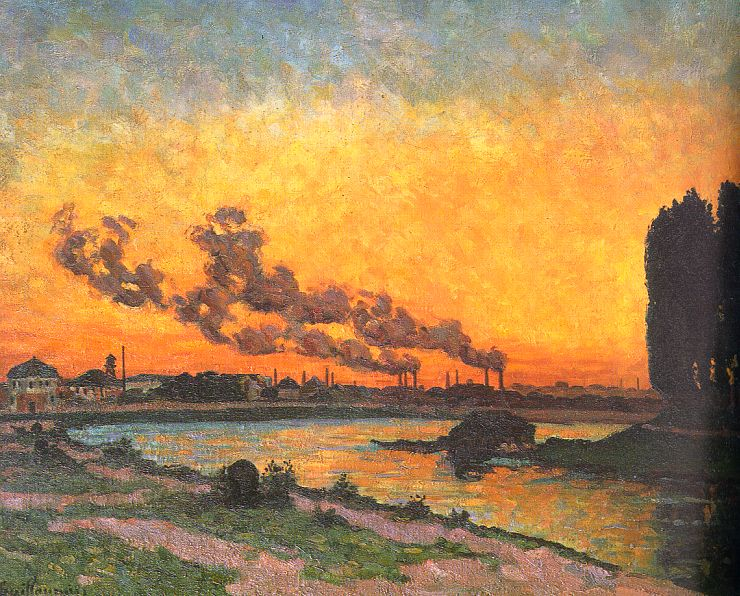
『イブリーの落陽』（1873年）アルマン・ギヨマン

- ブーダン『トゥルーヴィルの海岸』（1865年）
- ブーダン『カマレの港』（1870年-1873年）
- ブーダン『ボルドーの港』（1874年）
- ヨハン・ヨンキント『ロズモン城の廃墟』（1861年）
- ヨハン・ヨンキント『パリ、セーヌ河とノートルダム』（1864年）
- ヨハン・ヨンキント『オランダ、風車の側の小舟』（1864年）
- マネ『オーギュスト・マネ夫妻』（1860年）
- マネ『ローラ・ド・ヴァランス』（1862年）
- マネ『草上の昼食』（1863年）
- マネ『ウナギとヒメジ』（1864年）
- マネ『オランピア』（1865年）
- マネ『闘牛』（1865年-1866年）
- マネ『読書』（1865年-1873年）
- マネ『笛を吹く少年』（1866年）
- マネ『エミール・ゾラの肖像』(1868年)
- マネ『ピアノを弾くマネ夫人』（1868年）
- マネ『ブローニュ港の月光』（1868年）
- マネ『バルコニー』（1869年）
- マネ『すみれのブーケをつけたベルト・モリゾ』（1872年）
- マネ『団扇と婦人（ニナ・ド・カリアスの肖像）』（1872年-1873年）
- マネ『浜辺にて』（1873年）
- マネ『ステファヌ・マラルメの肖像』（1876年）
- マネ『ビヤホールの給仕女』（1878年）
- マネ『胸をはだけるブロンド髪の女性』（1878年）
- マネ『ジョルジュ・クレマンソーの肖像』（1879年-1880年）
- マネ『イルマ・ブルンナーの肖像』（1880年）
- マネ『アンリ・ロシュフォール（英語版）の逃亡』（1881年）
- ファンタン＝ラトゥール『読書する女性』（1861年）
- ファンタン＝ラトゥール『ドラクロワ礼賛』（1864年）
- ファンタン＝ラトゥール『花と果物』（1865年）
- ファンタン＝ラトゥール『バティニョールのアトリエ』（1870年）
- ファンタン＝ラトゥール『テーブルの片隅』（1872年）
- ファンタン＝ラトゥール『デュブル一家』（1872年）
- ファンタン＝ラトゥール『シャルロット・デュブルの肖像』（1882年）
- ファンタン＝ラトゥール『ピアノの周り』（1885年）
- ファンタン＝ラトゥール『夜』（1897年頃）
- スタニスラス・レピーヌ『セーヌ川の船着き場、ポン=マリー、パリ』（1868年）
- ベルト・モリゾ『ゆりかご』（1872年）
- ベルト・モリゾ『蝶々捕り』（1874年）
- ベルト・モリゾ『麦畑の中で』（1875年）
- ベルト・モリゾ『舞踏会の装いをした若い女性』（1879年頃）
- エヴァ・ゴンザレス『イタリア座の桟敷席』（1874年）
- ピサロ『白い霜、ポントワーズ』（1873年）
- ピサロ『自画像』（1873年）
- ピサロ『赤い屋根、冬の効果』（1877年）
- ピサロ『ルヴシエンヌの栗の木』（1879年）
- ピサロ『小枝を持つ少女、座る農家の娘（羊飼いの娘）』（1881年）
- ピサロ『春の陽光のもとエラニーの牧草地にいる女性』（1887年)
- ピサロ『洗濯物を干す女性、エラニー』（1887年）
- ピサロ『緑色のスカーフをする女』（1893年）
- ピサロ『ルーアンのボワエルデュー橋、日没、霧』（1896年）
- ピサロ『ルーアンのセーヌ川、サン＝スヴェ（フランス語版）』（1896年）
- ピサロ『バザンクール（フランス語版）の洗い場』（1900年)
- ピサロ『ディエップのサン＝ジャック教会』（1901年）
- ドガ『自画像』（1855年）
- ドガ『ベレッリー一家』（1858年-1867年）
- ドガ『バビロンを建設するセミラミス』（1861年）
- ドガ『テレーズ・ドガの肖像』（1863年）
- ドガ『中世の戦争の場面』（1865年頃）
- ドガ『観覧席前の競走馬』（1866年-1868年）
- ドガ『若い女性の肖像』（1867年）
- ドガ『オペラ座のオーケストラ（フランス語版）』（1870年）
- ドガ『ロレンツォ・パガンスとオーギュスト・ドガ』（1871年-1872年）
- ドガ『ペディキュア』（1873年）
- ドガ『ダンス教室』（1873年-1875年）
- ドガ『バレエの舞台稽古』（1874年）
- ドガ『鏡の前のジャントー夫人』（1875年）
- ドガ『アブサントを飲む人（カフェにて）』（1876年）
- ドガ『コーラス』（1877年）
- ドガ『夕暮れのカフェテラスの女性たち』（1877年）
- ドガ『踊りの花形』（1878年）
- ドガ『証券取引所の人々の肖像』（1878年-1879年）
- ドガ『14歳の踊り子（衣装をつけた大きな踊り子）』（1879年-1881年）
- ドガ『髪を梳かす女』（1880年代）
- ドガ『アイロンをかける女たち』（1884年-1886年）
- ドガ『浴槽』（1886年）
- ドガ『青い踊り子たち』（1893年頃）
- ジャン＝ルイ・フォラン『ジョリス＝カルル・ユイスマンスの肖像』（1878年）
- ジャン＝ルイ・フォラン『芸術家の肖像』（1906年）
- メアリー・カサット『庭で縫物をする若い女性』（1880年-1882年）
- メアリー・カサット『母と子（指をしゃぶるアン）』（1897年）
- メアリー・カサット『ルイーズ＝オーロール・ヴィルブフの肖像』（1902年）
- アンリ・ルアール『ヴェネツィアの聖ミカエル教会（サン・ミケーレ・イン・イゾッラ）（英語版）』(1880年代)
- フレデリック・バジール『ピンクのドレス』（1864年）
- フレデリック・バジール『急ごしらえの野戦病院、事故後にシャイリーの宿泊所にいるモネ』（1865年）
- フレデリック・バジール『ピエール＝オーギュスト・ルノワールの肖像』（1867年）
- フレデリック・バジール『メリクの別荘のテラスにおける家族の集い』（1867年）
- フレデリック・バジール『バジールのアトリエ、ラ・コンダミヌ通り』（1870年）
- モネ『オンフルールの雪道にある荷馬車』（1865年）
- モネ『庭の女たち』（1866年-1867年）
- モネ『草上の昼食』（1865年-1866年）
- モネ『ゴーディベール夫人の肖像』（1868年）
- モネ『かささぎ』（1869年）
- モネ『地方の鉄道』（1870年頃）
- モネ『アルジャントゥイユのレガッタ（フランス語版）』（1872年頃）
- モネ『ひなげし』（1873年）
- モネ『セーヌ川に架かる橋、石炭を運ぶ労働者』（1872年）
- モネ『昼食』（1873年）
- モネ『アルジャントゥイユの鉄道橋』（1873年-1874年)
- モネ『アパルトマンの一角』（1875年）
- モネ『七面鳥』（1877年）
- モネ『サンラザール駅』（1877年）
- モネ『モントルグイユ通り、1878年6月30日の祭典』（1878年）
- モネ『死の床のカミーユ・モネ』（1879年）
- モネ『ひなげしの野、ジヴェルニーの周辺』（1885年）
- モネ『日傘の女（右向き）』『日傘の女（左向き）』（1886年）
- モネ『舟遊び（ノルヴェジエンヌ号で）』（1887年）
- モネ『積みわら、夏の終わり』（1891年）
- モネ『風の効果、ポプラの連作』（1891年）
- モネ『ルーアンの大聖堂、昼』（1892年-1893年）
- モネ『睡蓮の池、緑のハーモニー』（1899年）
- モネ『ジヴェルニーのモネの庭』（1900年）
- ルノワール『絵を描くフレデリック・バジールの肖像』（1867年）
- ルノワール『猫と少年』（1868年）
- ルノワール『ダラス夫人』（1868年）
- ルノワール『ジョルジュ・アルトマン夫人』（1874年）
- ルノワール『クロード・モネの肖像』（1875年）
- ルノワール『ヴェールをつけた若い女性』（1875年）
- ルノワール『ムーラン・ド・ラ・ギャレットの舞踏会』（1876年）
- ルノワール『陽光の中の裸婦』（1876年）
- ルノワール『ぶらんこ』（1876年）
- ルノワール『シャルパンティエ夫人の肖像』（1876年-1877年）
- ルノワール『草原の坂道』（1877年）
- ルノワール『少女アルフォンジン』（1879年）
- ルノワール『少年フェルナン・アルフェン』（1880年）
- ルノワール『モスク、アルジェリアのカスバ、アラブ人の祝祭』（1881年）
- ルノワール『リヒャルト・ワーグナーの肖像』（1882年）
- ルノワール『都会のダンス』（1883年）
- ルノワール『田舎のダンス』（1883年）
- ルノワール『母性』（1885年）
- ルノワール『ジュリー・マネ、猫を抱く子供』（1887年）
- ルノワール『ピアノに寄る少女たち』（1892年）
- ルノワール『カリアティード』（1897年頃）
- ルノワール『バラを持つガブリエル』（1911年）
- ルノワール『浴女』（1919年頃）
- ルノワール／リシャール・ギノ『ルノワール夫人の胸像』（1916年）
- ルノワール／リシャール・ギノ『水、あるいは、しゃがんで洗濯する女性』（1917年頃）
- シスレー『サン＝マルタン運河の眺め』（1870年頃）
- シスレー『グランド・ジャット島』（1873年）
- シスレー『モーズリーのレガッタ』（1874年）
- シスレー『ルヴシエンヌの雪』（1875年）
- シスレー『ポール・マルリーの洪水』（1876年）
- シスレー『ポール・マルリーの洪水と小舟』（1876年）
- シスレー『サン=マメの農家』（1884年）
- シスレー『モレのロワンの運河』（1892年)
- シスレー『モレの橋』（1893年）
- アルマン・ギヨマン『イブリーの落陽』（1873年）
- カイユボット『床を削る人々』（1875年）
- カイユボット『屋根からの眺め（雪の効果）』（1878年-1879年）
- ホイッスラー『灰色と黒のアレンジメント、母の肖像』（1871年）
- ジュゼッペ・デ・ニッティス『ピラミッド広場』（1875年）
- ルイーズ・カトリーヌ・ブレスラウ『アンリ・ダヴィソンの肖像（フランス語版）』（1880年）
- ペーダー・セヴェリン・クロイヤー『漁船』（1884年）
- フリッツ・タウロウ『ノルウェーの冬の日』（1886年）
- フリッツ・フォン・ウーデ『農民とともにあるキリスト』（1887年-1888年）
- ヘオルヘ・ヘンドリック・ブレイトネル『月光』（1887年-1889年）
- ヘオルヘ・ヘンドリック・ブレイトネル『杭を引くアムステルダムの白い馬』（1897年-1898年）
- ジョージ・ヒッチコック『敗北』（1890年頃）
- ガストン・ド・ラ・トゥーシュ（英語版）『テュイルリー公園の噴水』（1890年-1913年）
- マックス・リーバーマン『ブランネンブルクのビアガーデン』（1893年）
- ライオネル・ウォールデン（英語版）『カーディフの波止場』（1894年）
- ホアキン・ソローリャ『漁からの帰還、小舟の運搬』（1894年）
- ヴァレンティン・セローフ『マリヤ・ルヴォヴァの肖像』（1895年）
- レオニード・パステルナーク『試験の前の夜』（1895年）
- マルスラン・デブータン『芸術家の肖像』（1900年以前）
- ガリ・メルチャーズ『木立ち』（1900年頃）
- ロヴィス・コリント『ユリウス・マイヤー＝グラーフェの肖像』（1917年）
- アルベール・ルブール『パリ、造幣局の水門、冬の太陽』（1918年以後）

### ポスト印象主義

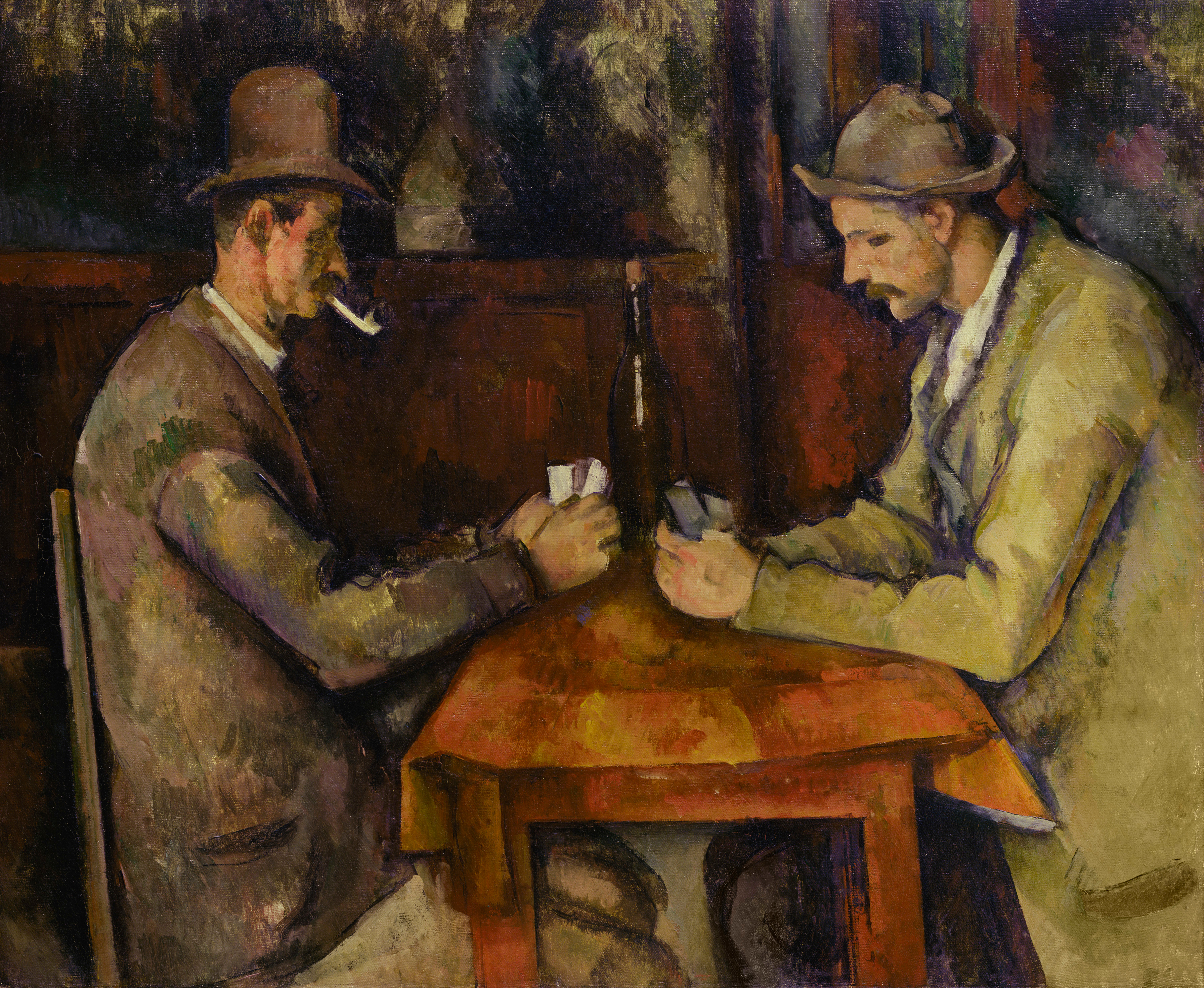
『カード遊びをする人々』（1890 - 1892年）ポール・セザンヌ

『ファン・ゴッホの寝室』（1889年）（フィンセント・ファン・ゴッホ）

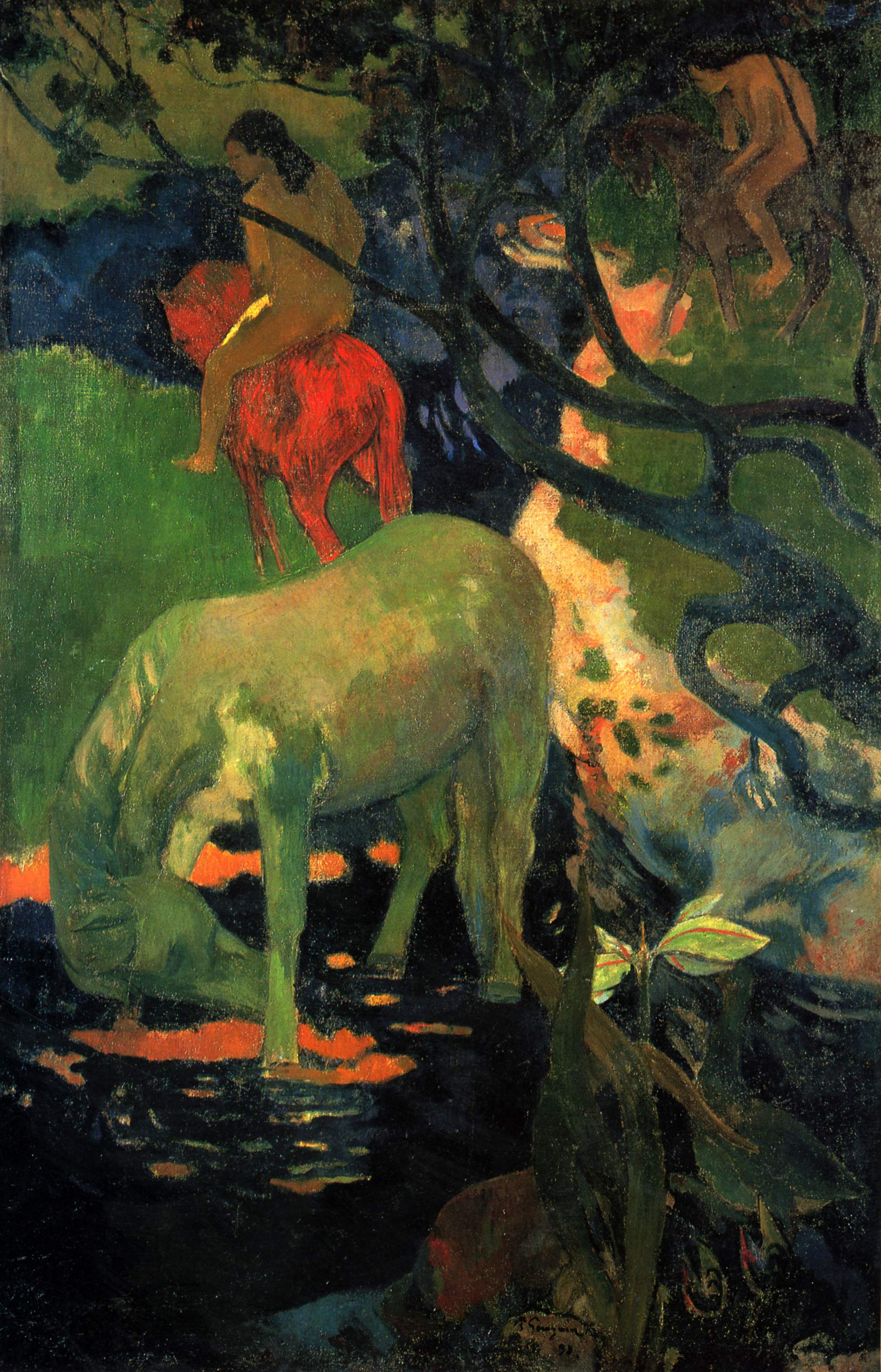
『白い馬』（1898年）ポール・ゴーギャン

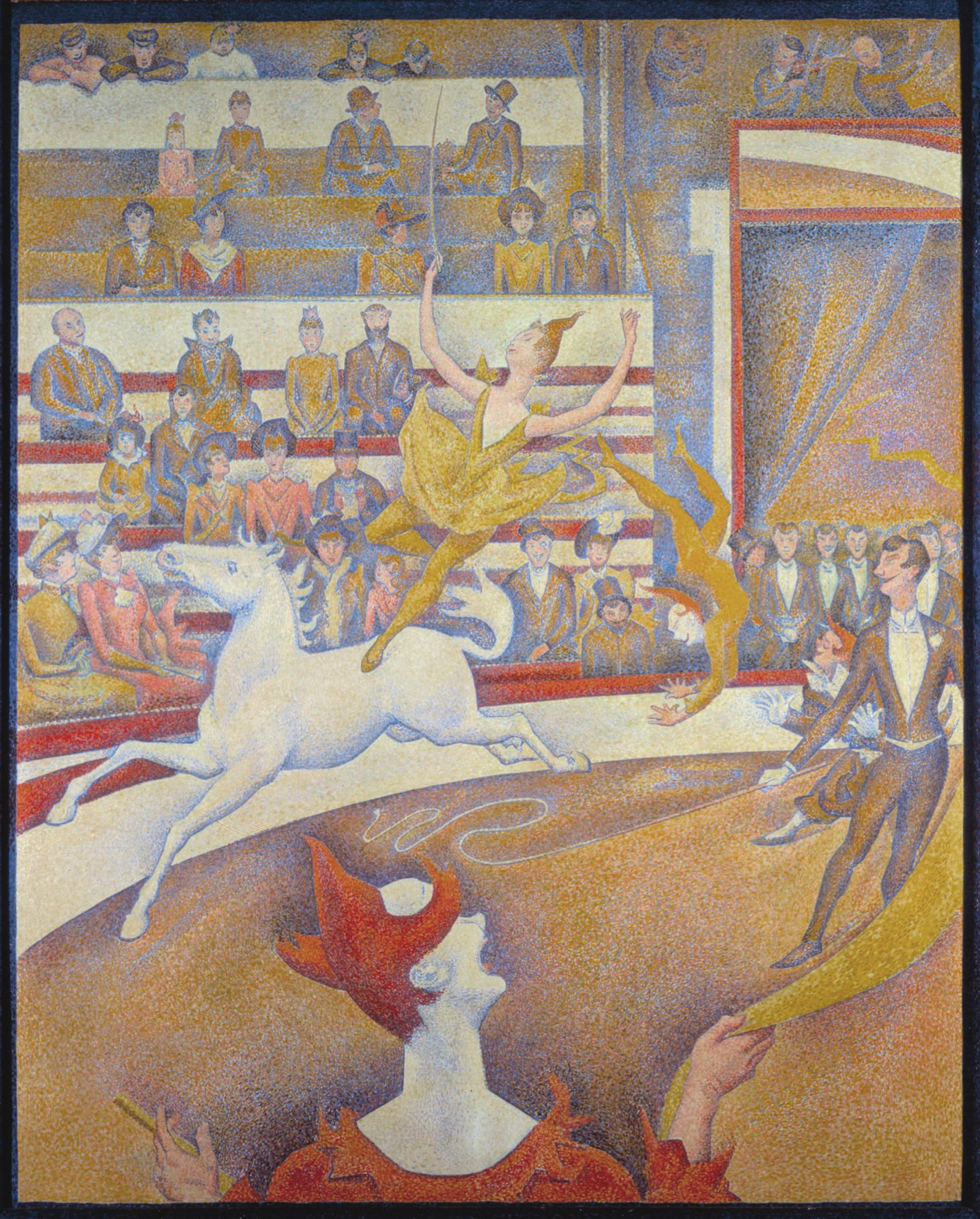
『サーカス』（1890年）ジョルジュ・スーラ

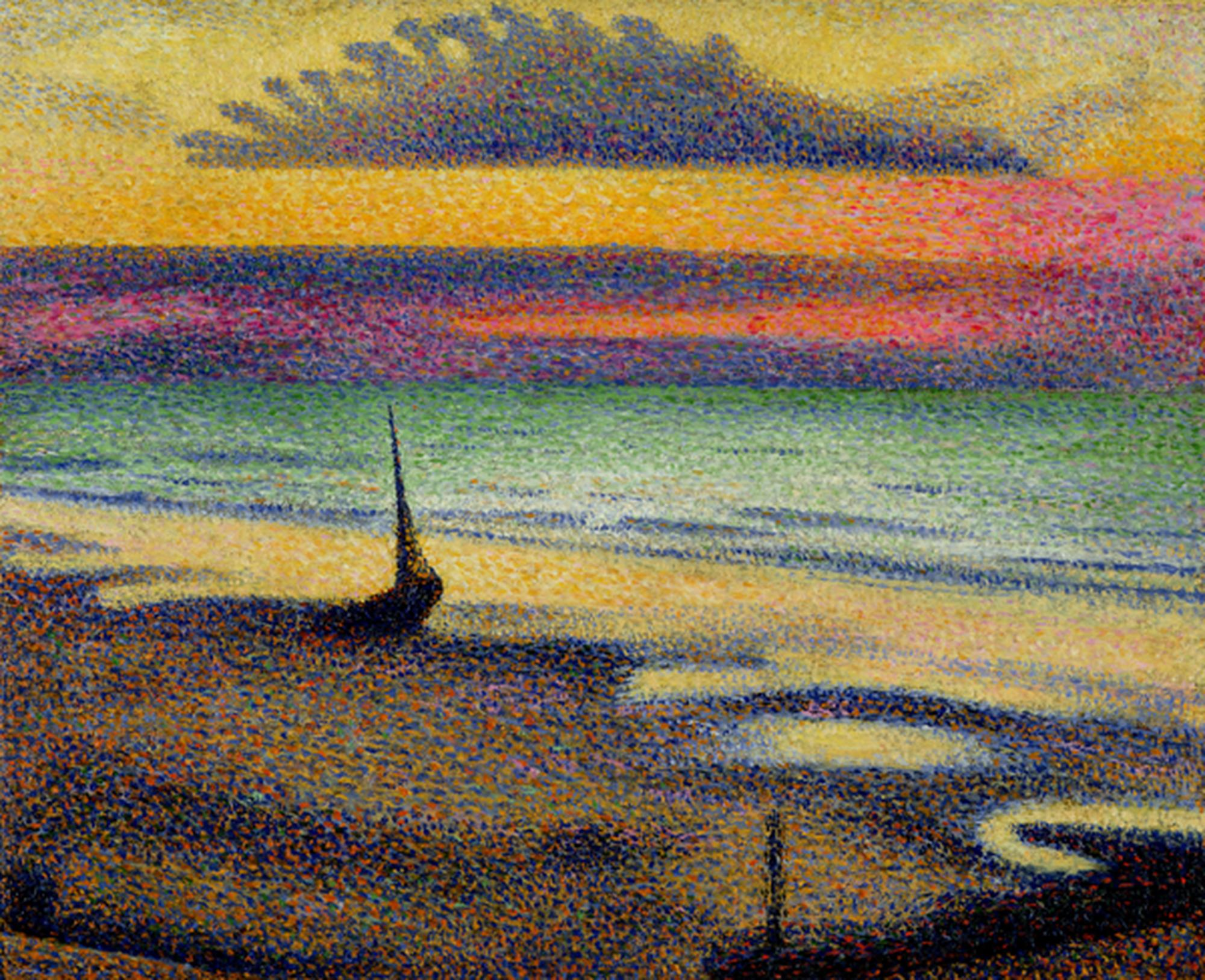
『ハイストの浜辺』（1891年） ジョルジュ・レメン

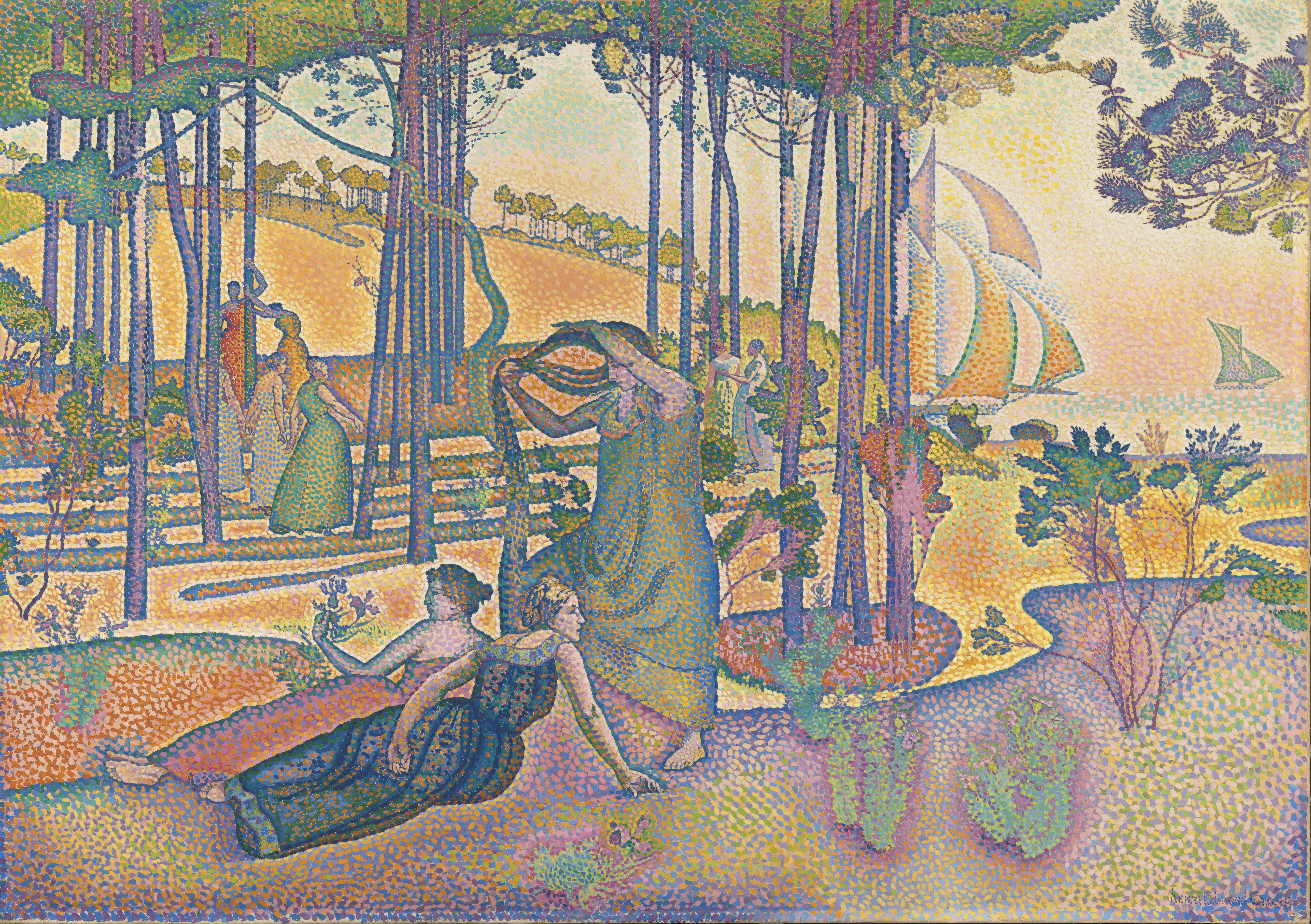
『夕風』（1893年-1894年）アンリ＝エドモン・クロス

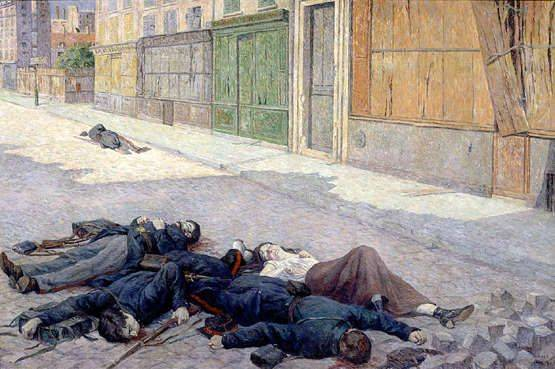
『1871年5月パリの街路』（1903年-1906年）マクシミリアン・リュス

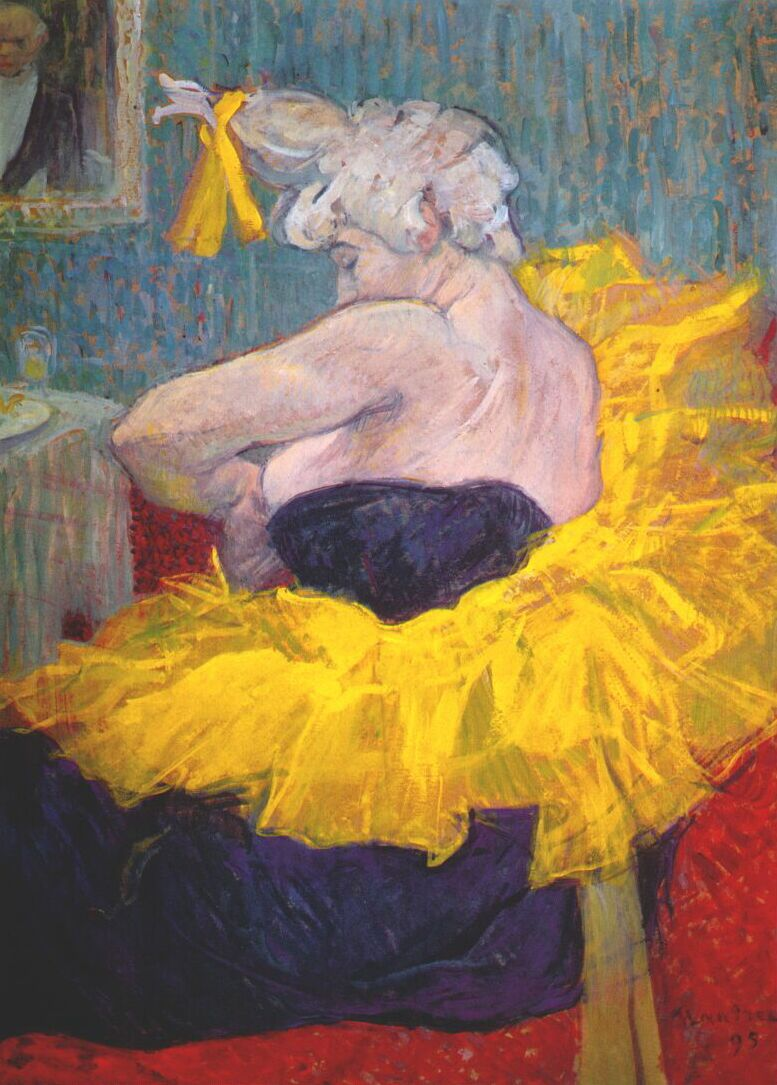
『女道化師シャ＝ユ＝カオ』（1895年）アンリ・ド・トゥールーズ＝ロートレック

- セザンヌ『弁護士（叔父ドミニク）』（1866年）
- セザンヌ『キリストの冥府下り』（1867年）
- セザンヌ『アシル・アンプレールの肖像』（1868年）
- セザンヌ『マグダラのマリア』（1868年-1869年）
- セザンヌ『牧歌（パストラル）』（1870年）
- セザンヌ『オーヴェール＝シュル＝オワーズの首吊りの家』（1873年）
- セザンヌ『モデルヌ・オランピア（新しきオランピア）』（1874年）
- セザンヌ『三人の浴女』（1874年-1875年）
- セザンヌ『自画像』（1875年頃）
- セザンヌ『絞殺された女』（1875年-1876年）
- セザンヌ『聖アントニウスの誘惑』（1877年頃）
- セザンヌ『マンシーの橋』（1879年）
- セザンヌ『青い花瓶』（1885年-1887年）
- セザンヌ『セザンヌ夫人の肖像』（1885年-1887年）
- セザンヌ『サント＝ヴィクトワール山』（1887年-1890年）
- セザンヌ『台所のテーブル』（1889年頃）
- セザンヌ『水浴する男たち』（1890年頃）
- セザンヌ『カード遊びをする人々』（1893年-1896年）
- セザンヌ『女性とコーヒーポット』（1895年）
- セザンヌ『タマネギのある静物』（1895年）
- セザンヌ『リンゴとオレンジ』（1895年-1900年）
- セザンヌ『ギュスターヴ・ジェフロワの肖像』（1896年）
- ゴッホ『右向きの職工』（1884年）
- ゴッホ『赤いフードを頭にかぶった農婦』（1885年）
- ゴッホ『火のそばにいる農婦』（1885年）
- ゴッホ『イタリア女』（1887年）
- ゴッホ『自画像』（1887年）
- ゴッホ『銅の花瓶のアミガサユリ』（1887年）
- ゴッホ『アニエールのレストラン・ド・ラ・シレーヌ』（1887年）
- ゴッホ『ローヌ川の星月夜』（1888年）
- ゴッホ『ウジェーヌ・ボックの肖像』（1888年）
- ゴッホ『アルルのダンスホール』（1888年）
- ゴッホ『ジプシーとその一団のキャンプ』（1888年）
- ゴッホ『アルルの女 (ジヌー夫人)』（1888年-1890年）
- ゴッホ『自画像』（1889年）
- ゴッホ『ファン・ゴッホの寝室』（1889年）
- ゴッホ『サン＝レミ＝ド＝プロヴァンスのサン＝ポール病院』（1889年）
- ゴッホ『昼寝』（1890年）
- ゴッホ『二人の少女』（1890年）
- ゴッホ『コードヴィルの藁葺き屋根の家』（1890年）
- ゴッホ『オーヴェールの教会』（1890年）
- ゴッホ『ポール・ガシェ博士の家の庭』（1890年）
- ゴッホ『ポール・ガシェ博士の肖像』（1890年）

（1990年に日本人実業家齊藤了英が約125億円で購入したものとは同名別作品）
- ゴーギャン『中国の牡丹とマンドリンのある静物』（1885年）
- ゴーギャン『シュフネッケルの一家』（1888年）
- ゴーギャン『牛のいる海景（深い淵の上で）』（1888年）
- ゴーギャン『美しきアンジェール』（1889年）
- ゴーギャン『扇のある静物』（1889年）
- ゴーギャン『黄色い積み藁（黄金の収穫）』（1889年）
- ゴーギャン『神秘的であれ（フランス語版）』(1890年)
- ゴーギャン『「黄色いキリスト」のある自画像』（1890年-1891年）
- ゴーギャン『タヒチの女たち（フランス語版）』（1891年）
- ゴーギャン『食事（バナナ）』（1891年）
- ゴーギャン『アレアレア』（1892年）
- ゴーギャン『テフラ（テハマナ）』（1892年）
- ゴーギャン『自画像』（1893年）
- ゴーギャン『風景の中のタヒチ人』（1893年）
- ゴーギャン『ブルターニュの農民』（1894年）
- ゴーギャン『オヴィリ』（1894年）
- ゴーギャン『友人ダニエルに捧げた自画像』（1896年）
- ゴーギャン『ヴァイルマティ』（1897年）
- ゴーギャン『白い馬』（1898年）
- ゴーギャン『黄金色の女たちの肉体』（1901年）
- ゴーギャン『「快楽の家（ラ・メゾン・デュ・ジュイール）」の入口木枠』（1901年）
- スーラ『ポーズする女たち（習作）』3点（1886年-1887年）
  - 「正面を向いた女」
  - 「横向きに座る女」
  - 「背中を見せて座る女」
- スーラ『ポール・アン・ベッサンの外港』（1888年）
- スーラ『サーカス』（1891年）
- シニャック『井戸端の女たち（井戸端のプロヴァンス嬢）』（1892年）
- シニャック『傘をさす女性』（1893年）
- シニャック『赤い浮標』（1895年）
- シニャック『解体業者』（1897年-1899年）
- シニャック『アヴィニョン教皇庁』（1900年）
- シニャック『ラ・ロシェル港への入港』（1921年）
- アルベール・デュボワ＝ピエ『イヴリーの畑と工場あるいは鍛造所』（1887年）
- アルベール・デュボワ＝ピエ『マルヌの夜明け』（1888年）
- シャルル・アングラン『道行く二人』（1887年）
- マクシミリアン・リュス『セーヌ川沿いのエルブレ』（1890年）
- マクシミリアン・リュス『シャルルロワの工場』（1897年）
- マクシミリアン・リュス『サン＝ミシェル橋船着き場とノートルダム大聖堂』（1901年）
- マクシミリアン・リュス『フェリックス・フェネオン（英語版）の肖像』（1901年）
- マクシミリアン・リュス『道床の杭打ち搗き固め』（1902年-1903年）
- マクシミリアン・リュス『1871年5月パリの街路』（1903年-1906年）
- マクシミリアン・リュス『建設現場』（1911年）
- アンリ＝エドモン・クロス『エクトル夫人の肖像』（1891年）
- アンリ＝エドモン・クロス『黄金の島』（1891年-1892年）
- アンリ＝エドモン・クロス『髪』（1892年）
- アンリ＝エドモン・クロス『夕風』（1893年-1894年）
- アンリ＝エドモン・クロス『逃げるニンフ』（1906年頃）
- アンリ＝エドモン・クロス『カーニュの糸杉』（1908年）
- ジョルジュ・レメン『ハイストの浜辺』（1891年）
- テオ・ファン・レイセルベルヘ『舵を握る男』（1892年）
- テオ・ファン・レイセルベルヘ『エミール・ヴェルハーレンの肖像』（1915年）
- アシール・ロージェ『芸術家の妻の肖像』（1899年）
- アンリ・ル・シダネル『テーブル』（1901年）
- アンリ・ダバディ『歓呼の声で支持者に迎えられるファリエール大統領』（1906年）
- ロートレック『赤毛の女（化粧）』（1889年）
- ロートレック『俳優アンリ・サマリー』（1889年）
- ロートレック『庭に座る女、ジュスティーヌ・デュールの肖像』（1891年）
- ロートレック『手袋の女、オノリーヌ・プラツェルの肖像』（1891年）
- ロートレック『踊るジャンヌ・アヴリル』（1892年）
- ロートレック『黒い羽毛のショールの女』（1892年）
- ロートレック『ベッド』（1892年）
- ロートレック『ストッキングを穿く女』（1894年）
- ロートレック『女道化師シャ＝ユ＝カオ』（1895年）
- ロートレック『ムーラン・ルージュでのダンス、ラ・グーリュとヴァランタン』（ラ・グーリュのダンス小屋左側パネル）（1895年）
- ロートレック『ムーア人風の踊りまたはエジプトの舞姫』（ラ・グーリュのダンス小屋右側パネル）（1895年）
- ルイ・アンクタン『アンリ・サマリーの肖像』（1880年頃）
- ルイ・アンクタン『通りの女性』（1890年）
- テオフィル・アレクサンドル・スタンラン『椅子に猫』（1902年）

### 象徴主義と世紀末芸術

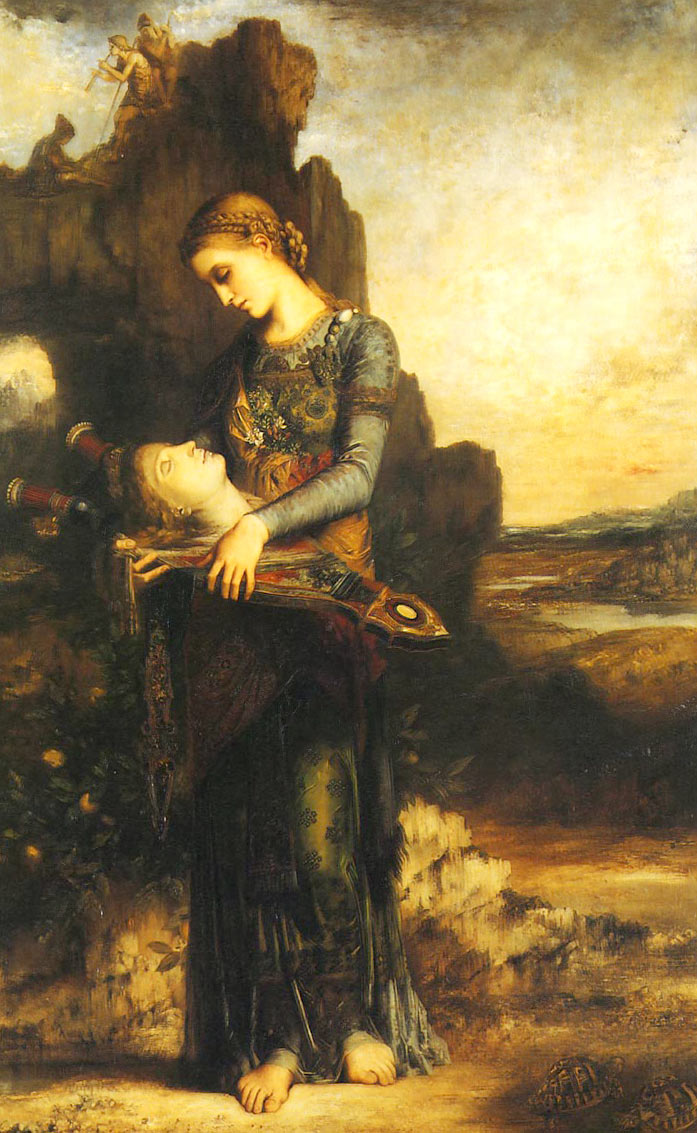
『オルフェウスの首を持つトラキアの娘』（1865年）ギュスターヴ・モロー

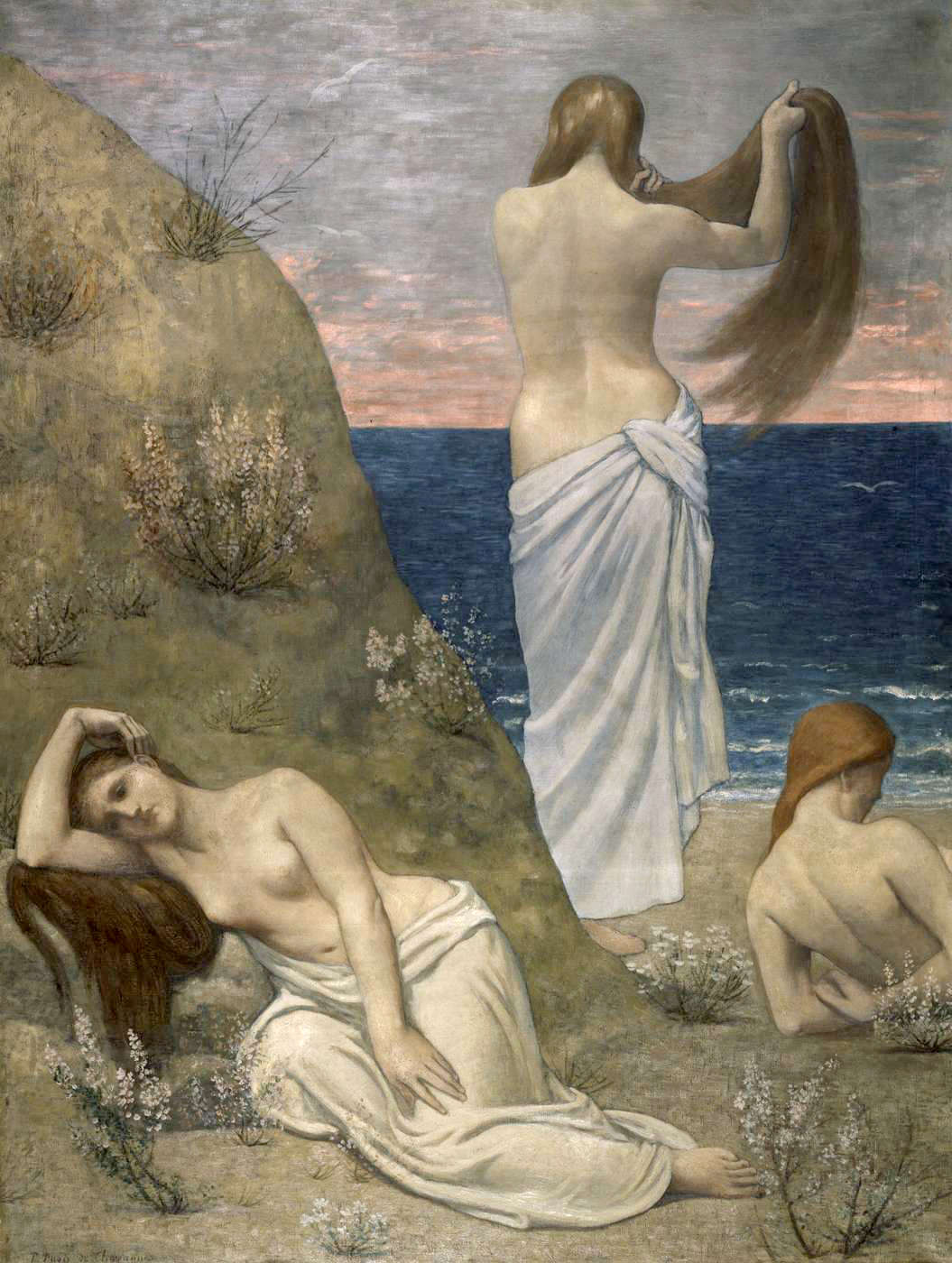
『海岸の少女たち』（1879年）ピエール・ピュヴィス・ド・シャヴァンヌ

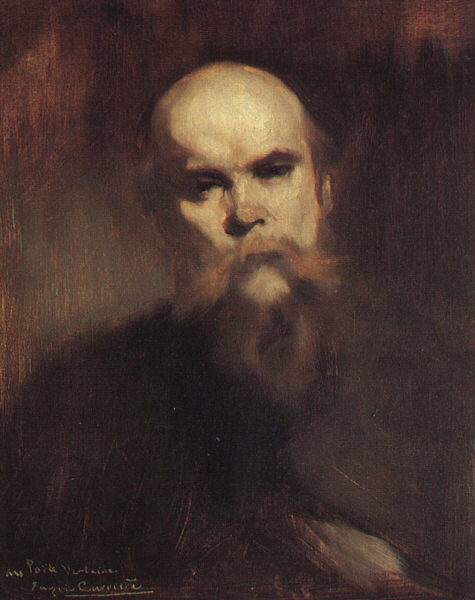
『ポール・ヴェルレーヌの肖像』（1890年）ウジェーヌ・カリエール

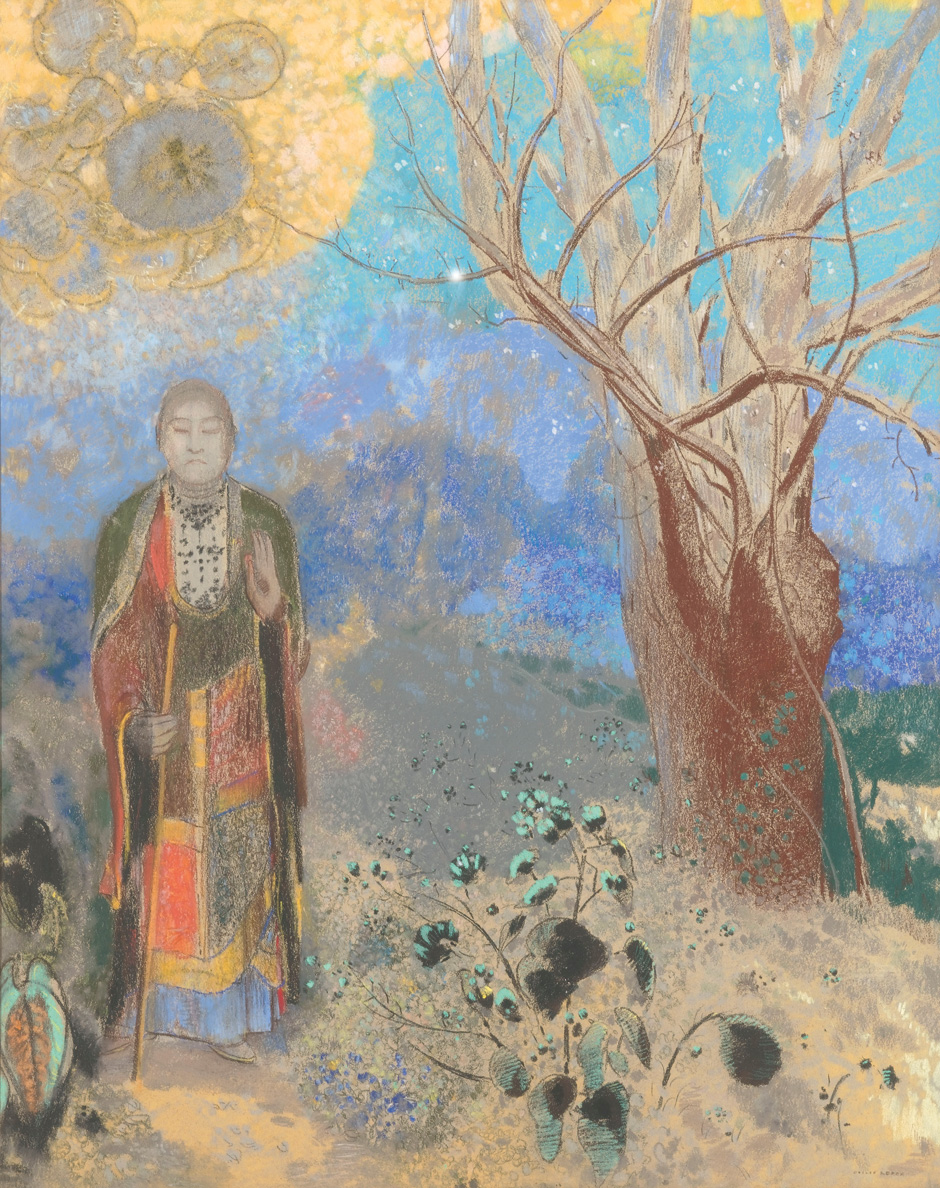
『仏陀』（1904年）オディロン・ルドン

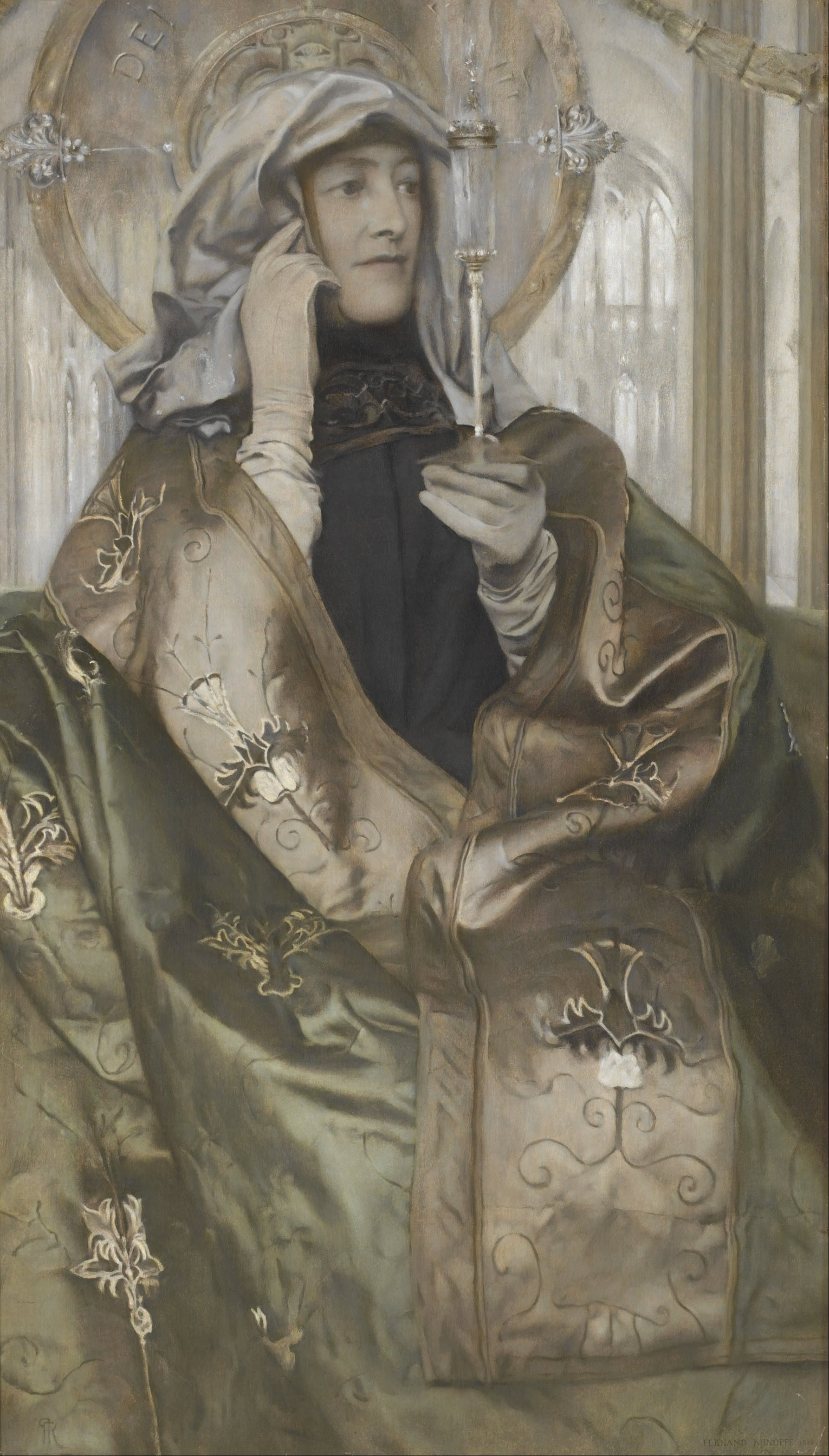
『焚香』（1898年）フェルナン・クノップフ

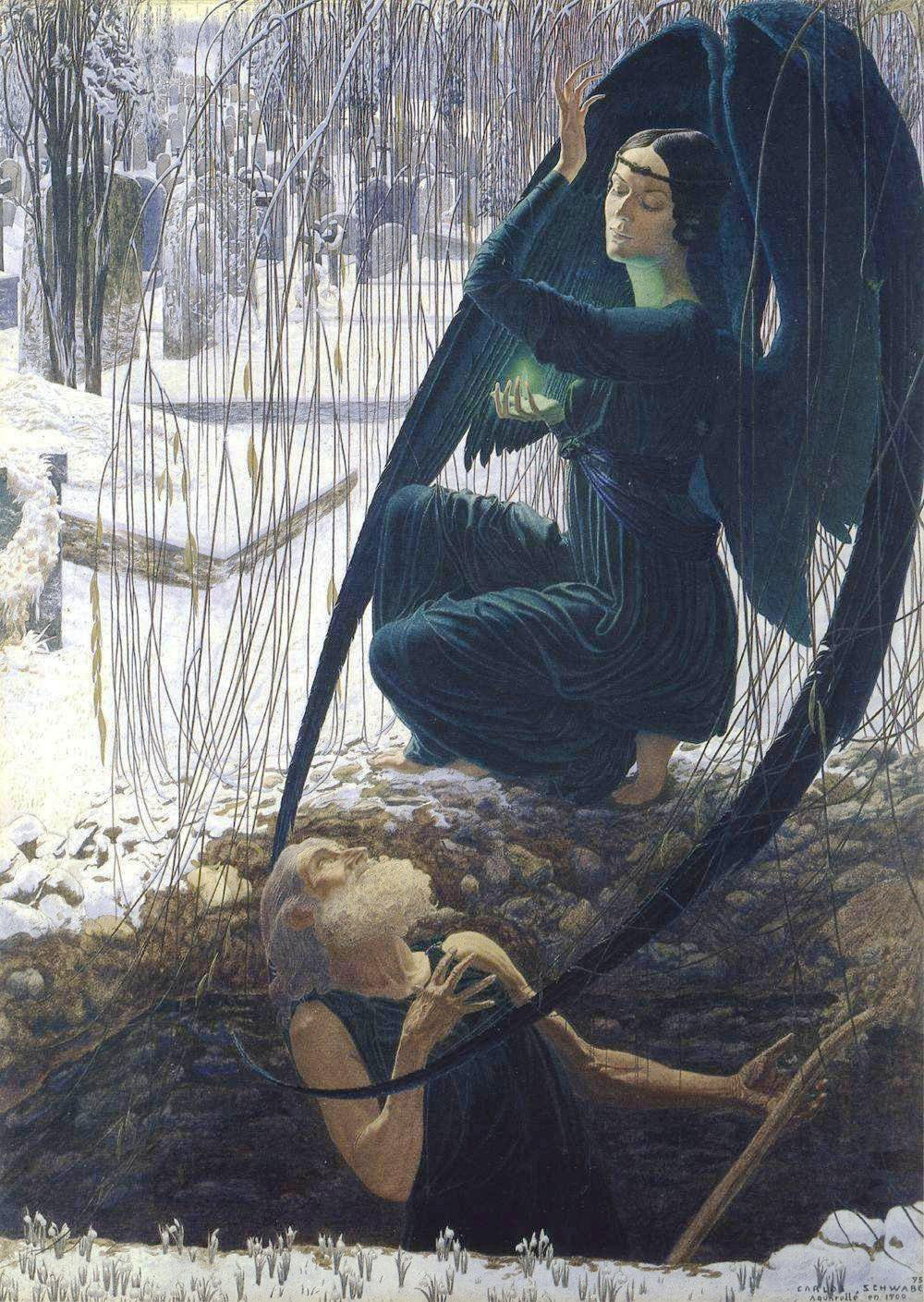
『墓掘り人夫の死』（1890年）カルロス・シュヴァーベ

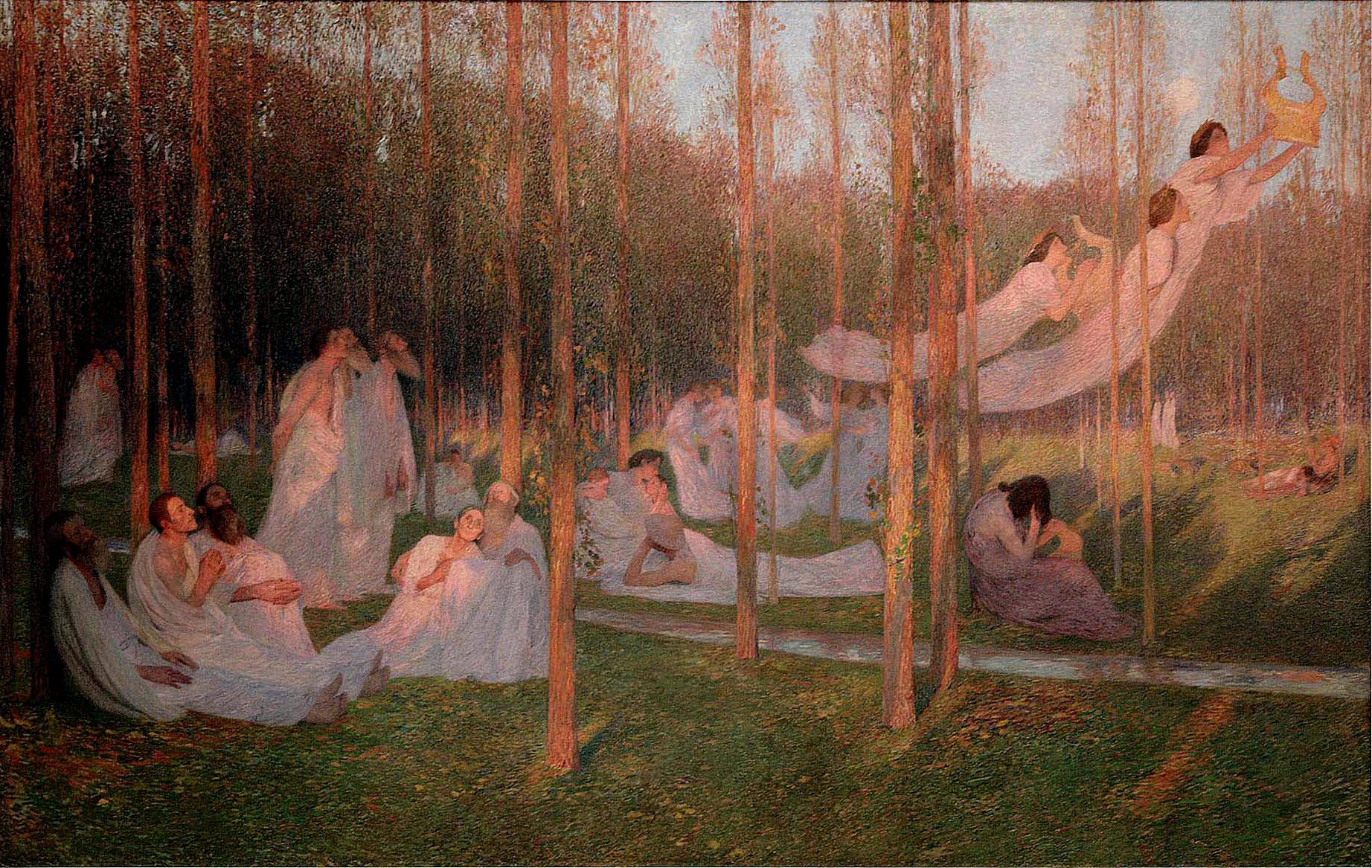
『静穏』（1899年）アンリ・マルタン（1899年）

- モロー『少年時代の教皇シクストゥス5世』（1853年-1854年）
- モロー『オルフェウスの首を持つトラキアの娘』（1865年）
- モロー『イアソン』（1865年）
- モロー『出現』(1876年)
- モロー『ガラテイア』（1880年）
- モロー『ヘシオドスとムーサ』（1891年）
- シャヴァンヌ『瞑想』『歴史』『緊張』（1866年）
- シャヴァンヌ『気球』（1870年）
- シャヴァンヌ『鳩』（1871年）
- シャヴァンヌ『希望』（1871年頃）
- シャヴァンヌ『夏』（1873年）
- シャヴァンヌ『海岸の少女たち』（1879年）
- シャヴァンヌ『貧しき漁夫』（1881年）
- シャヴァンヌ『浴室（髪梳き）』（1883年）
- シャヴァンヌ『夢』（1883年）
- カリエール『病気の子供』（1885年）
- カリエール『親密さ』（1889年頃）
- カリエール『画家の家族の肖像』（1893年）
- カリエール『ポール・ヴェルレーヌの肖像』（1890年）
- ルドン『目を閉じて』（1890年）
- ルドン『エジプトへの逃避』（1890年以降）
- ルドン『キャリバンの眠り』（1895年-1900年）
- ルドン『翼と髭のある年老いた男』（1895年頃）
- ルドン『ロベール・ド・ドムシー男爵夫人の肖像』（1900年）
- ルドン「ドムシー男爵の城館の食堂壁画」15枚（1900年-1901年）
- ルドン『ポール・ゴーギャンの肖像』（1903年-1905年）
- ルドン『仏陀』（1904年）
- ルドン『イヴ』（1904年）
- ルドン『アポロンの二輪馬車』（1909年-1910年頃）
- ルドン『パルジファル』(1912年)
- ルドン『貝殻』(1912年)
- ルドン『ペイルルバードへの道』（制作年不詳）
- ジョージ・フレデリック・ワッツ『愛と人生』（1893年）
- バーン＝ジョーンズ『サブラ王女』（1865年頃）
- バーン＝ジョーンズ『運命の車輪』（1877年-1883年）
- バーン＝ジョーンズ／ウィリアム・モリス／ジョン＝ヘンリー・ダール（英語版）『東方三博士の礼拝』（1904年）
- フォード・マドックス・ブラウン『ドン・ジュアンの遺体を発見するハイデ』（1869年-1878年)
- ルイス・ウェルデン・ホーキンス『みなしご』（1881年）
- ルイス・ウェルデン・ホーキンス『若い男の肖像』（1881年頃）
- ルイス・ウェルデン・ホーキンス『トロカデロ広場から見るエッフェル塔』（1889年以後）
- ルイス・ウェルデン・ホーキンス『セヴリーヌ夫人』（1895年）
- ルイス・ウェルデン・ホーキンス『スフィンクスとキマイラ』（1906年）
- ジャン＝フランシス・オービュルタン『ニンフ、森と海』（1886年頃-1924年頃）
- クノップフ『マリー・モンノンの肖像』（1887年）
- クノップフ『未来あるいは若きイギリス婦人』（1898年）
- クノップフ『焚香（インセンス）』（1904年）
- ハンス・トーマ『シエスタ（昼寝）』（1889年）
- ハンス・トーマ『ヘーシオネーを連れて来たヘラクレス』（1890年）
- シャルル・モーラン『ロシアの少女』（1889年）
- シャルル・モーラン『コンポジション』（1892年頃）
- カルロス・シュヴァーベ『墓掘り人夫の死』（1890年）
- シャルル＝マリー・デュラック（フランス語版）『セレスタン通り（英語版）』（1891年）
- シャルル＝マリー・デュラック『水と火』（1894年）
- アルフォンス・オスベール『聖ジュヌヴィエーヴの幻視』（1892年）
- アルフォンス・オスベール『海の夕べのハーモニー』（1930年）
- アニー・スウィナートン『勝利の母（mater triumphalis）』（1892年）
- エドモン＝フランソワ・アマン＝ジャン『タデ・カロリーヌ・ジャックの肖像』（1892年）
- シャルル・ギユー『黄昏』（1892年）
- ヤン・トーロップ『欲望と充足』（1893年)
- カレル・ヴィーチェスラフ・マシェク『預言者リブシェ』（1893年）
- エドガー・マクサンス（英語版）『ステュムパーリデスの鳥を殺すヘラクレス』（1893年頃）
- エドガー・マクサンス『ブルトン人の伝説』（1906年）
- ジョルジュ・ロシュグロス『花の騎士』（1894年）
- アクセリ・ガッレン＝カッレラ『大きな黒いキツツキ』（1894年）
- エミール・モット（フランス語版）『自己心霊的な習作(Etude autopsychique)、芸術家の肖像』（1895年頃）
- アルノルト・ベックリン『ディアナの狩り』（1896年）
- アレクサンドル・セオン『オルフェウスの嘆き』（1896年）
- リュシアン・レヴィ＝デュルメール『ジョルジュ・ローデンバックの肖像』（1895年）
- リュシアン・レヴィ＝デュルメール『沈黙』（1896年）
- リュシアン・レヴィ＝デュルメール『メダルを持つ女』（1896年）
- リュシアン・レヴィ＝デュルメール『メデューサ』（1897年）
- リュシアン・レヴィ＝デュルメール『フィレンツェ』（1898年頃）
- レオン・フレデリック『労働者の時代』（1895年 - 1897年）
- ウィリアム・ドグーヴ・ド・ヌンク『ブリュッセル・ロワイヤル公園の夜想曲（ノクターン）』（1897年）
- ジャン・デルヴィル『プラトンの学園』（1898年）
- アルフォンス・ミュシャ『深淵』（1898年）
- ウジェーヌ・フレデリク・ヤンソン『労働者の宿泊施設』（1898年）
- ジョルジュ・ミンヌ『泉でひざまずく少年』(1898年)
- アンリ・マルタン『静穏』（1899年）
- アンリ・マルタン『芸術家の肖像』（1912年頃）
- フランツ・フォン・シュトゥック『荒々しい狩猟』（1899年）
- フランツ・フォン・シュトゥック『ルートヴィヒ・ヴァン・ベートーヴェン』（1900年）
- マリアンヌ・ストークス『死と娘』（1900年）
- ジョルジュ・ド・フール『「現在のアール・ヌーヴォー展」パヴィリオンのための装飾絵画：「応用芸術のアレゴリー」』（1900年）
- ジョルジュ・ド・フール『「現在のアール・ヌーヴォー展」パヴィリオンのための装飾絵画：「陶器のアレゴリー」』（1900年）
- マクスウェル・アームフィールド（英語版）『ファウスティン（ポーランド語版）』（1900年-1904年）
- アウグスト・ストリンドベリ『波Ⅶ』（1901年）
- ジュゼッペ・ペリッツァ・ダ・ヴォルペード『亡くなった子供』（1902年頃）
- ムンク『アースガールシュトランドの夏の夜』（1904年）
- コンスタン・モンタルド『象徴的な風景』（1904年）
- ハンマースホイ『休息』（1905年）
- クリムト『樹下の薔薇』（1905年頃）
- エミール＝ルネ・メナール『シャルル・コッテの肖像』(1896年)
- エミール＝ルネ・メナール『パリスの審判』（1907年）
- ホドラー『木を伐る人』（1910年）
- スピリアールト『仮面としての自画像』（1903年）
- スピリアールト『月光と灯火』（1909年）
- マクシミリアン・レンツ『森の中にいる画家フリードリヒ・ケーニッヒとイダ・クペルヴィーザー』（1910年頃）
- アルマン・ラッサンフォス『ポエット』（1912年）
- ヴィットーリオ・ゼッキン『千夜一夜』（1914年頃）

### アール・ヌーヴォーの工芸

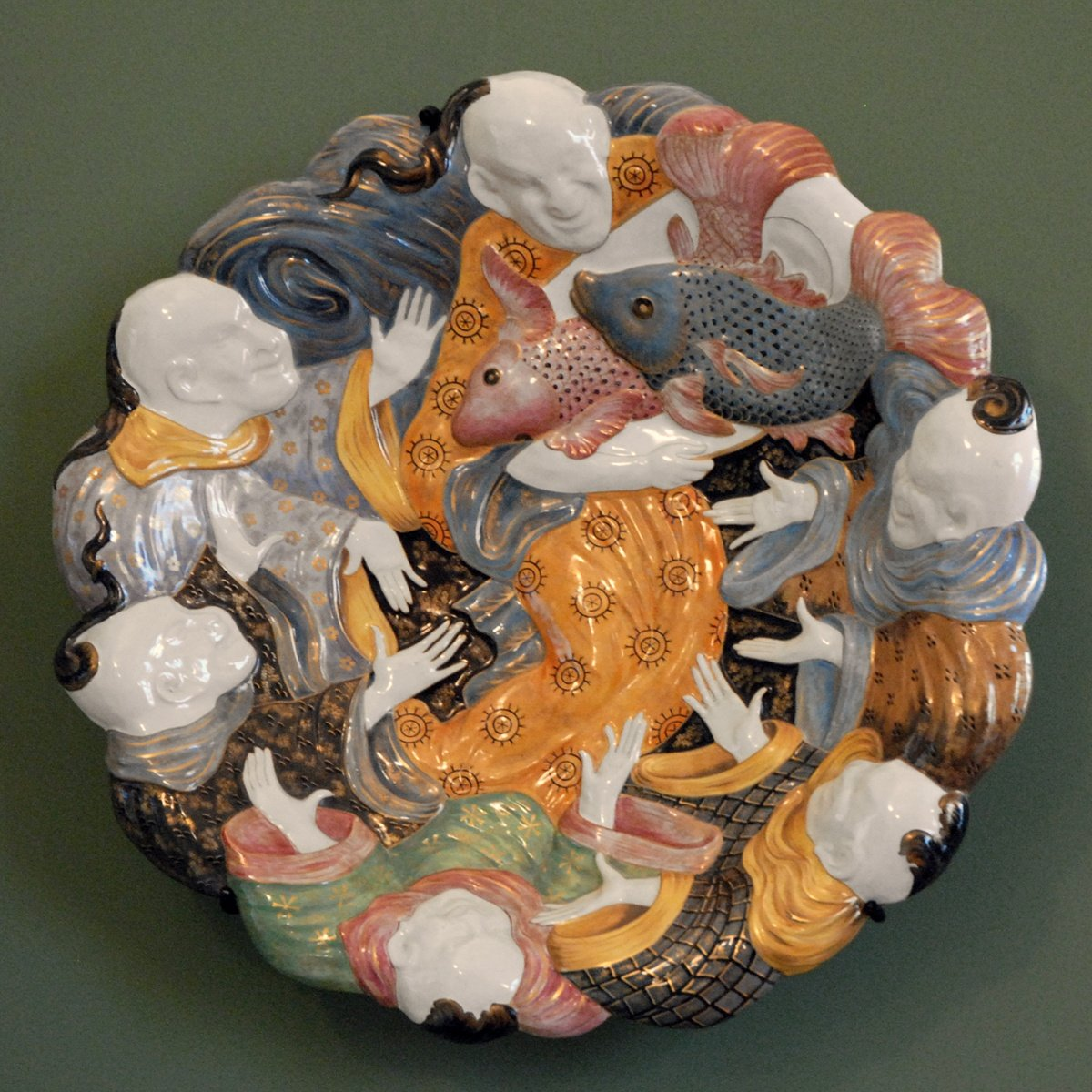
『色絵付装飾皿』（1878年頃）エミール・ガレ

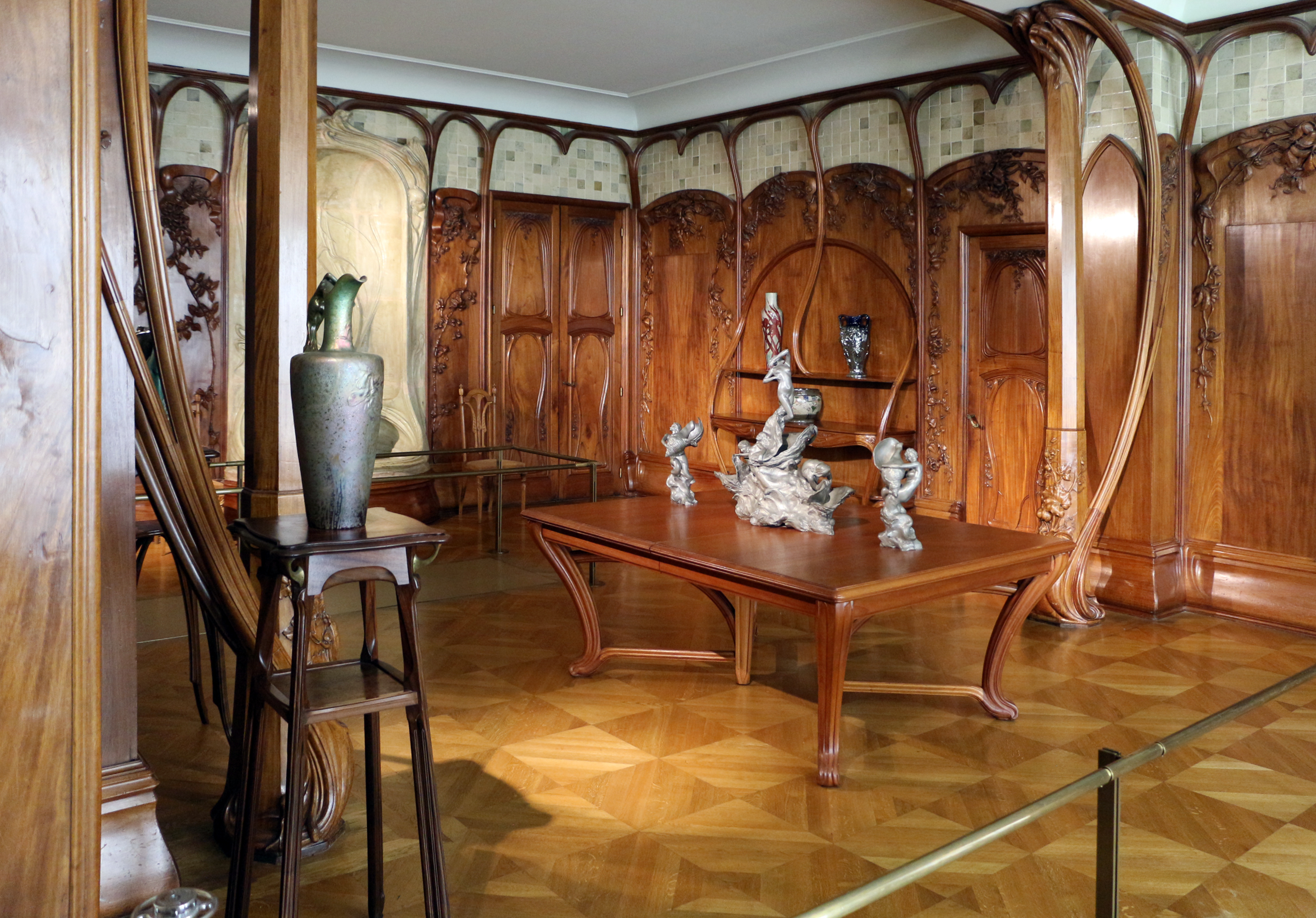
『ベナール邸の食堂』（1900年）アレクサンドル・シャルパンティエ

- ウジェーヌ・ルソー／フェリックス・ブラックモン『丸皿'伊勢海老に茄子図'』（1866年）
- エミール・ガレ『色絵付装飾皿』（1878年頃）
- エミール・ガレ『ガラス杯‘こんな夜に‘』（1894年）
- エミール・ガレ『海藻と貝殻のある手』（1904年）
- フェルディナンド・デュヴィナージュ『キャビネット』（1878年頃）
- エルネスト・シャプレ『植木鉢』（1886年）
- クレマン・マシエ『大皿』（1890年-1895年頃）
- ポール・グラントム／アルフレッド・ガルニエ『七宝の花瓶‘オルフェウス‘』（1892年）
- ルイス・サリヴァン『シカゴ証券取引所トレーディングルーム室内内装断片』（1893年-1894年）
- アンリ・ド・トゥールーズ＝ロートレック／ルイス・カムフォート・ティファニー『ステンドグラス‘サーカス‘』（1894年頃）
- イルツ・ジュリアン『杯‘孔雀の羽根‘』(1896年)
- ルネ・ラリック『罌粟のピン』（1897年）
- エクトール・ギマール『ロワ邸の喫煙用長椅子』（1897年）
- エクトール・ギマール『メトロの看板』（1900年）
- エクトル・ギマール『サン･ディズィエの鋳造所、大バルコンの中央パネル』（1905年-1907年）
- エクトール・ギマール『天井灯』（1909年-1911年）
- アルマン・ポワン／シャルル・ヴィリオン／オート＝クレール組合工房『蛇形脚付き小櫃』（1897年-1899年）
- アンリ・ヴァン・デ・ヴェルデ『両袖机』（1898年-1899年）
- ギュスターヴ・セリュリエ＝ボヴィ『ベッドと鏡台』（1899年）
- アレクサンドル・シャルパンティエ『ベナール邸の食堂』（1900年）
- ウジェーヌ・ヴァラン『ベッド』（1900年）
- モーリス・ブヴァル『インク壺』（1900年頃）
- フランソワ＝ラウル・ラルシュ『シャンデリア』（1900年頃）
- アドルフ・ロース『肘掛け椅子』（1901年）
- ウジェーヌ・フイヤトール『ボンボン入れ‘さくらんぼ’』（1901年頃）
- ドーム兄弟『テーブル・ランプ‘睡蓮’』（1902年-1904年頃）
- ヴィクトール・オルタ『オーベック邸の造作と家具』（1902年-1904年）
- ルイ・マジョレル『書斎机‘蘭’』（1903年-1905年頃）
- ポール・フォロ『クリストフル社のティーセット』（1903年頃）
- チャールズ・レニー・マッキントッシュ『白いベッド』（1904年）
- コロマン・モーザー『ミュージックキャビネット』（1904年）
- アントニ・ガウディ『コーナー用装飾キャビネット』（1904年-1906年）
- ヨーゼフ・ホフマン『椅子』（1905年-1908年頃）
- アドリアン・カルボウスキー（英語版）『肘掛け椅子』（1912年-1913年）
- ジョルジュ・バスタール『扇子’孔雀’』（1913年）

### 20世紀芸術の萌芽

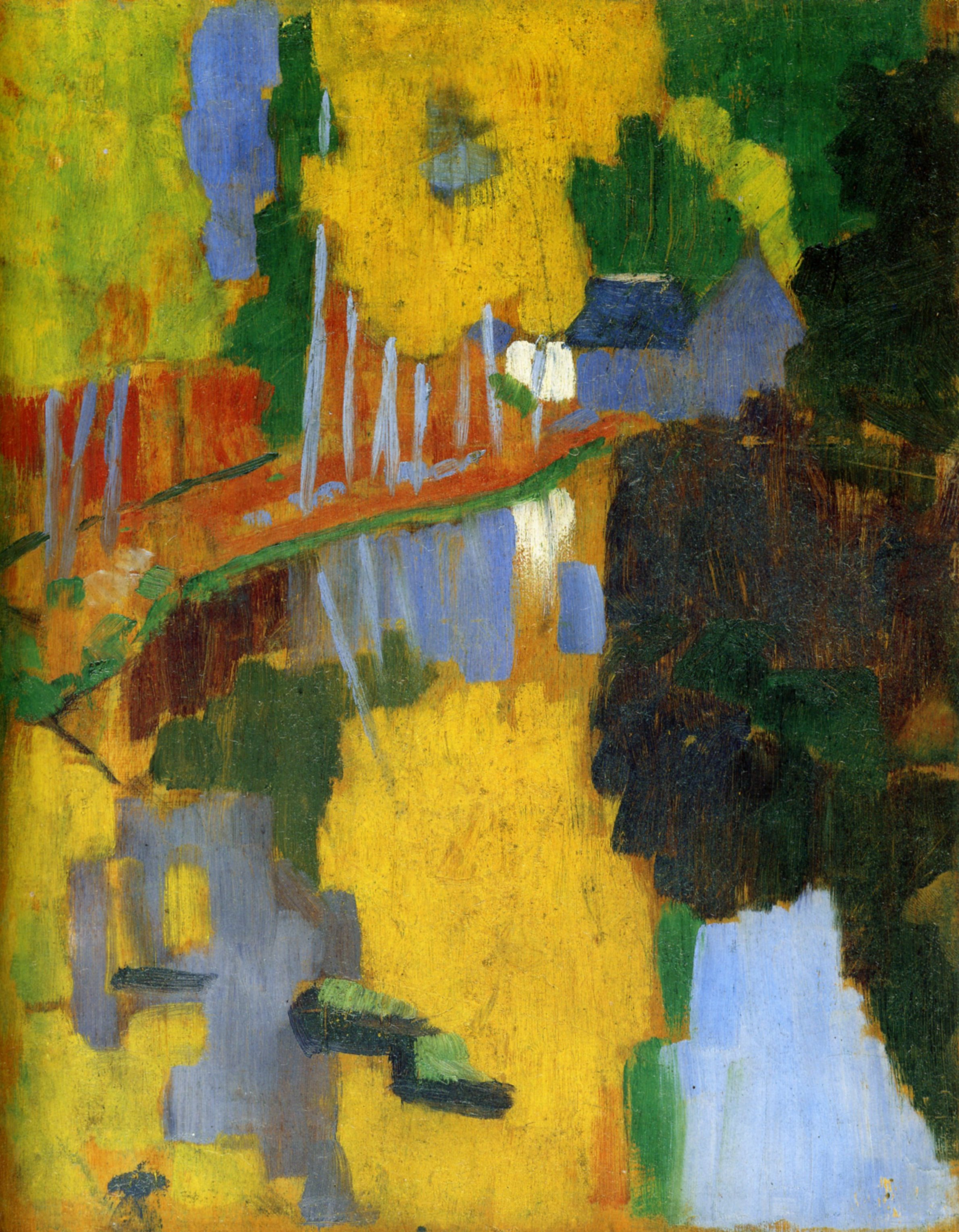
『タリスマン』（1888年） ポール・セリュジエ

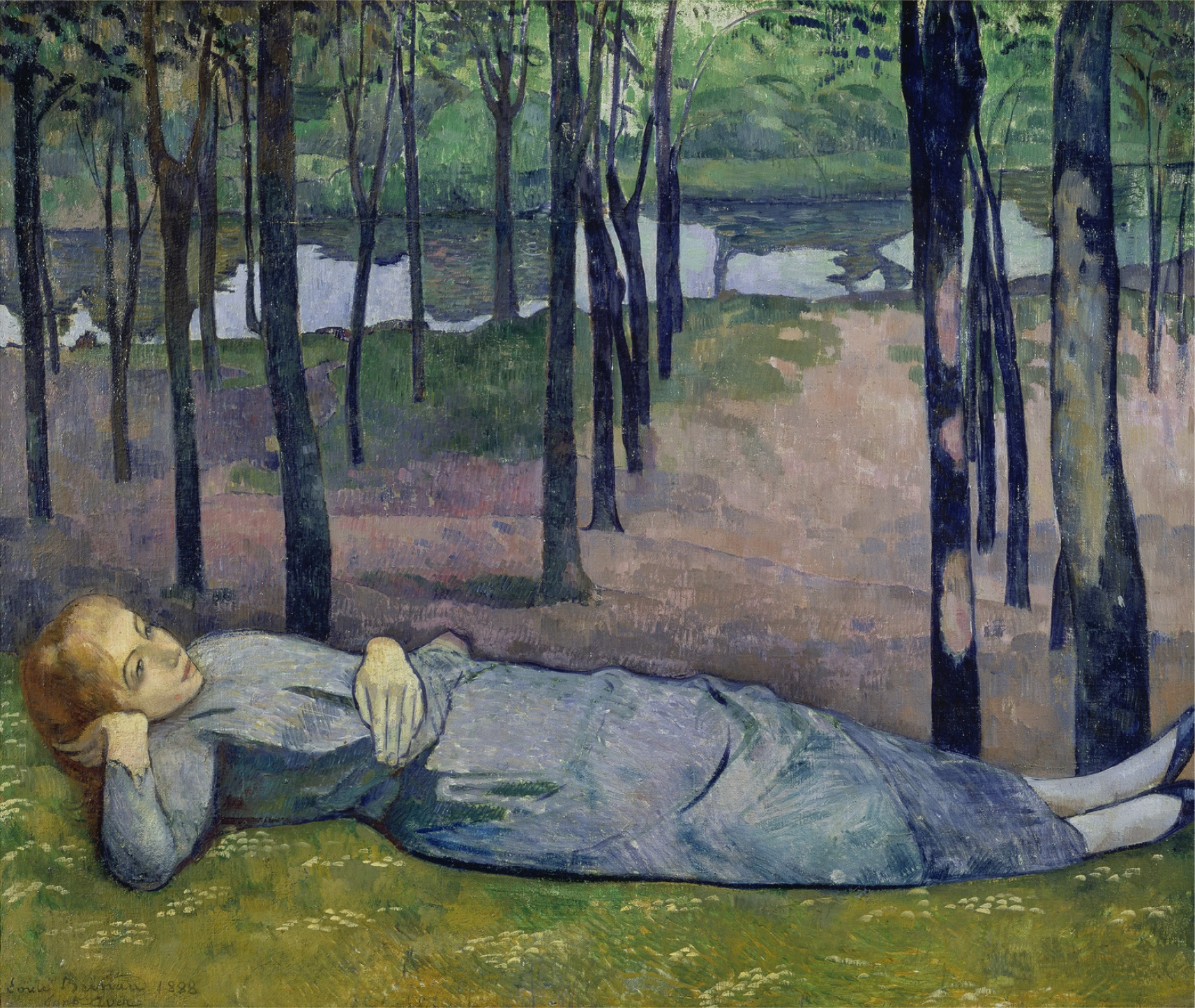
『愛の森のマドレーヌ』（1888年）エミール・ベルナール

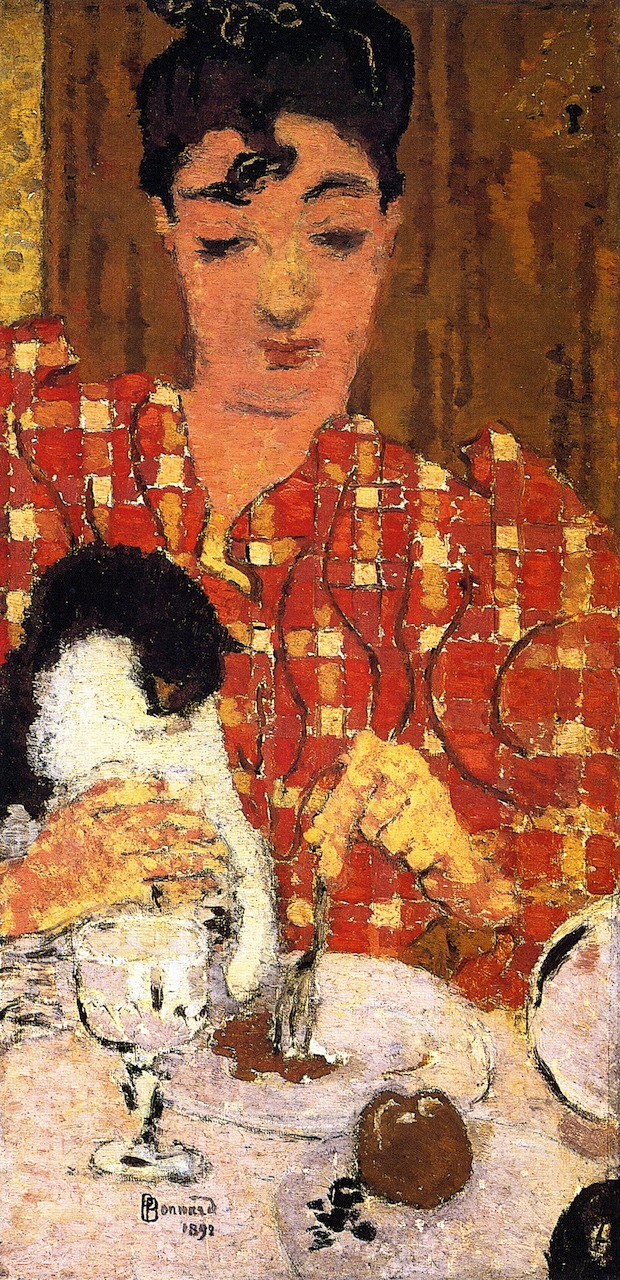
『格子縞のブラウス』（1892年） ピエール・ボナール

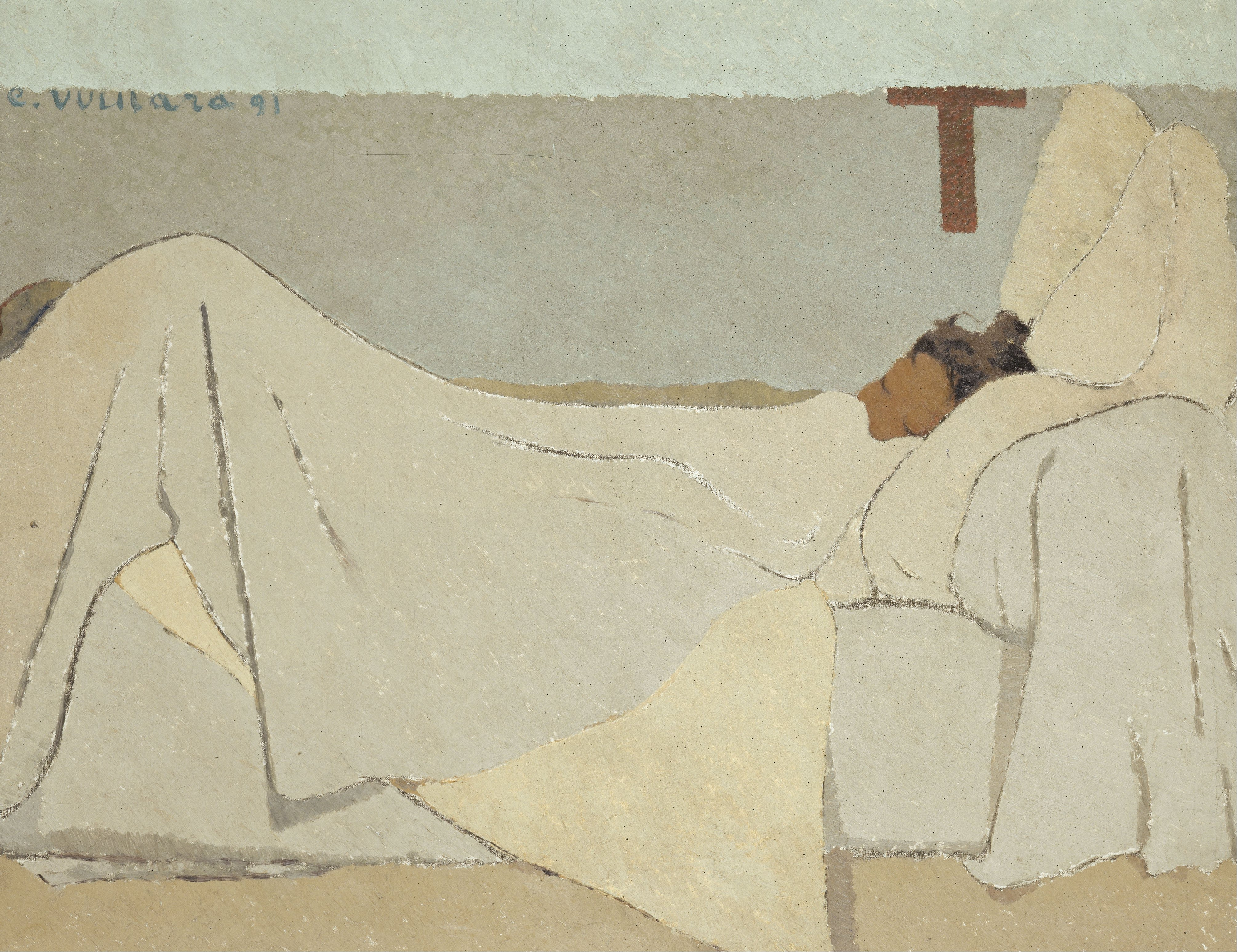
『寝台で』（1891年）ヴュイヤール

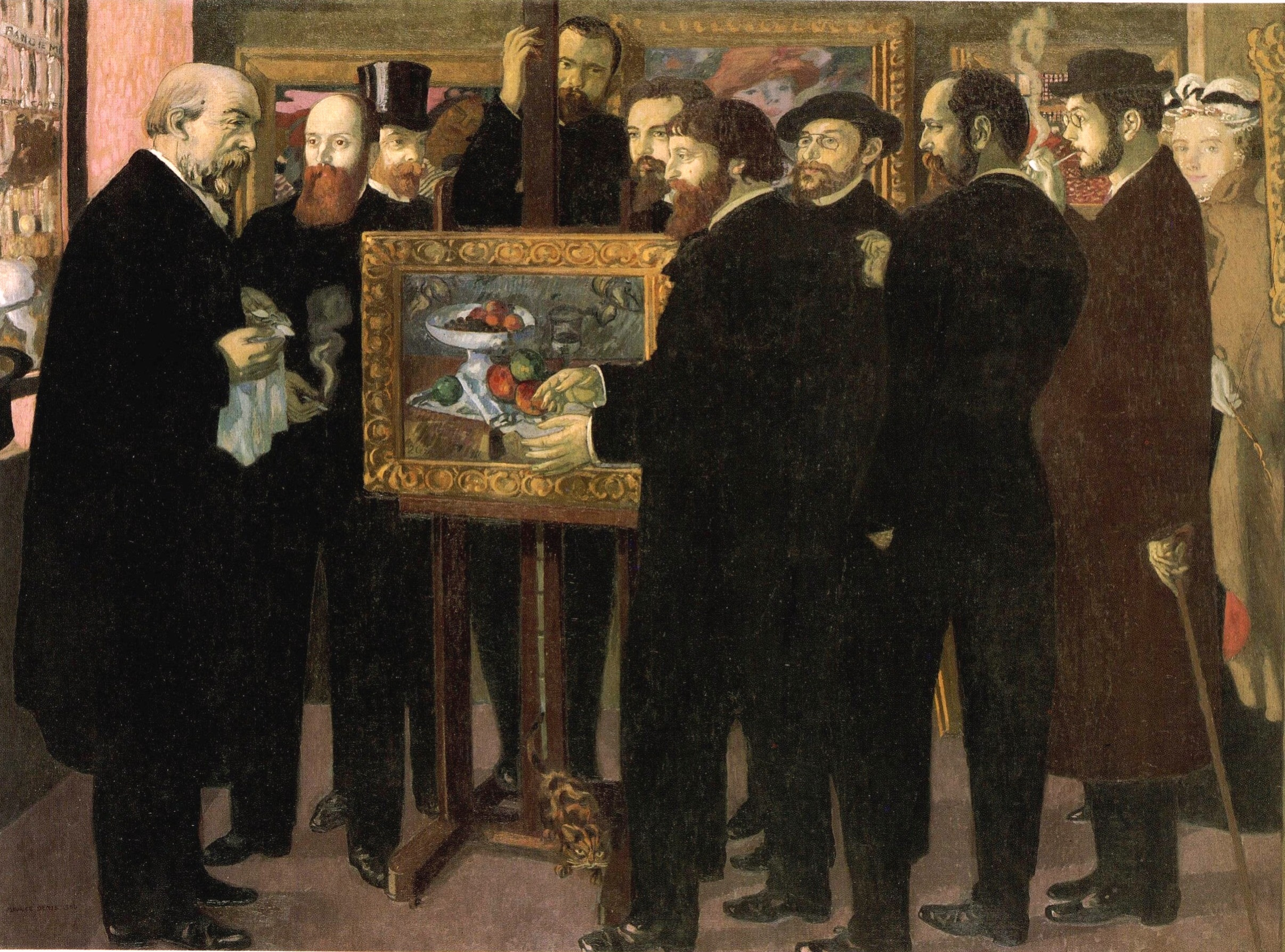
『セザンヌ礼賛』（1900年） モーリス・ドニ

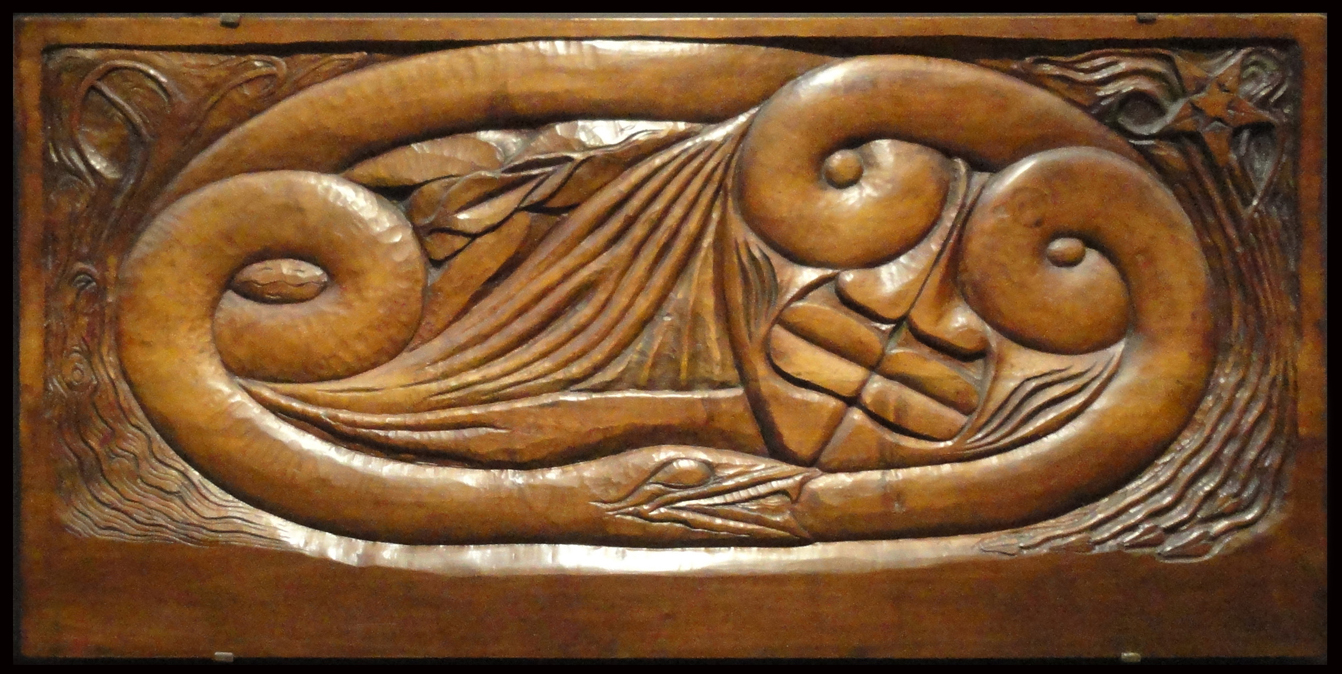
『存在』（1894年-1896年）ジョルジュ・ラコンブ

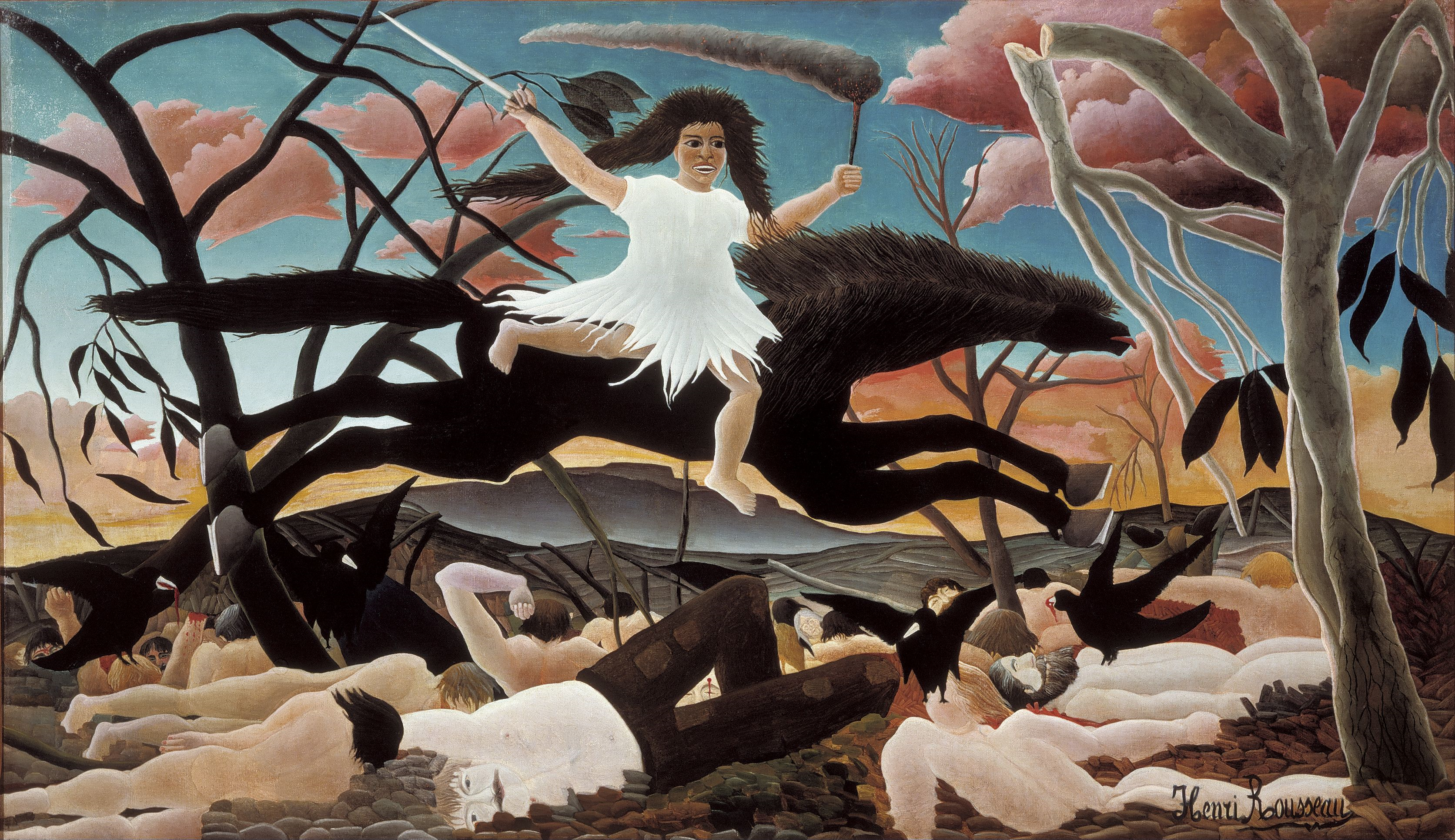
『戦争』（1894年）アンリ・ルソー

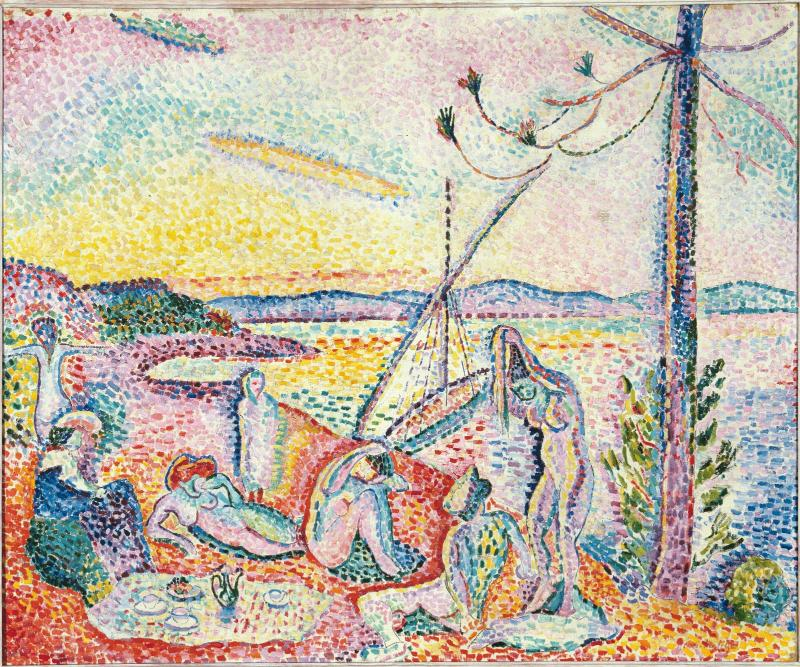
『豪奢、静寂、逸楽』（1904-1905年）アンリ・マティス

- セリュジエ『タリスマン（護符）』（1888年）
- セリュジエ『ナビに扮したポール・ランソン』（1890年）
- セリュジエ『ブルターニュの格闘試合』（1890年-1891年）
- セリジュエ『文法』（1892年）
- セリュジエ『にわか雨』（1893年）
- セリュジエ『泉の女たち』(1899年)
- セリュジエ『四面体（テトラエドゥレ）』（1910年頃）
- セリュジエ『三人の糸繰り女』（1915年-1918年）
- エミール・ベルナール『水浴する女たちと赤い雌牛』（1887年）
- エミール・ベルナール『グレ陶土器のポットとリンゴ』（1887年）
- エミール・ベルナール『愛の森のマドレーヌ（ボワ・ダムールのマドレーヌ）』（1888年）
- エミール・ベルナール『象徴的な自画像』（1891年）
- エミール・ベルナール『海沿いの村の収穫』（1891年）
- エミール・ベルナール『日傘をさすブルターニュの女たち』（1892年）
- エミール・ベルナール『入浴の後、ニンフたち』（1908年）
- シャルル・ラヴァル『海辺の女たち、スケッチ』（1887年）
- シャルル・ラヴァル『自画像』（1889年）
- マクシム・モーフラ『ロクロナンの下り坂の道』（1906年）
- ボナール『庭の女たち』（1890年-1891年）
- ボナール『クリケットの試合』（1892年）
- ボナール『格子縞のブラウス』（1892年）
- ボナール『白い猫』（1894年）
- ボナール『砂の城を作る子供』（1894年)
- ボナール『ダンサーたち』（1896年）
- ボナール『ベッドの上で眠る女性』（1899年頃）
- ボナール『ブルジョワ家庭の午後（テラス一家）』（1900年）
- ボナール『男と女』（1900年）
- ボナール『ボートで』（1907年）
- ボナール『猫と女性』（1912年）
- ボナール『浴室』（1914年-1921年）
- ボナール『ベルネーム・ジューヌ画廊』（1920年）
- ボナール『ル・カネの眺望』（1927年）
- ヴュイヤール『八角形の自画像』（1890年頃）
- ヴュイヤール『寝台で』（1891年）
- ヴュイヤール『公園』（1894年）
- ヴュイヤール『三つのランプのある居間、サン=フロランタン通り』(1899年)
- ヴュイヤール『椅子に座るタデ・ナタンソン（フランス語版）の肖像』（1906年）
- ヴュイヤール『犬と女性がいる下草のある小道』（1907年-1908年）
- ヴュイヤール『テーブルの周りの友人たち』（1909年）
- ヴュイヤール『ヴェルサイユ宮殿の礼拝堂』（1917年-1919年）
- ヴュイヤール『マリー=ブランシュ・ポリニャック伯爵夫人の肖像』（1928年-1932年）
- ヴュイヤール『机に向かうリュシアン・ローゼンガルト』（1930年）
- ドニ『カルヴァリオの丘への道』（1889年）
- ドニ『18歳の芸術家の肖像』（1889年）
- ドニ『アボ・ヴァレの肖像』（1889年）
- ドニ『マレーヌ姫のメヌエット（ピアノの前のマルト）』（1891年）
- ドニ『ミューズたち』（1893年）
- ドニ『緑の樹々のある風景』（1893年）
- ドニ『イヴォンヌ・ルロールの3つの肖像』（1897年）
- ドニ『ル・ヴェジネ聖十字架大学礼拝堂装飾、聖十字架の栄華とミサの犠牲の栄光』（1899年）
- ドニ『セザンヌ礼賛』（1900年）
- ドニ『天国』（1912年）
- ドニ『1912年の受胎告知』（1912年）
- マイヨール『日傘を持つ婦人』（1895年）
- ポール・ランソン『黒猫と魔女』（1893年）
- ジョルジュ・ラコンブ『青い海の風景、波の影響』（1893年）
- ジョルジュ・ラコンブ『イシス』（1894年）
- ジョルジュ・ラコンブ『存在』『誕生』『愛』『死』（1894年-1896年）
- フェリックス・ヴァロットン『月光』（1894年頃）
- フェリックス・ヴァロットン『1897年の自画像』（1897年）
- フェリックス・ヴァロットン『化粧台の前のミシア』（1898年）
- フェリックス・ヴァロットン『ボール』（1899年）
- フェリックス・ヴァロットン『夕食、ランプの光』（1899年）
- フェリックス・ヴァロットン『爪の手入れをするガブリエル・ヴァロットン』（1899年）
- フェリックス・ヴァロットン『乾杯』（1902年）
- フェリックス・ヴァロットン『ユルル（フランス語版）の教会の廃墟』（1917年）
- ジョゼフ・リプル＝ロナイ『花を持つ女性』（1891年）
- ジョゼフ・リプル＝ロナイ『夜の公園』（1892年-1895年）
- ジョゼフ・リプル＝ロナイ『アリスティド・マイヨールの肖像』（1899年）
- ジョゼフ・リプル＝ロナイ『フランス兵の行進』（1914年）
- ケル・グザヴィエ・ルーセル『人生の四季』（1892年-1895年）
- ケル・グザヴィエ・ルーセル『海辺のウェヌスとアモル』（1908年）
- ケル・グザヴィエ・ルーセル『レウキッポスの娘たちの略奪』（1911年）
- ケル・グザヴィエ・ルーセル『ロバに乗る年老いたシレノス』（1925年-1927年）
- アンリ・ルソー『戦争』（1894年頃）
- アンリ・ルソー『女性の肖像』（1895年-1897年）
- アンリ・ルソー『蛇使いの女』（1907年）
- マティス『豪奢、静寂、逸楽』（1904年-1905年）
- アルベール・マルケ『風景、地中海の入り江、アゲ（地名）（フランス語版）の眺望』（1905年）
- アンドレ・ドラン『チャリング・クロス橋』（1905年-1906年）
- モーリス・ド・ヴラマンク『ブージヴァルのレストラン、マシーヌ』（1905年頃）
- クレマンティーヌ＝エレーヌ・デュフォー『自画像』（1911年）
- ルイ・パストゥール（画家）（フランス語版）『百日草（ジニア）の花束』（1931年頃）
- オトン・フリエス『カリンの肖像』（1939年）
- ピエト・モンドリアン『出漁』（1900年）
- アンリ・オットマン『ブリュッセルのルクセンブルク駅』（1903年）
- クーノー・アミエ（英語版）『雪国』（1904年）
- レオポルト・ブラウエンシュタイナー『滝』（1905年頃）
- フランティセック・クプカ『煙突（フランス語版）』（1906年）
- ジョヴァンニ・ジャコメッティ『カポラーゴの眺め』（1907年頃）
- ロジャー・フライ『第2回ポスト印象派展の部屋』（1912年）
- バルテュス『十字架の発見と検証（ピエロ・デッラ・フランチェスカの模写）』(1926年)

### ロダン以後の彫刻
- ロダン『青銅時代』（1877年）

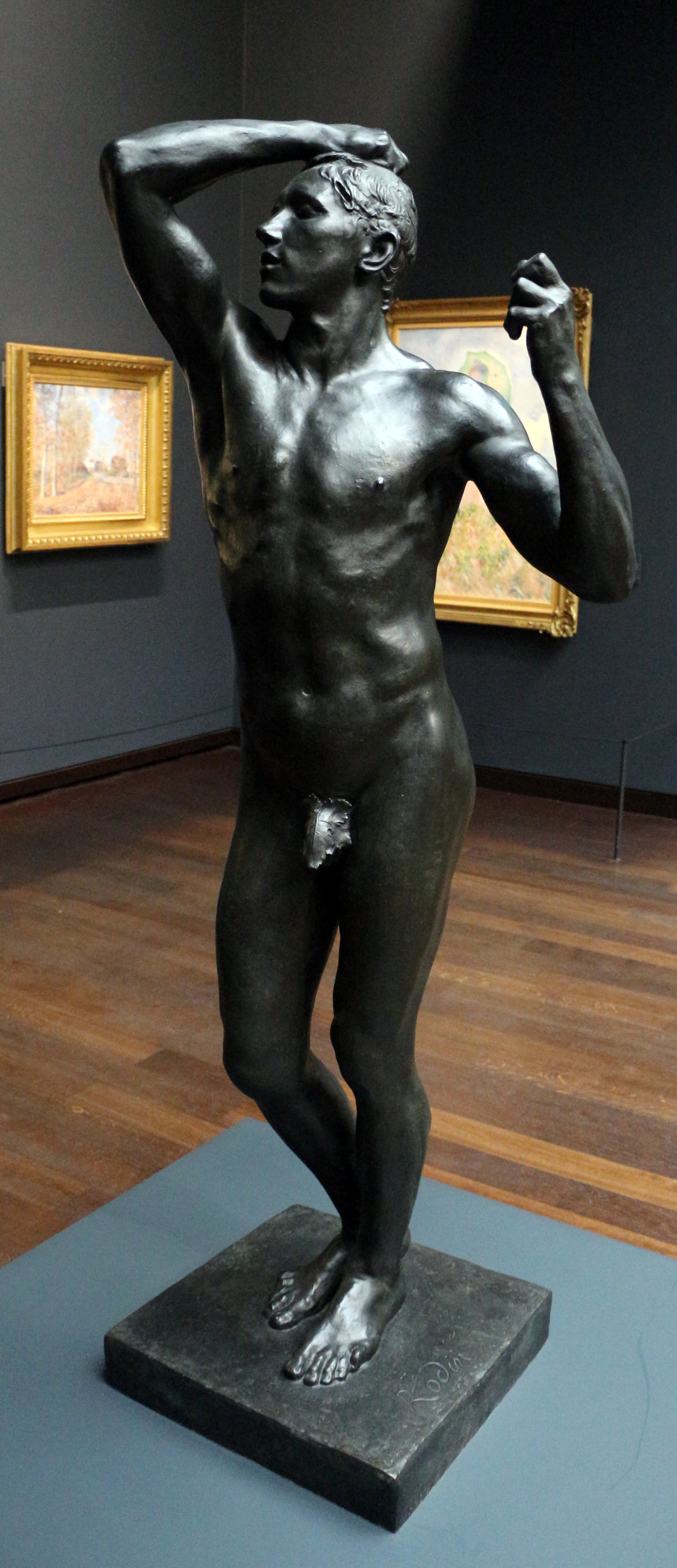
『青銅時代』（1877年）オーギュスト・ロダン

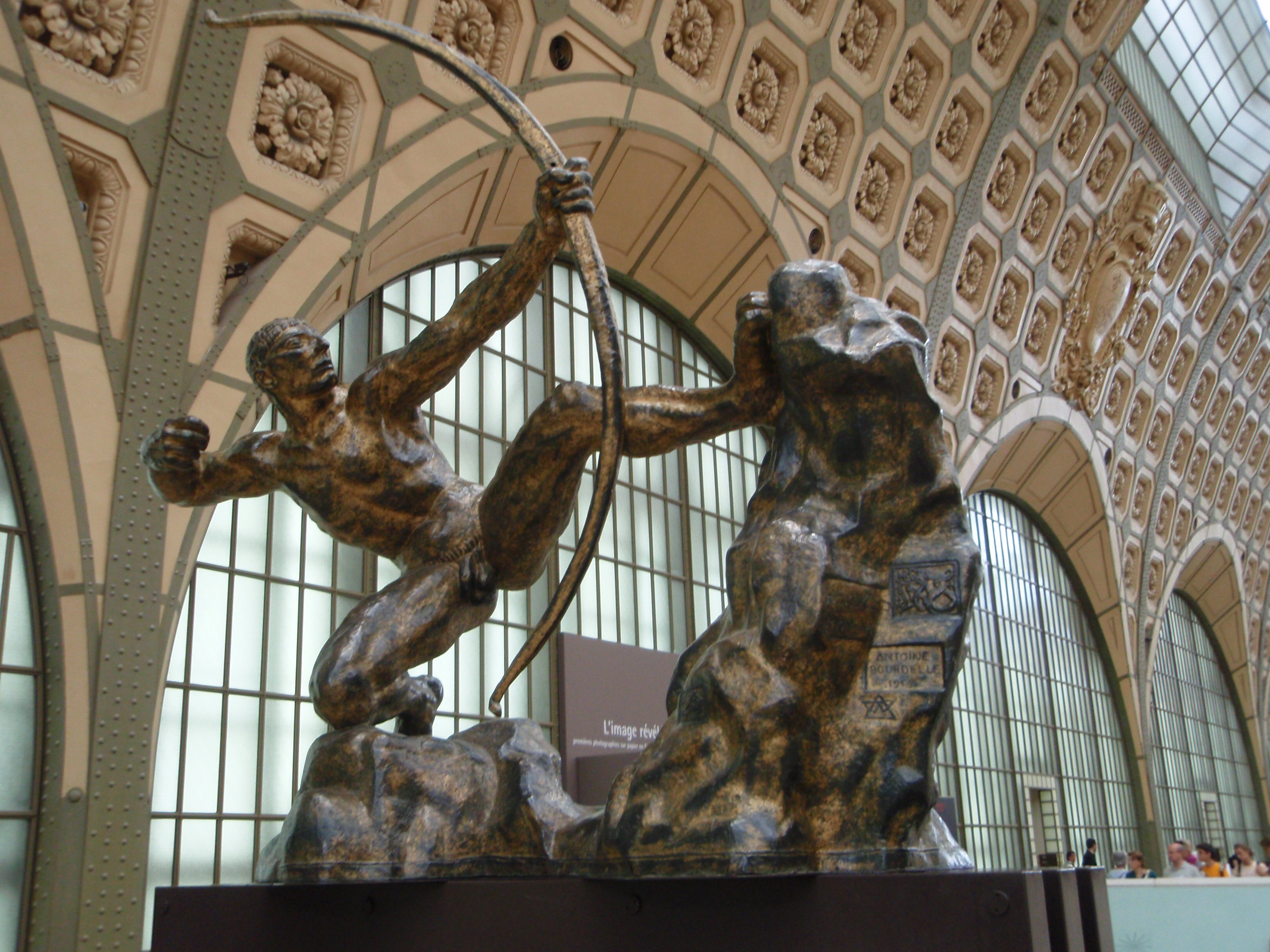
『弓を射るヘラクレス』（1924年） アントワーヌ・ブールデル

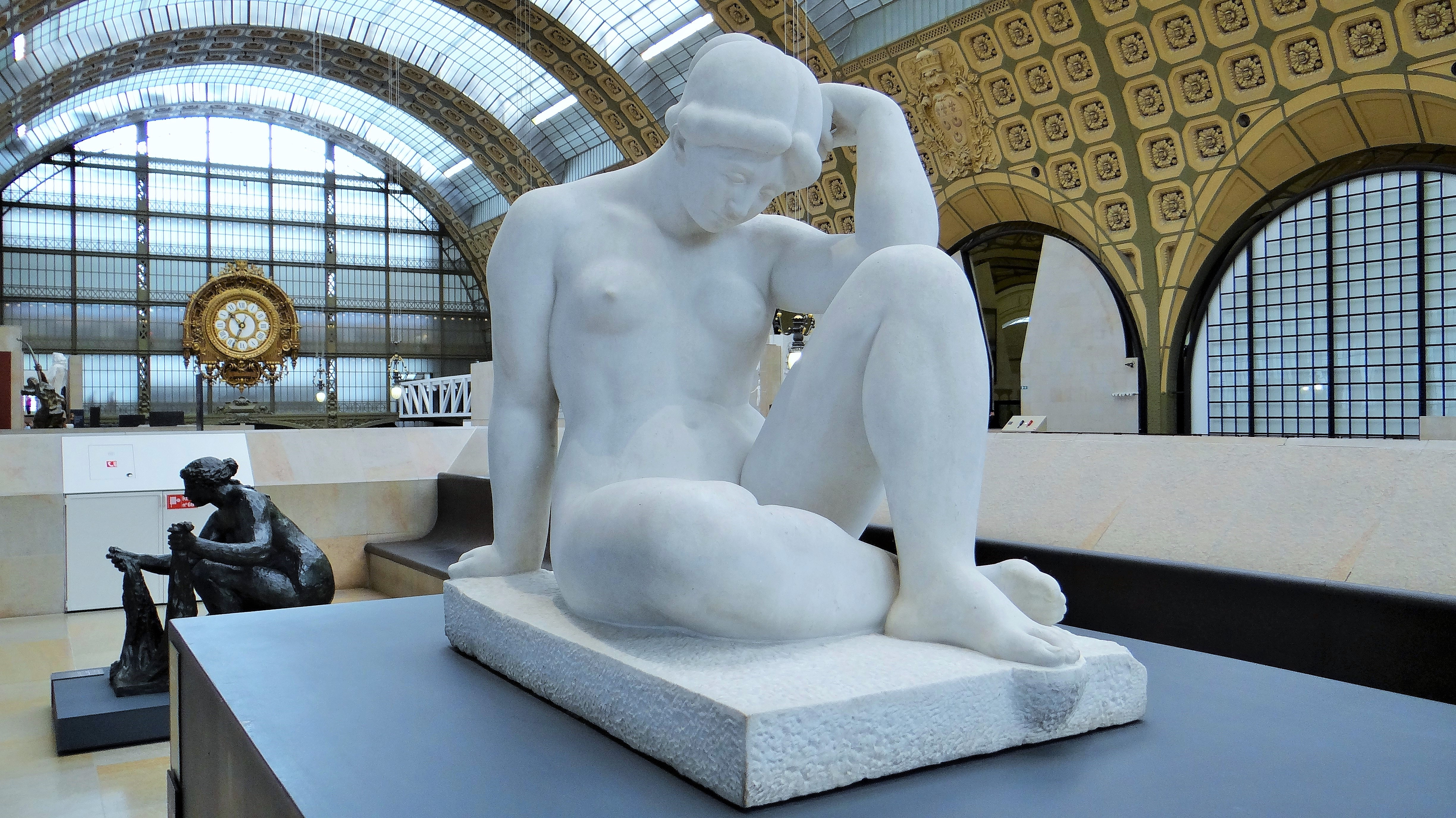
『地中海』（1902年-1905年）アリスティド・マイヨール

- ロダン『説教する洗礼者ヨハネ』（1978年）
- ロダン『ベロ－ナ（フランス共和国）』（1879年）
- ロダン『冬』（1880年頃）
- ロダン『地獄の門』（1880年-1917年）
- ロダン『ジュール・ダルーの胸像』（1883年）
- ロダン『ジャン＝ポール・ローランスの胸像』（1884年）
- ロダン『アンリ・ロシュフォール（英語版）の胸像』（1884年-1898年）
- ロダン『ジャン・デール（カレーの市民）』（1886年頃）
- ロダン『パンセ（カミーユ・クローデルの肖像）』（1886年-1889年）
- ロダン『フギット・アモール（去りゆく愛）』（1887年）
- ロダン『ビクーナ夫人』（1888年）
- ロダン『バルザック記念像』（1898年）
- ロダン『歩く男』（1905年）
- ロダン『ウゴリ－ノと彼の息子たち』（1906年）
- ジュール・デボワ（フランス語版）『悲惨』（1884年-1894年）
- ジュール・デボワ『男性のトルソ』（1934年）
- メダルド・ロッソ（英語版）『黄金時代（アエタス・アウレア）』（1886年）
- カミーユ・クローデル『シャクンタラー(習作)』（1886年）
- カミーユ・クローデル『クロトのトルソ』（1893年頃）
- カミーユ・クローデル『分別盛り』（1898年）
- ブールデル『アポロンの頭部』』（1900年-1909年）
- ブールデル『弓を射るヘラクレス』（1924年）
- マイヨール『ダンサー』（1896年）
- マイヨール『地中海』（1902年-1905年）
- マイヨール『欲望』（1907年）
- マイヨール『自転車走者』（1907年）
- マイヨール『イル・ド・フランス』（1925年）
- ジャン＝ジョゼフ・カリエス『イングランド・スコットランド・アイルランドの王チャールズ1世（1600-1649）』（1887年）
- ジャン＝ジョゼフ・カリエス『ラ・グルヌイエール（カエルの棲む沼地）』（1891年）
- カール・ミレス『物乞いの少女』（1897年-1904年）
- パオロ・トルベツコイ『アーネルハイマー夫人の肖像』（1898年）
- ボレスラス・ビエガス（英語版）『スフィンクス』（1902年）
- ベルンハルト・ヘトガー『人間機械』（1902年）
- レオナルド・ビストルフィ（英語版）『ゆりかご』（1906年）
- ジョゼフ・ベルナール『自然への取り組み』（1906年-1907年）
- ジョゼフ・ベルナール『水を運ぶ女』（1912年）
- レンブラント・ブガッティ『歩く豹』（1907年）
- レンブラント・ブガッティ『二匹の仔羊』（1911年）
- レオポール・ショヴォー『怪物』（1914年）
- フランソワ・ポンポン『白熊』（1922年）

### その他
- 川村清雄『建国』（1929年）

## 収蔵品のギャラリー

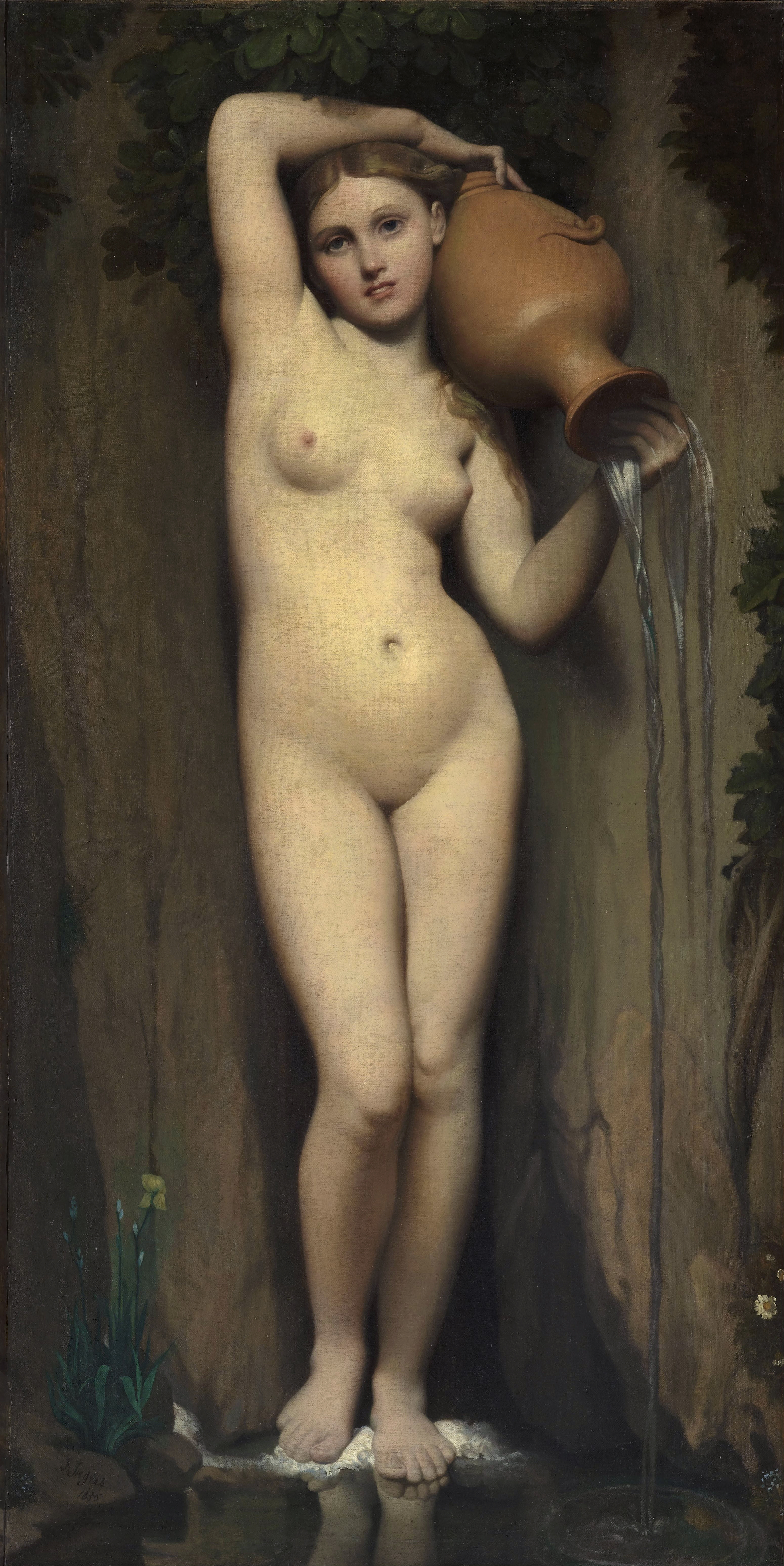
『泉』（1856年）アングル
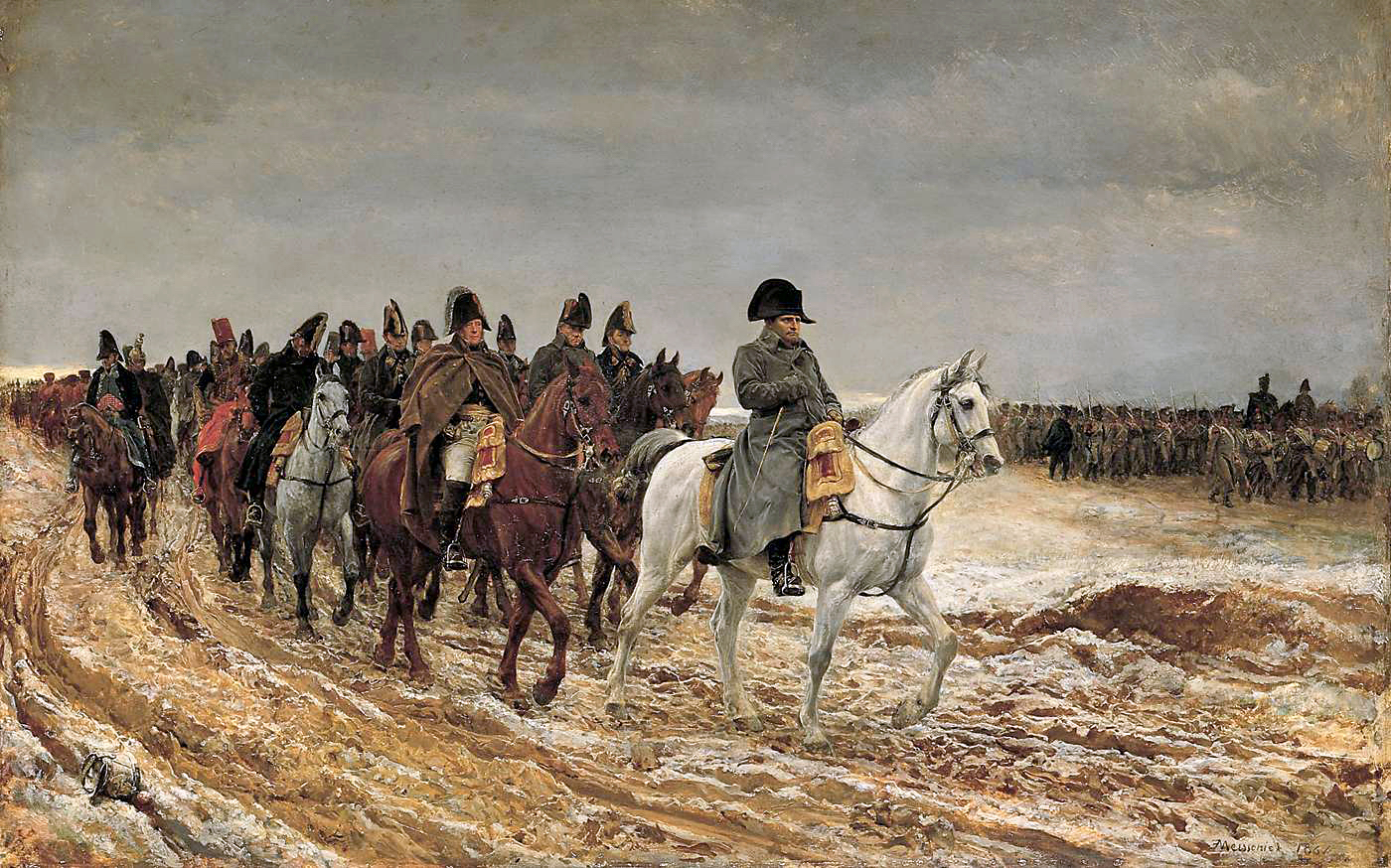
『フランス戦役 1814年』(1864年)エルネスト・メソニエ
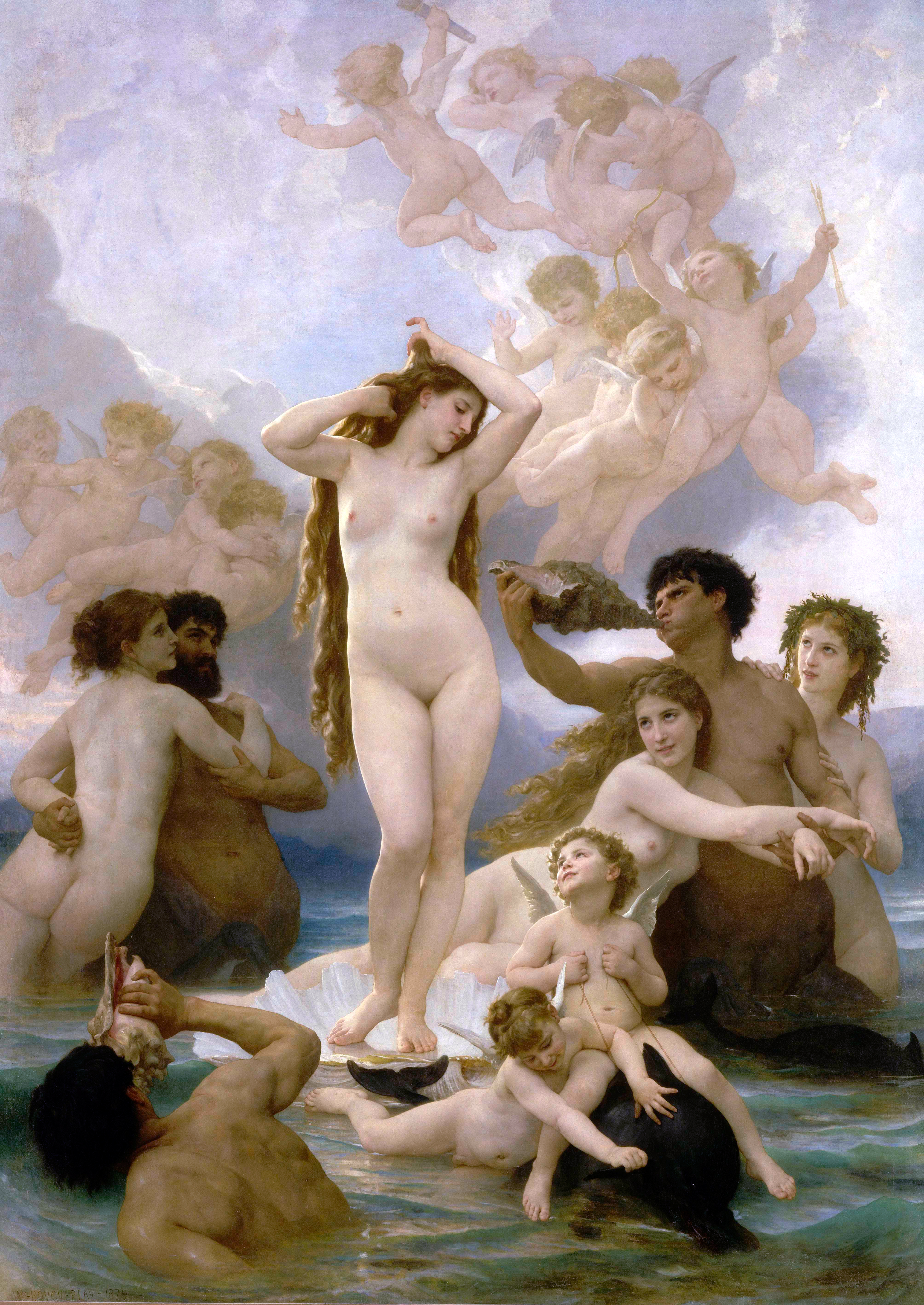
『ヴィーナスの誕生』（1879年）ブグロー
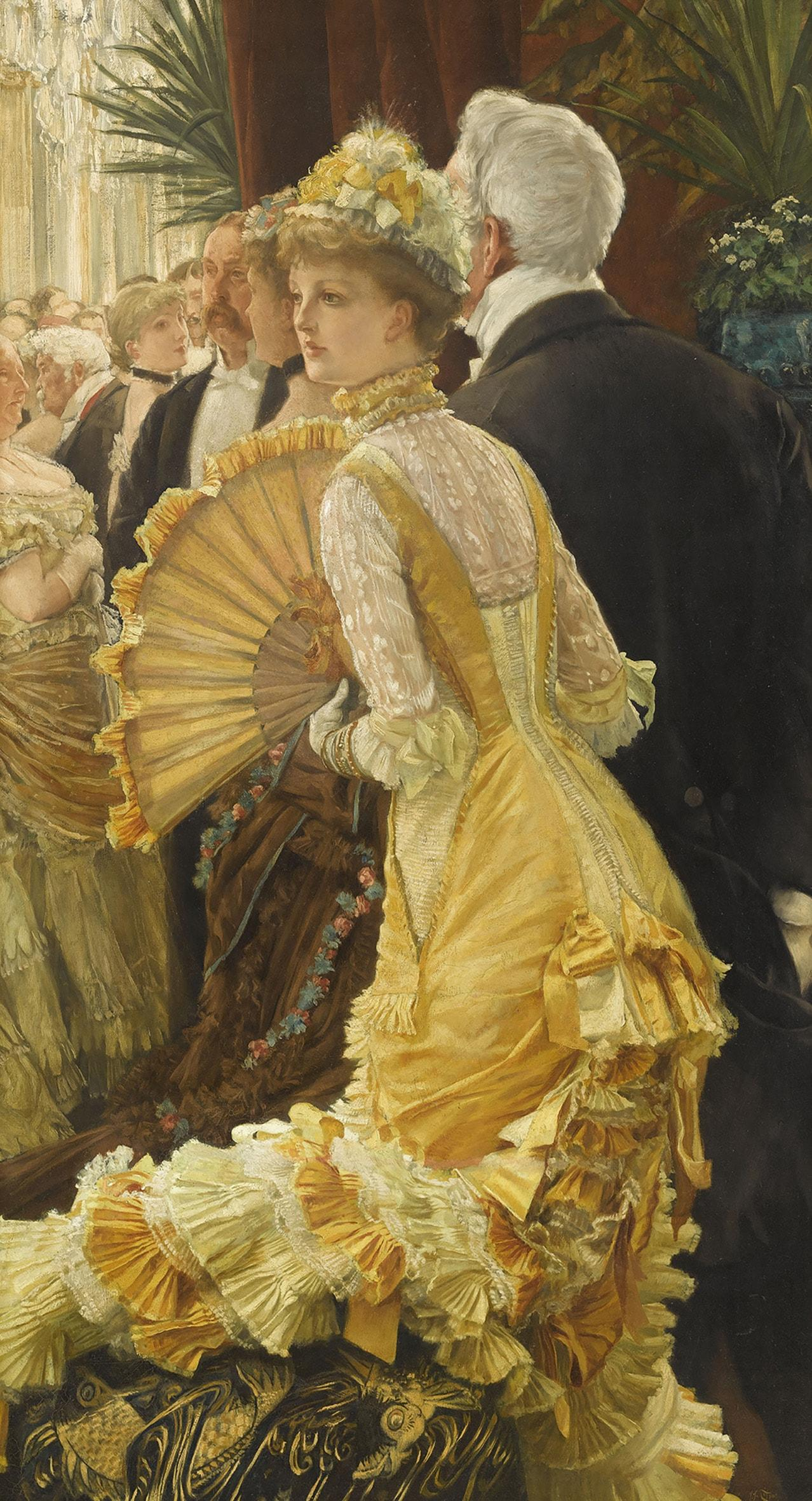
『舞踏会』（1880年）ジェームズ・ティソ
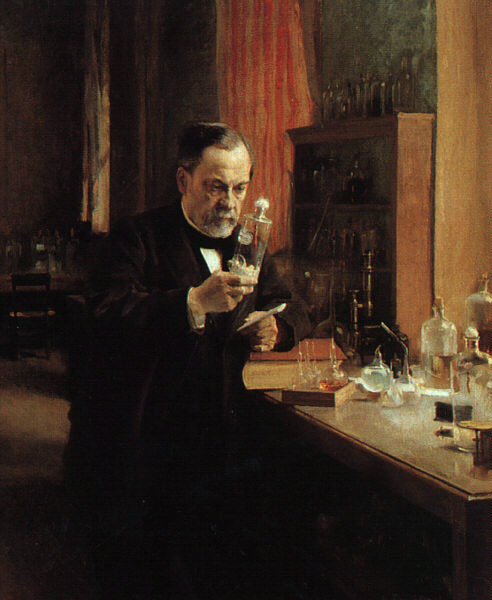
『ルイ・パストゥールの肖像』（1885年）アルベルト・エーデルフェルト
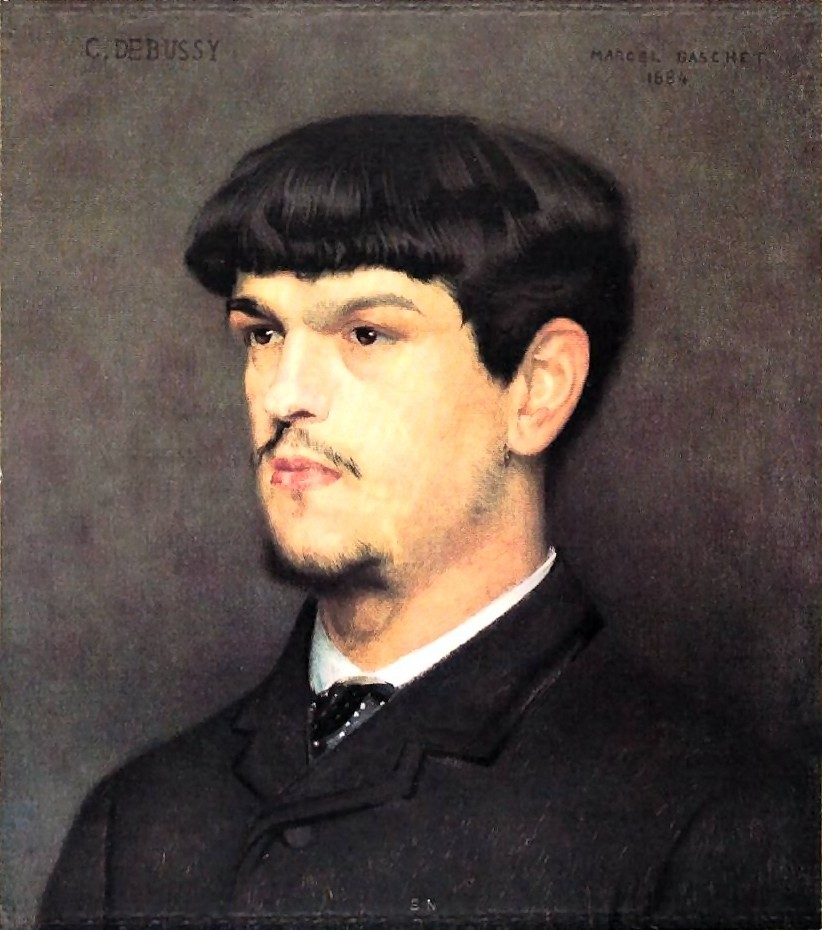
『クロード・ドビュッシーの肖像』（1885年)マルセル・バシェ
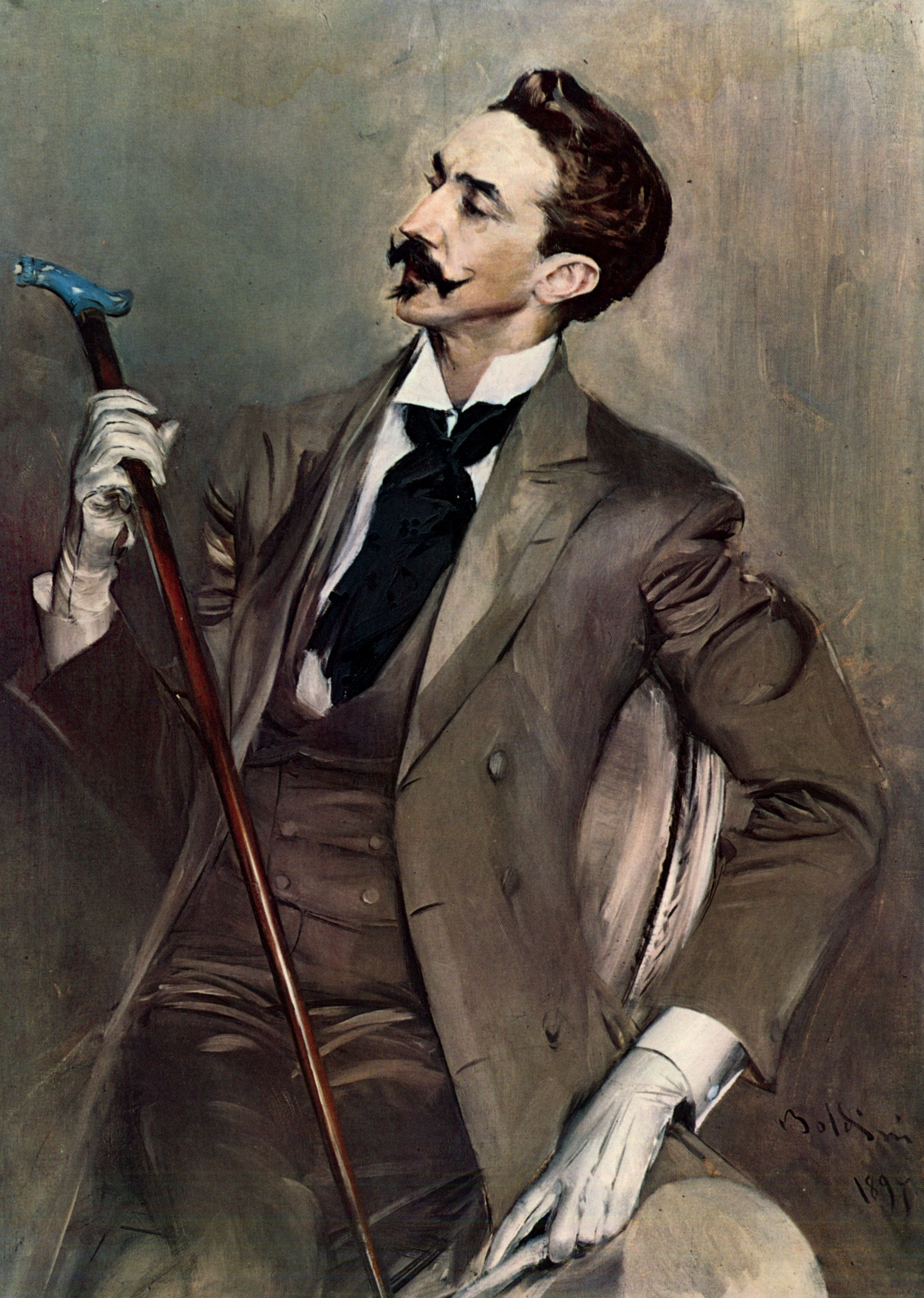
『ロベール・ド・モンテスキュー伯爵の肖像』（1897年）ジョヴァンニ・ボルディーニ
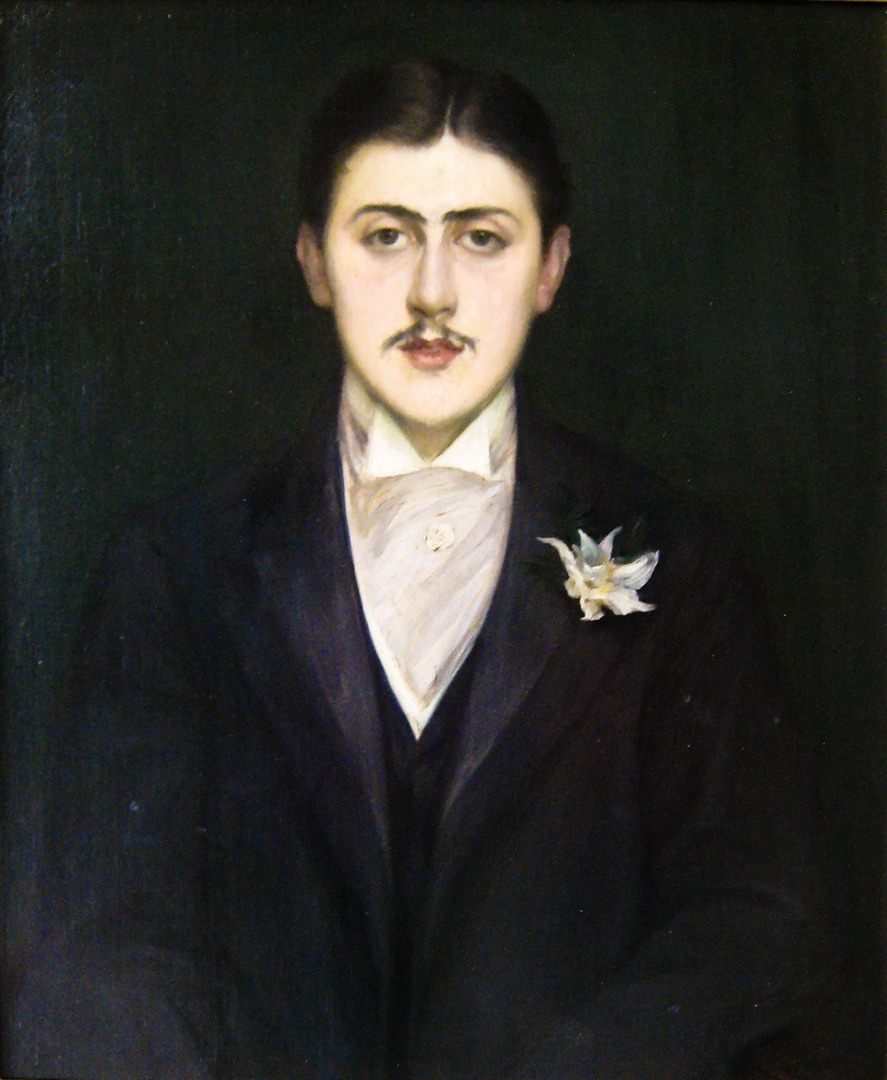
『マルセル・プルーストの肖像』（1892年）ジャック＝エミール・ブランシュ
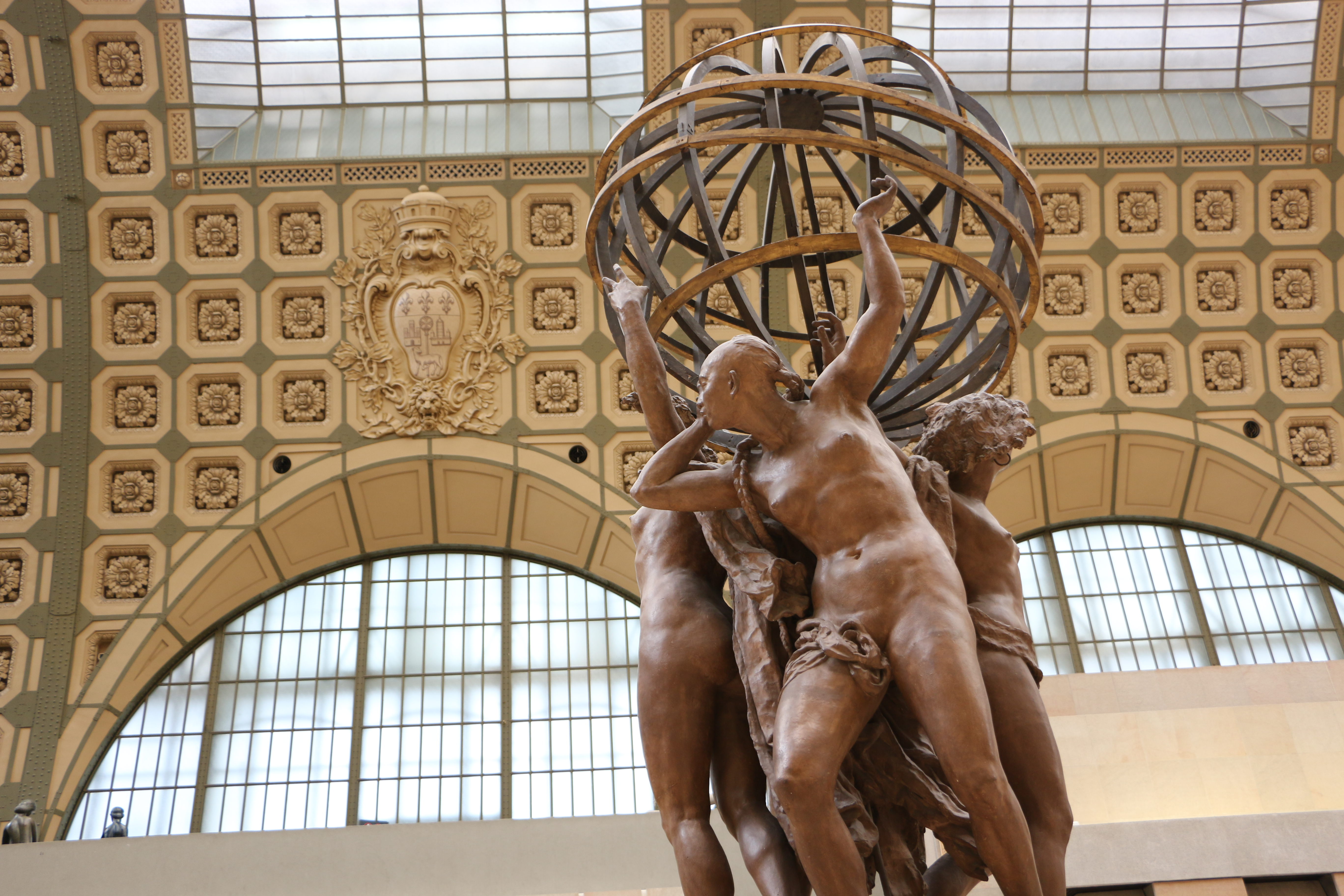
『地球を支える四つの世界』（1872年）ジャン＝バティスト・カルポー
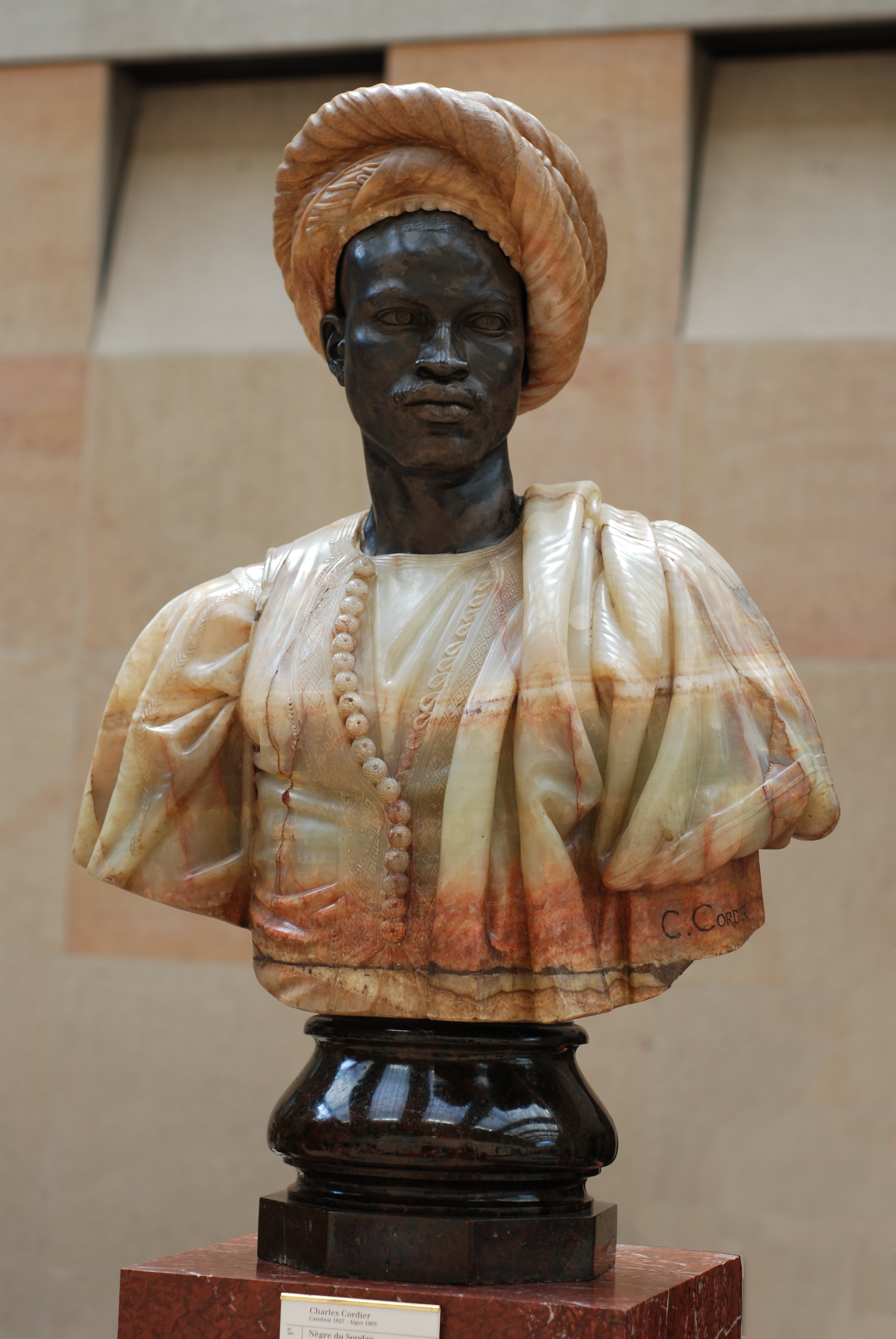
『スーダンの黒人』（1857年）シャルル・コルディエ
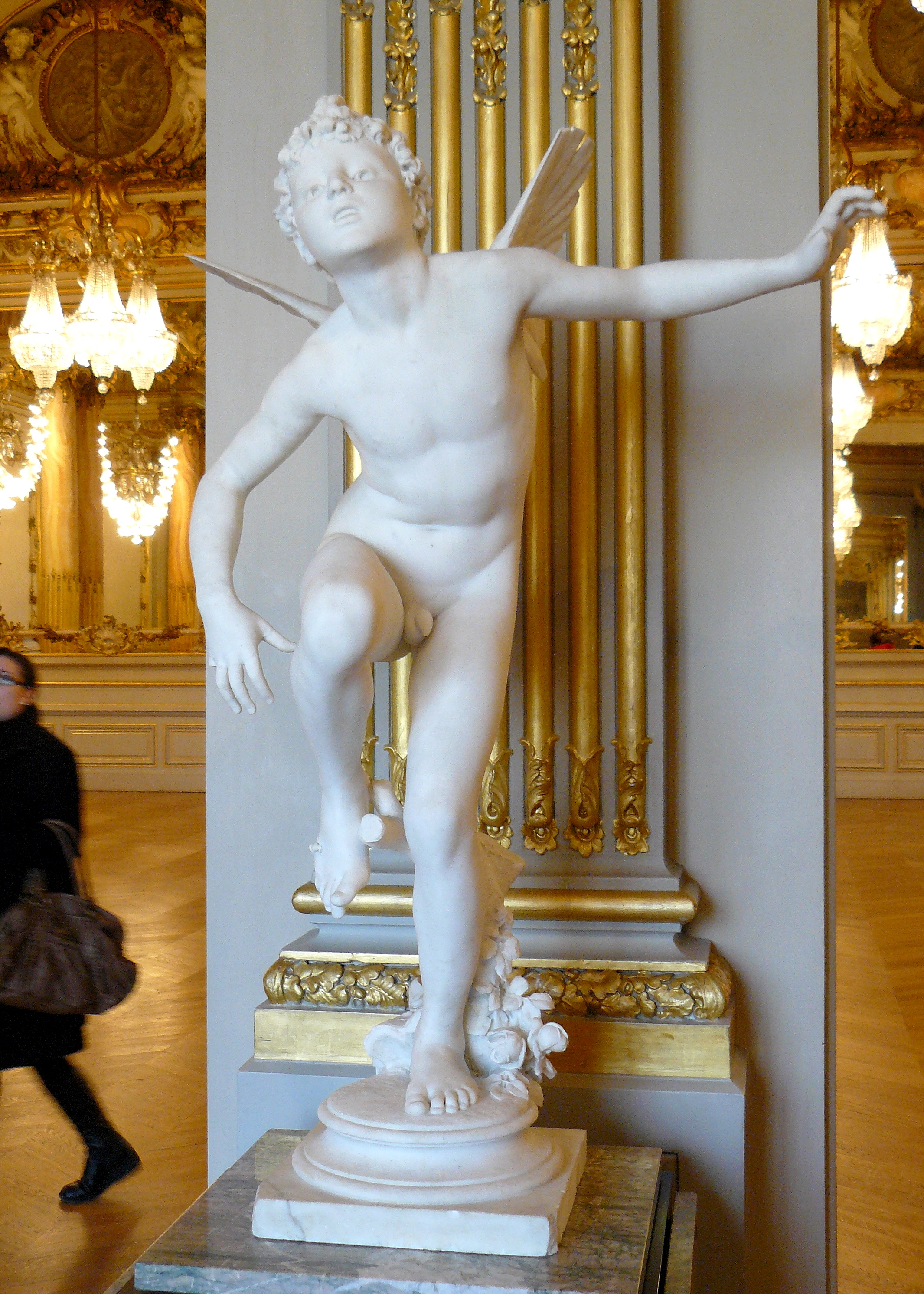
『刺されたアモル』（1882年)ジャン＝アントワーヌ・マリー・イドラック
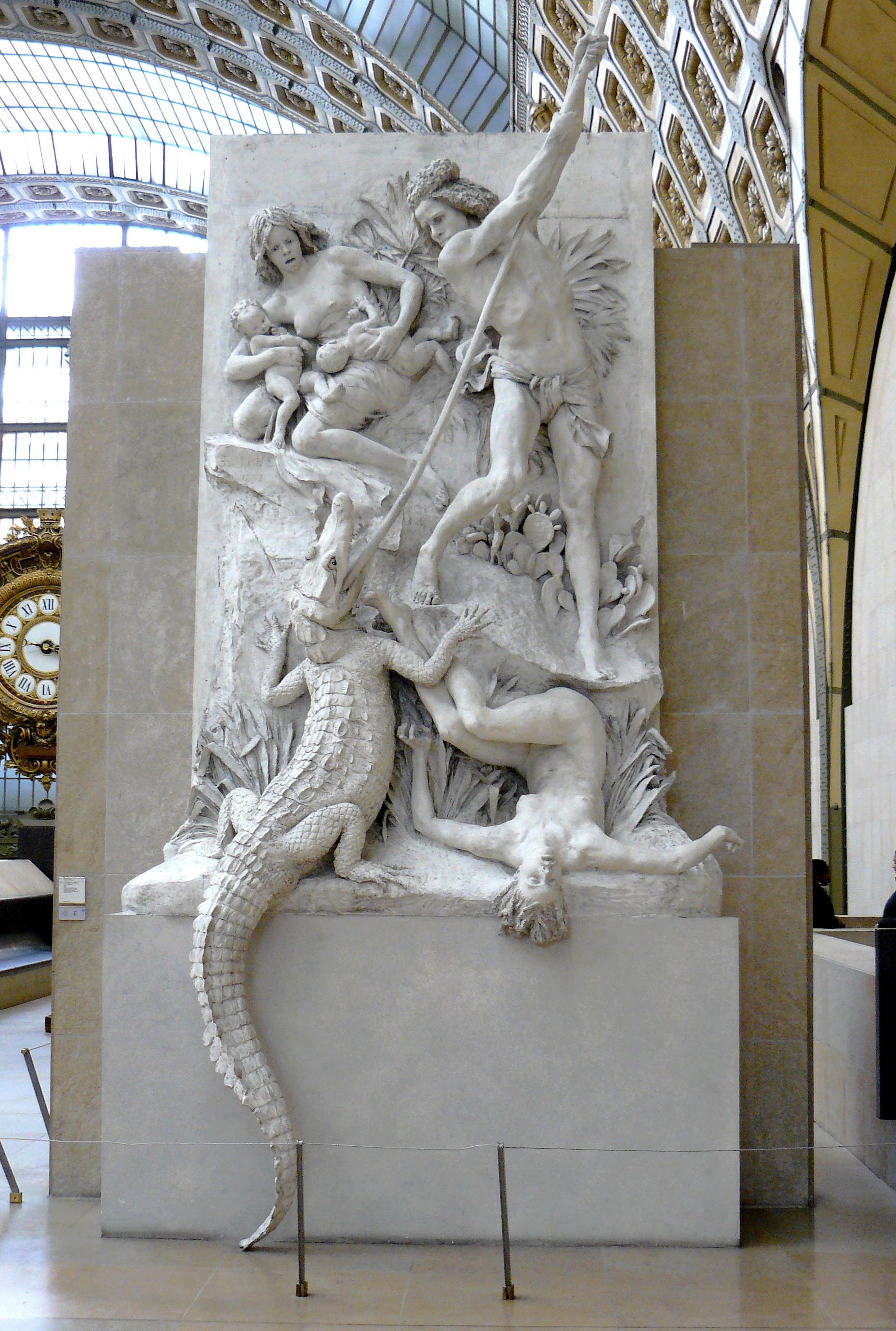
『ヌビア人のワニ捕獲者』（1892年-1893年）ルイ＝エルネスト・バリアス
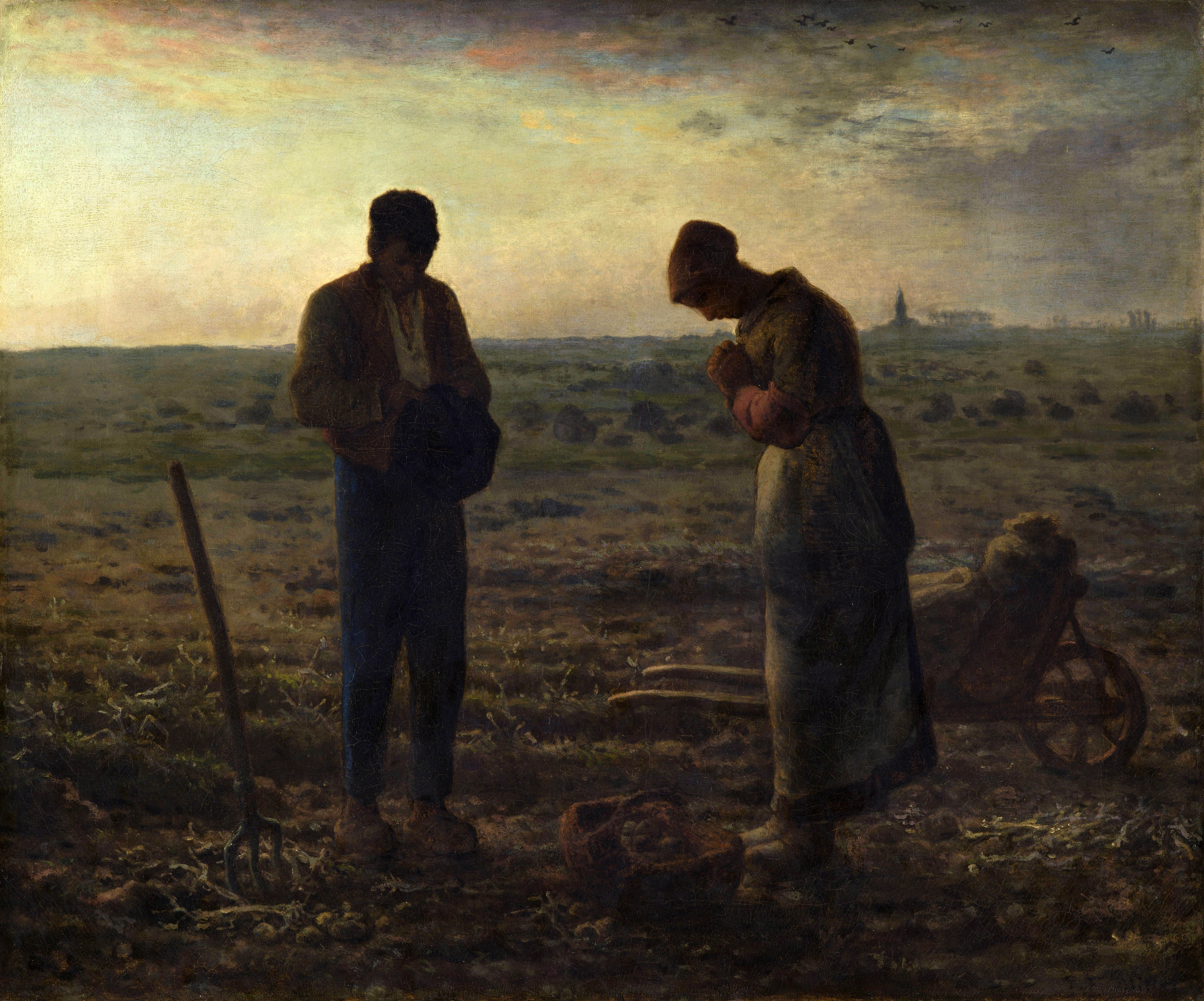
『晩鐘』（1857年）ミレー
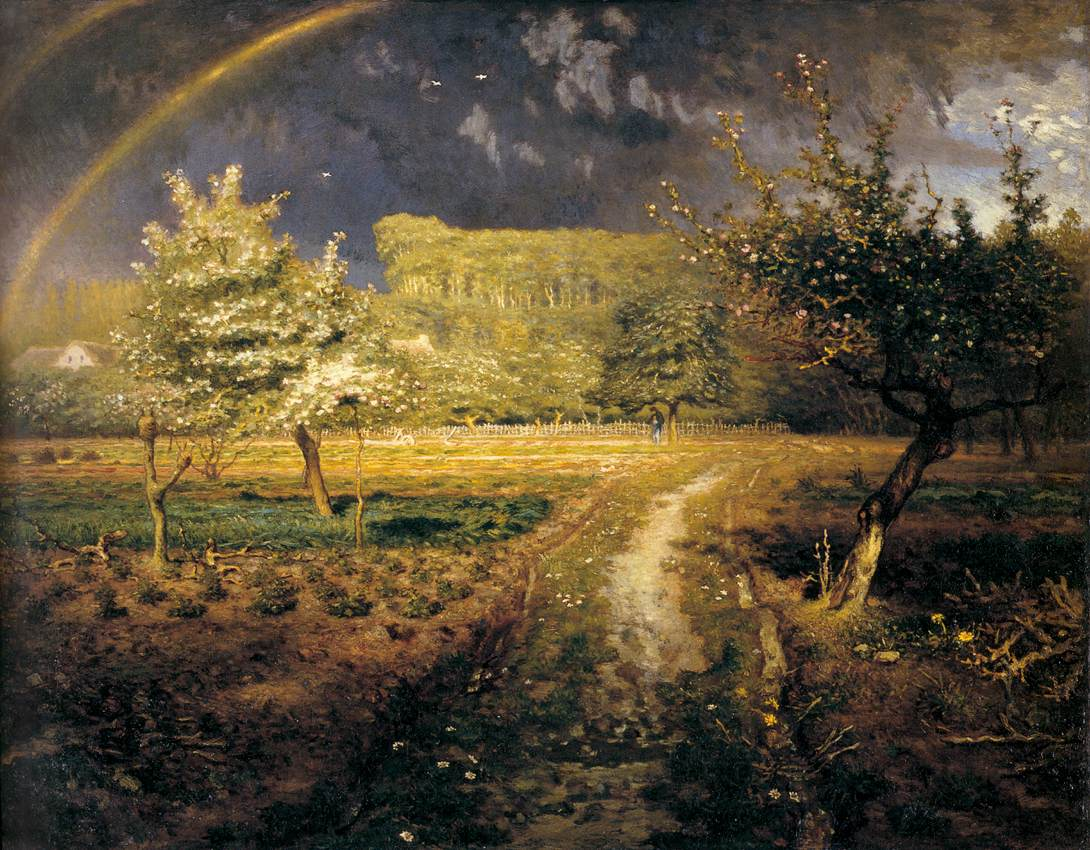
『春』（1868年-1873年）ミレー
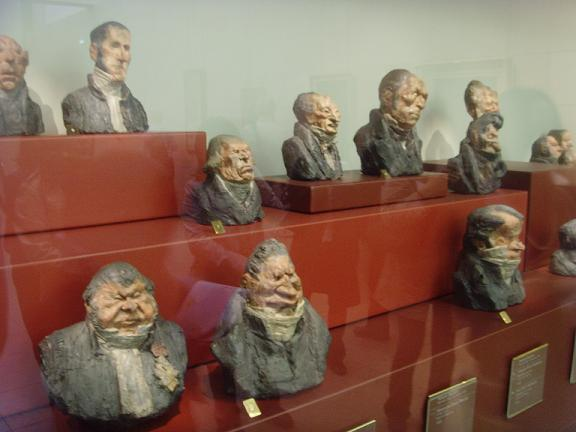
『中道主義者の著名人または国会議員達』（1832年）ドーミエ
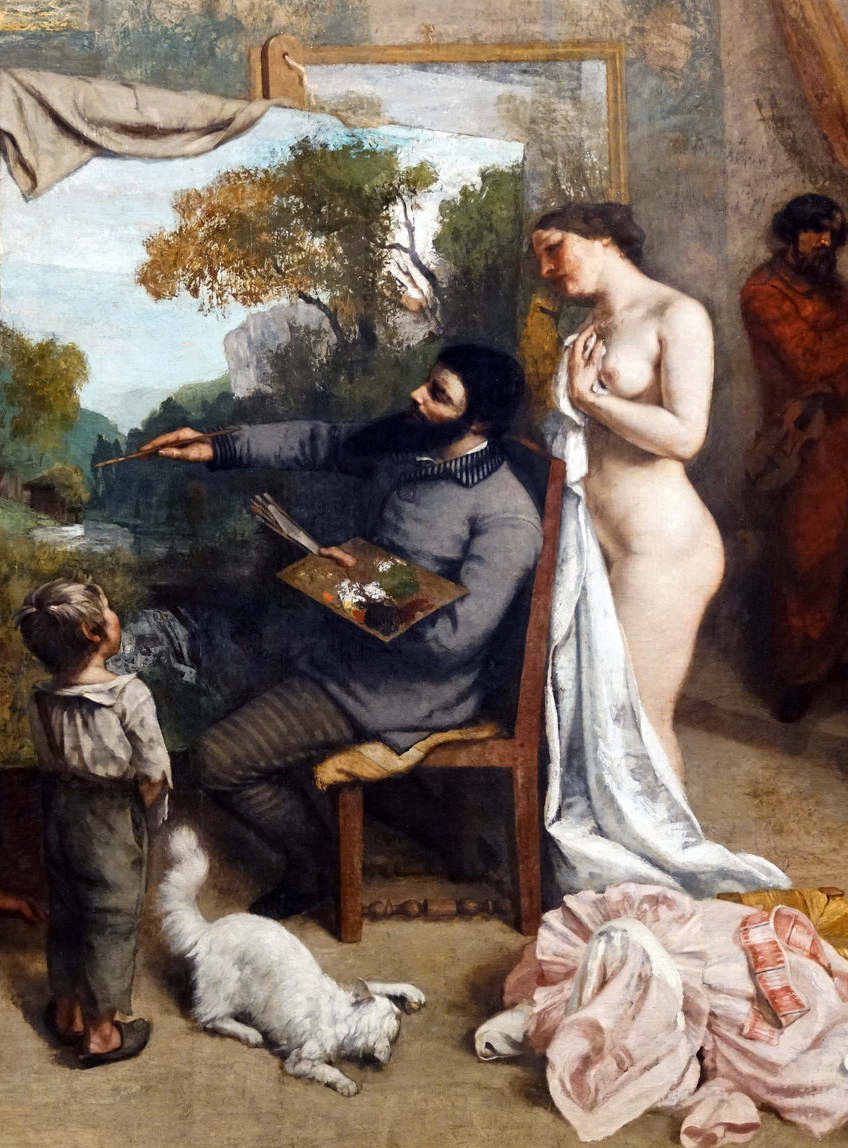
『画家のアトリエ』部分（1855年）クールベ
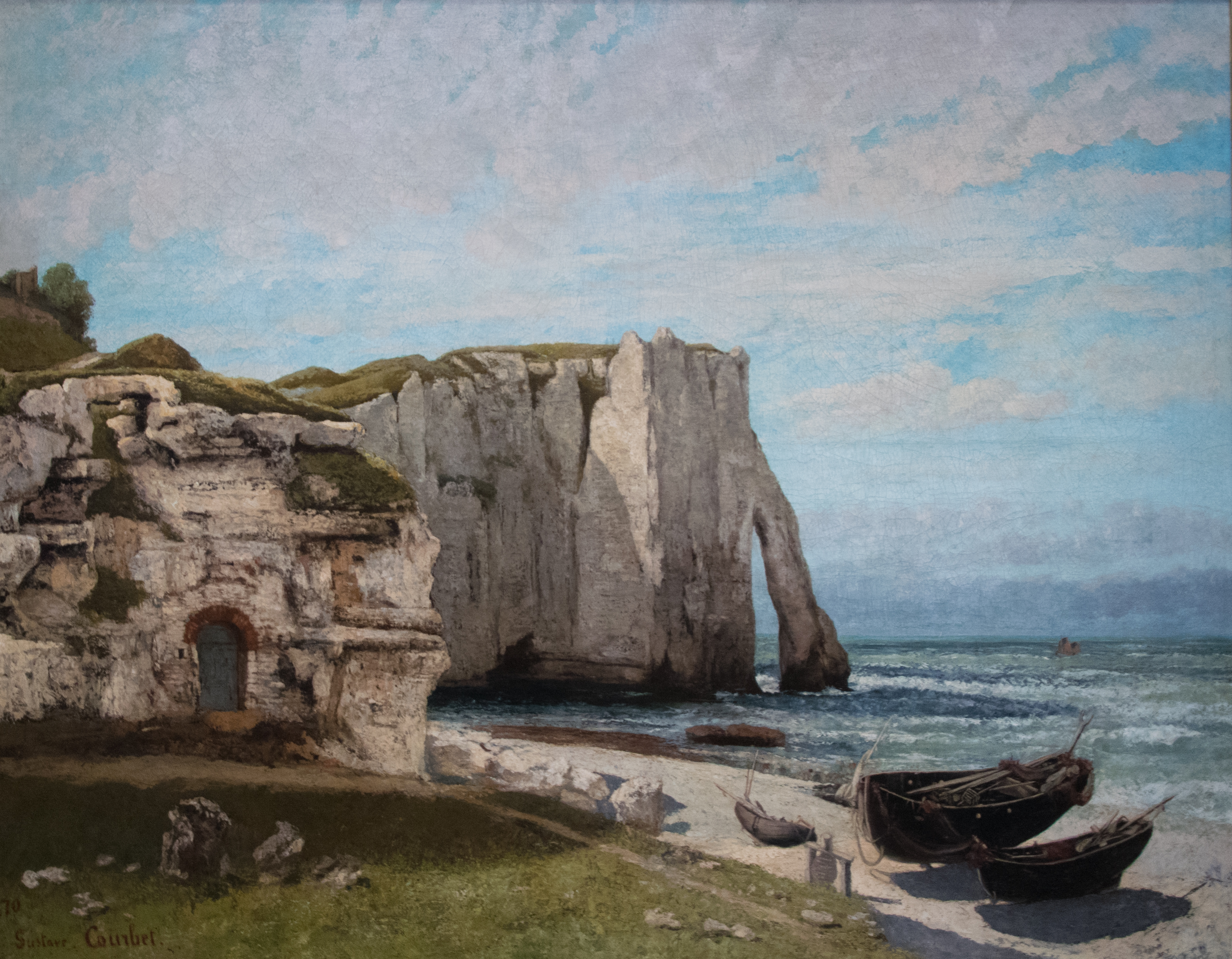
『エトルタの崖、嵐の後』（1870年）クールベ
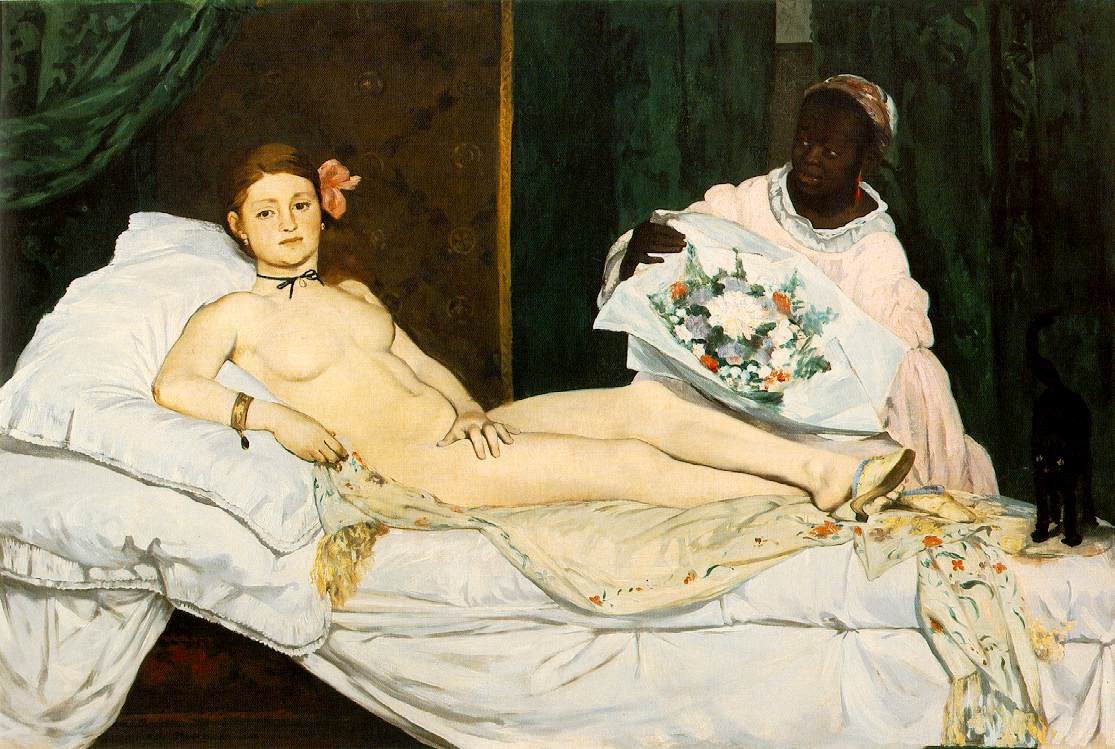
『オランピア』（1863年）マネ
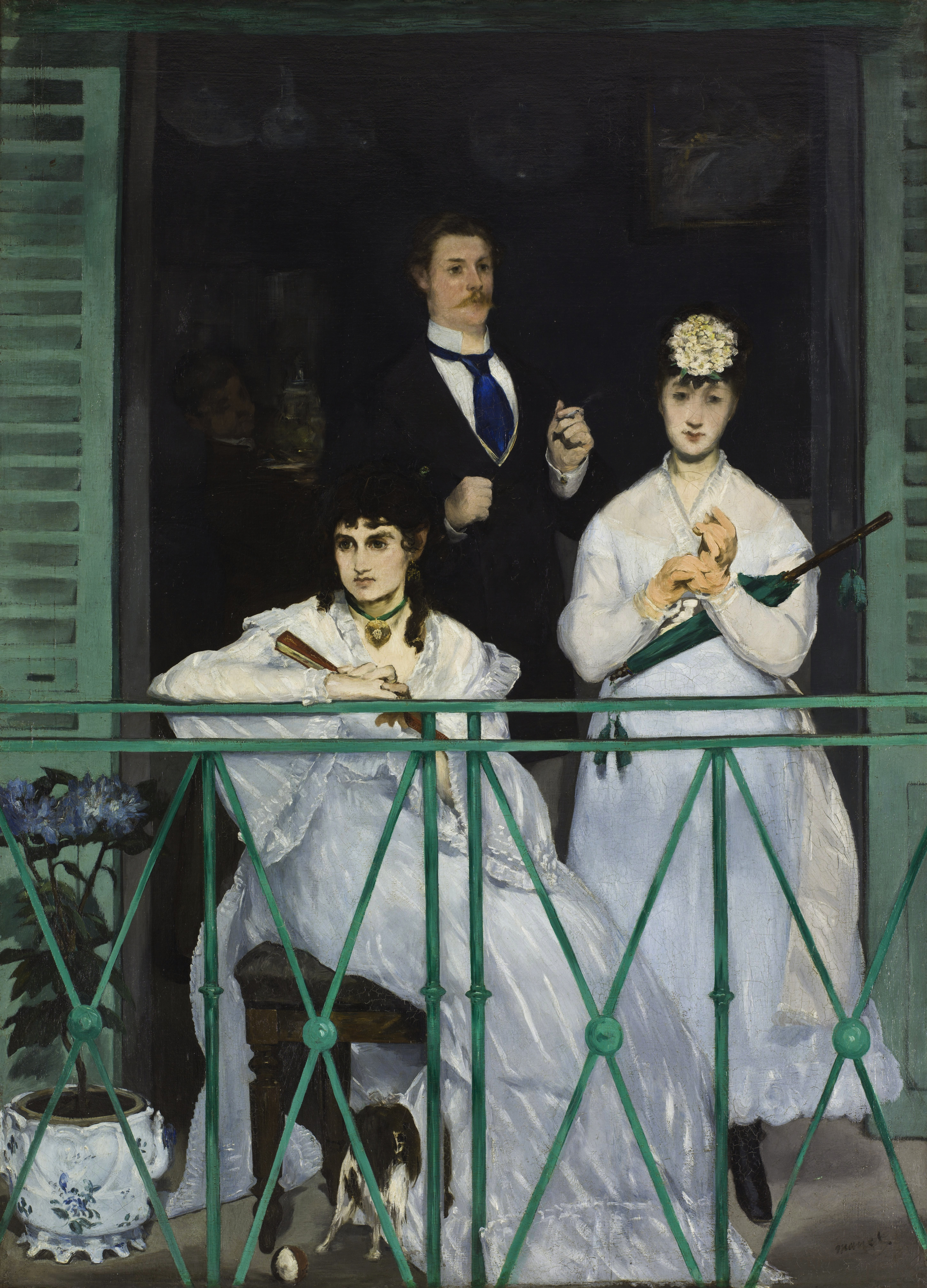
『バルコニー』（1869年）マネ
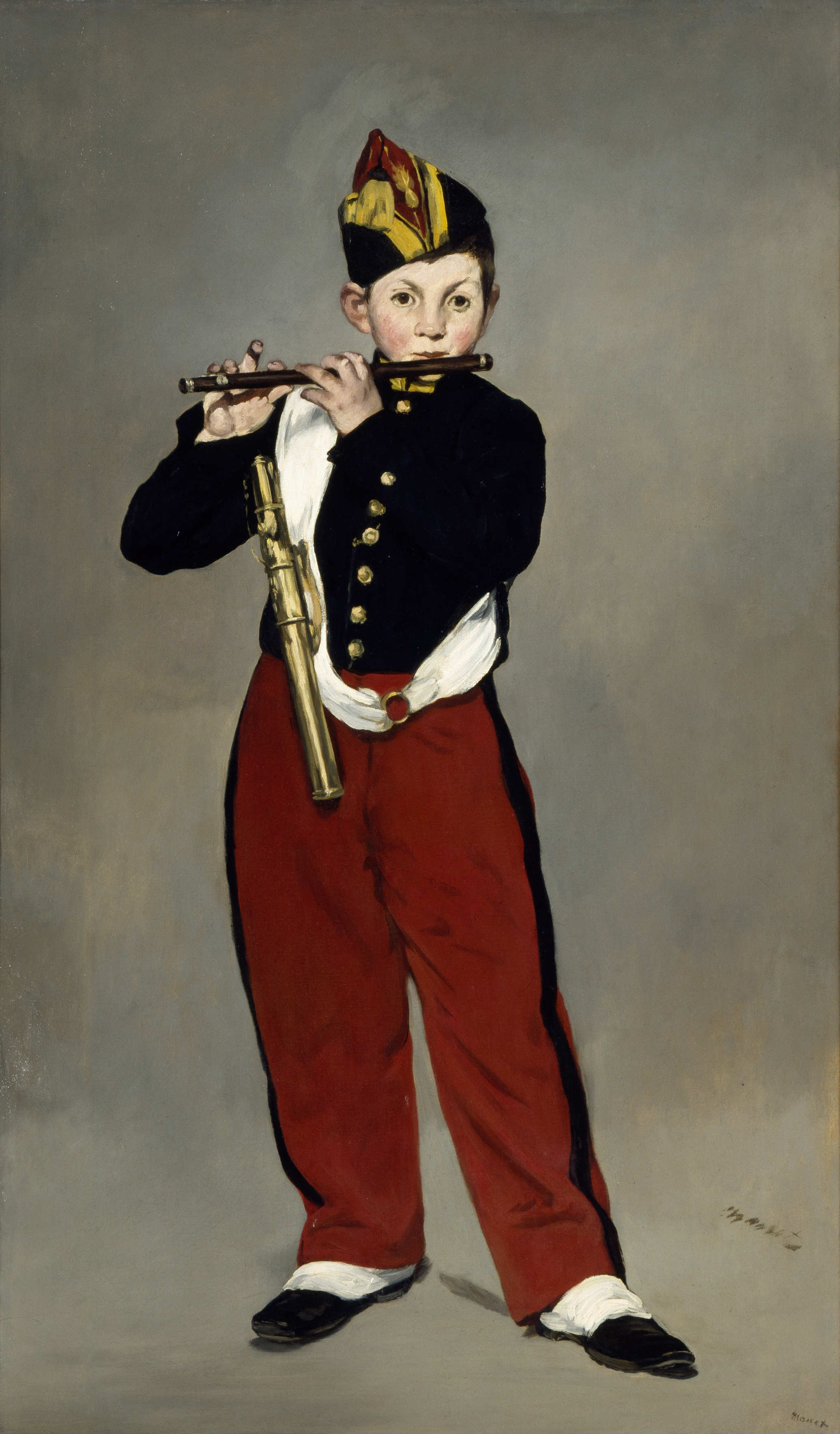
『笛を吹く少年』（1866年）マネ
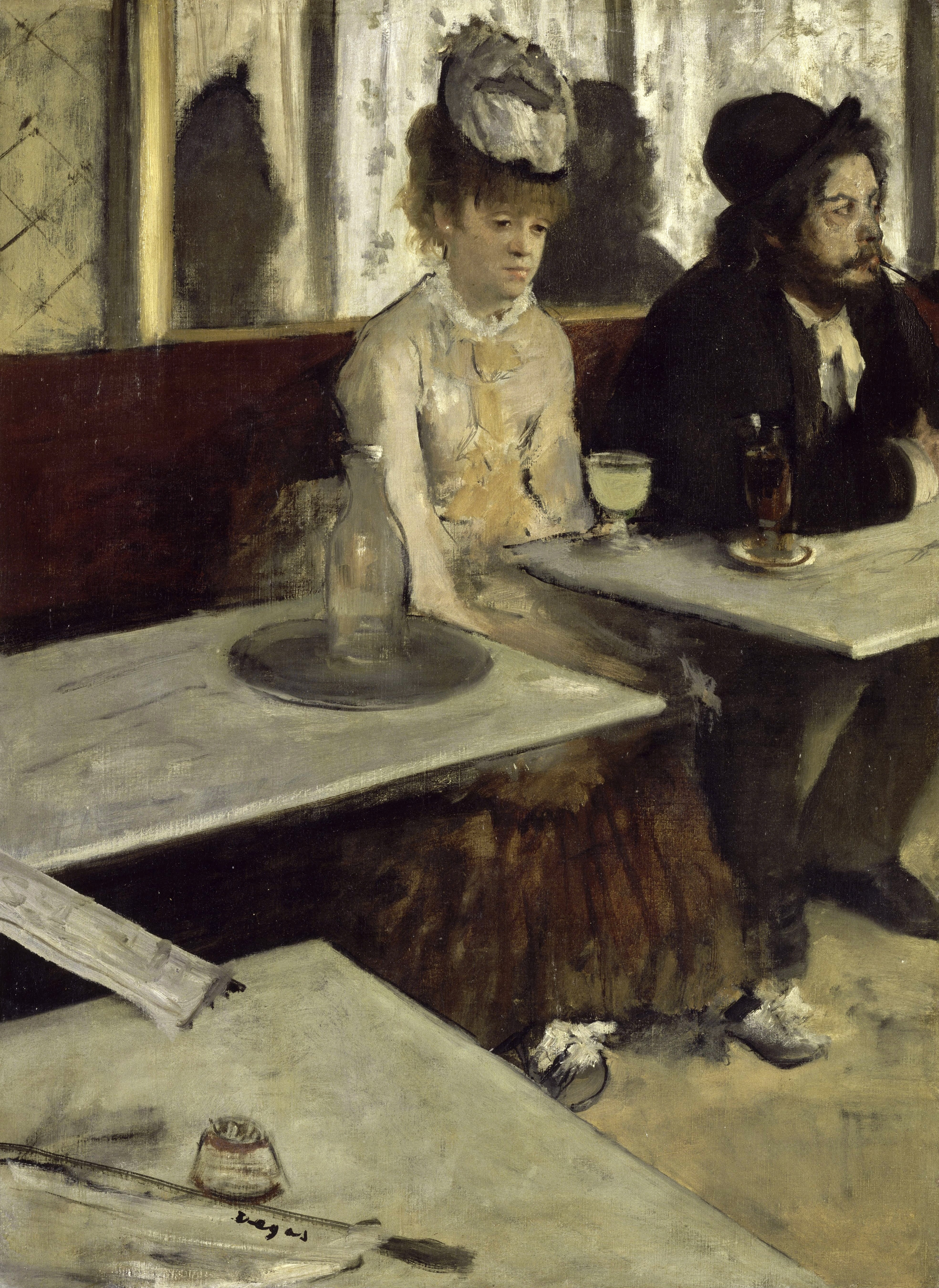
『アブサン』（1873年）ドガ
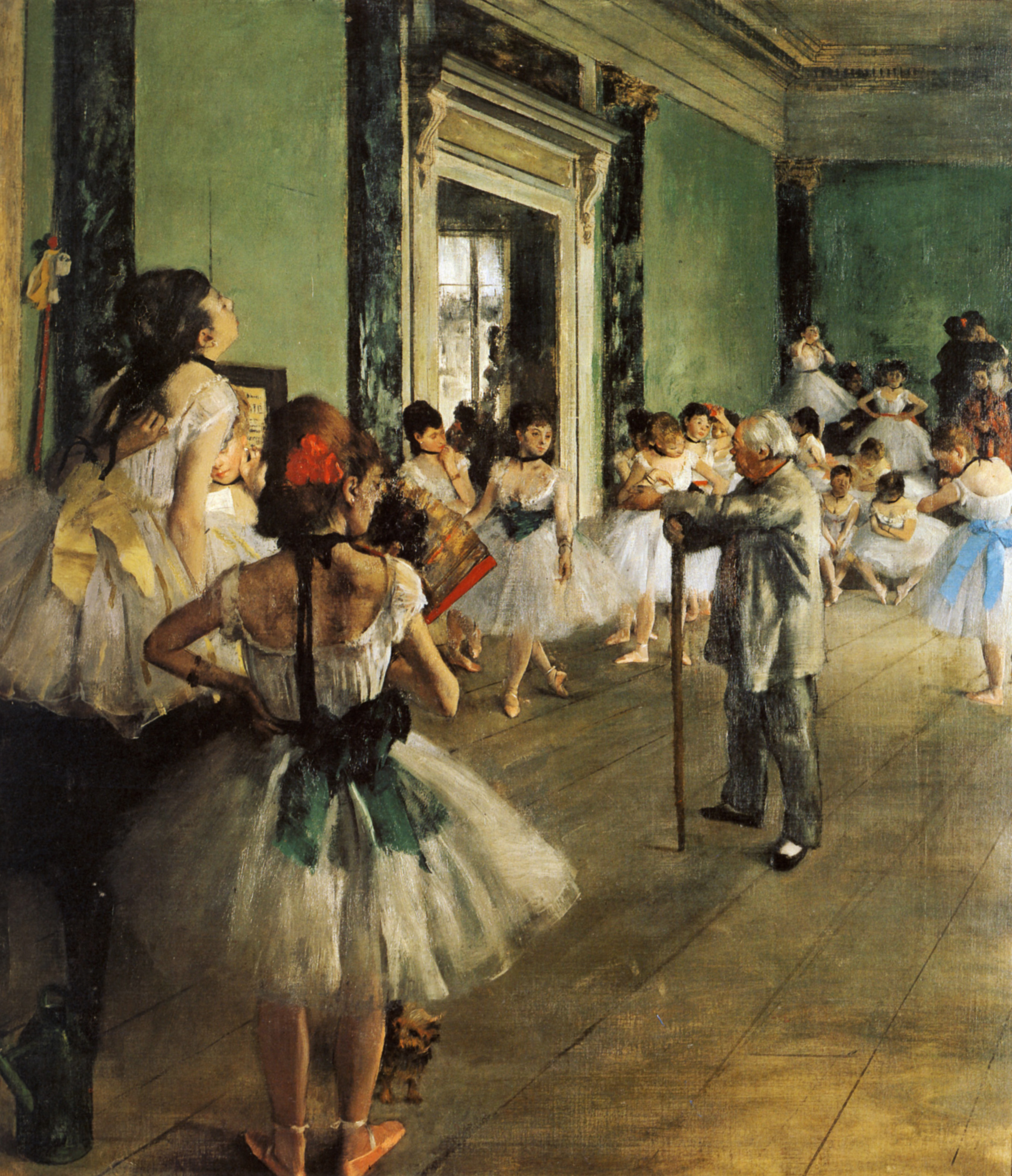
『バレエ教室』（1874年）ドガ
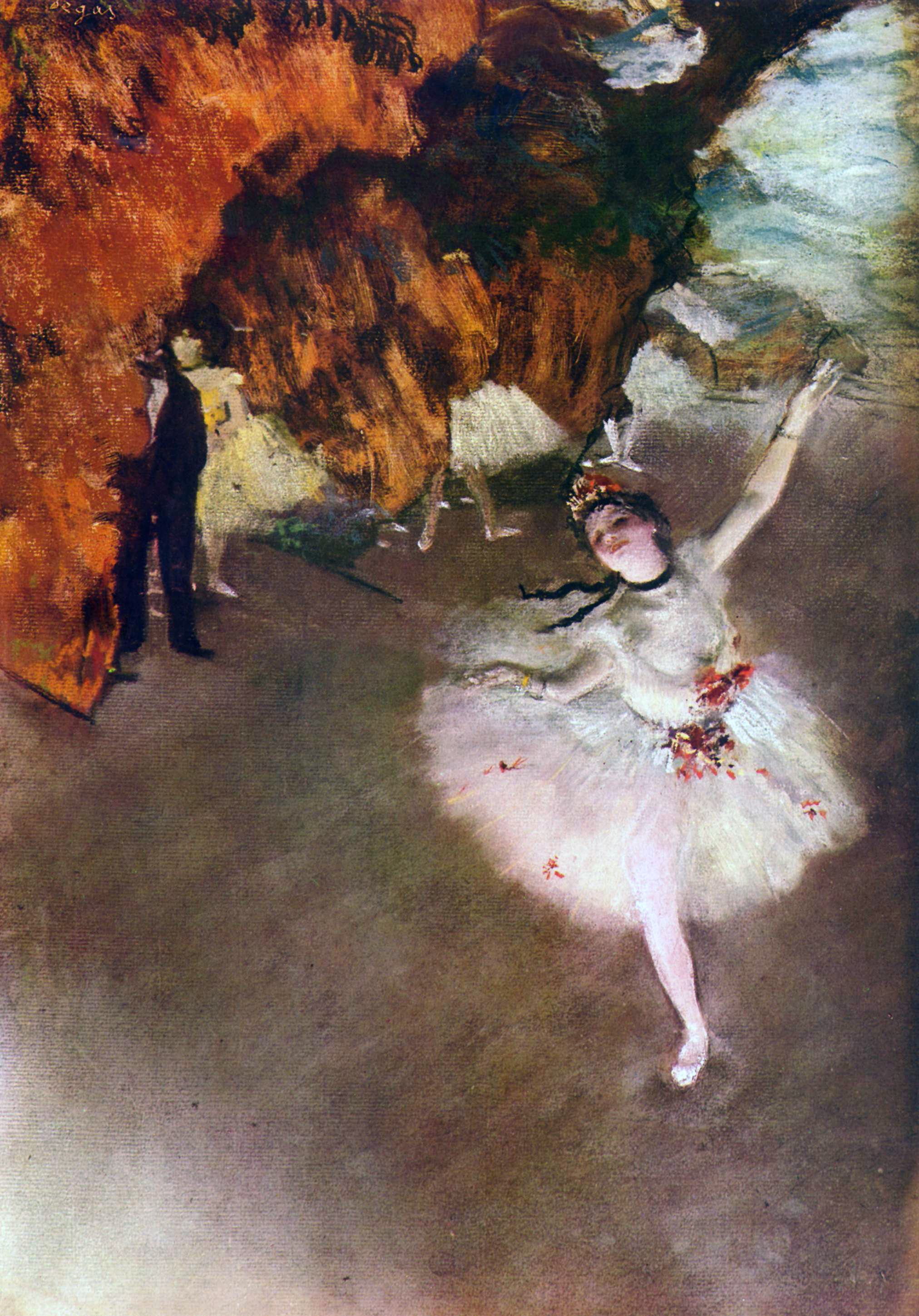
『踊りの花形』（1878年）ドガ
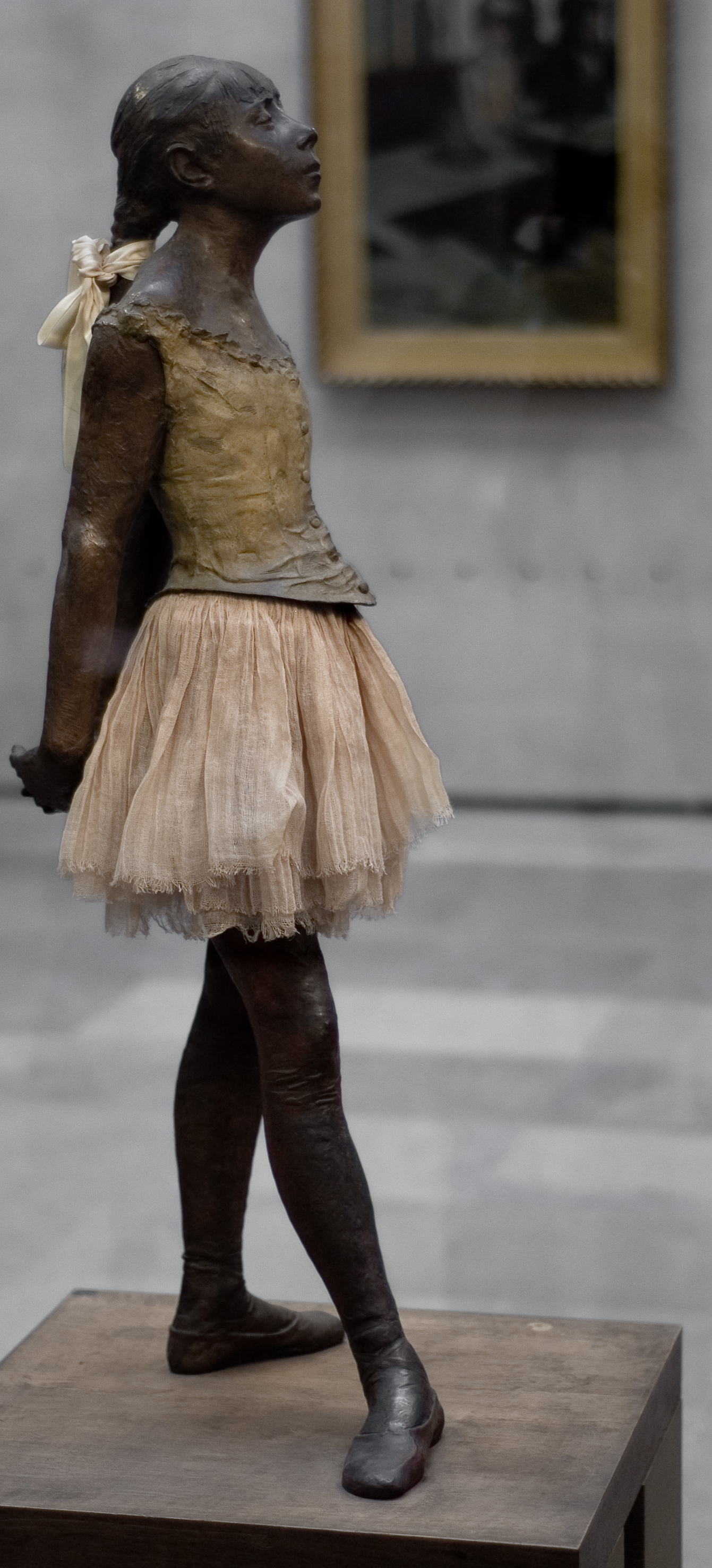
『14歳の踊り子（衣装をつけた小さな踊り子）』（1879年-1881年）ドガ
『画家の母』（1871年）ホイッスラー
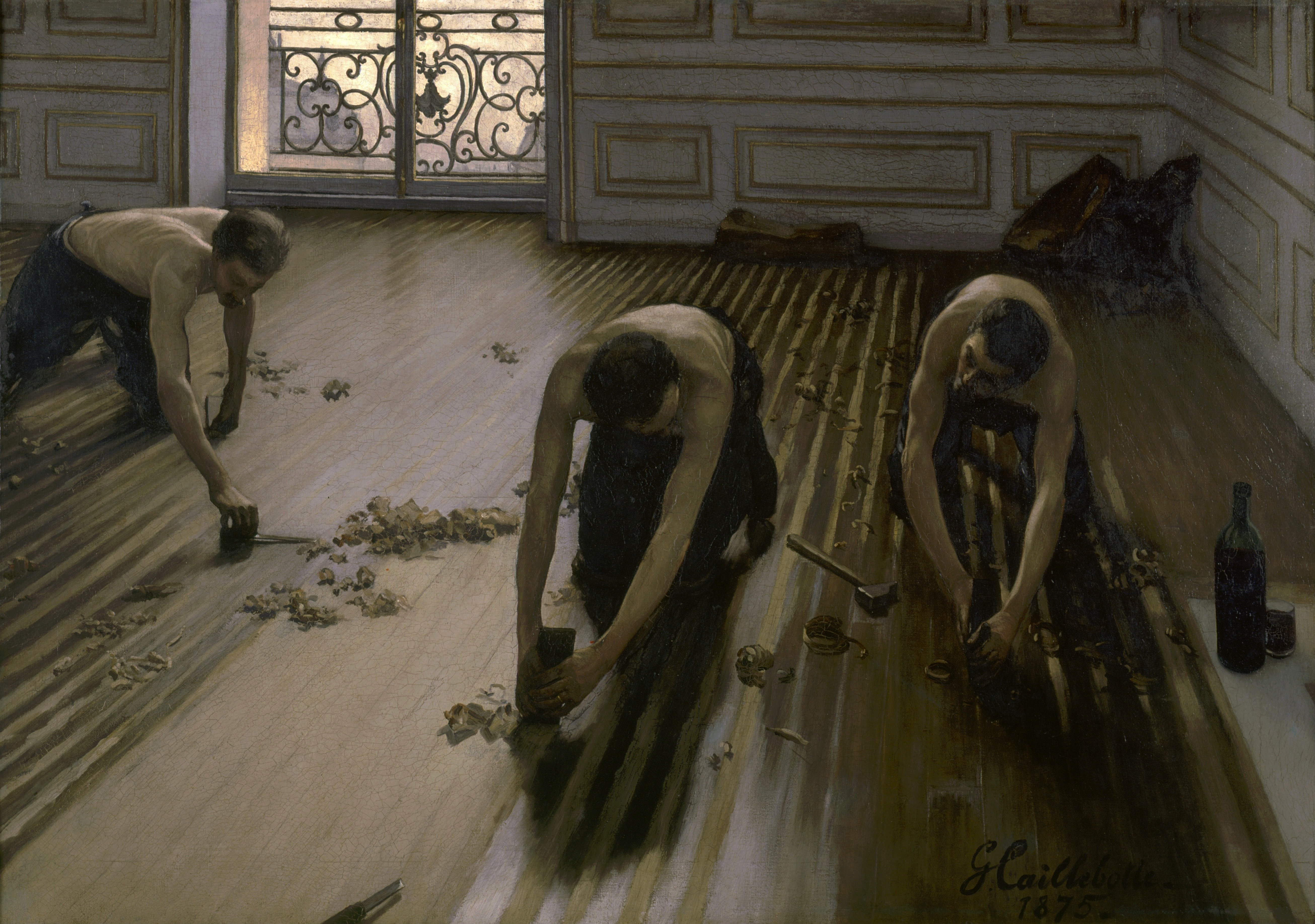
『床削り』（1875年）カイユボット
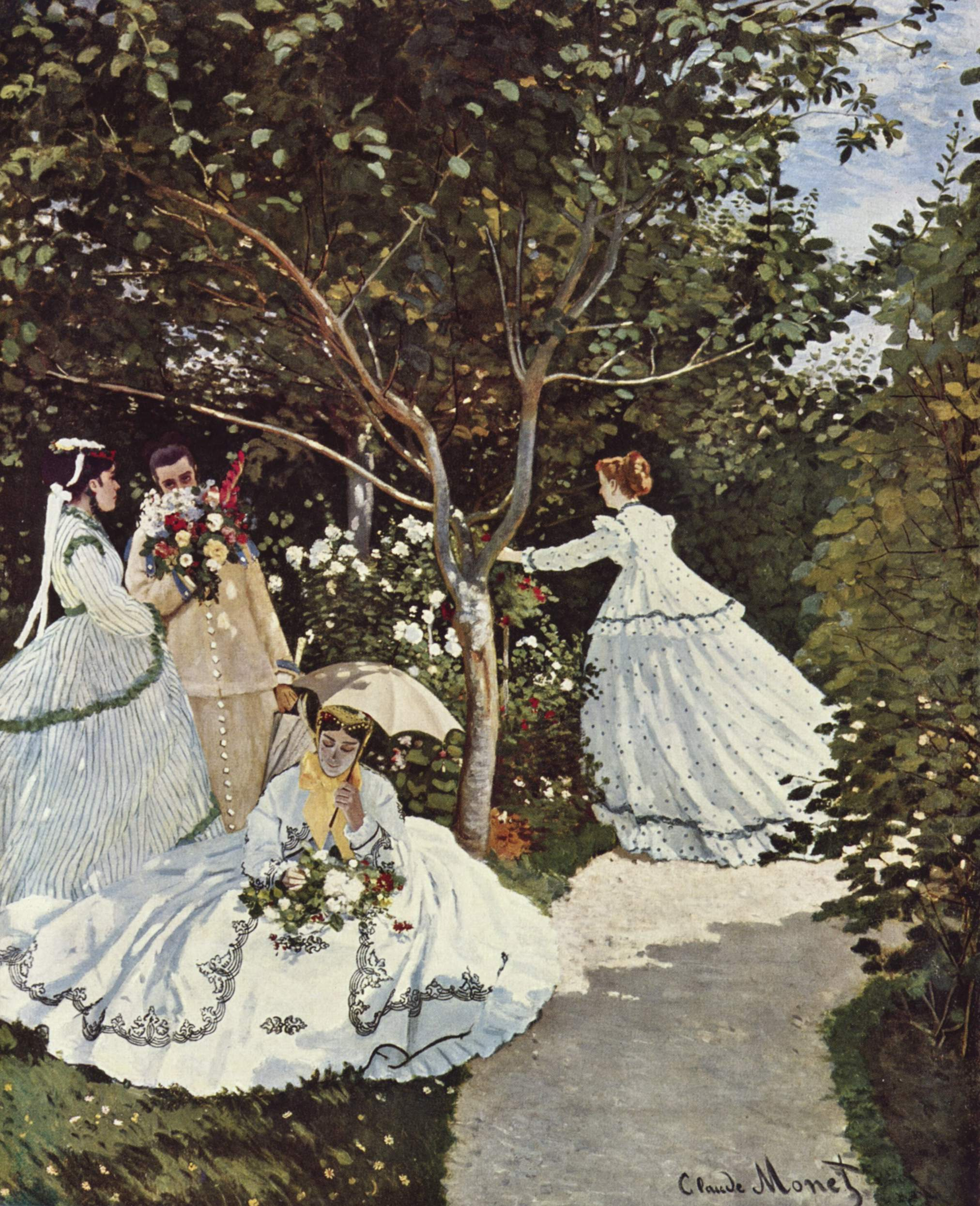
『庭の女たち』（1866年 - 1867年）モネ
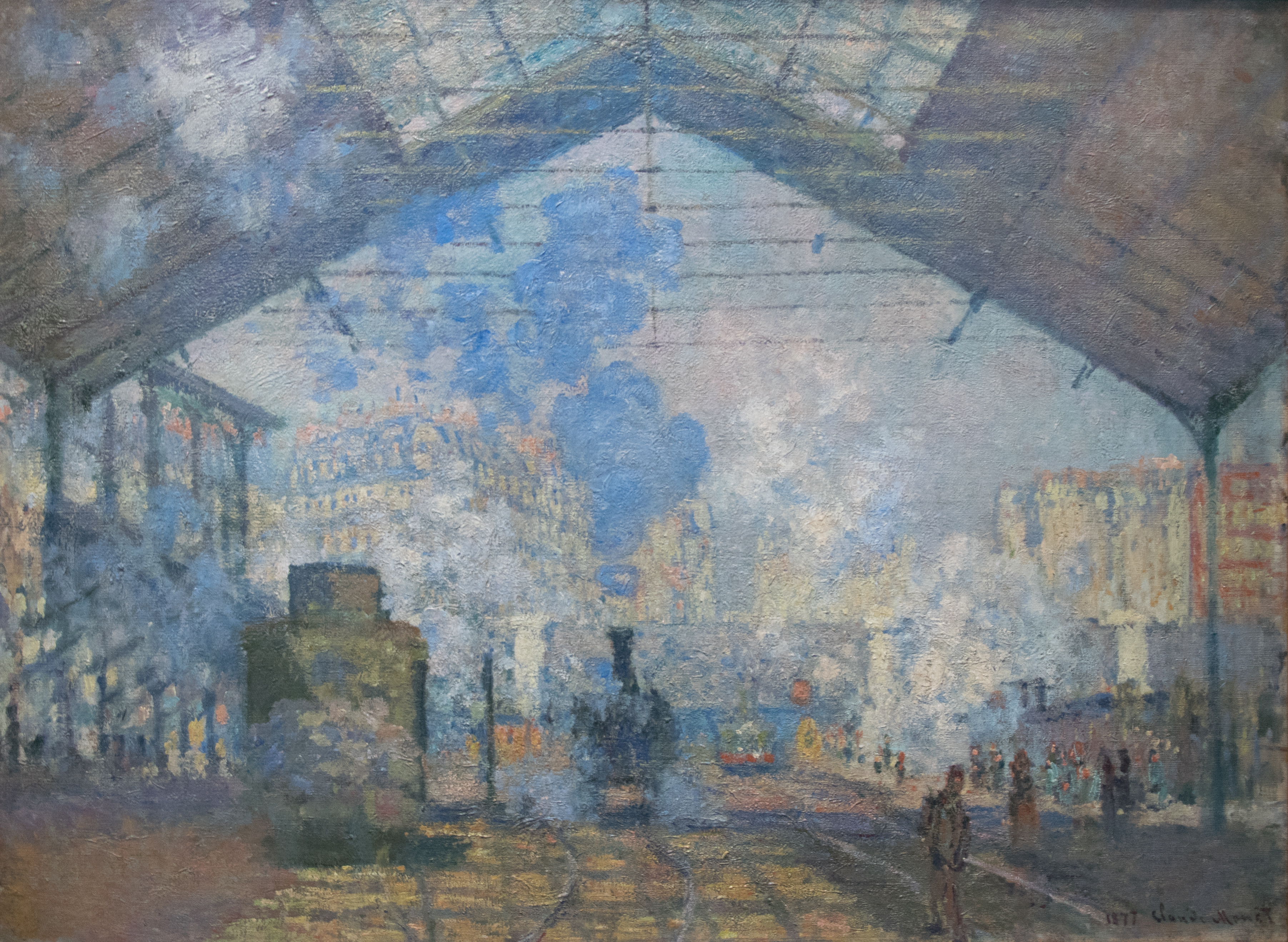
『サンラザール駅』（1877年）モネ
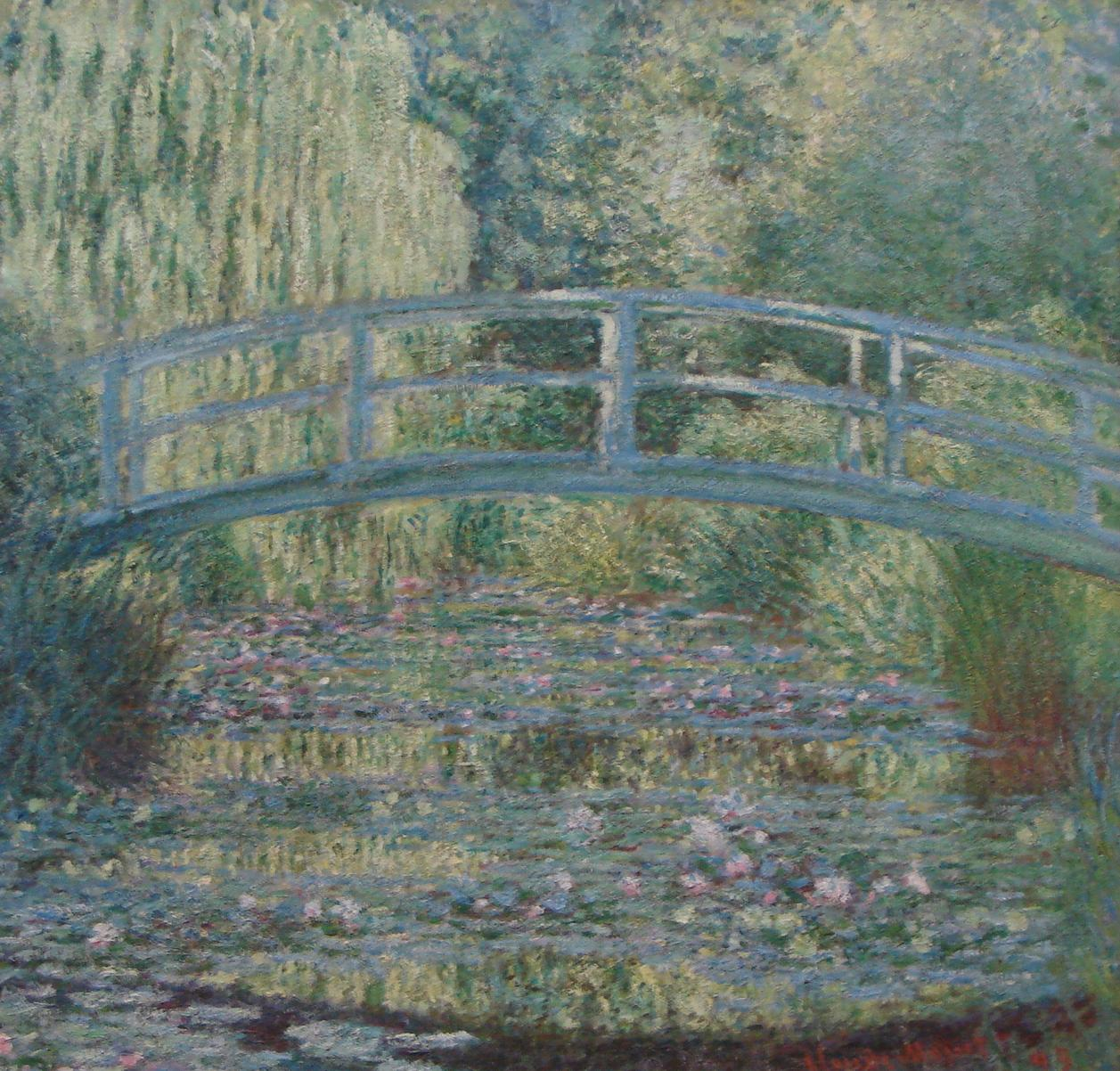
『睡蓮の池、緑のハーモニー』（1899年）モネ
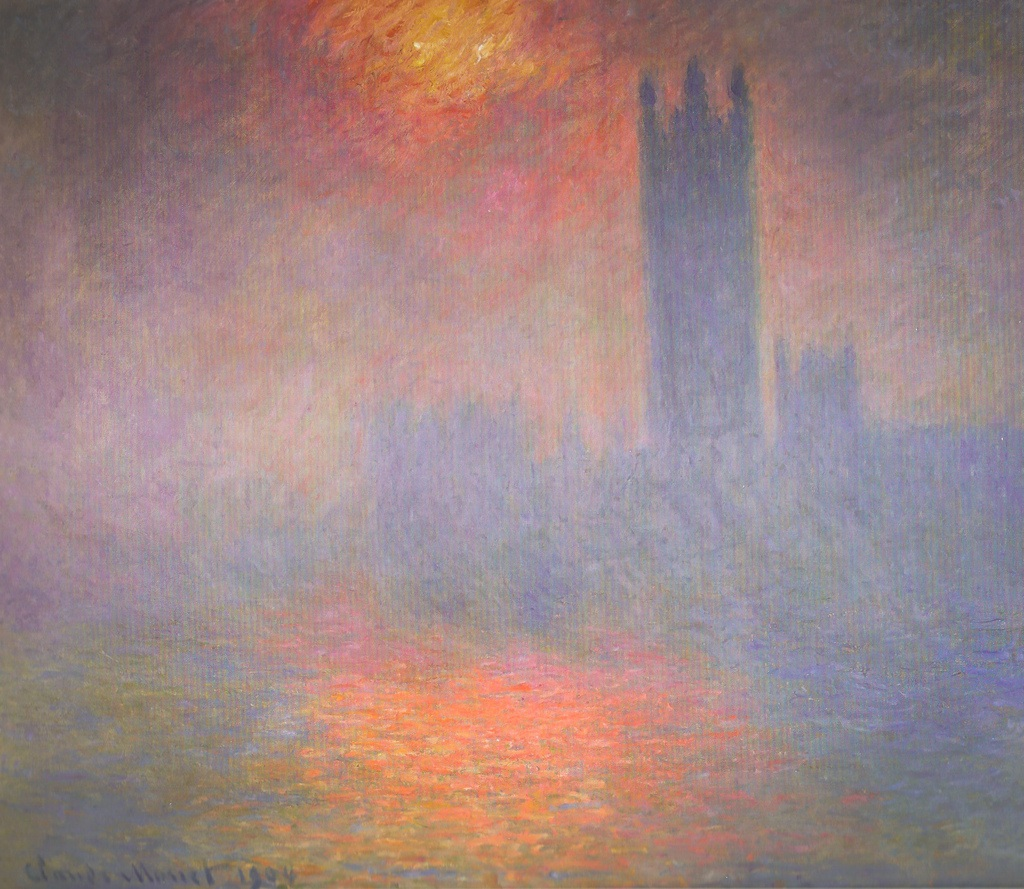
『国会議事堂』（1904年）モネ
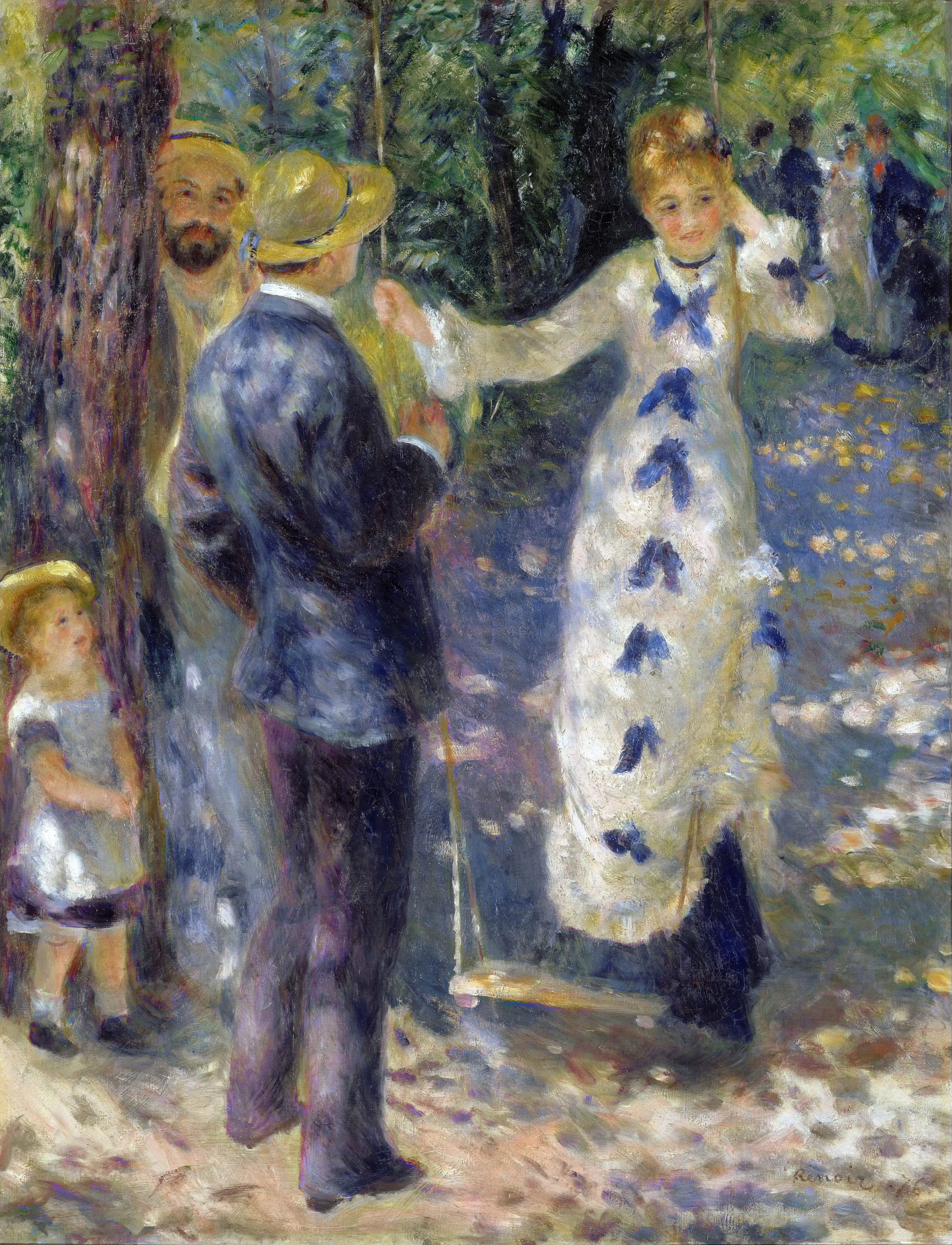
『ぶらんこ』（1876年）ルノワール
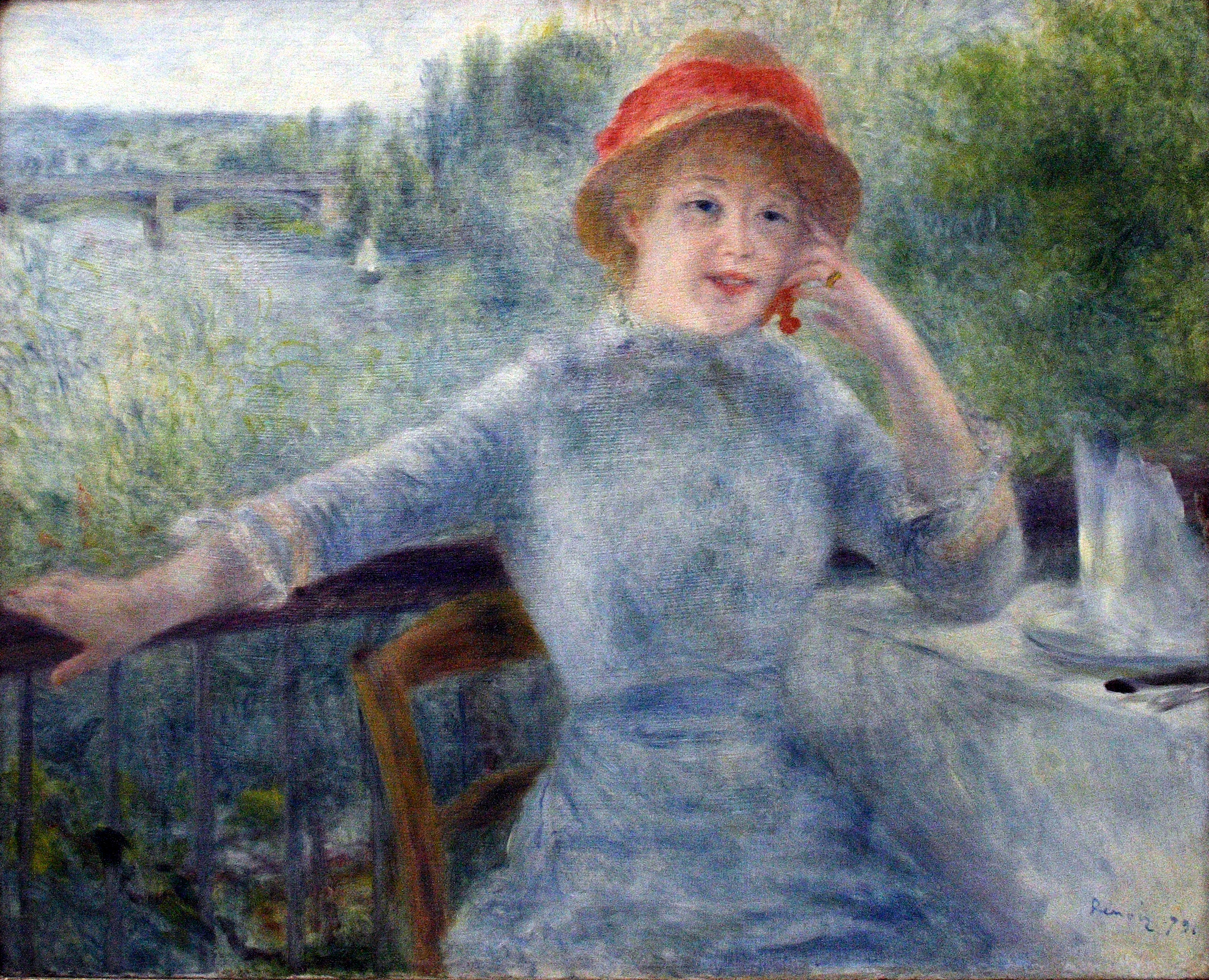
『少女アルフォンジン』（1879年）ルノワール
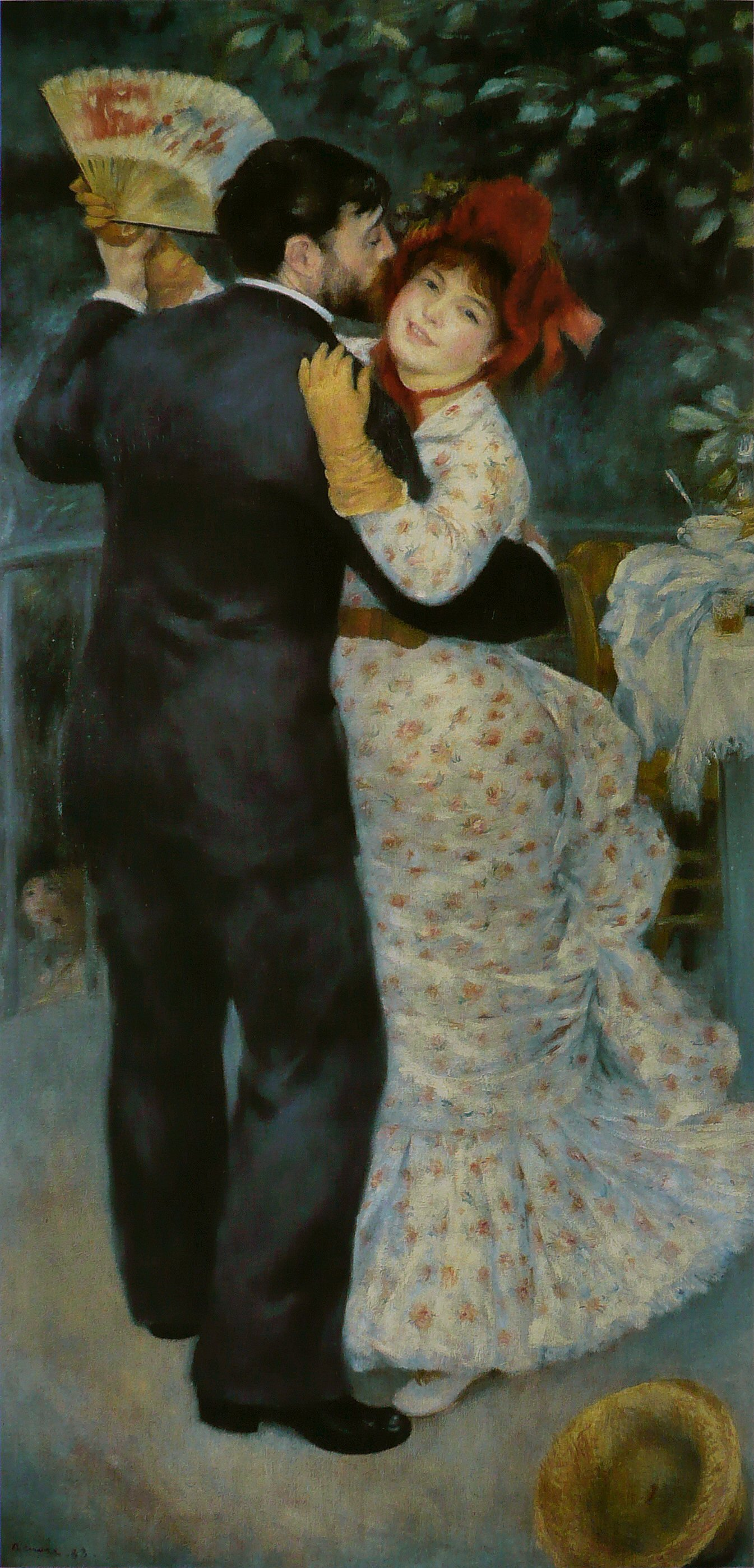
『田舎のダンス』（1883年）ルノワール
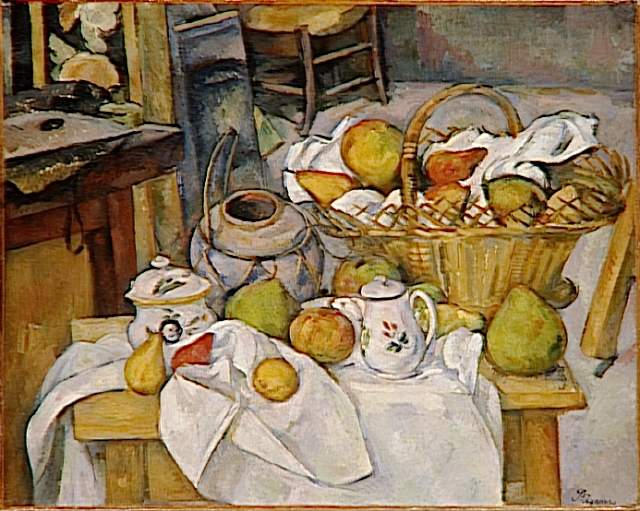
『台所のテーブル』（1889年頃）セザンヌ
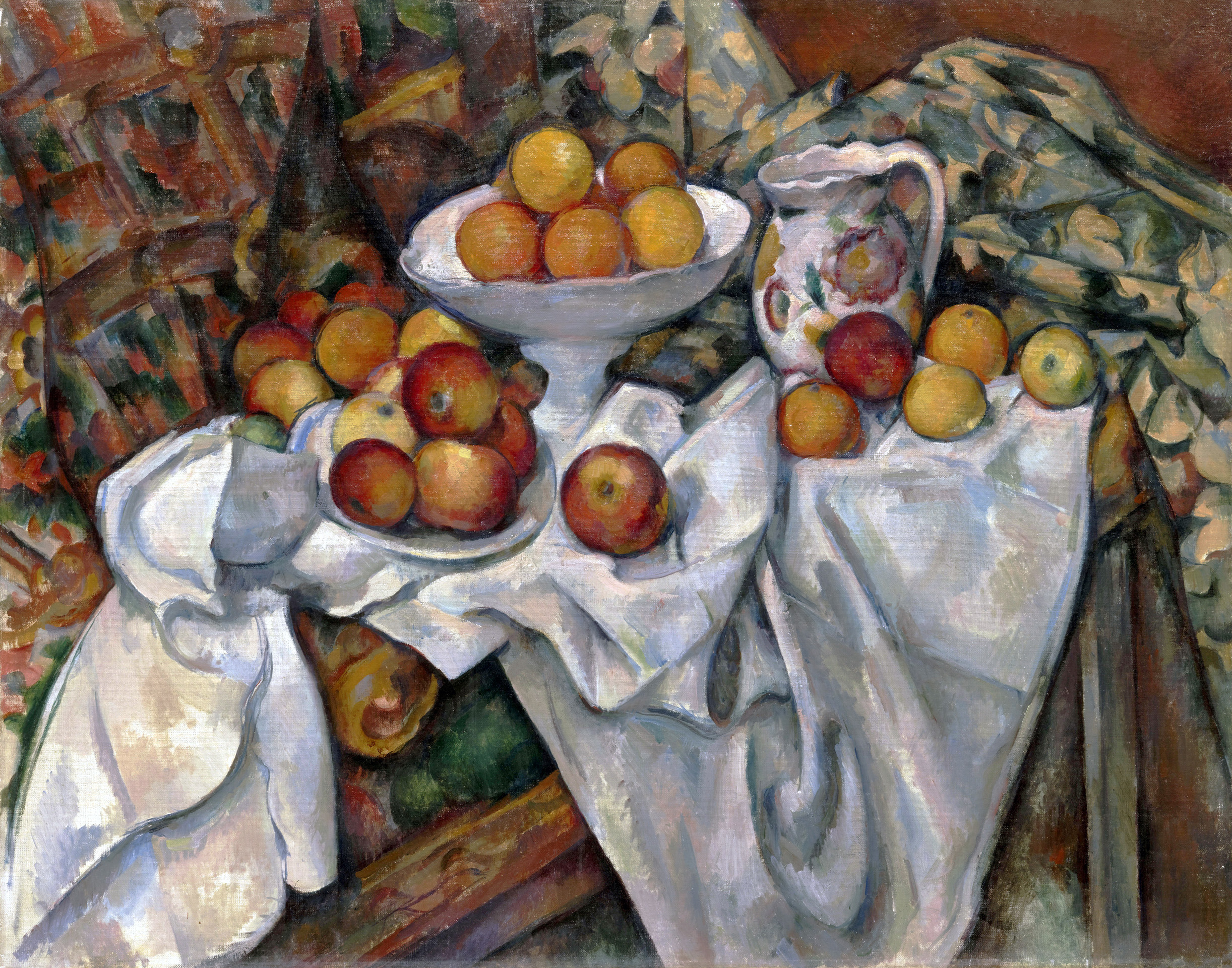
『リンゴとオレンジ』（1899年）セザンヌ
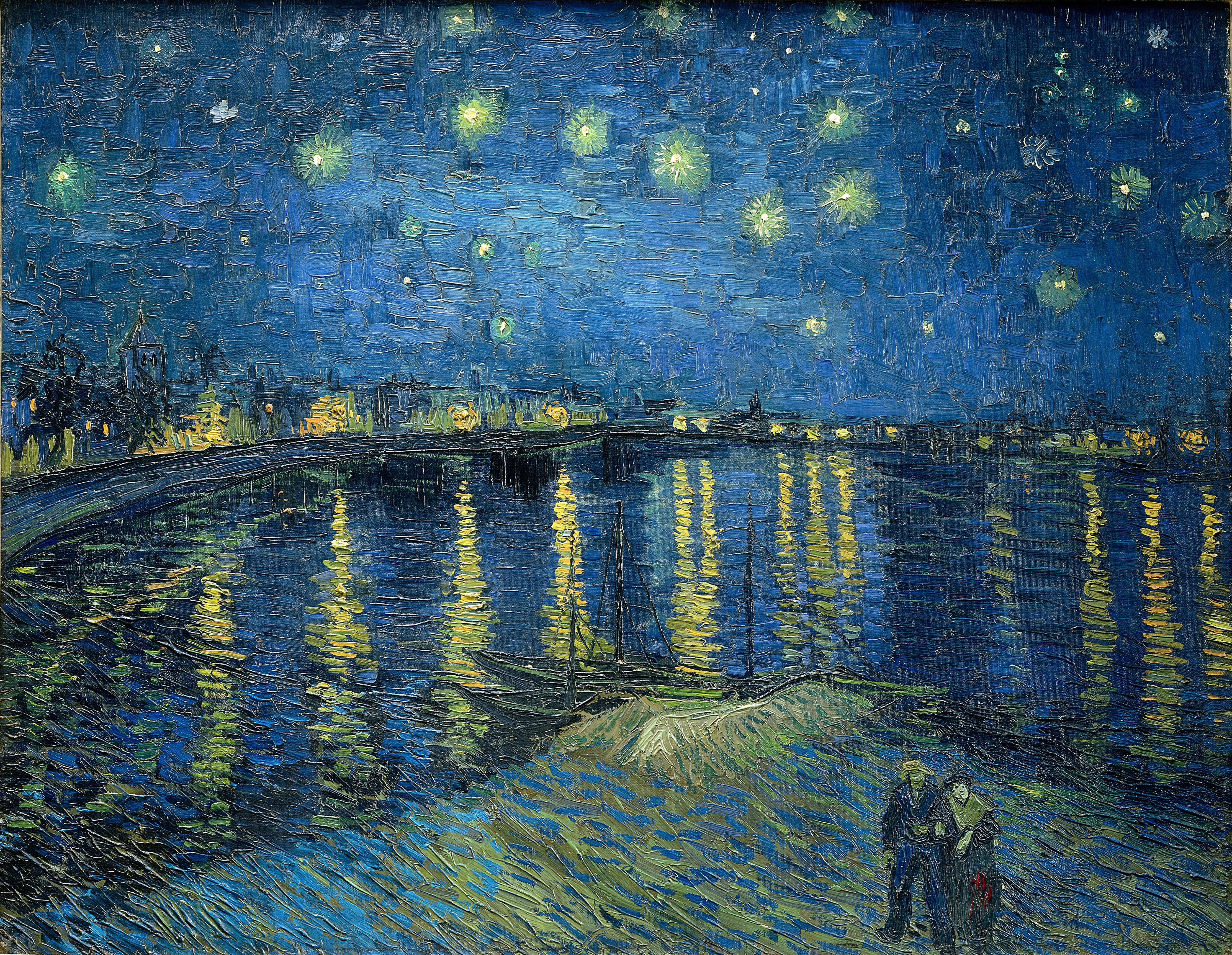
『ローヌ川の星月夜』（1888年）ゴッホ
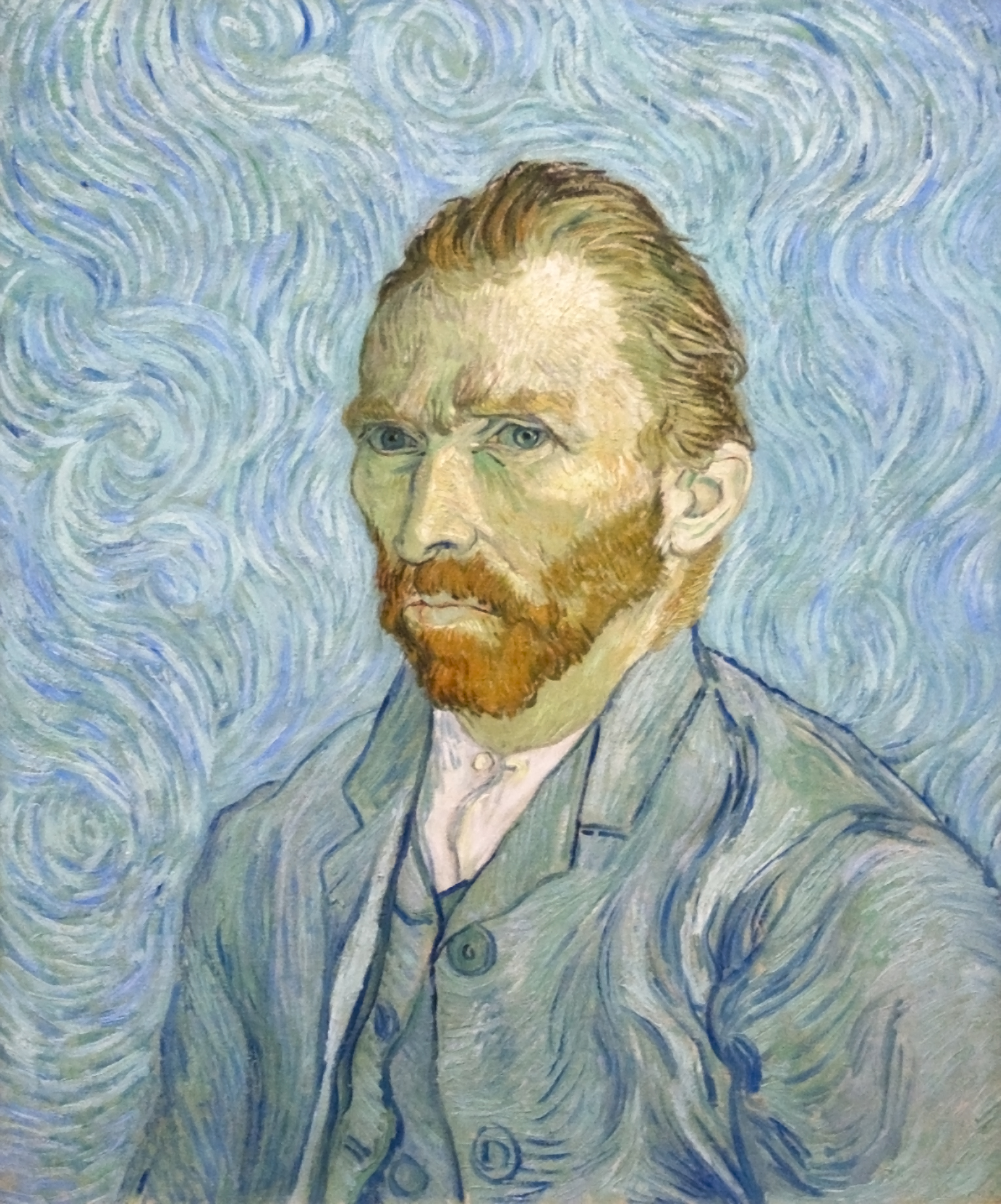
『自画像』（1889年）ゴッホ
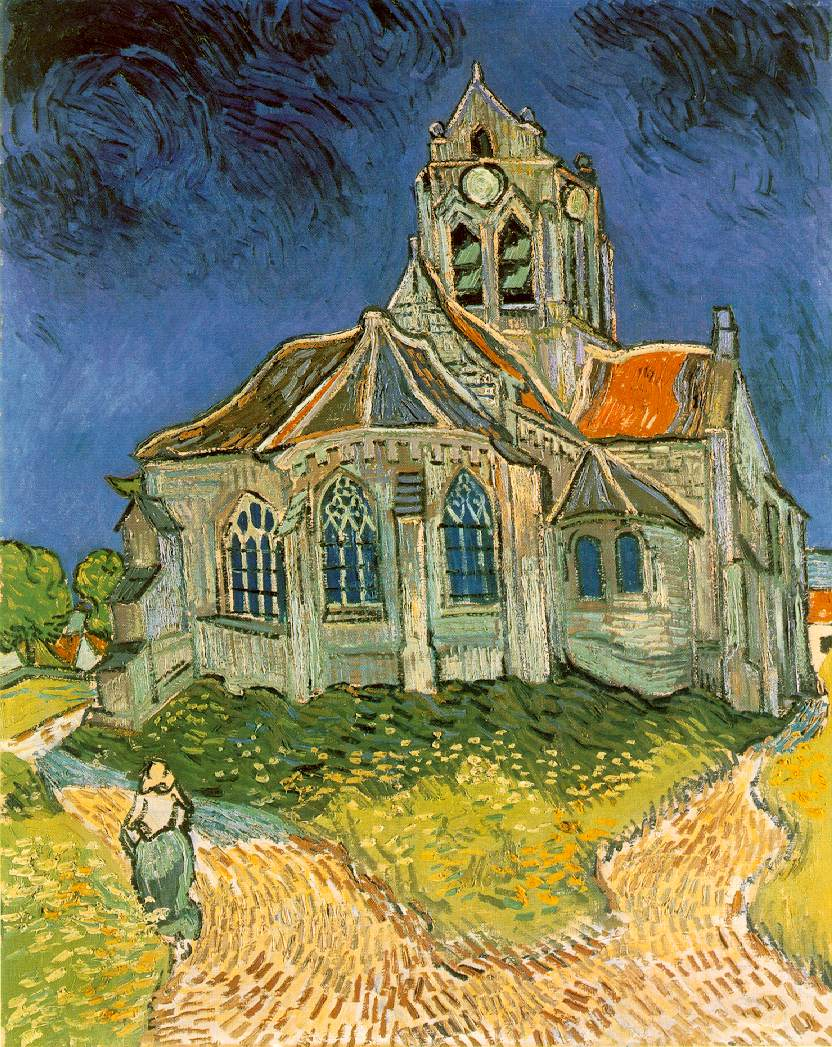
『オーヴェルの教会』（1889年）ゴッホ
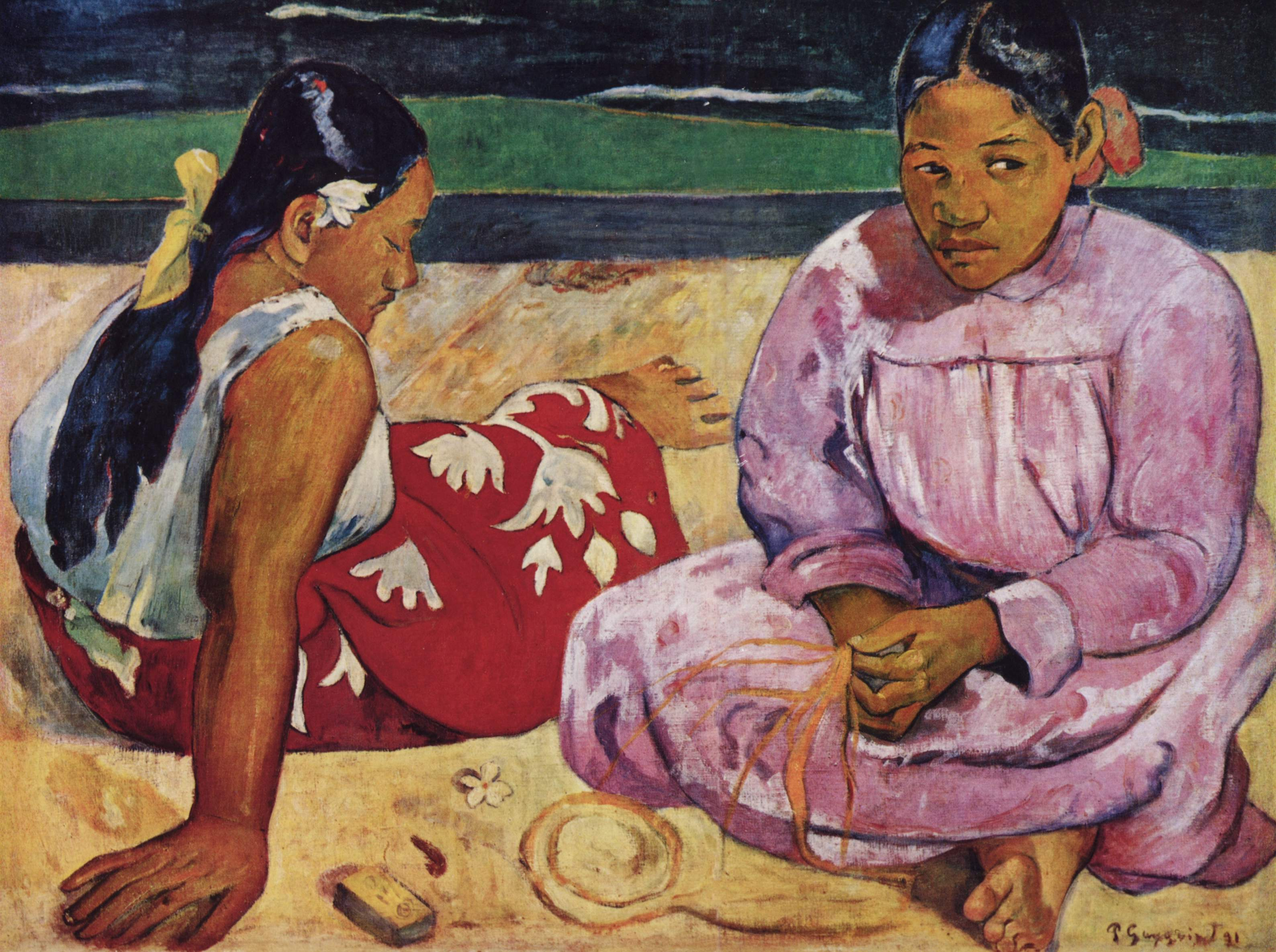
『タヒチの女』（1891年）ゴーギャン
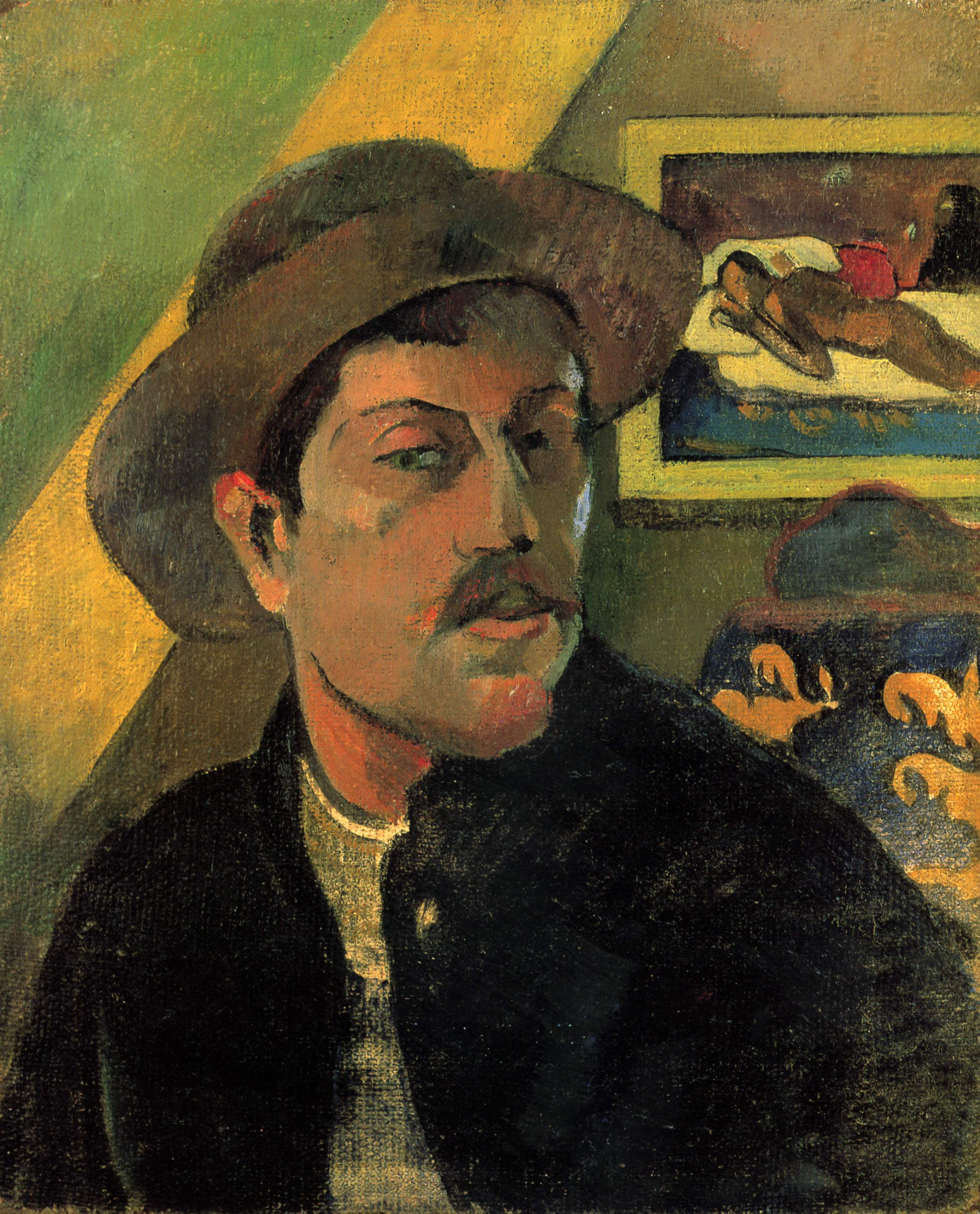
『自画像』（1893年）ゴーギャン
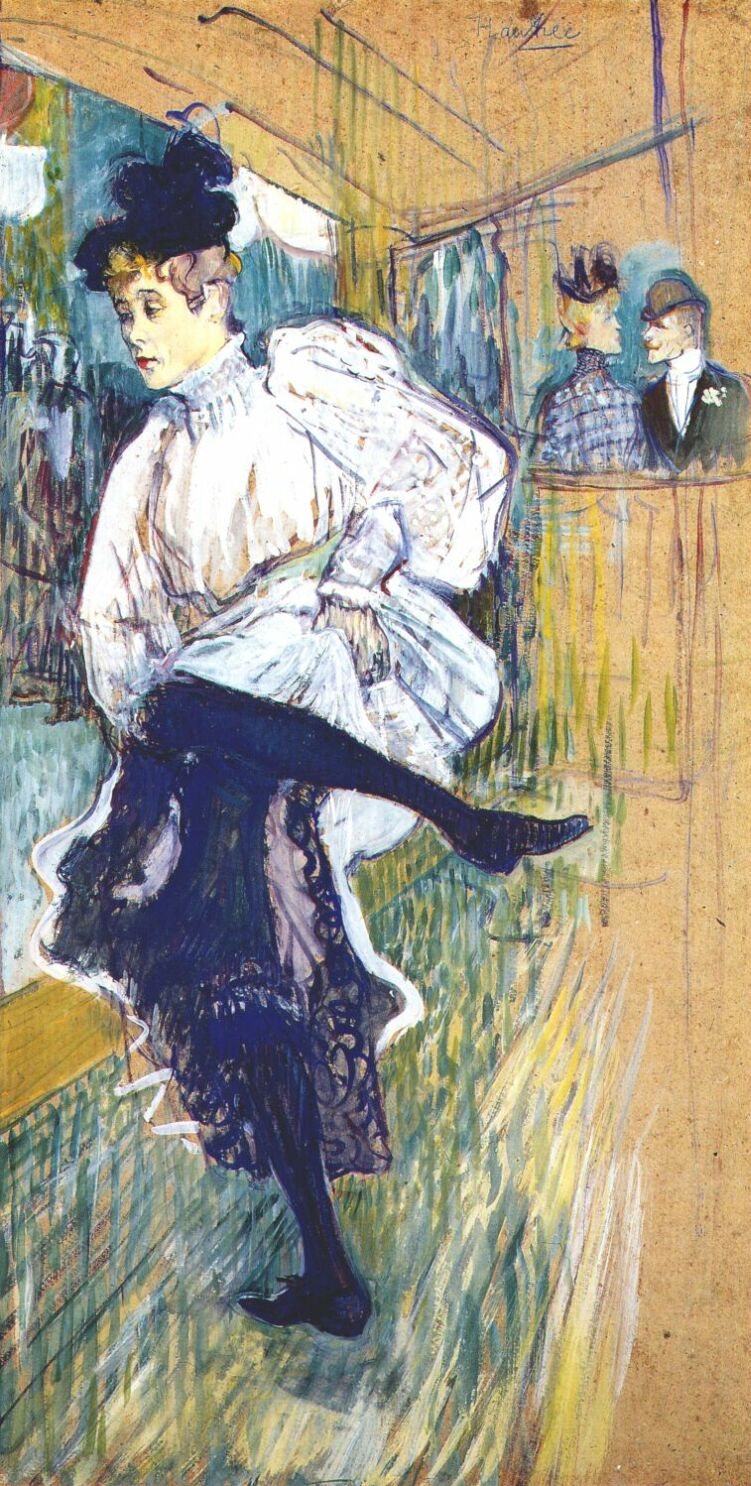
『踊るジャンヌ・アヴリル』（1892年）ロートレック
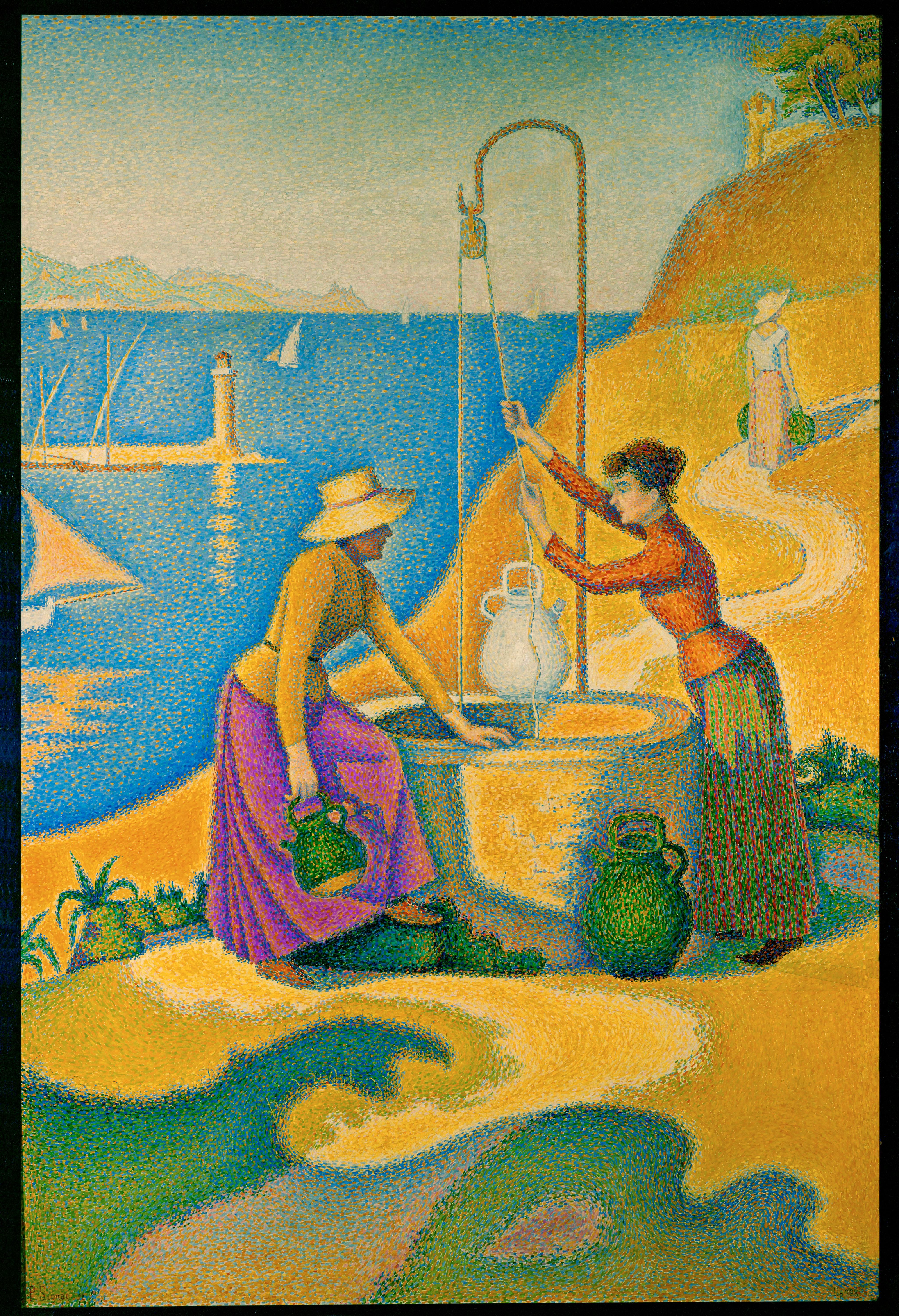
『井戸端の女たち』（1892年)ポール・シニャック
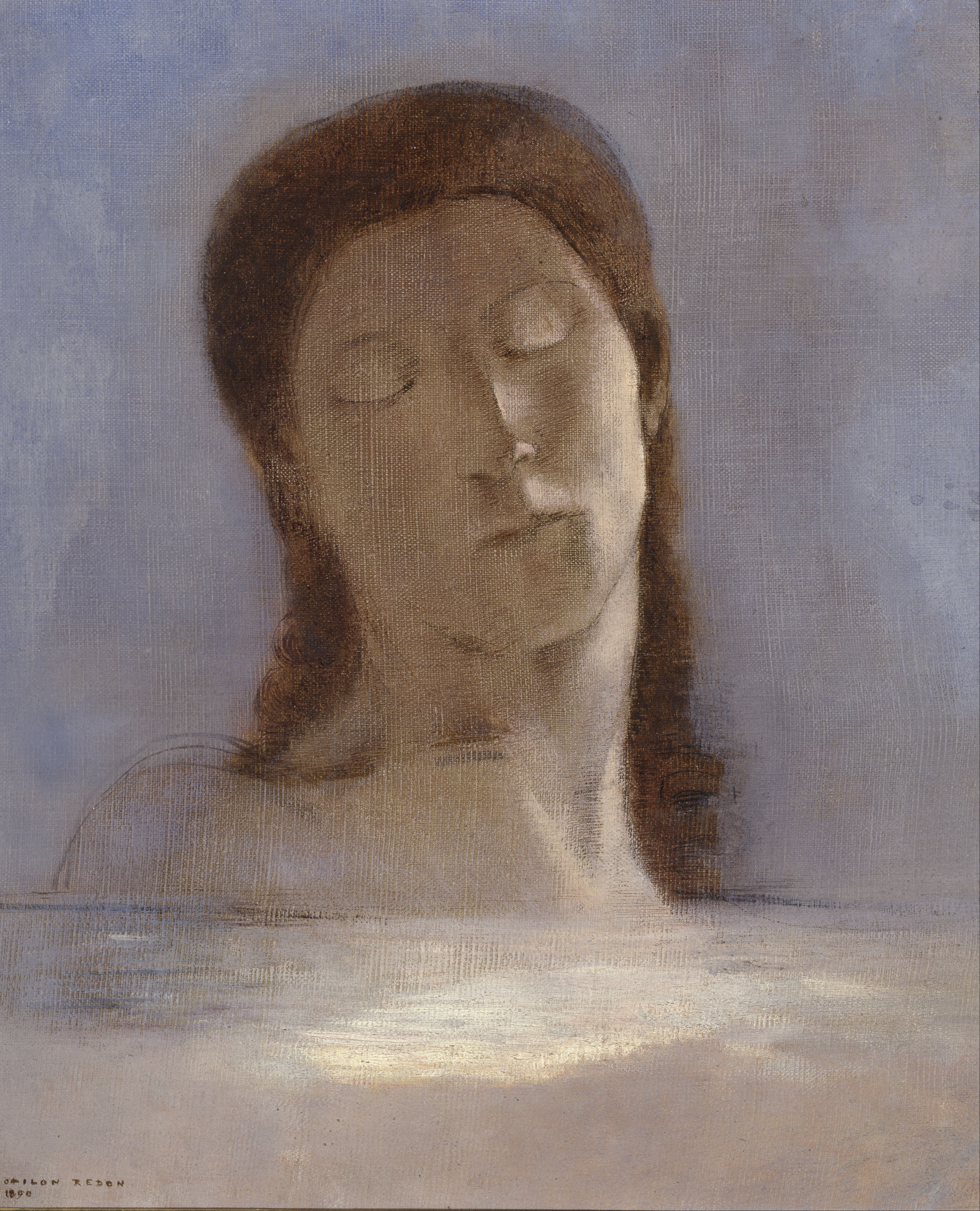
『目を閉じて』（1890年）ルドン
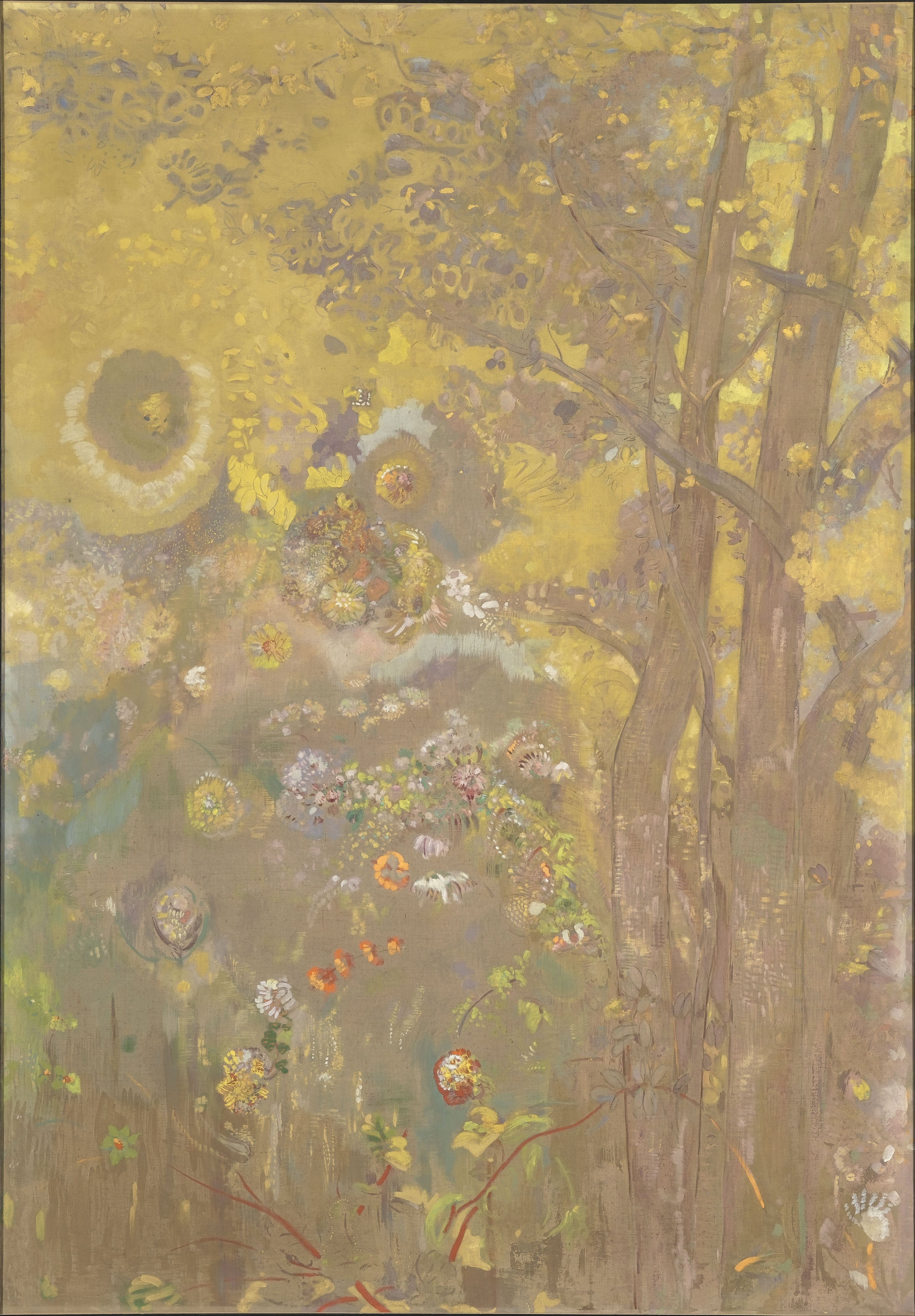
『黄色い背景のある樹々』（1900年-1901年）ルドン
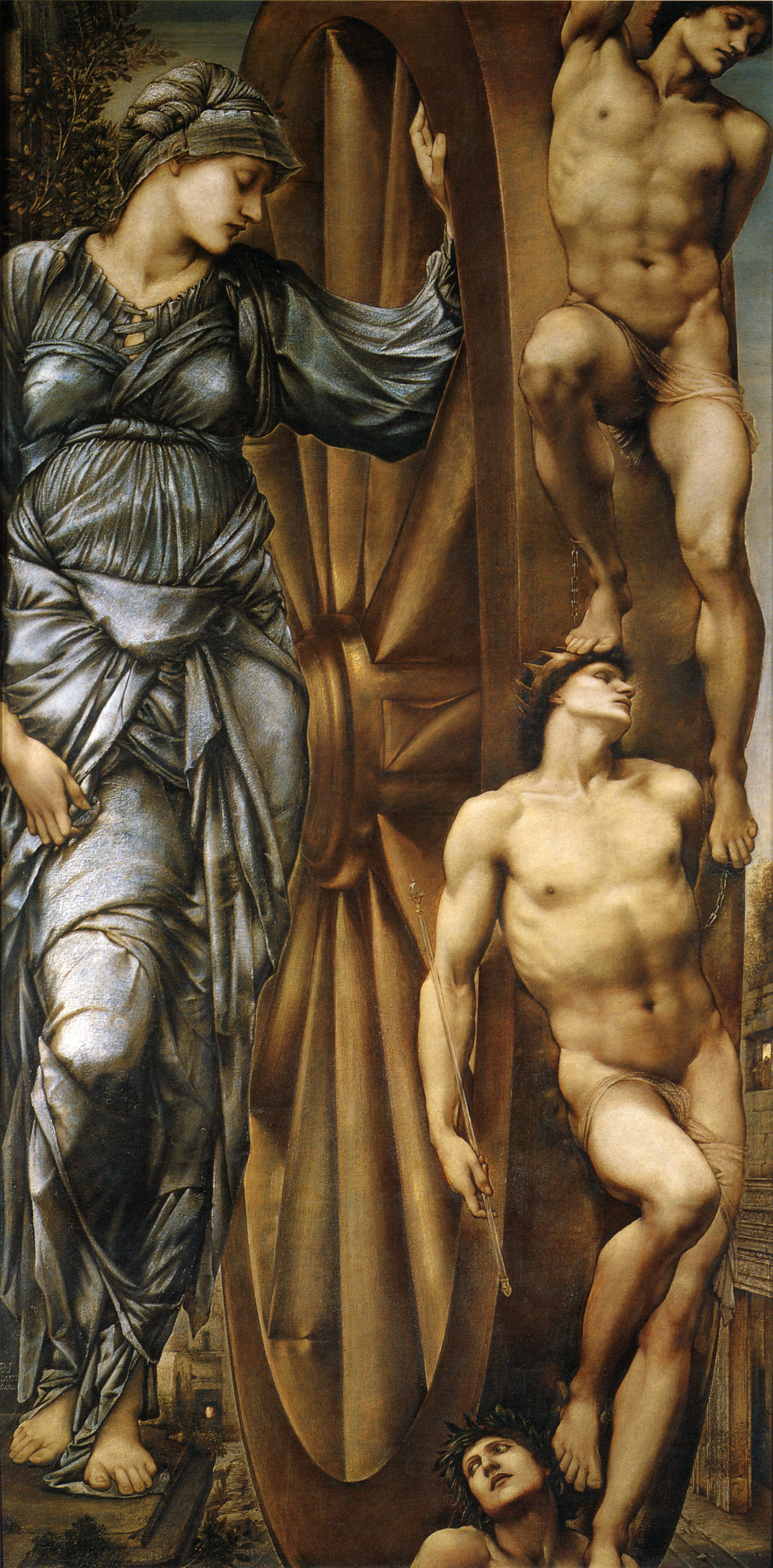
『運命の車輪』（1877年 - 1883年）バーン＝ジョーンズ
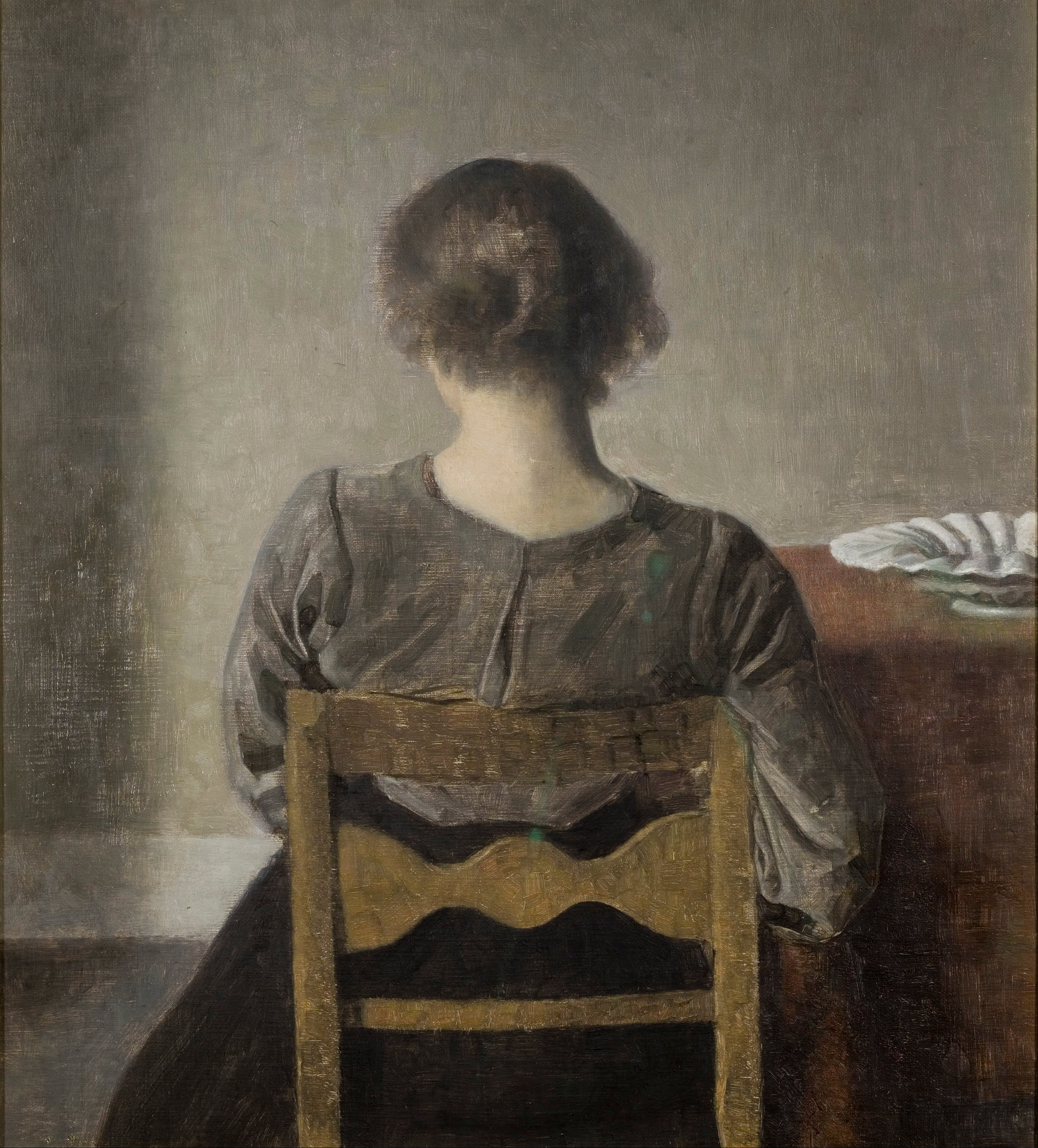
『休息』（1905年） ハンマースホイ
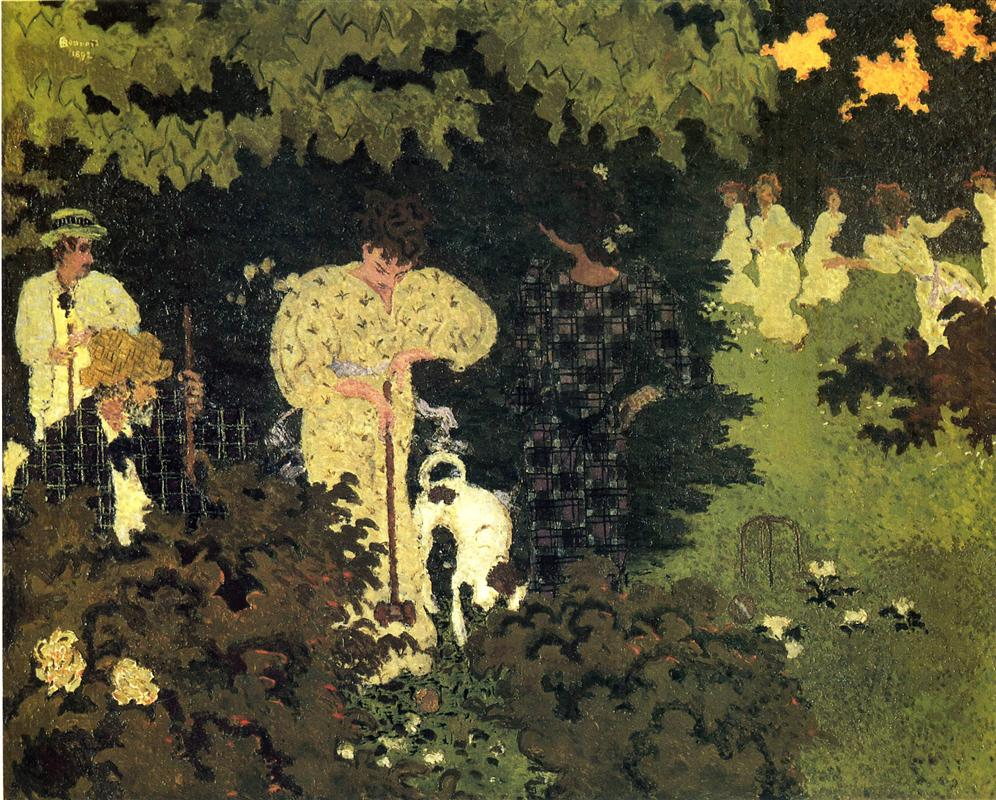
『クリケットの試合』（1892年）ボナール
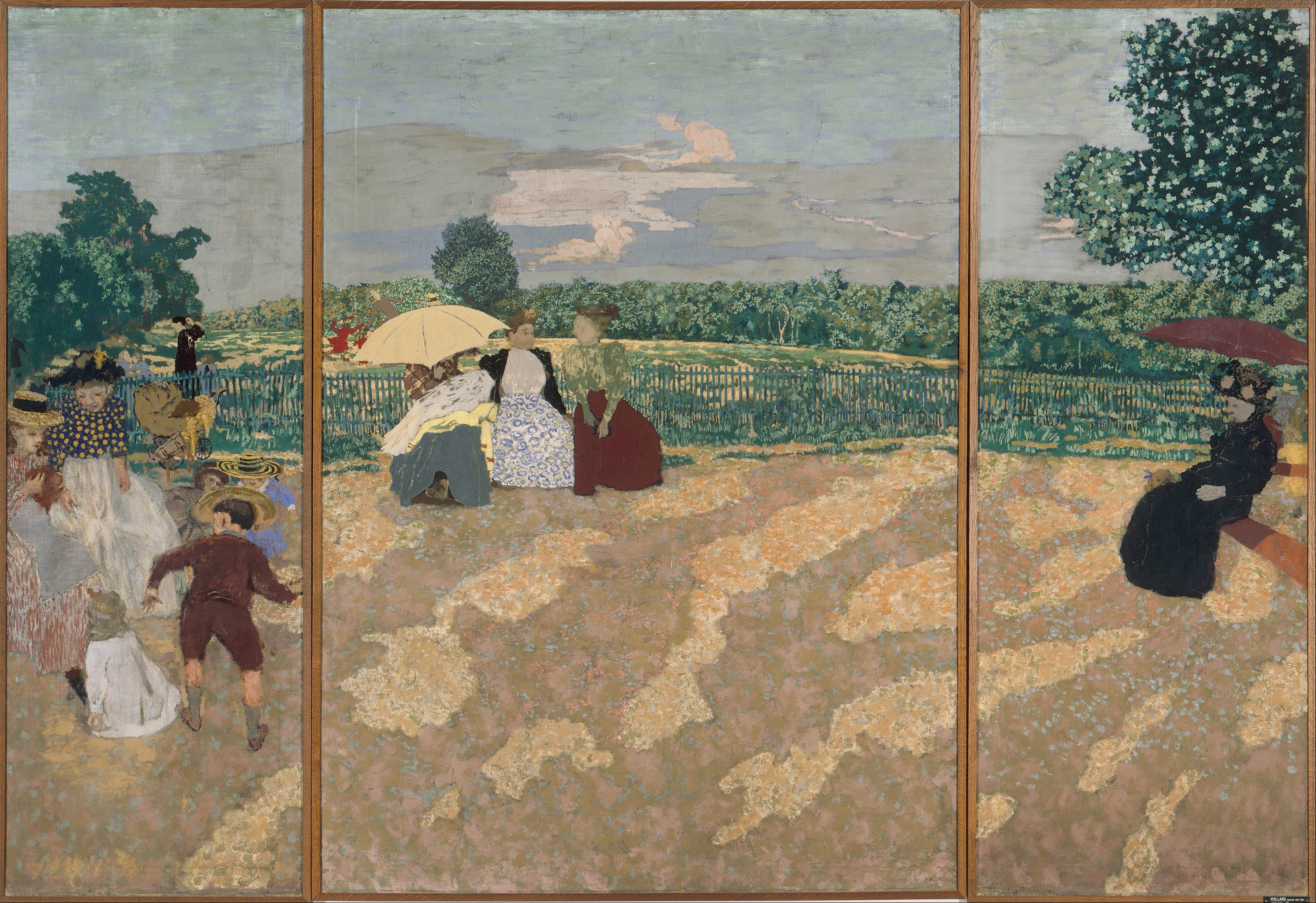
『公園』（1894年）ヴュイヤール
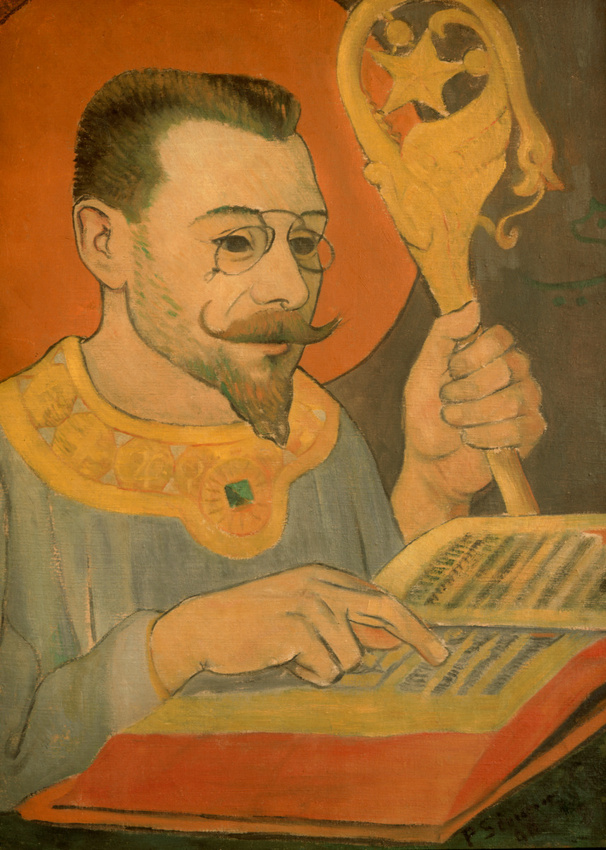
『ナビの衣装をつけたポール・ランソン』(1890年) ポール・セリュジェ
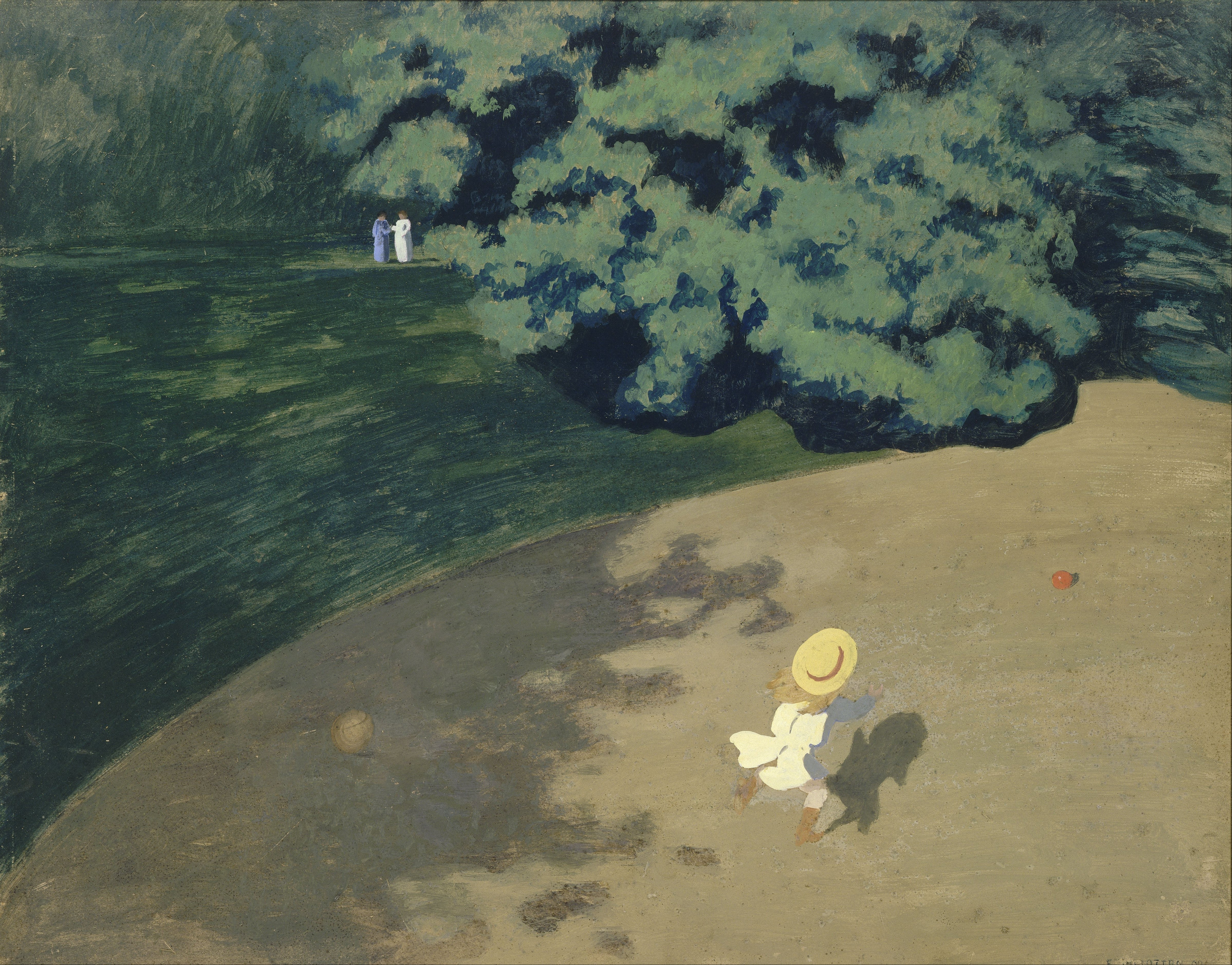
『ボール』（1899年）ヴァロットン
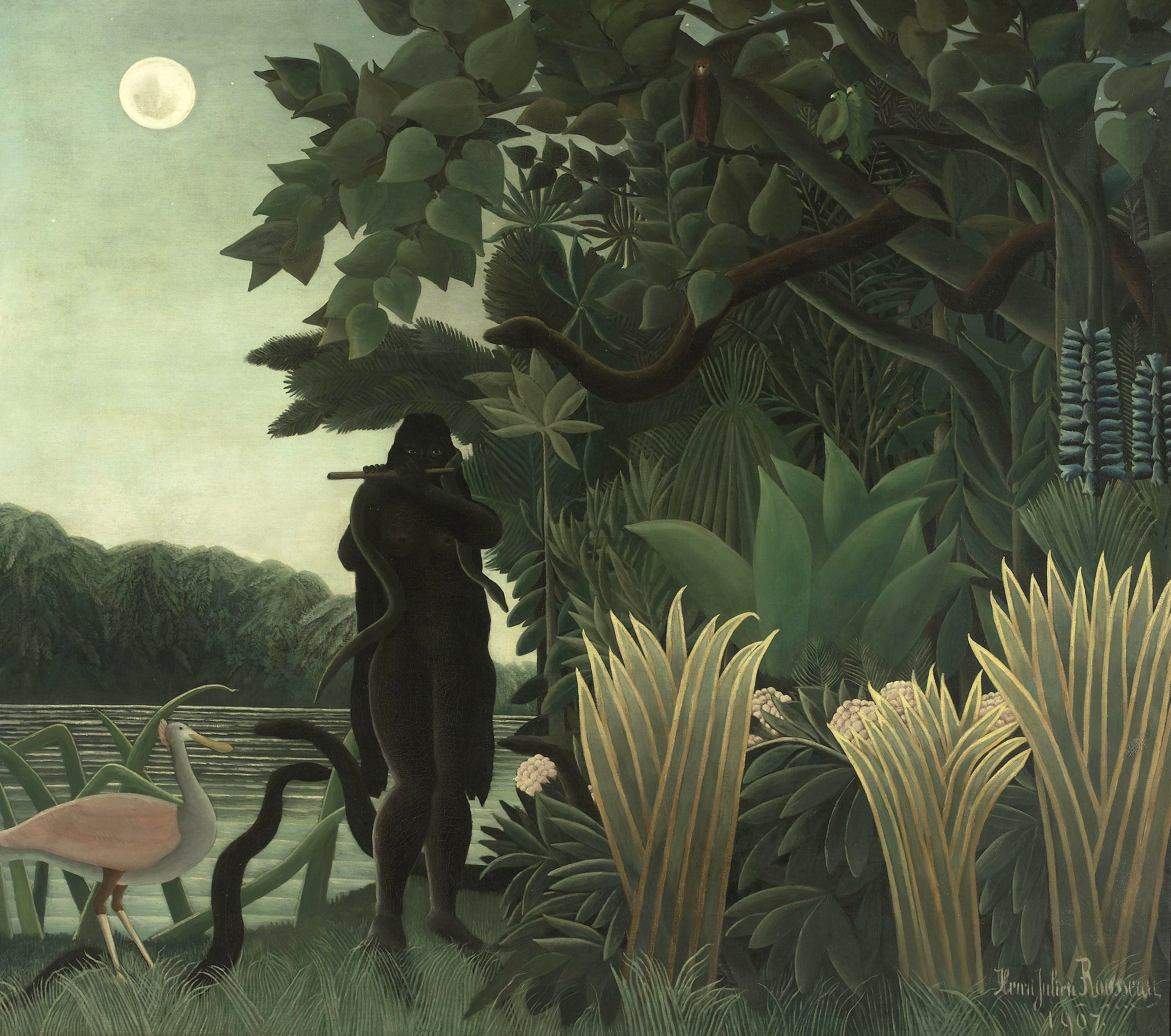
『蛇使いの女』（1907年）アンリ・ルソー
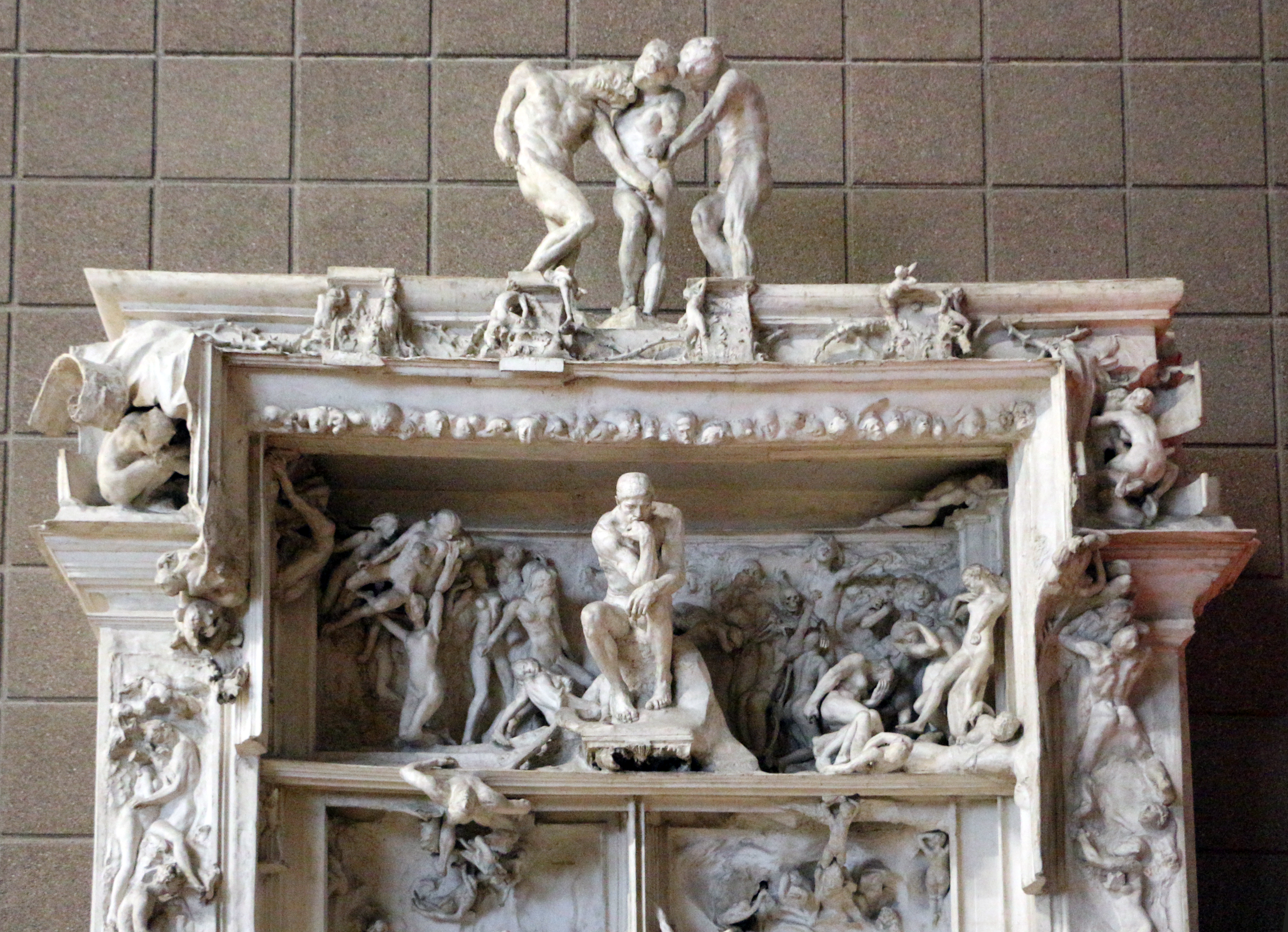
『地獄の門』（1880年 - 1917年）オーギュスト・ロダン
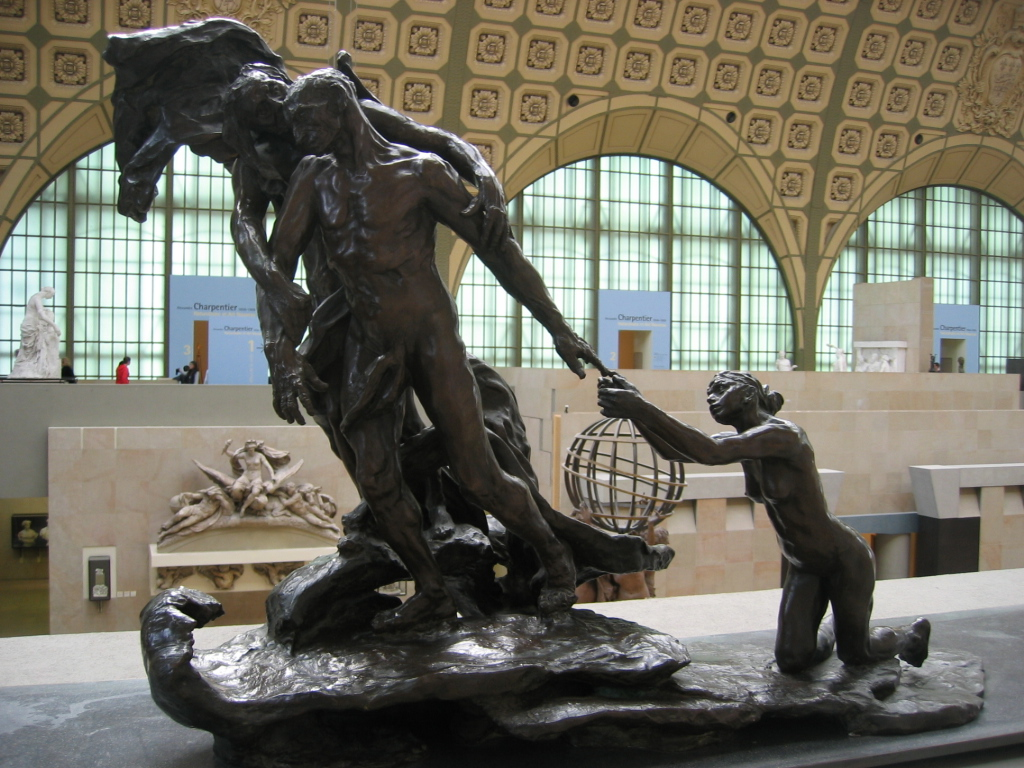
『分別盛り』（1898年）カミーユ・クローデル
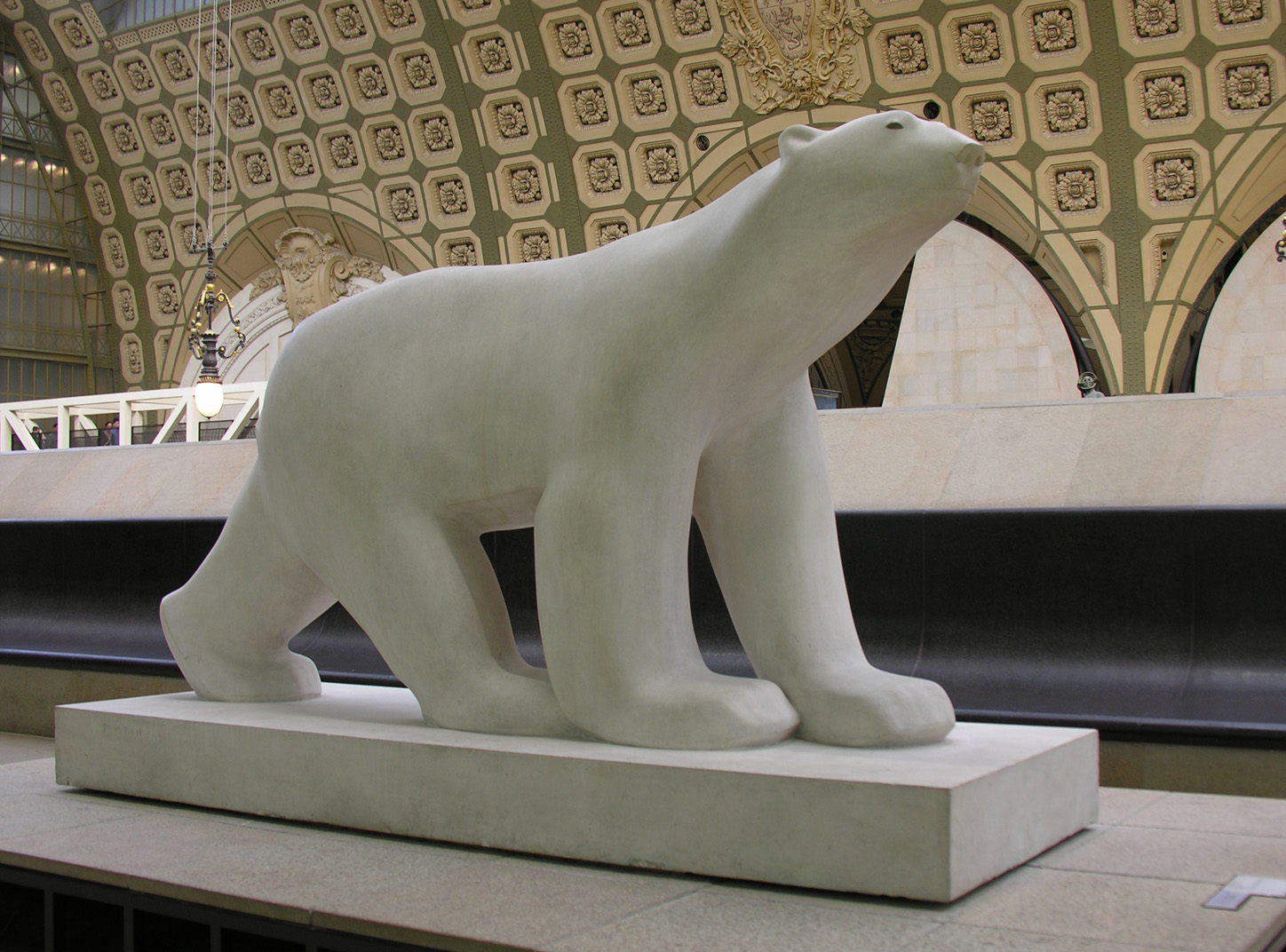
『白熊』（1922年）フランソワ・ポンポン

## 関連文献
- 『新生オルセー美術館』 高橋明也、新潮社〈とんぼの本〉、2017年
  - 旧版『パリ オルセ美術館と印象派の旅』新潮社〈とんぼの本〉、1990年。丹尾安典ほか
- 『オルセーはやまわり さっと深読み名画40』有地京子、中央公論新社、2014年。新書判のガイドブック
- 『別冊太陽 パリ オルセー美術館』 平凡社、2006年
- 『活字でみるオルセー美術館 近代美の回廊をゆく』 小島英煕、丸善ライブラリー、2001年
- 『世界美術館紀行6 オルセー美術館』NHK「世界美術館紀行」取材班編、日本放送協会出版（現：NHK出版）、2005年
- 『オルセー美術館の名画101選』 島田紀夫監修、アートセレクション：小学館、2010年
- 『オルセ美術館 絵画 みすず美術館シリーズ1』
  - ミシェル・ラクロット解説、田辺徹訳、みすず書房、1989年
- 『NHKオルセー美術館』全6巻、日本放送出版協会、1990年。丹尾安典責任編集

## 関連項目

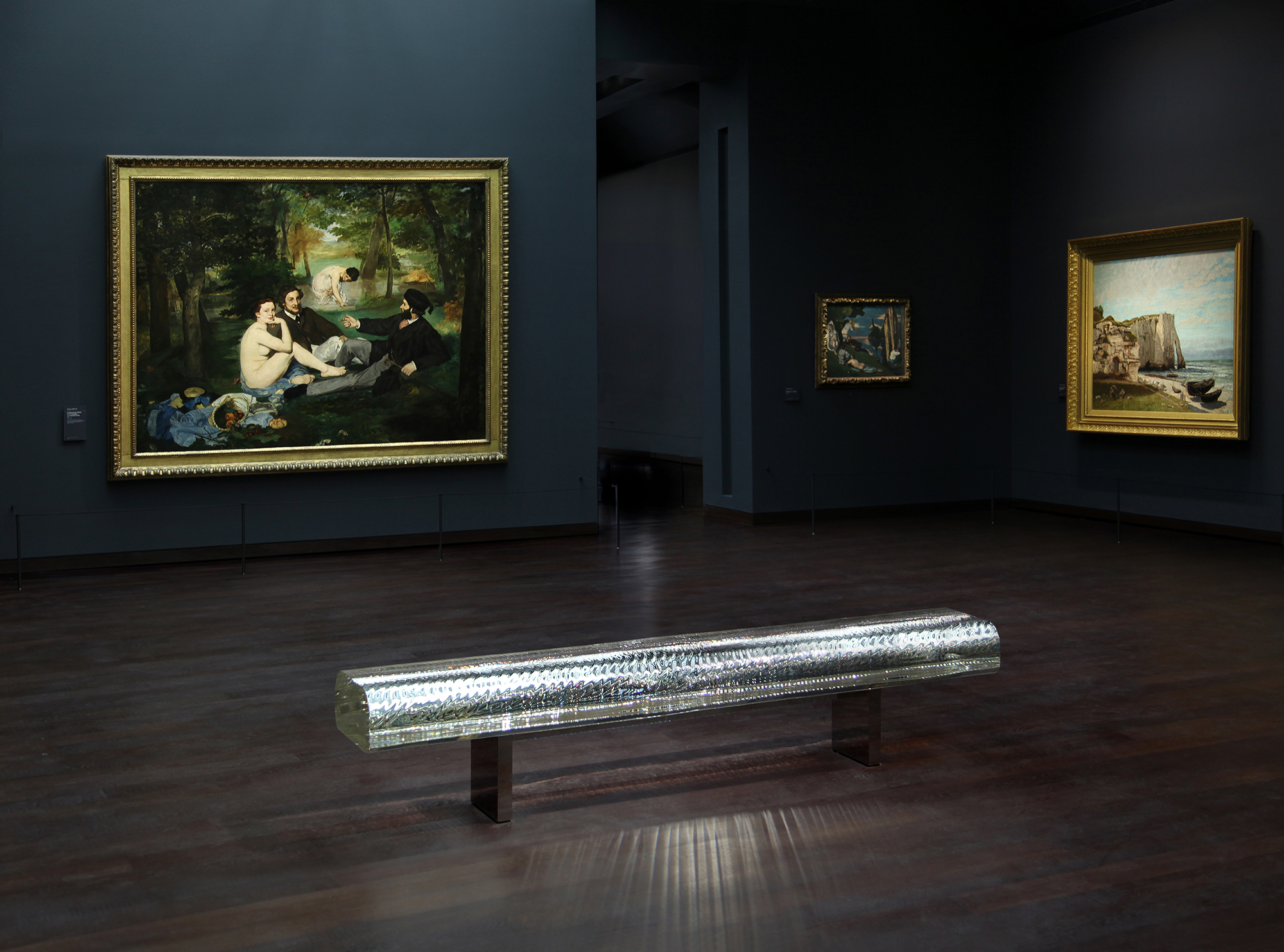
ガラスのベンチ『Water Block』（2002）吉岡徳仁

## 参照
1. ↑  “The Art Newspaper Ranking VISITOR FIGURES 2016” (PDF).   The Art Newspaper. 2016年10月9日閲覧。